# Protectorat français de Tunisie
12 mai 1881 – 20 mars 1956
Entités précédentes :
- Beylicat de Tunis

Entités suivantes :
- Royaume de Tunisie

Le protectorat français de Tunisie (en arabe : الحماية الفرنسية في تونس, al-Ḥimāya al-Fransīya fī Tūnis) est institué par le traité du Bardo du 12 mai 1881 au terme d'une rapide conquête militaire.
Il faisait partie de l'Afrique française du Nord avec l'Algérie française et le protectorat du Maroc, et plus largement de l'Empire colonial français. Entamée par la cession des pouvoirs diplomatiques et militaires à la France en 1881, la souveraineté tunisienne est réduite à néant dès 1883, le bey se contentant de signer les décrets et lois préparés par le résident général de France en Tunisie. Si l'administration tunisienne au niveau local reste en place, elle se contente de faire le lien entre la population tunisienne et les nouvelles administrations formées sur le modèle de ce qui existe en France. Le budget du gouvernement tunisien est rapidement assaini ce qui permet de lancer de multiples programmes de constructions d'infrastructures (routes, chemins de fer, ports, phares, écoles, hôpitaux, etc.) qui transforment complètement le pays avant tout au profit des colons, en majorité italiens dont le nombre augmente rapidement. Toute une législation foncière est mise en place permettant l'acquisition ou la confiscation de terres afin de créer des lots de colonisation revendus aux colons français qui s'approprient ainsi les meilleures surfaces cultivables.
Il faut attendre 1920 pour voir la création du premier parti nationaliste, le Destour, mais son activité politique diminue rapidement à partir de 1922. L'arrivée des premières générations de Tunisiens instruites dans les universités françaises relance le mouvement nationaliste. Un nouveau parti, le Néo-Destour, est créé en 1934 dont les méthodes beaucoup plus violentes, montrent rapidement leur efficacité. La répression policière ne fait qu'accentuer la mobilisation du peuple tunisien. L'occupation du pays en 1942 par l'armée allemande et la déposition forcée de Moncef Bey en 1943 par les autorités françaises renforcent l'exaspération de la population. Aux termes de trois ans de guérilla, l'autonomie interne est accordée en 1955. Le protectorat est finalement aboli le 20 mars 1956.

## Histoire du protectorat

### Contexte
Le protectorat français trouve sa place dans un contexte d'affaiblissement progressif du pouvoir beylical. Cette autorité s'est en effet étiolée du fait d'une situation intérieure caractérisée par la diminution des ressources de l'État et d'une situation extérieure se traduisant par un interventionnisme étranger accru qui ont permis à la France de prendre position.
La dégradation des comptes beylicaux a pour causes la disparition des revenus provenant de la piraterie, interdite depuis 1818, la quasi-absence de personnalités ayant le sens ou l'aptitude du service de l'État — le ministre Mustapha Khaznadar bâtit sa fortune durant 35 ans en ruinant le pays — et un endettement croissant du trésor. Cette situation est aggravée par les déboires des tentatives de mutations inspirées de celles de l'Europe occidentale :
- l'échec de la modernisation des institutions instituée par le Pacte fondamental du 10 septembre 1857, promulgué par Mohammed Bey[2], et la constitution octroyée le 23 avril 1861[3], qui à la suite d'émeutes est suspendue ;
- la persistance des féodalités entretenues par les révoltes récurrentes provoquées par une fiscalité trop lourde ;
- la modernisation de l'économie (agriculture et commerce en particulier) entreprise par Kheireddine Pacha, successeur de Khaznadar ; il ne parvient toutefois pas à redresser la barre par ses réformes et démissionne en juillet 1877[4] ; les efforts de Mustapha Ben Ismaïl qui le suit à la tête du gouvernement ne connaissent guère plus de succès.

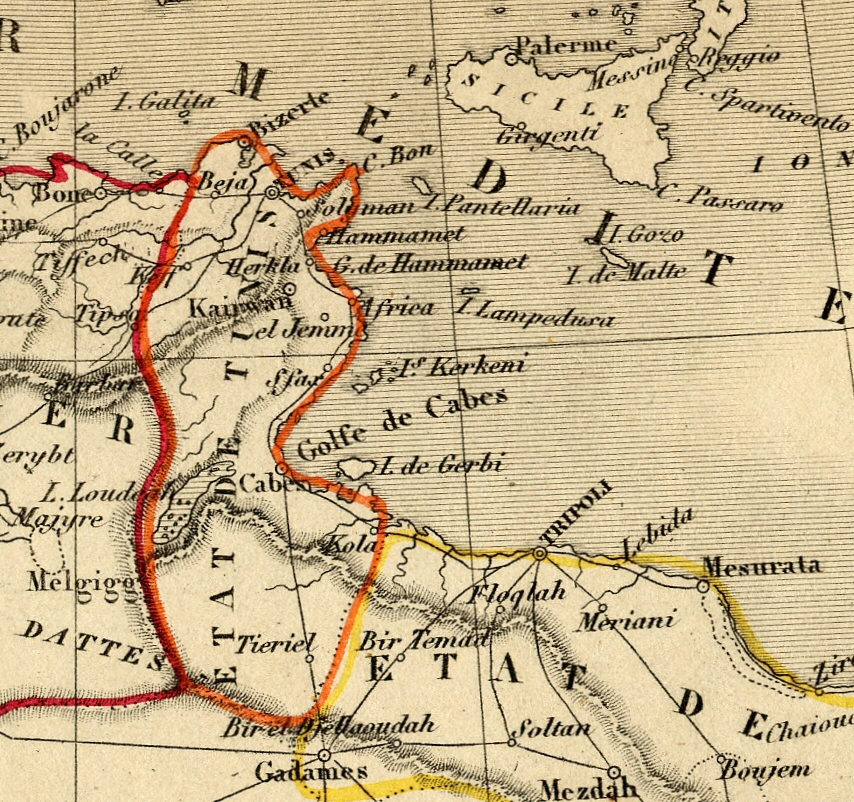
Carte de la régence de Tunis (ici appelée État de Tunis) imprimée en 1843.

Quant à la situation extérieure, elle se traduit par un interventionnisme étranger accru. En effet, les puissances occidentales, principales créancières de la Tunisie, mettent sur pied une commission internationale, le 5 juillet 1869, qui afferme certaines recettes afin d'apurer la dette, sans succès. Elles voient aussi miroiter les perspectives d'emplois offertes aux capitaux générés par la révolution industrielle et cherchent de nouveaux territoires, sous-tendant ainsi leurs pressions impérialistes. Dans le même temps, l'Empire ottoman tente de restaurer son emprise sur la Tunisie en contrant la volonté d'indépendance beylicale. Car, s'appuyant sur la diplomatie et les forces navales européennes, les beys de Tunis parviennent progressivement à réduire à l'état de fiction le lien de suzeraineté rattachant la Tunisie à Constantinople.
Signé le 13 juillet 1878, le traité concluant le Congrès de Berlin entérine presque explicitement le partage des zones d'influence des principales puissances coloniales, en particulier la dévolution de la Tunisie à l'orbite d'influence de la France. C'est dans ce contexte que cette dernière cherche à compenser les effets de sa défaite lors de la guerre de 1870, en particulier la perte de l'Alsace et de la Lorraine. De plus, le percement du canal de Suez, inauguré en 1869, fait de la mer Méditerranée un axe commercial attractif sur lequel la Tunisie occupe des positions stratégiques, militairement et commercialement convoitées par les puissances coloniales.
Les agents économiques (banques et maisons de négoce de Paris, Lyon et Marseille) et diplomatiques français considèrent aussi défavorablement les manœuvres de l'Italie tout juste unifiée ; elle cherche en effet, bien que signataire du traité de Berlin, à étendre son emprise naturelle à la Tunisie.

### Conquête de la Tunisie par la France

#### Première campagne
Prenant prétexte des incidents de frontière entre la tribu algérienne des Ouled Nahd et la tribu tunisienne des Kroumirs les 30 et 31 mars 1881, le gouvernement français présidé par Jules Ferry décide l'envoi d'un corps expéditionnaire de 24 000 hommes placé sous le commandement du général Léonard-Léopold Forgemol de Bostquénard à la frontière entre l'Algérie et la Régence de Tunis.
Le 24 avril 1881, les troupes françaises pénètrent en Tunisie par le nord (Tabarka), le centre de la Kroumirie et la ville de Sidi Youssef. Tabarka est investie dès le 26 avril. La ville du Kef tombe le même jour. Les trois armées peuvent alors faire leur jonction pour écraser les tribus montagnardes qui résistent jusqu'au 26 mai.
Encouragé par l'inertie de l'armée tunisienne qui n'a pas bougé pour défendre la ville du Kef contre l'attaque française, Jules Ferry décide d'envoyer un corps de 6 000 hommes sous le commandement du général Jules Aimé Bréart débarquer à Bizerte dès le 1er mai. La ville n'oppose aucune résistance et le 8 mai, la colonne militaire prend la route de Tunis. Le 12 mai, les soldats français campent à La Manouba, non loin du palais du Bardo.

#### Signature du Traité du Bardo

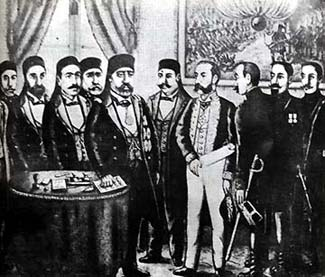
Signature du traité du Bardo le 12 mai 1881

À 16 heures, escorté par deux escadrons de hussards, Bréart se présente devant le palais du bey accompagné de tout son état-major et de la plupart des officiers supérieurs de la colonne. Des soldats tunisiens leur rendent les honneurs. On les introduit dans le salon où Sadok Bey et le consul de France Théodore Roustan les attendent. Craignant d'être destitué et remplacé par son frère, Taïeb Bey, le monarque signe le traité à 19 heures. Il obtient toutefois que les troupes françaises n'entrent pas dans la capitale.
Par ce texte, la France prive l'État tunisien du droit de légation actif en chargeant « les agents diplomatiques et consulaires de la France en pays étrangers [...] de la protection des intérêts tunisiens et des nationaux de la Régence ». Quant au bey, il ne peut plus conclure aucun acte à caractère international sans en avoir auparavant informé l'État français et sans avoir sa permission. Par ce traité, la France s'engage également à assurer la pérennité du régime monarchique beylical et à conserver au bey son statut de souverain ; l'article 3 indique que « le Gouvernement de la République prend l'engagement de prêter un constant appui à S.A. le bey de Tunis contre tout danger qui menacerait la personne ou la dynastie de Son Altesse ou qui compromettrait la tranquillité de ses États ». La faible portée des concessions imposées au bey vise à rassurer les pays européens qui tiennent à conserver les privilèges qu'ils ont obtenus en Tunisie, tels que l'immunité judiciaire ou les droits réduits sur les taxes d'importation.
Les derniers coups de feu sont tirés le 26 mai. Quatorze soldats français et un nombre inconnu de Tunisiens sont morts au combat.

#### Deuxième campagne

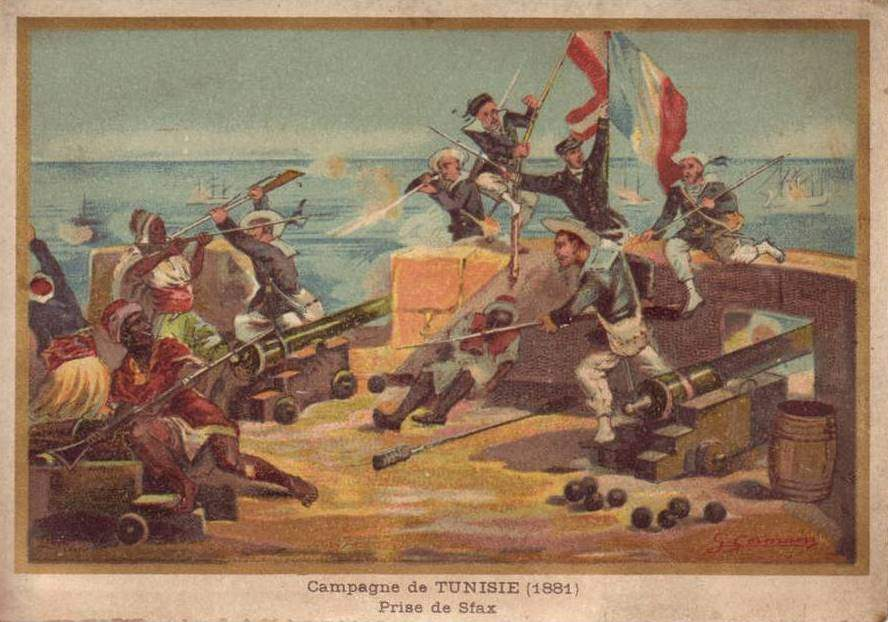
Représentation de la prise de Sfax par Édouard Detaille

Le retour en France de la moitié du corps expéditionnaire encourage le pays à prendre les armes. Le signal de la révolte est donné par la ville de Sfax qui se soulève le 27 juin. Les autorités locales sont dépassées et les Européens doivent évacuer la ville en catastrophe. La rébellion est matée dans le sang par les fusiliers marins de l'escadre de Méditerranée qui reprennent la ville le 16 juillet au bout de quatre heures de combats de rue. La ville de Gabès tombe à son tour le 30 juillet.
C'est tout le pays qui imite l'exemple des sfaxiens. En août, la ville de Kairouan est investie par les révoltés. Tout l'arrière-pays est parcouru par des tribus qui profitent de la situation insurrectionnelle pour piller. Le camp militaire du Kef est assiégé par 5 000 combattants emmenés par le chef de la tribu des Ouled Ayar, Ali Ben Ammar. Près de Hammamet, une colonne française est harcelée par 6 000 insurgés entre le 26 et le 30 août et perd trente hommes. Les civils européens ne sont pas épargnés. Le 30 septembre, la gare d'Oued Zarga est attaquée et neuf employés sont massacrés. À la suite de cette tuerie, Tunis est occupée le 7 octobre par les troupes françaises pour rassurer la population étrangère.
Des troupes sont envoyées en renfort depuis l'Algérie. Le 26 octobre, la ville de Kairouan est reprise aux insurgés par l'armée française. Les combattants de Ben Ammar sont mis en déroute le 22 octobre ; les derniers résistants sont encerclés le 20 novembre. Les colonnes françaises qui parcourent le pays traquent impitoyablement les tribus insurgées qui fuient vers la Tripolitaine toujours aux mains de l'Empire ottoman. Les derniers combats cessent à la fin du mois de décembre.

### Établissement de la structure administrative

#### Conventions de la Marsa

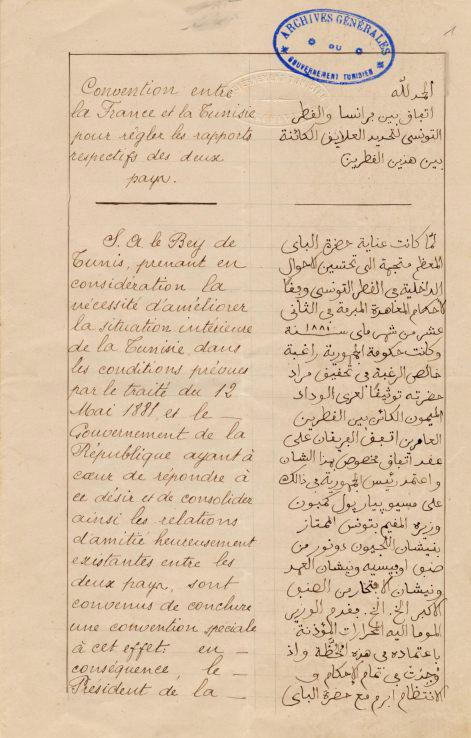
Première page des conventions

Pour organiser la conquête de la Tunisie, la France envoie à Tunis Paul Cambon, préfet à Lille, qui remplace Théodore Roustan le 28 février 1882 au poste de ministre résident de France en Tunisie. Il est accompagné par son collaborateur Maurice Bompard et Paul d’Estournelles de Constant, chargé d’affaires à Londres. Ils débarquent à Tunis en avril 1882, alors que les dernières opérations militaires ne sont pas encore totalement achevées. Ils ont la lourde tâche d'imaginer la future organisation administrative du pays alors que son ministre de tutelle ne lui a donné aucune consigne. Mais ils savent que la priorité est de dissoudre la commission financière internationale qui continue de gérer les finances de la régence en vertu de l'article 4 du Traité du Bardo par lequel « le Gouvernement de la République française se porte garant de l'exécution des traités actuellement existants entre le Gouvernement de la Régence et les diverses Puissances européennes », sans oublier l'article 7 par lequel « le Gouvernement de la République française et le Gouvernement de Son Altesse le Bey de Tunis se réservent de fixer, d'un commun accord, les bases d'une organisation financière de la Régence, qui soit de nature à assurer le service de la Dette publique et à garantir les droits des créanciers de la Tunisie. »
Seule une garantie de la France sur la dette tunisienne peut justifier la suppression de la commission. Il est donc convenu de convertir la dette tunisienne en obligations avec la garantie de la Banque de France. C'est cette solution qui est exposée dans l'article 2 des Conventions de la Marsa qui sont signées le 8 juin 1883 par Paul Cambon et Ali III Bey qui a pris la succession de son frère décédé le 29 octobre 1882.

Mais ces conventions officialisent surtout la mainmise de l'administration française sur le gouvernement tunisien par son article 1 qui édicte : 
« Afin de faciliter au Gouvernement français l'accomplissement de son Protectorat, Son Altesse le Bey de Tunis s'engage à procéder aux réformes administratives, judiciaires et financières que le Gouvernement français jugera utiles. »
Paul Cambon a maintenant les mains libres pour réformer les structures de la régence tel qu'il l'entend.

#### Réforme judiciaire
La deuxième priorité de Paul Cambon est de supprimer les quatorze tribunaux consulaires qui ont toujours bafoué la souveraineté tunisienne. Fruits des accords passés entre le bey et les puissances étrangères, ces tribunaux sont compétents pour tous les litiges opposant tunisiens et étrangers. Mais chaque consul a aussi ses protégés, souvent tunisiens, qui échappent ainsi à la justice de leur pays. Pour mettre fin à ces abus justifiés par la défiance vis-à-vis de la justice tunisienne, le décret beylical du 18 avril 1883 crée un tribunal français et six justices de paix en Tunisie (Tunis, Bizerte, La Goulette, Le Kef, Sousse et Sfax) pour le jugement de toutes les affaires civiles et commerciales concernant des Français, des Européens ou des protégés. Ces mesures rassurent les gouvernements étrangers qui ferment leurs tribunaux consulaires entre le 1er janvier et le 1er novembre 1884.

#### Créations de ministères
Les ministères tunisiens de la Guerre et de la Marine sont supprimés dès 1881 en vertu du Traité du Bardo qui délègue la défense du territoire à l'armée française. Pour éviter les dérapages budgétaires qui avaient entraîné la ruine de la Tunisie, des directions générales sont créées dont les directeurs ont rang de ministre. Chacun d'eux doit dresser un budget prévisionnel de son administration qui doit être validé avant promulgation au Journal Officiel Tunisien. Face aux partisans de l'annexion du pays, Cambon veut convaincre ses détracteurs que le budget de la Tunisie peut faire face aux dépenses d'équipement et au remboursement de la dette sans aucune aide financière du gouvernement français.
Les directions créées sont celles des Travaux Publics (3 septembre 1882), de l'Enseignement (6 mai 1883), des Finances (2 octobre 1884), de l'Office Postal (1er juillet 1888) et de l'Agriculture, du Commerce et de la Colonisation (8 février 1896). En outre, le commandant des troupes d'occupation devient ministre de la guerre du gouvernement tunisien ; le résident général en devient son ministre des Affaires Étrangères.
Jusqu'à la fin du protectorat, la Tunisie fera face à ses dépenses, à l'exception des frais des troupes d'occupation françaises qui restent à la charge du ministère français de la Guerre.

#### Réorganisation administrative

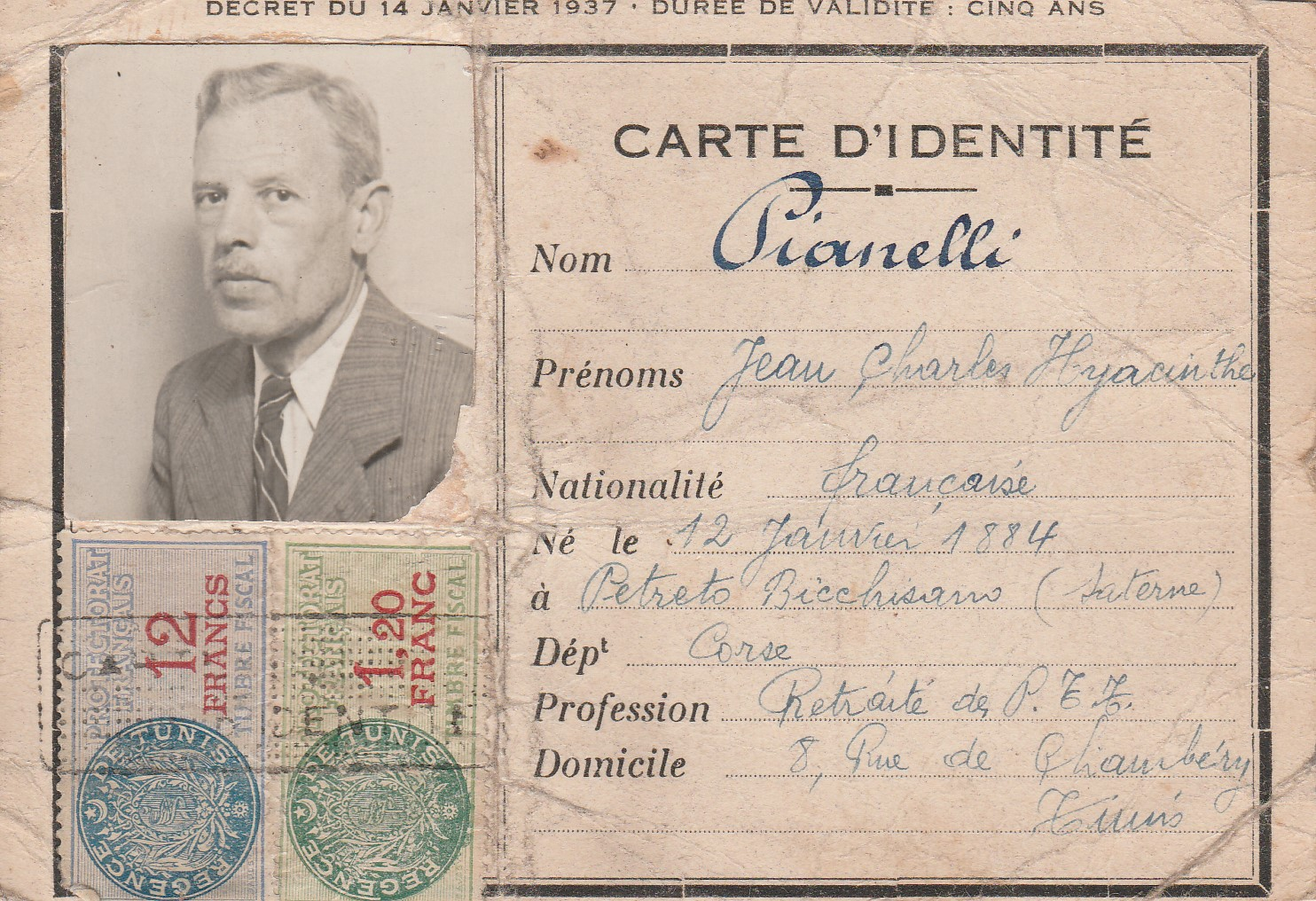
Carte d'identité française établie en Tunisie en 1945.

Cambon décide de conserver le découpage du pays en caïdats, eux-mêmes divisés en cheikhats où les représentants sont chargés de collecter les impôts. Mais ces circonscriptions sont redécoupées sur des bases géographiques et non plus tribales ce qui va prendre plusieurs années.
Pour contrôler ce qui s'y passe, un corps de contrôleurs civils est créé par le décret du Président de la République en date du 4 octobre 1884. Il est en effet prévu de diviser le pays en contrôles civils appelés à remplacer les circonscriptions mises en place par les militaires français qui veulent administrer la Tunisie comme ils administrent l'Algérie.
Des municipalités sont créées dans les principales villes de la régence à partir de 1884. Les conseillers municipaux sont nommés par décret et non élus. Comme pour le cas des contrôles civils, on veut retirer la gestion des affaires courantes aux militaires.

### Opposition civils-militaires: l'affaire Tesi

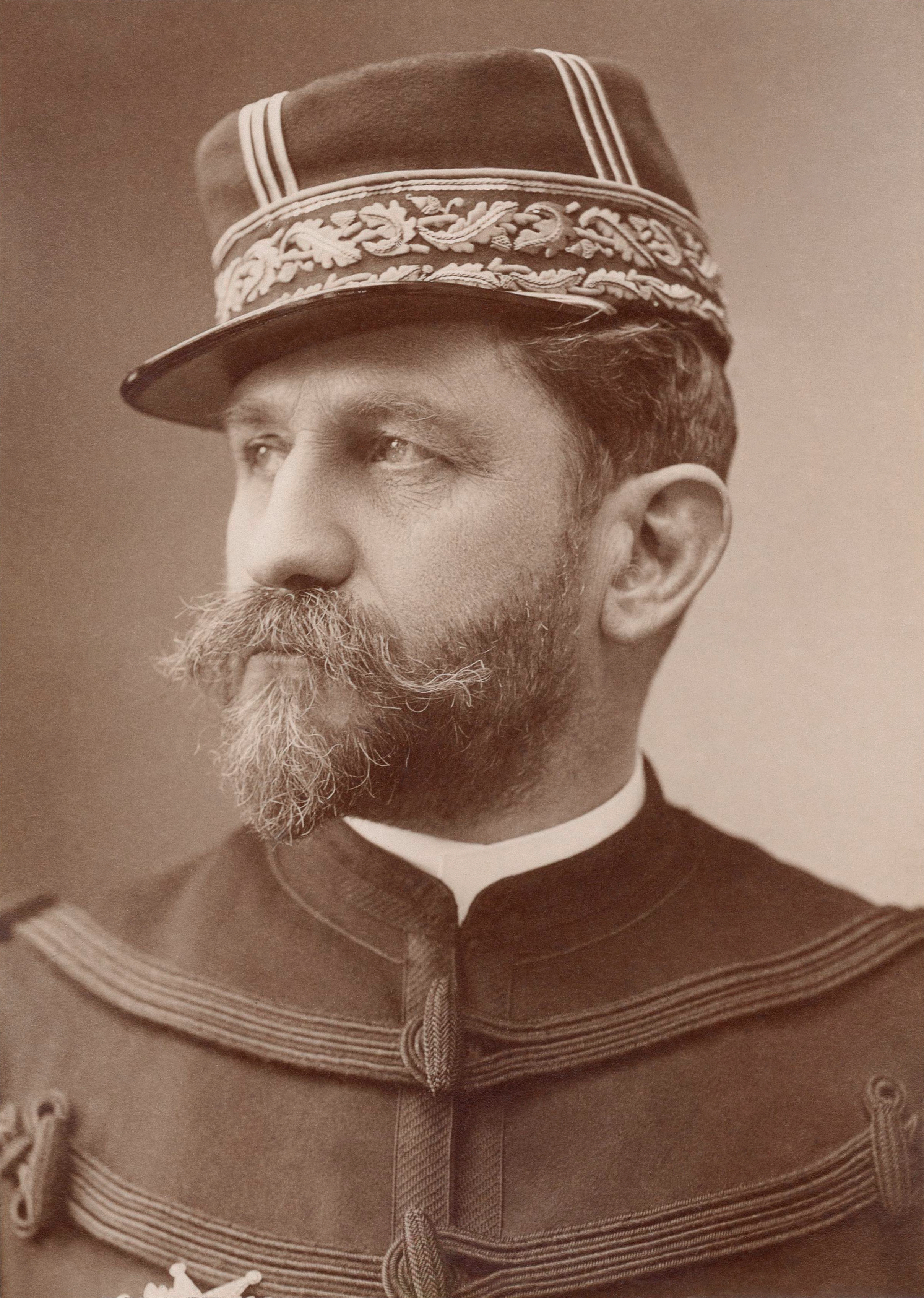
Le général Boulanger par Nadar.

Après la conquête, l'armée a découpé le territoire en vingt-deux cercles et annexes qu'elle administre directement comme en Algérie. Cette organisation administrative est doublée de vingt-deux bureaux de renseignements dits « des Affaires Indigènes ». Avec l'appui du ministre de la Guerre, Jean-Baptiste-Marie Campenon, les militaires refusent de reconnaître l'autorité de Cambon. Ils voient, à juste titre, dans la création du corps des contrôleurs civils une tentative de leur retirer leurs attributions et refusent toute collaboration. Le différend se concentre sur la ville du Kef que l'armée ne veut pas lâcher alors que Cambon insiste pour y créer le premier contrôle civil de l'intérieur du pays avec Bernard Roy à sa tête. Il finit par obtenir gain de cause le 1er mai 1885.
Le 2 juin 1885, à la sortie d'un théâtre à Tunis, un ressortissant italien, Tesi, porte des coups de poing à un officier français. Le surlendemain, le tribunal correctionnel de Tunis condamne l'agresseur à six jours de prison. Scandalisé par ce verdict beaucoup trop clément à ses yeux, le commandant des troupes d'occupation le général Boulanger adresse l'ordre du jour suivant à ses troupes : « En conséquence, il est ordonné à tout militaire de faire usage de ses armes, toutes les fois qu'il sera, sans provocation de sa part, assailli ou frappé par un individu de nationalité quelconque ». C'est l'émoi dans la communauté européenne qui craint pour la sécurité de ses nationaux mais aussi chez les juges français qui n'acceptent pas ces pressions. Face à cette mise en cause de son autorité, Cambon demande le rappel du général et une mise au point claire sur ses attributions. Il obtient satisfaction par le décret du 23 juin 1885 qui lui confère le titre de Résident général, le déclare dépositaire des pouvoirs de la République dans la régence et place sous ses ordres les commandants des troupes de terre et de mer et tous les services administratifs. Mais le ministre de la Guerre encourage Boulanger à ne pas tenir compte du décret. Face au risque de crise gouvernementale, les deux adversaires sont conviés à Paris où ils restent jusqu'à la fin de l'année. Les journaux français et tunisiens prennent fait et cause pour l'un ou l'autre des protagonistes. Les partisans de l'annexion de la Tunisie prennent fait et cause pour Boulanger qui en profite pour soigner sa popularité. La crise se dénoue lorsque Boulanger est nommé ministre de la Guerre le 8 janvier 1886.
L'opposition diminue au fur et à mesure que les contrôles civils s'étendent à tout le pays. Le dernier (Gafsa) est inauguré en 1895. Impropres au développement agricole et longtemps en proie à l'insécurité, les Territoires du Sud restent sous administration militaire.

### L'âge d'or du protectorat: les trente premières années

#### Développement des infrastructures

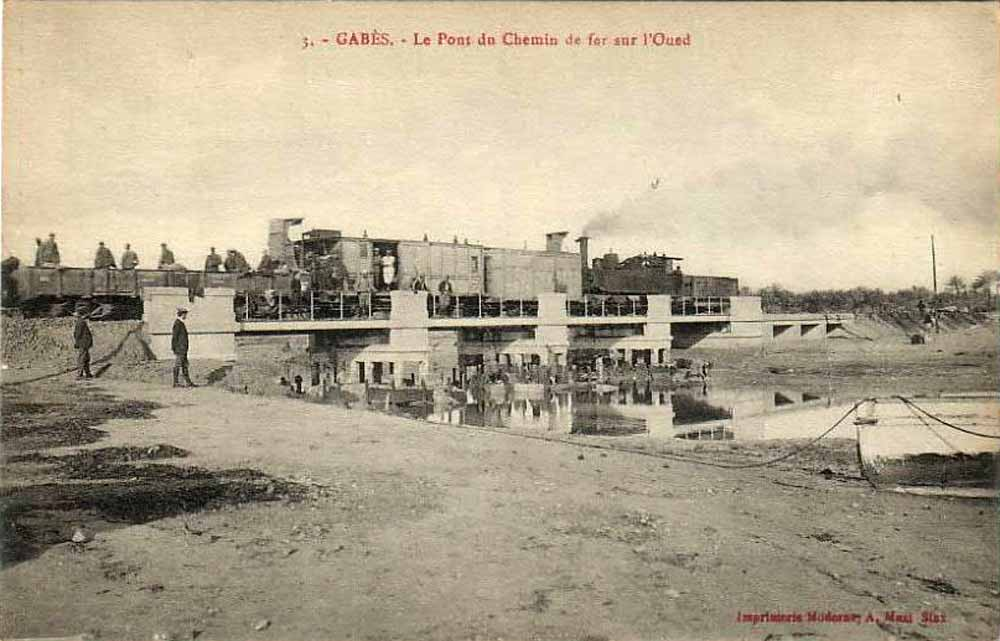
Pont à Gabès au passage d'un train

Les trente premières années du protectorat voient le lancement d'innombrables chantiers. Dès 1895, les côtes tunisiennes sont éclairées par 53 phares. La construction du port de Tunis est terminée en 1893 ; les ports de Sousse et Sfax sont en voie d'achèvement. On construit une immense base navale à Bizerte. Si le réseau routier ne compte que 550 kilomètres en 1890, il s'étend sur 1 400 kilomètres en 1896, 2 200 kilomètres en 1901, 3 100 kilomètres en 1907 et 4 100 kilomètres en 1914. Une voie ferrée le long du littoral entre Bizerte et Gabès est construite entre 1892 et 1916. La découverte des mines de phosphates de Métlaoui justifie la construction d'une voie ferrée entre Gafsa et Sfax qui est achevée en 1899. Des embranchements secondaires permettent de relier Mateur, Béja, Tabarka, Kairouan, Kasserine ou Moknine.

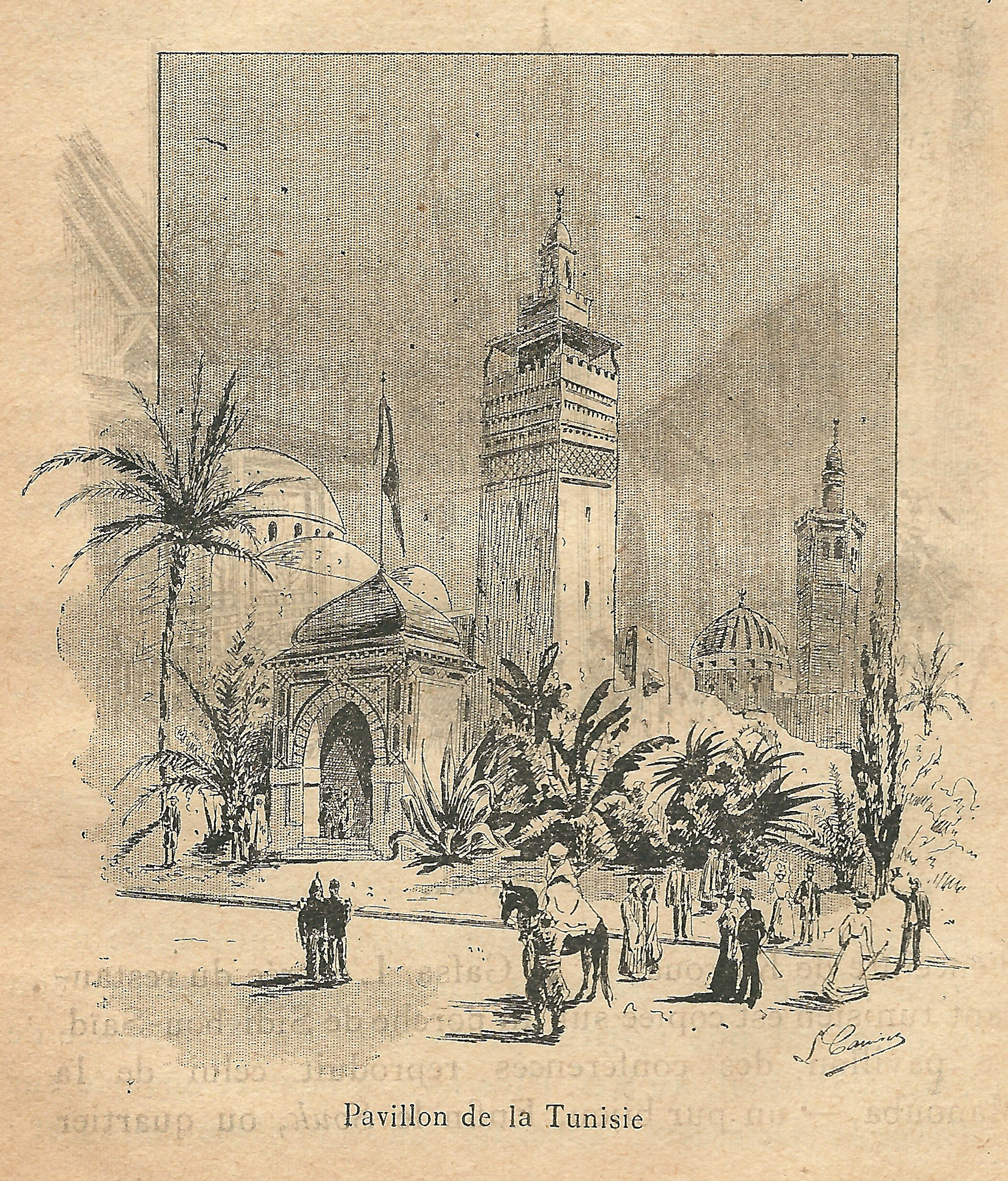
Pavillon de la Tunisie à l'Exposition de 1900, illustration du « Guide remboursable », 1900.

Des travaux d'adduction d'eau sont lancés partout dans le pays. Sousse et Monastir sont équipées en 1905, Sfax en 1909. Mais la rénovation du réseau de Tunis est à l'origine de la première manifestation de mécontentement, l'Affaire des Eaux de Tunis. À la suite du changement de concessionnaire, le prix de l'eau est quadruplé. Pendant que les Français entament des procès contre la nouvelle compagnie adjudicataire, les Tunisiens se rendent en cortège en avril 1885 auprès du bey pour réclamer son concours. Celui-ci leur avoue son impuissance : « Vous venez pleurer dans la maison des larmes ! » La répression s'abat alors sur les fonctionnaires tunisiens qui ont participé au mouvement. Ils sont révoqués et les leaders sont éloignés de Tunis. La démarche des protestataires français a plus de succès puisque les augmentations sont reportées.

#### Développement de la colonisation européenne
Pour fournir des terres aux colons français, la loi foncière du 1er juillet 1885 est promulguée. Elle incite les propriétaires tunisiens à faire immatriculer leurs terres pour les vendre plus facilement aux nouveaux arrivants qui se méfient à juste titre du peu de fiabilité des titres de propriété existants. Ceux-ci sont examinés par un tribunal mixte composé de sept juges dont trois Tunisiens dont l'avis est sans appel. En vingt ans, plus de 1 000 000 d'hectares sont ainsi relevés et enregistrés.
Les terres domaniales, anciennes propriétés du bey, sont aussi mises à contribution jusqu'à leur épuisement vers 1907.
Malgré les risques de se heurter aux sentiments religieux des Tunisiens, on incite la djemaïa des habous à proposer sous forme d'enchères publiques la location des terres qui lui sont confiées. Cette administration, créée en 1874, gère, suivant les préceptes musulmans, des biens qui lui sont cédés afin que les revenus qu'elle en tire soient utilisés à des fins charitables. Le gouvernement du protectorat l'oblige donc par des décrets à proposer chaque année des terrains à la location sous forme d'une rente perpétuelle, l'enzel. Tunisiens comme Européens se partagent ces opportunités qui font l'objet d'enchères publiques.

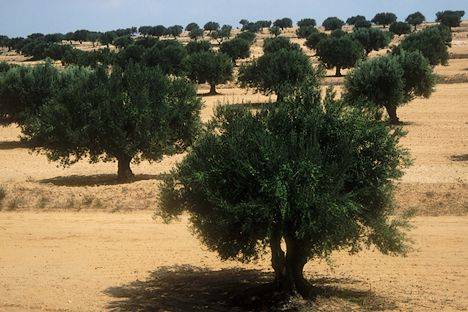
Oliveraie de Sfax

Contrairement à l'Algérie où des concessions gratuites avaient été attribuées, toutes les terres sont vendues pour éviter toute spéculation et encourager la venue de colons solvables. On accorde juste des facilités de paiement en permettant aux acquéreurs français de ne verser que la moitié à l'acquisition et le solde après trois et quatre ans. Cela n'empêche pas les reventes à des Tunisiens ou des Italiens.
La plus belle réussite est la mise en valeur des « terres sialines » dans la région de Sfax. Les 113 000 hectares sont vendus à des investisseurs qui développent des plantations d'oliviers suivant le contrat de mgharsa. Le travail de plantation et d'entretien est confié à un cultivateur tunisien qui reçoit la propriété de la moitié des terres lorsque les arbres entrent en production au bout de sept à huit années. Ainsi, plus de 25 000 Tunisiens accèdent à la propriété de type melk dans la région.
D'après les documents de la Direction générale de l'agriculture, en 1914, 920 000 hectares de terres sont aux mains des Européens dont 85 % aux mains des Français sur une surface productive estimée à 9 000 000 hectares.
Des garanties sont prévues pour les occupants tunisiens de ces terres acquises par des colons européens. Mais l'obligation d'attendre la fin de leur contrat de location ou la priorité qui leur est accordée pour l'acquisition des terrains habous proposés à l'enzel ne suffisent pas à éviter de nombreuses expropriations. Malgré ces risques, le pays reste calme pendant toutes ces années.

#### Affaire de Thala-Kasserine

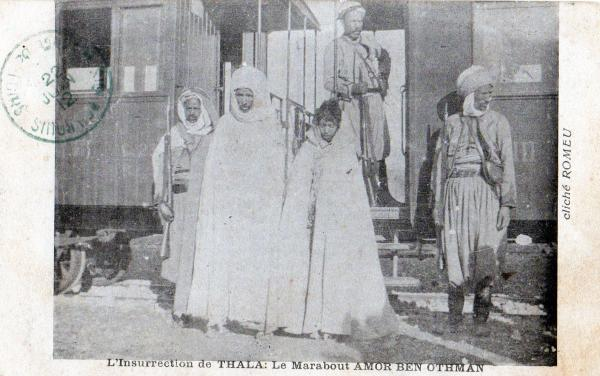
Le marabout Amor Ben Othman lors de son arrestation

La seule alerte a lieu en 1906 lors de l'Affaire de Thala-Kasserine. L'hiver 1905-1906 est particulièrement rude. Le village de Thala est coupé du monde par la neige pendant huit jours et une part importante du bétail meurt de froid. Dans cette région isolée, la population réduite à la famine et à la misère suit la prédication enflammée d'un marabout d'origine algérienne, Omar Ben Othman.
Le 26 avril 1906, les émeutiers investissent des fermes de colons. Trois Européens sont tués et les biens sont pillés. Seuls ceux qui acceptent de se convertir à l'islam en prononçant la chahada sont épargnés. Le lendemain, ils attaquent le contrôle civil de Thala dans lequel se sont barricadés les habitants européens. Face aux insurgés qui ne possèdent que des bâtons, des mousquets ou des tromblons, les fusils des défenseurs laissent une dizaine de morts parmi les assaillants. Les survivants passent en jugement devant le tribunal de Sousse en décembre 1906. Trois d'entre eux sont condamnés à mort, avant de voir leur peine commuée en travaux forcés à perpétuité.

#### Réformes
Diverses réformes sont promulguées afin de rapprocher les structures françaises et tunisiennes. Ainsi les droits d'importation des produits français sont supprimés en 1888 et le gouvernement français supprime en 1890 les droits de douane sur la plupart des produits alimentaires tunisiens, ce qui a pour effet d'encourager les échanges entre les deux pays.

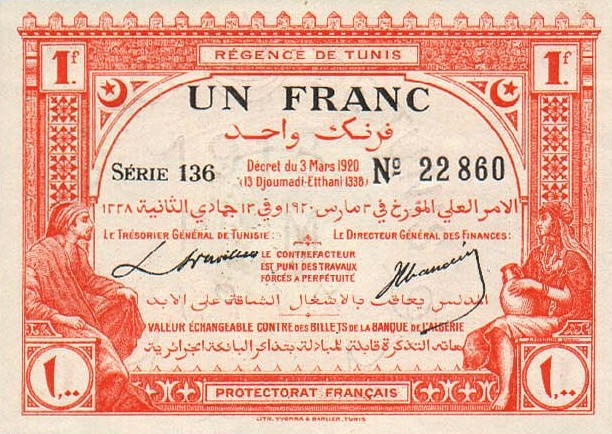
Billet de un franc tunisien - 1920

De multiples réformes rapprochent les administrations françaises et tunisiennes : le calendrier musulman est remplacé par le calendrier grégorien en 1890, la piastre est remplacée par le franc tunisien en 1891, l'état-civil des habitants tunisiens est institué à partir de 1908 avec l'obligation d'adopter un nom patronymique.
L'augmentation de la population française incite ses représentants à exiger que ses avis soient écoutés et pris en compte. Dès 1885, une chambre de commerce française est créée pour représenter les intérêts des plus importants de ses membres. En 1891, la Conférence consultative tunisienne est créée. Composée des représentants des chambres de commerce et d'agriculture ainsi que des représentants des municipalités, elle est chargée de donner son avis sur toutes les questions la concernant. En 1896, elle est étendue aux Français qui ne sont ni commerçants, ni agriculteurs. Mais les Tunisiens en sont toujours exclus.

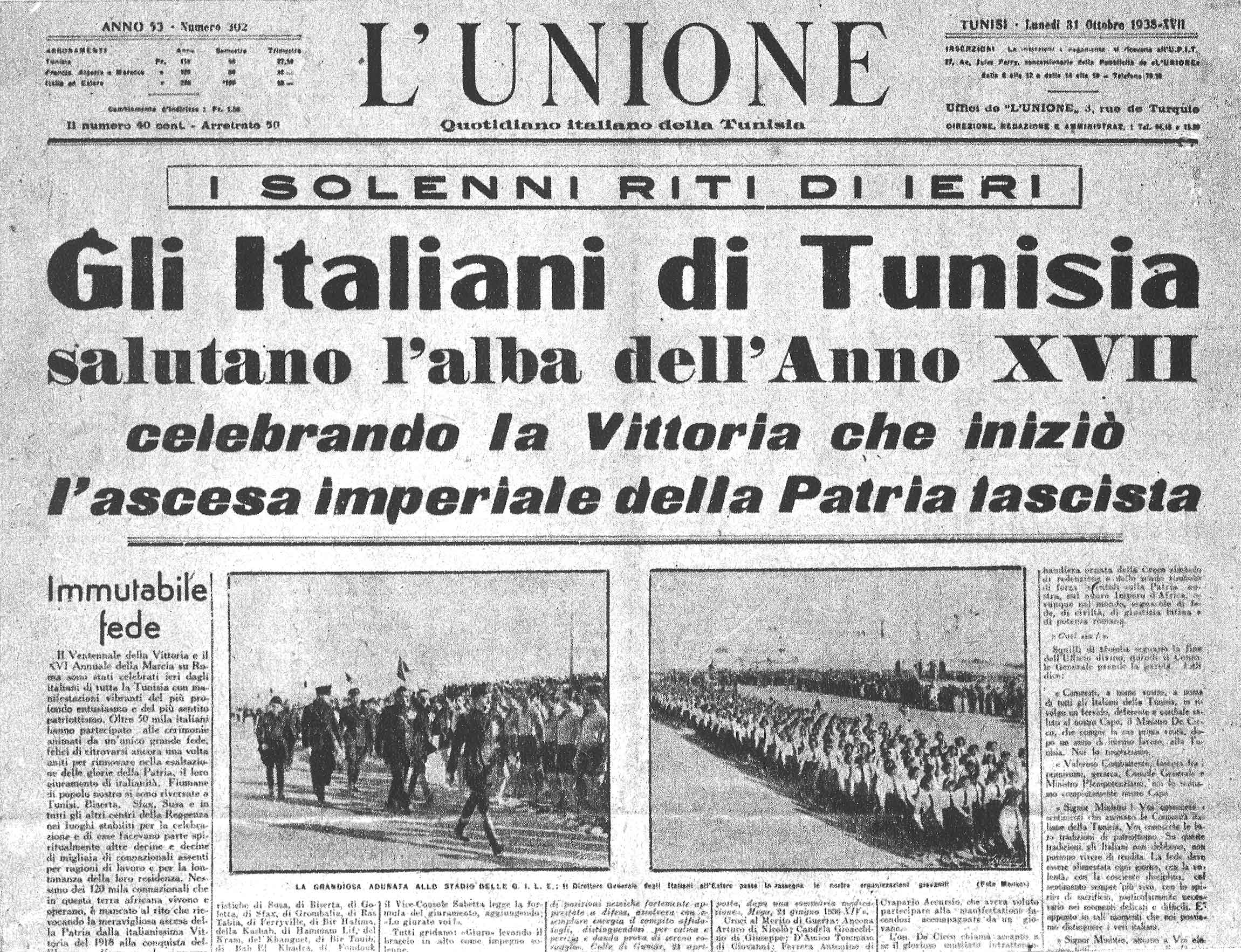
Journal italien en Tunisie

La volonté du gouvernement du protectorat de privilégier une immigration de colons français solvables a pour conséquence inattendue une surreprésentation de la population italienne qui rassemble 66 % de la population européenne en 1901. Le traité italo-tunisien de 1868 arrivant à échéance en 1896, de nouvelles conventions sont signées le 28 septembre 1896 pour tenir compte de cette situation particulière. Il est établi une pleine et entière liberté de commerce entre la Tunisie et l'Italie et les bateaux italiens sont soumis aux mêmes taxes que les bateaux français. Aux marchandises en provenance d'Italie, on applique le tarif de la nation la plus favorisée (France exceptée). Enfin, une convention consulaire garantit la conservation par les Italiens de leur citoyenneté et leur permet de conserver les écoles, les établissements et les associations italiennes déjà existantes. Signées pour une durée de dix ans, ces conventions sont prorogées d'année en année à partir de 1906 puis de trois mois en trois mois à partir de leur dénonciation par le gouvernement français le 9 septembre 1918. Elles sont finalement remplacées par les accords Laval- Mussolini du 7 janvier 1935 qui stipulent que les enfants italiens deviendront français à partir de 1965, les écoles italiennes seront françaises à partir de 1955 et les Italiens exerçant des professions libérales avant 1945 pourront continuer à exercer après cette date.
La délimitation des frontières de la régence n'avait jamais été faite ce qui avait été la cause de nombreux incidents entre tribus algériennes et tunisiennes avant la conquête. L'occupation française en Tunisie retire son caractère d'urgence à cette délimitation qui ne fut jamais formellement effectuée. Le voisinage de l'empire ottoman à la frontière tripolitaine incite le gouvernement du protectorat à effectuer ce bornage pour éviter tout incident. C'est l'objet de la Convention de Tripoli qui est signée le 19 mai 1910 entre représentants des gouvernements tripolitains et tunisiens. Le bornage de la frontière est achevé le 26 février 1911.

#### Première manifestation de nationalisme: Le discours de Béchir Sfar

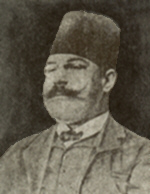
Béchir Sfar

Le 24 mars 1906, Béchir Sfar, président de la djemaïa des habous, à l'occasion de l'inauguration d'un tekia (asile de vieillards), prononce devant le résident général Stephen Pichon un discours où il demande des réformes sérieuses en faveur des Tunisiens. Devant la colère des représentants des grands propriétaires, connus sous le nom de « prépondérants », il est muté à Sousse. L'année suivante, le 7 février 1907, il fonde avec Ali Bach Hamba l'hebdomadaire Le Tunisien, publié en français dans le but de défendre les intérêts du peuple tunisien. Ils y réclament le droit des autochtones à l'instruction, à l'exercice de toutes les charges administratives et à la participation aux décisions gouvernementales par l'intermédiaire d'un conseil élu. Abdelaziz Thâalbi les rejoint en 1909 et assure l'édition en langue arabe du Tunisien.

#### Réforme de la Conférence Consultative
Pour répondre aux revendications des Jeunes Tunisiens, une section tunisienne rejoint la Conférence Consultative. Ses seize membres sont nommés à vie par le gouvernement au contraire des représentants français qui sont élus au suffrage universel. Et ils sont minoritaires face aux 45 délégués déjà en poste. Un représentant du mouvement nationaliste, Abdeljelil Zaouche, fait toutefois partie des délégués tunisiens ce qui assure des sessions très mouvementées qui obligent les deux sections à siéger séparément dès 1910. La mission de la Conférence évolue également puisqu'elle est maintenant chargée de donner son avis sur les projets de budget du gouvernement.

#### Affaire du Djellaz

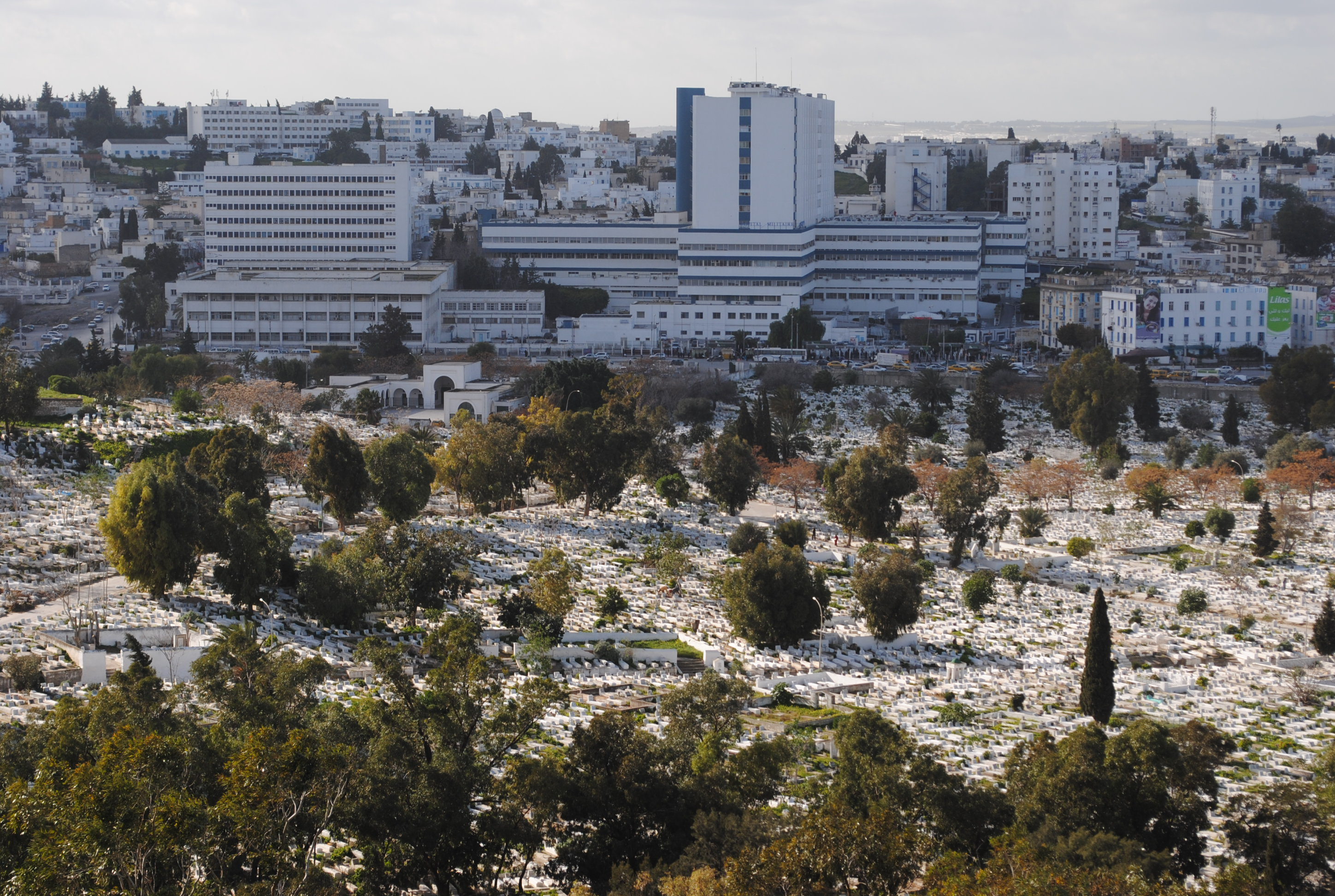
Cimetière du Djellaz de nos jours

La nouvelle du débarquement de l'armée italienne en Tripolitaine et en Cyrénaïque début octobre 1911 provoque une énorme émotion en Tunisie. Les premières nouvelles des exactions des soldats italiens font monter la tension à Tunis où la communauté italienne est très nombreuse. L'annonce que le cimetière du Djellaz doit être immatriculé par la municipalité tunisoise met le feu aux poudres. Les habitants y voient en effet la volonté du gouvernement du protectorat de saisir à son profit ce terrain très vénéré. Le 7 novembre 1911, la foule qui s'est réunie devant les portes du cimetière où les opposants à la procédure sont priés de faire valoir leurs arguments apprend que l'immatriculation est annulée. Incrédules, ils commencent à jeter des pierres sur le service d'ordre qui est complètement débordé. Des policiers sont lynchés, des soldats tirent. Au bout de deux jours d'émeute, on compte une dizaine d'Européens tués et entre dix et trente morts tunisiens. Au mois de juin 1912, 71 personnes ayant participé à l'émeute sont jugées, 35 sont condamnées dont sept à la peine de mort,. Cinq de ces derniers voient leur peine commuée en travaux forcés à perpétuité. L'état de siège est proclamé. Il ne sera levé qu'en 1921.

#### Boycott des tramways tunisois

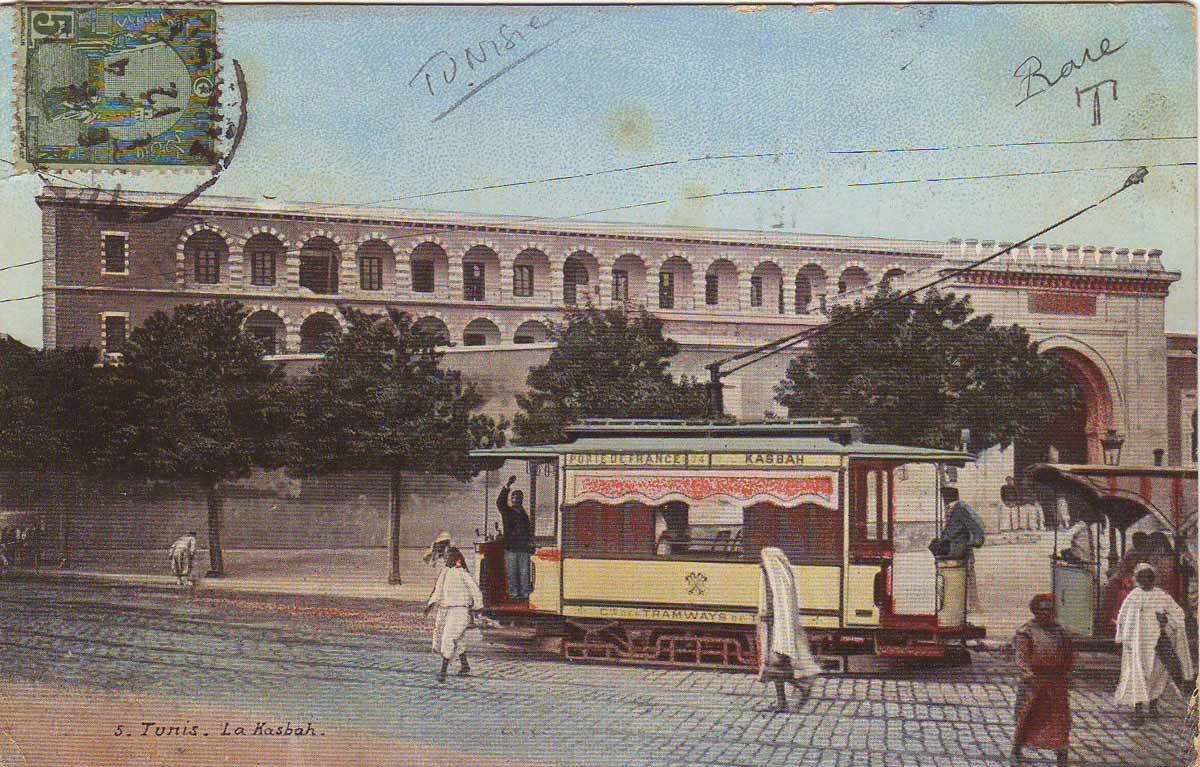
Tramway à Tunis

L'effervescence de l'affaire du Djellaz est toujours vive quand, le 8 février 1912, un enfant tunisien est écrasé par un tramway conduit par un Italien. Pour protester contre l'arrogance de ces conducteurs, un mot d'ordre de boycott est lancé contre la compagnie de tramways qu'on accuse de n'embaucher que des Italiens particulièrement méprisants vis-à-vis de la clientèle tunisienne. Un comité de boycott se crée avec Ali Bach Hamba et ses amis, tous Jeunes Tunisiens. Ils revendiquent le renvoi des conducteurs italiens et l'égalité de traitements et d'avancements dans tout le personnel, Tunisiens compris.
Ces revendications sont jugées inacceptables par la résidence générale qui y voit des revendications politiques. Des concessions sont proposées aux représentants tunisiens (diminution de la vitesse, affichage en arabe, augmentation des traitements de dix salariés tunisiens sur soixante) qui les refusent.
Le 13 mars 1912, sept membres du comité sont arrêtés et expulsés de Tunisie. Le journal Le Tunisien est interdit. Malgré la répression, le boycott continue avant de s'essoufler. Le 6 mai, la compagnie s'engage à limiter le nombre de ses employés italiens à 30 % à partir de janvier 1916 et à aligner les salaires des employés tunisiens sur les européens par l'avancement individuel
.

#### Attaques françaises contre le protectorat
En mars 1911, la Ligue des droits de l'homme et du citoyen publie une brochure intitulée L'arbitraire en Tunisie rédigée suivant l'enquête d'un de ses membres, l'avocat Goudchaux-Brunschwicg. L'auteur y dénonce le scandale des spoliations des terres tunisiennes dont beaucoup profitent à des hommes politiques. Certains, tels Georges Cochery, Joseph Chailley, Léon Mougeot, Alphonse Pedebidou ou Henry Boucher ont même été rapporteurs du budget tunisien ce qui alimente l'accusation de conflits d'intérêts. De nombreux journaux métropolitains reprennent ces révélations. On est également en pleine affaire Couitéas du nom de cet homme d'affaires qui a demandé l'expulsion des 8 000 indigènes tunisiens qui habitaient sur le domaine de 65 000 hectares qu'il prétendait avoir acheté. Après avoir été dépossédé de ses titres en 1908, il alerte ses amis parlementaires qui défendent sa cause à la Chambre des députés. Mis au courant du véritable fonds de l'affaire, Jean Jaurès prend fait et cause pour les tribus tunisiennes spoliées.
La même année, Paul Vigné d'Octon publie La sueur du burnous où il confirme les révélations de la Ligue des droits de l'homme tout en décrivant l'effroyable misère des paysans tunisiens, les injustices dont ils sont continuellement victimes et le racisme des colons qui les oppriment.
Les députés obtiennent qu'une enquête soit confiée au député Auguste Bouge. Ses résultats font l'objet d'un débat animé au début de l'année 1912 au point de décider le résident général Gabriel Alapetite à venir défendre la gestion du protectorat devant la Chambre des députés avec un certain succès.

### Première Guerre mondiale

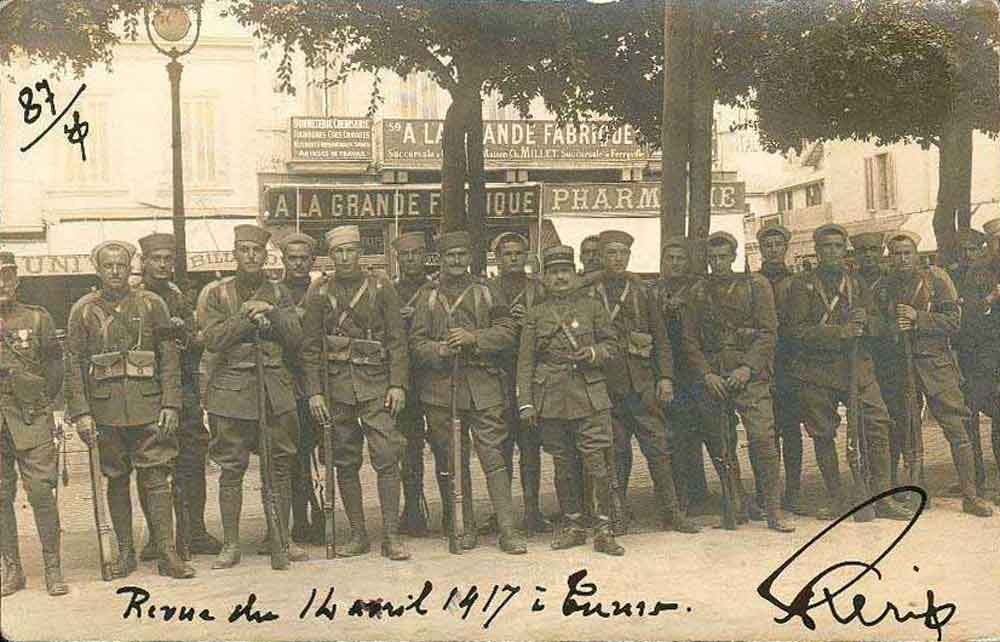
Militaires rassemblés à l'occasion d'un défilé, le 14 avril 1917 à Tunis

Bien que non-belligérante, la Tunisie se retrouve impliquée dans le conflit mondial en raison de l'incorporation de ses soldats dans une armée tunisienne aux ordres d'un commandant français. C'est pourquoi, dès le début des hostilités, 26 000 Tunisiens sont rappelés sous les drapeaux pour partir combattre en France. 9 000 Français sont également mobilisés.
Les premiers retours des soldats font comprendre que la guerre sera longue contrairement à l'opinion qui avait prévalu jusque-là. Face aux risques de mécontentement dans un pays déserté par ses forces militaires, la résidence générale résiste vigoureusement aux demandes de renfort réclamées par la métropole. De 1914 à 1916, la régence n'envoie que 8 000 soldats supplémentaires. C'est insuffisant pour l'état-major qui convainc le résident général, Gabriel Alapetite, d'utiliser tous les moyens pour augmenter le contingent tunisien. À la fin du conflit, 62 461 soldats et 24 442 travailleurs coloniaux, soit au total quelque 86 903 hommes sur une population de 1,7 million d'habitants (recensement de 1911) ont été mobilisés.

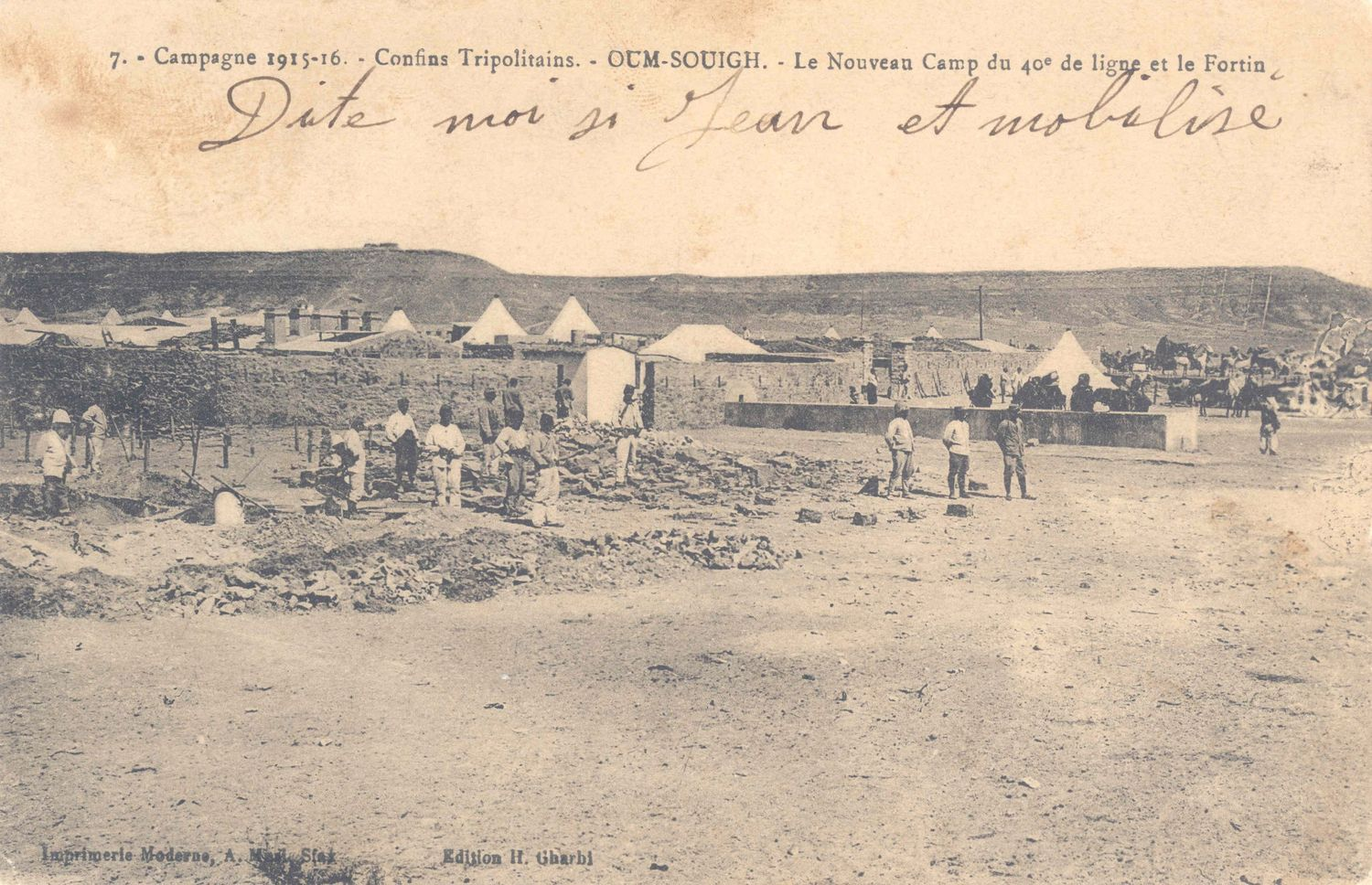
Poste militaire de Oum Souigh pendant les combats de 1915-1916

Malgré les appels à la guerre sainte lancés par le sultan ottoman, la population tunisienne reste calme. Même si les déserteurs sont nombreux lors de l'incorporation, le courage des soldats tunisiens est apprécié sur le front et de nombreuses décorations en apportent la preuve.
La guerre atteint le sud tunisien lorsque les troupes italiennes en Tripolitaine sont défaites par les tribus locales soutenues par des officiers turcs. Elles doivent refluer en Tunisie où les postes français sont assiégés par leurs poursuivants bientôt rejoints par plusieurs tribus du sud tunisien. Le 2 octobre 1915, le poste de Oum Souigh est attaqué et résiste pendant six jours jusqu'à ce qu'une colonne venue de Tataouine vole à son secours et mette les assaillants en déroute. Les combats reprennent entre mars et juin 1916 et s'achèvent par la défaite des assaillants. La mise en place de surveillance aérienne permet de déjouer toute nouvelle offensive jusqu'à la fin de la guerre.
Selon le ministère français de la Guerre, le nombre de soldats tunisiens tués s'élève à 10 723 hommes. On ne connaît pas le nombre de blessés et mutilés mais 10 000 soldats tunisiens ont été réformés à la suite de leurs blessures.

### L'entre-deux-guerres

#### Législations sociales
À l'instar de ce qui se passe en France, la période de l'entre-deux-guerres voit émerger un puissant mouvement syndical réclamant l'application des lois sociales françaises dans le protectorat tunisien. Mais il faut attendre le 20 avril 1921 pour que la loi française du 13 juillet 1906 sur le repos hebdomadaire soit étendue à la Tunisie. De même, la loi française du 23 avril 1919 sur la journée de huit heures ne sera appliquée dans la Régence qu'à partir du 23 juin 1933. Datant de 1898, la législation française sur les accidents du travail est promulguée par décret beylical le 15 mars 1921 pour les ouvriers des mines et le 31 janvier 1924 pour les ouvriers agricoles.
L'arrivée au pouvoir du Front populaire en France accélère la transcription en droit tunisien des lois sociales françaises. Le 4 août 1936, six semaines après la France, les lois sur les congés payés et sur la semaine de 40 heures sont promulguées en Tunisie. Le même jour, les dispositions de la loi française du 25 mars 1919 sur les conventions collectives font l'objet d'un décret beylical. Par contre, il faut attendre le 8 juin 1944 pour que les familles tunisiennes puissent recevoir des allocations familiales à l'imitation de ce qui se fait en France depuis 1932.

#### Création du Destour

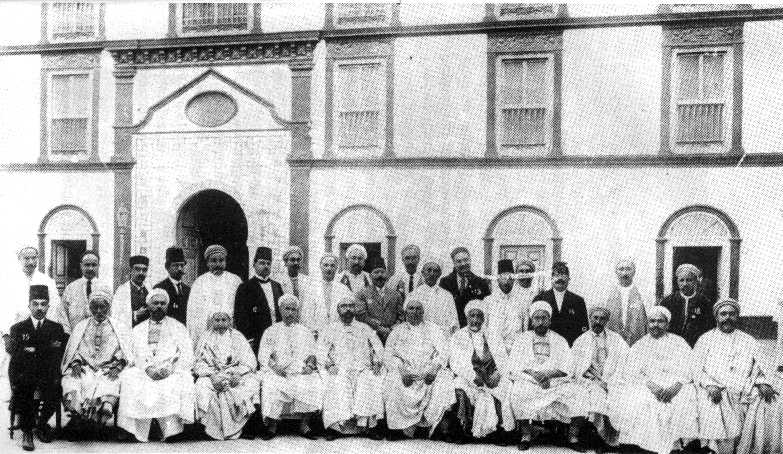
Délégation envoyée auprès de Naceur Bey

Le sacrifice des soldats tunisiens pendant la guerre et la volonté du président des États-Unis Woodrow Wilson, grand vainqueur du conflit, de prendre en compte le droit des peuples à disposer d'eux-mêmes font naître l'espoir d'une évolution favorable de la situation de la population tunisienne. Les anciens Jeunes Tunisiens décident de rassembler leurs revendications dans un pamphlet rédigé par Abdelaziz Thâalbi. Le 29 décembre 1919, les 2 000 exemplaires de La Tunisie martyre. Ses revendications sont imprimés et envoyés aux représentants du gouvernement français, aux parlementaires et aux responsables des partis politiques français, ainsi qu'aux principaux organes de presse en France et à l'étranger.
Le succès du livre décide les auteurs à créer un parti pour appuyer les revendications qui y sont exposées en neuf points dont une assemblée délibérative élue au suffrage universel. Le 6 juin 1920, le Destour est créé. Le 18 juin 1920, les revendications sont présentées à Naceur Bey par une délégation de trente membres rassemblant des religieux comme des journalistes ou des fonctionnaires. Dans le même temps, des délégations, menées par Ahmed Essafi puis Tahar Ben Ammar, sont envoyées auprès du gouvernement français. En janvier 1921, ils rencontrent le président du Conseil Georges Leygues et son successeur Aristide Briand ainsi que le futur résident général Lucien Saint. Mais des dissensions apparaissent bientôt entre nationalistes et pragmatiques. Ces derniers savent que la revendication d'une assemblée n'a aucune chance d'aboutir et préfèrent faire évoluer le régime du protectorat par des réformes successives. Emmenés par Hassen Guellaty, ils fondent le Parti réformiste destourien.

#### Crise d'avril 1922
Plusieurs membres de la famille beylicale, tel le prince Moncef, futur Moncef Bey, sont acquis aux idées nationalistes. Poussé par ses fils et excédé par les relations qu'il entretient avec ses ministres et la résidence, Naceur Bey annonce à Lucien Saint le 3 avril 1922 son intention d'abdiquer et lui remet un programme revendicatif inspiré de celui du Destour. Dès le surlendemain, une foule nombreuse vient jusqu'à son palais pour l'assurer de son soutien.
Inquiet de cette décision à quelques jours de la visite du président de la République française Alexandre Millerand, le résident général alterne les menaces et les concessions pour le faire revenir sur sa décision. Le 15 avril, Naceur Bey cède et renonce à toute revendication. Plus rien ne s'oppose à la visite présidentielle qui se déroule sans anicroche du 24 au 30 avril.
La répression s'abat sur ceux qui ont soutenu le bey. Des fonctionnaires sont révoqués. On s'acharne contre le Destour, traquant ses membres et empêchant les réunions. Le parti est peu à peu vidé de ses forces vives. Habilement, Lucien Saint utilise les promotions ou les menaces pour inciter ses membres à abandonner la politique. Découragé, Abdelaziz Thâalbi quitte la Tunisie fin août 1923. Le parti entre alors en léthargie.

#### Création du ministère de la Justice
La création de ce ministère dévolu à un Tunisien paraît pour le gouvernement du protectorat une réponse au mouvement nationaliste qui réclame plus de responsabilité dans le gouvernement. Par cette nomination, il y a maintenant trois ministres tunisiens contre neuf français.
Le décret du 26 avril 1921 créant le ministère de la Justice est l'aboutissement d'un long processus entamé depuis 1881. La justice est alors rendue par le bey qui est seul habilité à traiter les affaires judiciaires. Devant la longueur des procédures et malgré la crainte de modifier une législation inspirée des textes saints, on réforme l'institution en permettant aux magistrats tunisiens de rendre la justice au nom du bey. On crée des sections civiles, criminelles et correctionnelles. Le bey ne donne son avis que sur les conclusions de la procédure. Mais en matière criminelle, ce sont toujours les parents qui traduisent eux-mêmes les coupables devant le tribunal et, la culpabilité étant reconnue, se réservent le choix de la sentence, soit la mort, soit le paiement du prix du sang, c'est-à-dire une indemnité pécuniaire. La réforme met fin à ce mode d'instruction.
Le décret retire au bey ses attributions judiciaires et ne lui conserve que le droit de grâce. En complément de cette réforme, un Code de procédure pénale est promulgué le 30 décembre 1921.

#### Décrets sur les naturalisations
L'importance de la communauté italienne inquiète toujours le gouvernement du protectorat qui cherche à réduire sa proportion dans la population européenne. C'est le but du décret du 8 novembre 1921 qui énonce que tout étranger européen né en Tunisie de parents qui eux-mêmes y sont nés devient automatiquement français. Ce décret ne concerne pas les Italiens protégés par la convention du 28 septembre 1896. Les Européens d'origine maltaise, par contre, sont nombreux à demander la naturalisation. La communauté française rattrape l'italienne en 1931.
Un autre décret du 20 décembre 1923 cherche à faciliter l'accès à la nationalité française pour les Tunisiens. Les anciens combattants, les diplômés et les fonctionnaires sont maintenant éligibles à la naturalisation. Malgré les protestations des destouriens qui y voient une atteinte à l'islam puisque les naturalisés relèvent maintenant des tribunaux français et non plus musulmans, le décret est signé par Habib Bey. Mais la principale motivation de ceux qui vont demander la nationalité française est le tiers colonial.
Depuis un décret de décembre 1919, tout fonctionnaire français jouit en effet d'une « indemnité d'expatriation » de 33 % alors que beaucoup sont nés dans le pays. Cette majoration totalement discriminatoire provoque le mécontentement de tous les fonctionnaires tunisiens et un excellent argument mobilisateur pour les mouvements nationalistes.

#### Naissance du syndicalisme tunisien

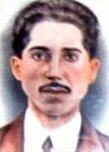
Portrait de Mohamed Ali El Hammi

Les revendications sociales sont alors prises en compte par la fédération tunisienne de la Confédération générale du travail affiliée au Parti communiste français. Voulant se dégager de la tutelle du syndicat français, Mohamed Ali El Hammi tente de créer un mouvement spécifiquement tunisien. C'est fait le 31 octobre 1924 lors de la création de la Confédération générale des travailleurs tunisiens (CGTT). De nombreuses grèves éclatent entre octobre 1924 et janvier 1925. Pour y mettre fin, on arrête les meneurs : le leader communiste Jean-Paul Finidori, le chef syndicaliste Mohamed Ali El Hammi et quatre secrétaires généraux de syndicats. Le procès dit du « complot destouro-communiste » s'ouvre le 12 novembre 1925. Les Tunisiens sont défendus par des avocats du Destour : Ahmed Essafi, Salah Farhat et Taïeb Jemaïl. Le verdict est sévère : tous les accusés sont expulsés de Tunisie. Le calme revient chez les ouvriers.
Le 29 janvier 1926, par crainte du retour de l'agitation, les décrets dits « scélérats » sont promulgués. La presse est maintenant strictement règlementée, la répression des crimes et délits politiques est accrue.

#### Renaissance du mouvement national
Les manifestations tunisiennes pendant la tenue du Congrès eucharistique de Carthage qui se tient entre le 7 et le 11 mai 1930 rappellent au gouvernement que le sentiment national est toujours présent. La procession de jeunes catholiques en tenue de croisés dans les rues de Tunis a ainsi été vue comme une provocation gratuite par une nouvelle génération de nationalistes.

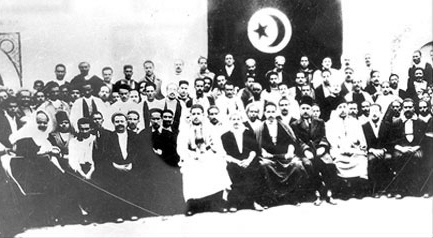
Délégués au congrès du Destour à Ksar Hellal

Le 1er novembre 1932 paraît le premier numéro de L'Action tunisienne avec à sa direction Habib Bourguiba, Mahmoud El Materi, Bahri Guiga, M'hamed Bourguiba, Tahar Sfar et Ali Bouhageb. Dénonçant les inégalités subies par les Tunisiens, ils profitent de la polémique créée par l'inhumation en cimetière musulman d'un naturalisé français pour déclencher une campagne de presse de ce qui deviendra l'Affaire des naturalisés tunisiens. Face aux désordres, le résident général François Manceron cède et ordonne que les naturalisés tunisiens soient inhumés dans des cimetières spéciaux. Ce succès galvanise les nationalistes qui intègrent les membres du journal dans la Commission exécutive du Destour le 12 mai 1933.
Mais les dissensions éclatent bientôt entre anciens et nouveaux destouriens. Ces derniers quittent le parti et fondent le 2 mars 1934, à Ksar Hellal, le Néo-Destour qui est bientôt rejoint par de nombreux militants qui se reconnaissent dans les méthodes énergiques du parti. Cette scission inquiète le nouveau résident général Marcel Peyrouton. Le 3 septembre 1934, il fait arrêter et interner ses leaders en espérant diviser les nationalistes. C'est un échec ; les manifestations unitaires, parfois violentes, se multiplient partout dans le pays. D'autres chefs sont arrêtés et internés dans le sud tunisien à Bordj le Bœuf. Le remplacement de Peyrouton par Armand Guillon permet la libération des déportés le 19 mai 1936.

#### Crise économique
La crise économique mondiale des années 1930 frappe la Tunisie de plein fouet. La chute des exportations entraîne une intervention croissante de l'État pour éviter une faillite généralisée des producteurs. Face à la multiplication des saisies, le décret beylical du 2 octobre 1934 décide l'arrêt des poursuites immobilières, la création de commissions arbitrales et un moratoire des dettes. Des crédits sont accordés aux agriculteurs. Pour aider les Tunisiens dont les titres de propriété ne sont pas inscrits au cadastre, on adopte une immatriculation simplifiée qui leur permet d'apporter des garanties à leurs demandes de prêts. Pour réguler le marché qui souffre de surproduction, des silos sont construits pour stocker les récoltes excédentaires ce qui permet de garantir aux producteurs la certitude de l'écoulement de leur récolte à un cours préalablement fixé. L'amélioration de la situation économique après 1937 ne permet pas au pays de retrouver les équilibres économiques antérieurs. C'est la fin de l'expansion foncière européenne. Les années suivantes sont consacrées à consolider les situations acquises face au mouvement nationaliste qui gagne en ampleur.

#### Crise nationaliste de 1938

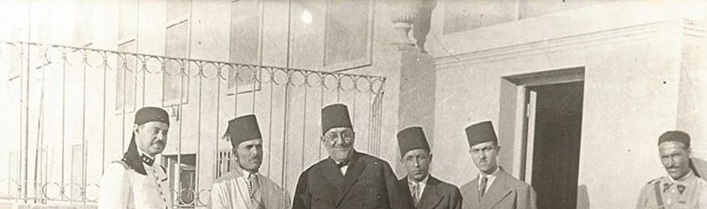
Abdelaziz Thaalbi et Habib Bourguiba en 1937

La détente provoquée par l'arrivée du Front populaire en France laisse espérer une solution négociée aux revendications tunisiennes. À cette fin, Bourguiba se rend à Paris en août 1936 pour négocier avec les ministres socialistes. Mais ces négociations sont très mal vues par les représentants de la colonie française qui critiquent dans la presse ce qu'ils prennent pour de la faiblesse gouvernementale. Quant aux Tunisiens, ils s'impatientent, exaspérés par les conséquences de la crise économique qui sont catastrophiques dans le centre et le sud du pays où des populations entières trouvent refuge dans des camps d'hébergement pour ne pas mourir de faim. Plusieurs mouvements de grève éclatent avec parfois des conséquences meurtrières (Métlaoui, Jérissa, Metline).

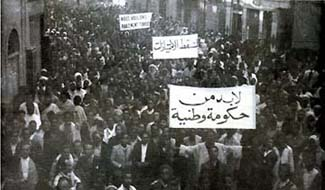
Foule de manifestants le 8 avril 1938

Le retour d'exil d'Abdelaziz Thâalbi le 5 juillet 1937 fait éclater la tension entre Destour et Néo-Destour. Bourguiba voit d'un très mauvais œil le retour du vieux leader qui a l'intention de réunifier les deux partis frères sous sa direction. Exaspéré par sa popularité, il envoie des militants fanatiques saboter ses réunions, causant un mort à Mateur le 25 septembre 1937 et un autre à Béjà le 2 octobre. Pour protester contre la ligne dure imposée par Bourguiba, Materi démissionne de la présidence du Néo-Destour le 3 janvier 1938 . Cela ne calme pas son ami qui exhorte les militants à se préparer au combat.
Les arrestations se multiplient début avril. Une grande manifestation est organisée le 8 avril 1938 mais la présence de Materi en tête du cortège empêche les débordements, à la grande colère de Bourguiba qui exige « que le sang coule » et convoque une nouvelle manifestation pour le 10 avril. Mais dans ce climat d'extrême tension, la convocation d'Ali Belhouane au palais de justice le 9 avril met le feu aux poudres. Au terme d'une journée de guérilla urbaine, on relève un mort parmi les policiers, 22 morts chez les manifestants, et plus de 150 blessés. Le Néo-Destour est dissous ; ses chefs sont arrêtés ainsi que 3 000 militants. Le 10 juin 1939, Habib Bourguiba et 18 autres prévenus sont inculpés pour incitation à la guerre civile et conspiration contre la sûreté de l'État. Le déclenchement de la guerre empêche toutefois leur procès

#### Le«problème italien»
Les revendications nationalistes tunisiennes ne sont pas les seules sources de tension dans les rues du pays pendant les années 1930. L'arrivée à la tête de l'Italie de Benito Mussolini a relancé les revendications italiennes sur la Tunisie. La moitié de la population européenne est alors italienne et, même si dans leur grande majorité ils sont satisfaits de leur situation dans leur nouveau pays d'adoption, il est difficile d'échapper à l'embrigadement dans les nombreuses organisations fascistes mises sur pied par les autorités de la péninsule. En effet, depuis les conventions de 1896, la population italienne dispose de ses propres écoles, hôpitaux et autres journaux sur lesquels le pouvoir fasciste italien impose ses vues. Bientôt, des manifestations de jeunes Italiens en uniforme fasciste défilent dans les rues en chantant : « Avec la barbe des Français, nous ferons des brosses pour faire reluire les souliers de Benito Mussolini ».
Face au danger que représente ce voisin belliqueux, le gouvernement français fait profil bas, inquiet des possibilités de rapprochement du Duce et du pouvoir nazi. Le 7 janvier 1935, les accords signés entre le président du Conseil Pierre Laval et Mussolini remplacent les conventions de 1896 arrivées à expiration depuis 1906. Les privilèges de la population italienne de Tunisie sont confirmés. Pour s'attirer les bonnes grâces du dictateur, les frontières entre la Libye italienne et les possessions françaises en Algérie et au Tchad sont déplacées pour agrandir la colonie italienne.
Échappant à la répression politique dans la péninsule, les antifascistes trouvent refuge en Tunisie où communistes et socialistes italiens sont solidement organisés. Mais ils ne sont pas pour autant à l'abri dans le protectorat où la police politique du Duce, l'OVRA, bénéficie de nombreuses sympathies. Le 20 septembre 1937, un jeune militant communiste et syndicaliste, Giuseppe Miceli, qui tenait une permanence dans le principal local antifasciste dans le centre de Tunis est assassiné par des cadets qui venaient tout juste de débarquer de deux navires de guerre italiens à La Goulette. Trois d'entre eux, arrêtés sur place, sont emprisonnés et incarcérés dans l'attente de leur jugement par la Cour d'Alger. Un an plus tard, ils sont relâchés et exfiltrés vers Rome où ils sont accueillis en héros. Les obsèques de Miceli donnent lieu à de nombreuses manifestations de solidarité dans toute la Tunisie rassemblant ouvriers italiens, français et tunisiens. Beaucoup se demandent jusqu'où le gouvernement français est prêt à aller pour préserver la neutralité de l'Italie dans le conflit qui s'annonce et craignent une remise en cause de la présence française dans la Régence,.
Mais les entrevues entre Mussolini et Adolf Hitler le 25 septembre 1937 ainsi que l'adhésion de l'Italie au Pacte anti-soviétique le 6 novembre suivant indiquent que le Duce a choisi son camp. Cela n'empêche pas le gouvernement du protectorat de continuer à faire preuve de tolérance vis-à-vis des organisations fascistes qui continuent à parader en Tunisie. Ainsi, le 9 juillet 1938, dans le contexte des répressions anti-destouriennes, la résidence générale interdit le port d'insignes politiques dans la rue « sauf pour les résidents appartenant à un pays à parti unique, dans ce cas, seuls les insignes de ce parti sont autorisés ». Pourtant certains témoignages accusent des provocateurs italiens dans l'enchaînement fatal qui devait aboutir à l'émeute du 9 avril 1938.
La tension est à son comble quand, le 10 novembre 1938, le comte Ciano se fait acclamer devant la chambre des députés aux cris de « Tunisi, Gibuti, Corsica, Nizza, Savoia ! ». Les accords Mussolini-Laval sont dénoncés par Rome le 17 décembre suivant.
C'est dans ce contexte que le président du Conseil Édouard Daladier effectue une visite officielle en Tunisie début janvier 1939. Il est accueilli par un défilé militaire impressionnant rassemblant 2 000 fantassins, 26 chars, des avions de chasse et des bombardiers sans compter les marins du croiseur Foch qui a débarqué Daladier à Bizerte. Le but est d'impressionner aussi bien la population italienne que les Tunisiens encore sous le coup de la répression des manifestations d'avril. Les Français ne s'y trompent pas qui lui font un accueil triomphal dans toutes les villes traversées par le cortège officiel.

### Seconde Guerre mondiale

#### Mise en place d'un régime vichyste
La défaite de l'armée française en juin 1940 a jeté la consternation dans la population française, provoqué de la jubilation dans la population tunisienne et déclenché l'enthousiasme chez les Italiens acquis au fascisme. La déclaration de guerre de l'Italie à la France le 10 juin 1940 alors que le front français a déjà été enfoncé par les chars allemands est vécue comme un « coup de poignard dans le dos ». En représailles, dès le 11 juin, neuf cents militants italiens (fascistes et antifascistes) sont emprisonnés. Des milliers d'autres rejoignent des camps d'internement. La fin des hostilités permettra leur libération progressive. Le refus de Hitler d'accorder la Tunisie à Mussolini apaise très vite les tensions entre les deux communautés.

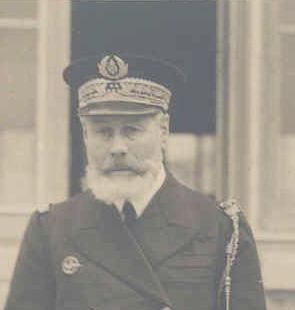
Le résident général Jean-Pierre Esteva

Un nouveau résident général, Jean-Pierre Esteva, est nommé par le régime de Vichy qui collabore avec les Allemands. Fin juillet, une commission d'armistice germano-italienne est mise en place à Tunis pour vérifier le désarmement des troupes militaires françaises qui sont réduites au strict minimum.
Discipliné, Esteva met en application les lois vichystes sur le sol de la régence. Dès le 22 août, un décret beylical supprime les « sociétés secrètes », ce qui vise surtout les loges franc-maçonnes, le Grand Orient et la Loge de Carthage auxquelles adhèrent de nombreux fonctionnaires.
Le statut des juifs est proclamé le 20 novembre 1940 sur décret beylical ; ils sont pour la plupart exclus de la fonction publique et interdits d'exercer des professions libérales. Dans ce climat délétère, des manifestations antisémites avaient éclaté dès le mois d'août quand des musulmans tunisiens pillent les quartiers juifs au Kef, à Ebba Ksour ou à Siliana.

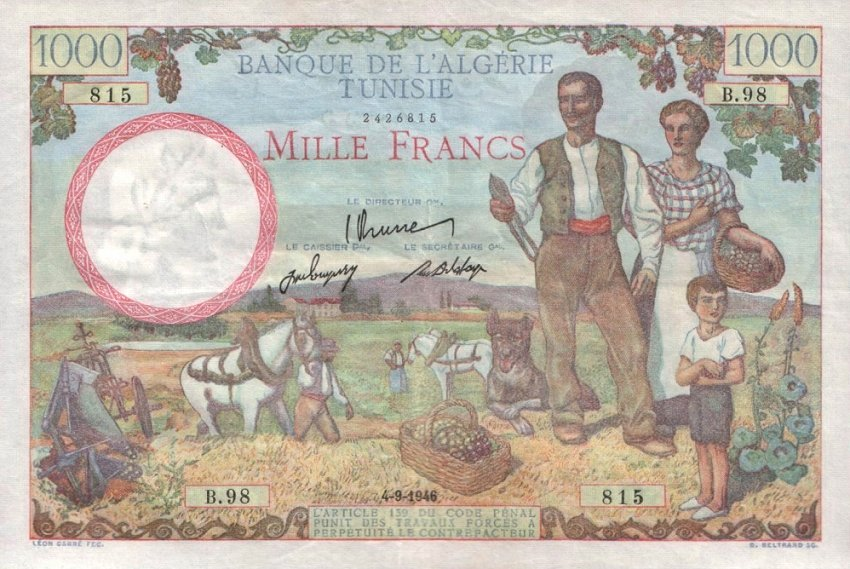
Nouveau billet de 1000 francs tunisiens édité en 1941

Face à la baisse des échanges avec la France, une politique d'autarcie est mise en œuvre. On rouvre des mines, on favorise les productions locales, la motorisation à gazogène est encouragée, l'artisanat est relancé, des chantiers d'assistance sont ouverts. À l'imitation de ce qui se passe en France non occupée, des chantiers de jeunesse sont ouverts pour y enrôler les jeunes français qui ne peuvent plus faire leur service militaire en France. Un mouvement paramilitaire de jeunesse voit même le jour, les Compagnons de France.
Le nouveau commandant des troupes françaises de Tunisie, Jean de Lattre de Tassigny résiste aux exigences des Allemands qui veulent ravitailler leurs troupes qui se battent en Libye à partir des ports tunisiens. À leur demande, il est remplacé par le général Georges Barré le 8 février 1942. Le gouvernement tente ainsi de louvoyer entre les belligérants qui se battent à ses frontières. Un accord est trouvé avec les Américains qui fournissent à la Tunisie des matières premières et des textiles à la condition qu'ils ne soient pas réexportés. Pour vérifier l'absence de détournement, ils envoient des délégués dans la régence ce qui leur permet de repérer les lieux avant la campagne militaire qui s'annonce.
Malgré quelques attentats secondaires, la situation reste calme en Tunisie. Les dirigeants néo-destouriens ont été transférés au fort Saint-Nicolas le 27 mai 1940. Les tentatives de Rachid Driss et Habib Thameur de reconstituer le parti dissous restent vaines. Quant à Bourguiba, il exhorte ses partisans à ne pas s'engager du côté de l'Axe. Le 10 avril 1942, il parvient à faire parvenir ses consignes à Habib Thameur : « L'Allemagne ne gagnera pas la guerre ; elle ne peut plus la gagner. […] Notre soutien aux Alliés doit être inconditionnel ».

#### Avènement de Moncef Bey
L'avènement de Moncef Bey le 19 juin 1942 est une divine surprise pour les Tunisiens. Très populaire depuis qu'il avait décidé son père à défendre le programme du Destour en avril 1922, il a la réputation justifiée d'être proche de son peuple. Dès le 10 août, il n'hésite pas à entrer en conflit avec Esteva en lui présentant un mémorandum regroupant seize revendications inspirées par ses amis nationalistes. Le 15 septembre, c'est une fin de non-recevoir que le gouvernement de Vichy envoie en réponse au monarque. Le 12 octobre, c'est l'absence de Tunisiens parmi les directeurs français de l'administration qui provoque sa colère.

#### Début de la Campagne de Tunisie

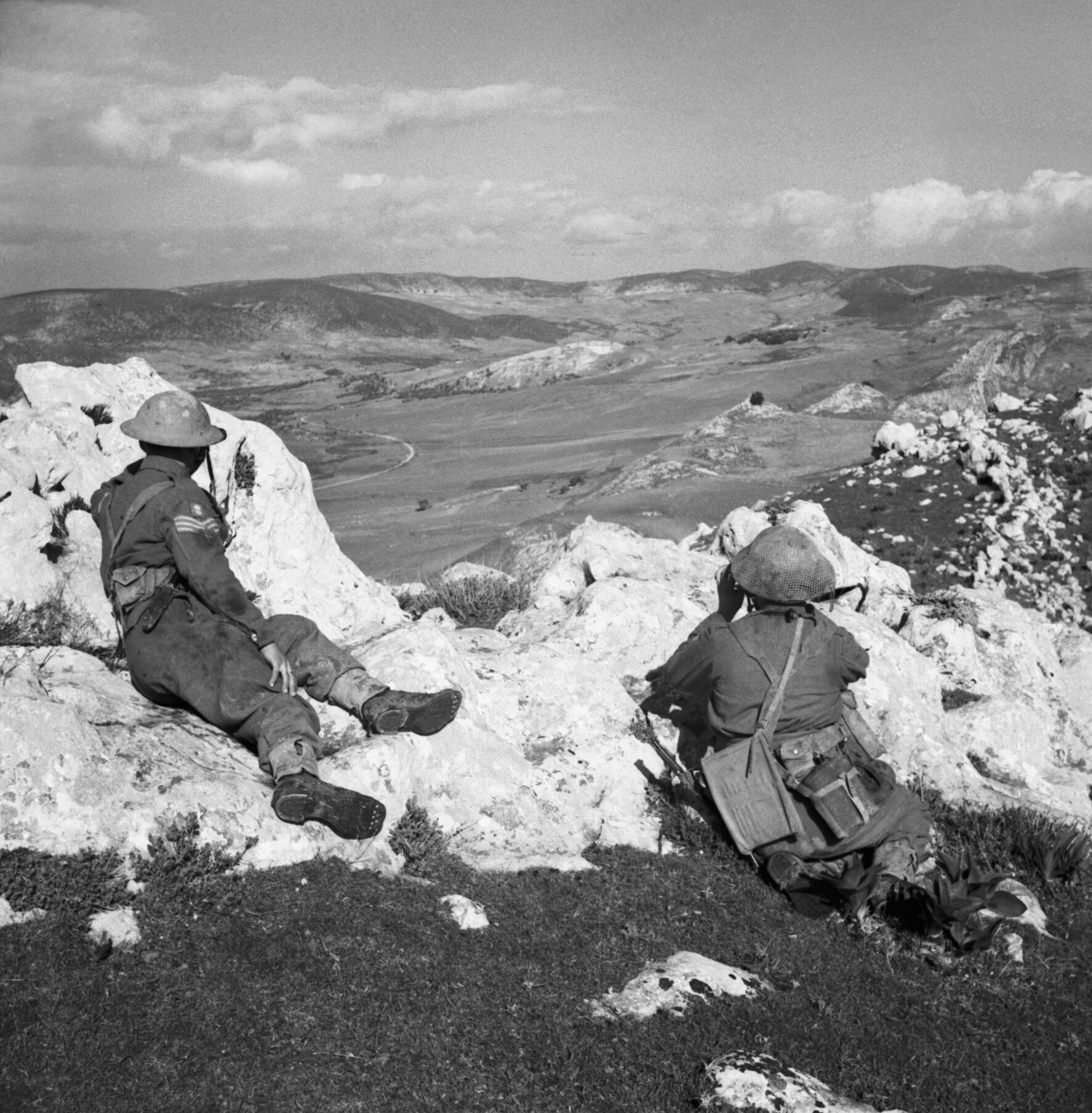
Deux soldats britanniques sur une colline surveillant Mateur

Dans la nuit du 7 au 8 novembre 1942, c'est par une lettre personnelle du président Roosevelt remise par le consul des États-Unis à Tunis qu'Esteva apprend le débarquement des troupes alliées en Algérie et au Maroc. Face aux ordres et aux contrordres de Vichy qu'il reçoit, l'amiral, incapable de prendre une décision, laisse les avions allemands investir l'aéroport d'El Aouina dès le 9 novembre, aéroport qui sera bombardé par l'aviation anglaise dès le lendemain. Le 11 novembre, le général Barré fait replier les troupes françaises, soit 12 000 hommes vers l'ouest à Medjez el-Bab. Pendant ce temps, communistes, gaullistes, antifascistes italiens, espagnols fuient vers l'Algérie.
Prévenu en même temps que le résident général, Moncef Bey décide de proclamer la stricte neutralité de la régence tout en assurant aux Américains qu'il souhaite leur victoire.
Les combats débutent le 19 novembre quand les troupes allemandes tentent de reprendre Medjez el-Bab aux troupes françaises qui y sont retranchées. Mais celles-ci parviennent à les repousser. Les troupes anglaises, arrivées en renfort, continuent leur progression jusqu'à Mateur et Djedeida. Tebourba est occupée le 27 novembre. Mais la contre attaque allemande appuyée par un soutien aérien sans aucune opposition repousse les troupes alliées. Fin décembre, le front se stabilise le long d'une ligne passant par Sidi Nsir, Medjez el-Bab, Bou Arada, se prolongeant ensuite le long de la dorsale orientale jusqu'à Maknassy avant de finir dans le désert du sud tunisien.

#### Nomination d'un nouveau gouvernement tunisien

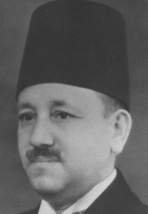
M'hamed Chenik grand vizir en 1943

À Tunis, le résident général est progressivement mis à l'écart. Un ministre plénipotentiaire, Rudolf Rahn, est nommé. Il crée une administration française parallèle, occupée par des collaborateurs zélés de l'occupant nazi. L'administration allemande poussa à la création d’un Judenrat, chargé de fournir de la main-d’œuvre à leur armée. La mise en place de ce comité créa de profondes divisions chez les juifs tunisiens, entre les recruteurs choisis parmi les notables, et les recrutés (ouvriers ou chômeurs dans leur grande majorité). Les cinq mille juifs de Tunis connurent ainsi le travail forcé et le régime des camps d’internement. Pour combattre les nombreuses défections et évasions, les Allemands multiplient les amendes infligées à la communauté juive. Cette situation ne prendra fin qu'avec la libération de la Tunisie. Le 1er décembre 1942, tous les détenus destouriens sont libérés. Le 23 novembre, Georges Guilbaud arrive à Tunis envoyé par le ministère de l'Information de Vichy. Il prend la direction de Tunis journal, pour en faire l'organe de la collaboration avec les puissances de l'Axe. Il obtient également les pleins pouvoirs pour épurer l'administration de tous les éléments susceptibles de s'opposer à Vichy.
Profitant de l'affaiblissement d'Esteva, Moncef Bey décide de nommer un nouveau gouvernement sans en aviser la résidence générale. Le 1er janvier 1943, les trois ministres tunisiens sont remplacés par trois hommes proches du mouvement nationaliste dont Salah Farhat, président du Destour, et Mahmoud El Materi, ancien président du Néo-Destour. Un nouveau ministère est créé en remplacement de la Djemaïa des Habous. Des décrets favorables aux Tunisiens paraissent comme la fin des mises en vente des habous ou l'application aux fonctionnaires tunisiens du tiers colonial. Mais les tentatives de Materi de modifier le corps des caïds seront interrompues par la fin des combats.
Les dirigeants néo-destouriens emprisonnés en France sont libérés par les Allemands en décembre 1942 et rapatriés en Tunisie à l'exception de Bourguiba qui est remis aux autorités italiennes. Emmené à Rome, il prononce un discours sur Radio-Bari où il s'abrite derrière la prééminence du bey pour éviter de prendre parti malgré les pressions italiennes. Il est finalement renvoyé à Tunis où il arrive le 9 avril.

#### Fin des combats

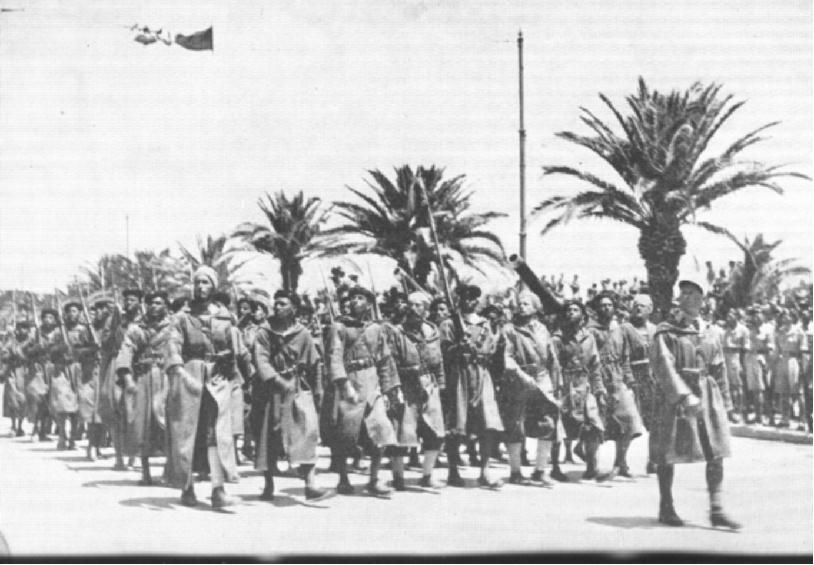
Défilé de la libération à Tunis en 1943

Après sa défaite à El Alamein en novembre 1942, l'armée germano-italienne du maréchal Rommel parvient à se replier sur la Tunisie qu'elle atteint à la fin de l'année. Après avoir réorganisé la ligne Mareth dans le sud tunisien pour empêcher la progression de l'armée anglaise qui arrive de Libye, Rommel décide de percer le front tunisien. Le 14 février 1943, l'attaque sur Sidi Bouzid bouscule les forces américaines qui se replient sur Sbeïtla avant de l'abandonner le 17 février. Le 18 février, Kasserine est prise. La prise de la passe de Kasserine dès le lendemain ouvre la route de Thala. Mais face à la résistance des forces anglaises qui sont arrivées en renfort, Rommel décide de battre en retraite pour faire face à l'offensive anglaise dans le sud tunisien.
Les troupes germano-italiennes reculent sur tous les fronts face à l'offensive venue de Libye. La ligne Mareth est contournée et prise à la fin du mois de mars. La ligne de repli sur l'oued Akarit près de Gabès tombe le 6 avril. Les armées de l'Axe se replient vers le nord, poursuivies par les armées américaines et anglaises qui ont fait leur jonction. L'estocade est portée le 6 mai lors d'une offensive générale dans la région de Medjez el-Bab. Tunis est libérée le lendemain. Les dernières forces germano-italiennes, encerclées dans le Cap Bon, se rendent le 13 mai.

#### Déposition de Moncef Bey
La fin des combats signifie le retour en force de la puissance française à la tête de la régence de Tunis. La première victime est Moncef Bey qui a profité de l'affaiblissement des « protecteurs » pour faire avancer la cause tunisienne. Peu suspect d'avoir collaboré avec les puissances de l'Axe, on ne peut lui reprocher que les décorations décernées le 12 avril à des généraux allemands et italiens. Il est pourtant déposé par un décret du général de la France libre, Henri Giraud, le 13 mai 1943 et exilé à Laghouat dans le Sud algérien.
Il est remplacé par Lamine Bey qui accepte le trône malgré les conditions dans lesquelles son prédécesseur a été contraint d'abdiquer. Méprisé par une grande partie de la population tunisienne, il ne gagne sa légitimité qu'à la mort de Moncef le 1er septembre 1948 qui met fin aux espoirs des Tunisiens de voir revenir au pouvoir le « bey nationaliste ».

### L'après-guerre
La défaite des armées italiennes permet au gouvernement français de mettre fin au « problème italien ». Les ressortissants compromis avec les fascistes sont expulsés vers l'Italie et leurs biens mis sous séquestre. Les établissements italiens (hôpitaux, écoles…) passent aux mains de l'administration française. Les conventions de 1896 et les accords de 1935 sont déclarés caducs à la date du 10 juin 1940 où l'Italie a déclaré la guerre à la France. Les règles de naturalisation des enfants nés de parents italiens sont maintenant les mêmes que celles des autres nationalités européennes.
Le gouvernement Chenik ayant été poussé à la démission, un nouveau gouvernement est nommé peu suspect de nationalisme. L'heure est à la reconstruction après les destructions causées par la guerre. Quant aux nationalistes, ils militent pour le retour de Moncef Bey qui a été transféré à Pau après avoir signé son abdication. L'invasion du pays et la déposition du monarque ont prouvé que le gouvernement français ne peut même plus invoquer le Traité du Bardo pour justifier sa légitimité en Tunisie.

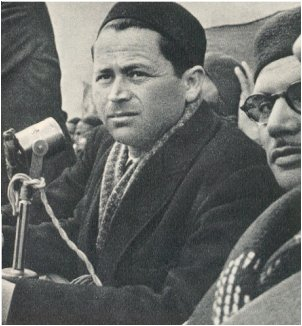
Farhat Hached

Partout dans le monde, des pays accèdent à l'indépendance. La Ligue arabe est créée au Caire le 25 mars 1945. À la recherche de soutiens, Bourguiba gagne l'Égypte où de nombreux militants viennent le rejoindre. Des représentations du Néo-Destour sont ouvertes dans plusieurs pays. Un bureau du Maghreb arabe est créé pour unifier les mouvements nationalistes tunisien, algérien et marocain. Les recherches de soutien auprès des dirigeants américains à l'ONU demeurent vains en ces temps de guerre froide.
Pendant ce temps, destouriens et néo-destouriens s'unissent pour réclamer l'indépendance lors de la Nuit du destin le 23 août 1946. Un nouveau syndicat s'invite également dans le combat. Fondé le 20 janvier 1946 par Farhat Hached, l'Union générale des travailleurs tunisiens (UGTT) tente de fédérer les ouvriers tunisiens dans un mouvement indépendant des grandes centrales syndicales françaises mais proche du mouvement nationaliste. Face à ces multiples revendications, la résidence générale ne répond qu'en augmentant le nombre de ministres tunisiens pour assurer la parité avec les ministres français.
La situation semble se débloquer lorsqu'un nouveau résident général, Louis Périllier, est nommé en 1950. Le ministre des Affaires étrangères Robert Schuman déclare dans un discours « que la mission de L. Périllier était d'amener la Tunisie vers l'indépendance ». Ces propos font scandale et Robert Schuman doit publier une mise au point embarrassée. À la radio de Tunis, le nouveau résident lit un texte où il n'est plus question que de « modifications institutionnelles progressives vers une autonomie conforme aux traités. » Toutefois, avec l'appui de Bourguiba, un nouveau gouvernement est nommé comprenant des nationalistes tels Mahmoud El Materi, Hamadi Badra et Salah Ben Youssef. Une première série de réformes est annoncée le 8 février 1951 qui réduit les pouvoirs des administrateurs français et augmente l'embauche des Tunisiens dans la fonction publique, où même les emplois subalternes étaient jusqu'alors réservés majoritairement aux Français. Leur portée limitée déçoit les nationalistes qui reçoivent le soutien de Lamine bey lors du discours du trône le 15 mai suivant. À l'invitation du gouvernement français, les ministres tunisiens sont invités à Paris pour y exposer leur programme de réformes. Le 31 octobre, lors de cette visite, un mémorandum détaillant les revendications est remis à Robert Schuman. La réponse ne parvient que le 15 décembre. C'est une fin de non recevoir cinglante qui insiste sur « la reconnaissance du caractère définitif du lien qui unit la France et la Tunisie ». Le terme d'autonomie interne n'est pas mentionné, pas plus que la reconnaissance de la souveraineté tunisienne. Le résident Périllier est rappelé et remplacé par un diplomate à poigne, Jean de Hauteclocque.

### Les années noires

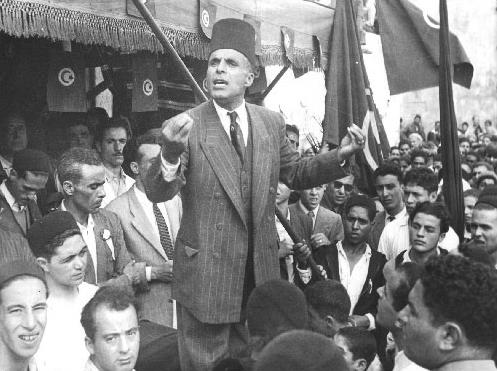
Discours prononcé par Bourguiba à Bizerte le 15 janvier 1952.

Le 13 janvier 1952, le nouveau résident général Jean de Hauteclocque arrive à Tunis à bord d'un croiseur. Venu pour mater les nationalistes, il exige dès son arrivée le renvoi du gouvernement tunisien, ce que refuse énergiquement Lamine Bey. Le même jour, deux ministres, Mohamed Badra et Salah Ben Youssef, quittent Tunis pour aller déposer une requête auprès de l'ONU au nom du gouvernement.
Dès le 18 janvier, une série d'arrestations envoie leaders communistes et néo-destouriens en prison, ce qui provoque l'embrasement du pays. Lamine Bey refuse de lancer un appel au calme tant que Bourguiba et ses amis sont emprisonnés. Les affrontements entre forces de l'ordre et manifestants font plusieurs morts dans le pays. Le ratissage du Cap Bon par l'armée française à la recherche de dépôts d'armes cause la mort de trente civils.

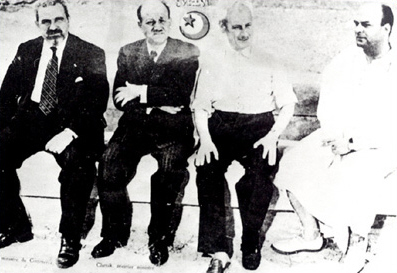
Ministres du cabinet Chenik exilés en mars 1952 : de gauche à droite Mohamed Salah Mzali, M'hamed Chenik, Mahmoud El Materi et Mohamed Ben Salem.

Le 25 mars 1952, face aux refus du bey de congédier ses ministres, de Hauteclocque les fait arrêter et interner à Kébili d'où ils ne sont libérés que le 6 mai : c'est le « Coup de force du 26 mars 1952 en Tunisie ». Un nouveau gouvernement est nommé mais le monarque refuse de travailler avec lui. Le résident général propose alors un programme de réformes qui sont jugées insuffisantes par Lamine Bey : il convoque lui-même une assemblée de quarante personnalités tunisiennes de toutes opinions politiques qui concluent au rejet de ce programme le 9 septembre.
Le 5 décembre 1952, Farhat Hached est assassiné par la Main rouge. Affaibli par la perte de son ami, Lamine Bey cède aux pressions du résident général et signe la réforme des élections municipales le 20 décembre 1952.
Celles-ci doivent se tenir début mai 1953. Mais les menaces des nationalistes envers ceux qui veulent y participer entraînent leur échec. Ceux qui bravent le mot d'ordre de boycott sont assassinés. Des actions de guérilla menées par des bandes de fellagas sèment la terreur dans les campagnes.
Face à l'échec de sa politique, Jean de Hauteclocque est rappelé et remplacé par Pierre Voizard le 23 septembre 1953. Voulant ramener le calme dans le pays, il lève le couvre-feu, libère des prisonniers, nomme un nouveau gouvernement où les ministres tunisiens sont largement majoritaires. Mais le refus de libérer Bourguiba toujours interné sur l'île de La Galite incite le Néo-Destour à refuser ces avancées et à intensifier la lutte armée. Jusque-là épargnés, des colons français sont maintenant pris pour cible et assassinés. Le gouvernement Mzali démissionne le 17 juin 1954 laissant le pays sans aucun dirigeant.

### Proclamation de l'autonomie interne et de l'indépendance

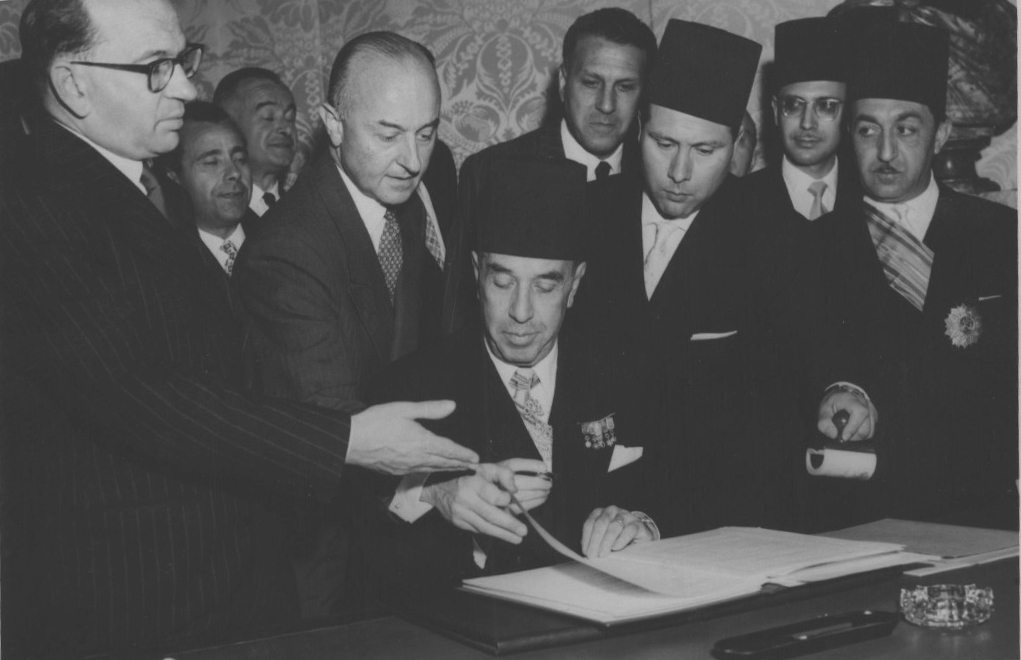
Signature par Tahar Ben Ammar des conventions de l'autonomie interne à Matignon le 3 juin 1955

Le 31 juillet 1954, le président du conseil Pierre Mendès France arrive à Tunis et, dans le célèbre discours de Carthage, proclame que « l'autonomie interne de l'État tunisien est reconnue et proclamée sans arrière-pensée par le gouvernement français ».

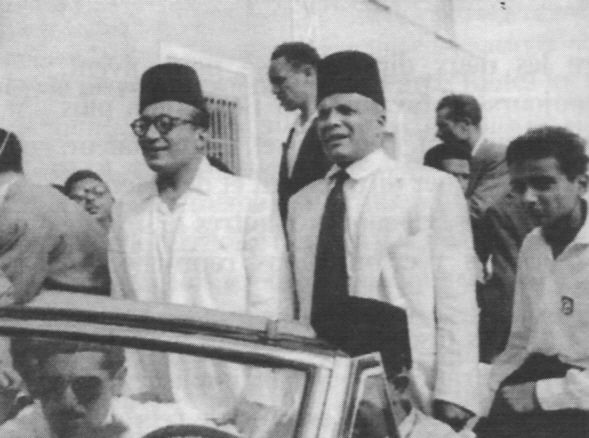
Retour de Salah Ben Youssef à Tunis en 1955

Le 7 août, un gouvernement, incluant le Néo-Destour, est formé sous la direction du nationaliste indépendant Tahar Ben Ammar. Les négociations entre représentants français et tunisiens débutent dès le 4 septembre. Mais elles sont très vite bloquées par le problème des fellagas qui continuent leurs actions. Contrairement à Salah ben Youssef qui veut les utiliser comme moyen de pression sur le gouvernement français, Bourguiba est partisan de la fin de la lutte armée. Il est suivi par le conseil du Néo-Destour qui appelle les résistants à déposer les armes ce qu'ils font au mois de décembre.
Les accords d'autonomie interne sont signés le 3 juin 1955 malgré l'opposition de Ben Youssef qui déplore les concessions accordées aux Français de Tunisie. Bourguiba peut rentrer triomphalement à Tunis le 1er juin où il est attendu par une marée humaine qui confirme son exceptionnelle popularité.
Salah ben Youssef rentre à Tunis le 13 septembre et marque tout de suite son opposition à Bourguiba et aux conventions qu'il a acceptées. Partisans et opposants des deux leaders s'affrontent dans les rues de Tunisie, provoquant une atmosphère de guerre civile. Craignant pour sa vie, Ben Youssef quitte le pays le 28 janvier 1956.
L'insécurité provoquée par ces luttes fratricides convainc le gouvernement français que les accords d'autonomie interne ne permettent pas à la Tunisie d'assurer sa sécurité intérieure. Des négociations sont rouvertes, encouragées par l'annonce de la prochaine indépendance du Maroc. Le 20 mars 1956, le Traité du Bardo est déclaré caduc et l'indépendance de la Tunisie solennellement reconnue.

### Décolonisation
Les administrations créées au cours des 75 années du protectorat sont peu à peu remises au gouvernement tunisien. Les derniers ministères à être dirigés par des directeurs français (Travaux publics, Finances, Enseignement et Postes et télécommunications) sont remis aux nouveaux titulaires tunisiens lors de la constitution du second gouvernement Ben Ammar. Les contrôles civils disparaissent également après la signature des conventions sur l'autonomie interne. Leurs attributions sont transférées aux caïds à l'exception de celles concernant la population française. La signature du protocole d'indépendance moins d'un an plus tard entraîne leur quasi-disparition à l'exception de ceux qui deviennent des consulats. Les immeubles et le mobilier des contrôles doivent être remis aux autorités tunisiennes entre le 10 et le 18 octobre 1956 avec un inventaire et un procès-verbal.
Le 28 novembre 1955, l'administration des forces de police est transférée aux autorités tunisiennes, ce qui a une portée symbolique considérable et permet à Bourguiba de rassurer beaucoup de ses concitoyens sur la portée des conventions qu'il a approuvées.
Dès le 3 août 1956, les tribunaux de l'ouzara et du charaâ sont supprimés. La justice tunisienne est alors unifiée suivant une organisation identique à l'organisation judiciaire française. Quant aux ressortissants français, ils deviennent justiciables des juridictions pénales tunisiennes dès le 13 novembre 1956. Les juridictions françaises sont finalement supprimées le 8 juillet 1957. Les tribunaux rabbiniques sont les derniers à être supprimés par la loi du 27 septembre 1957.
Les chambres de commerce, françaises comme tunisiennes, sont dissoutes par le décret du 9 octobre 1957.
Les biens habous, dont la mise à disposition de la colonisation européenne avait été combattue par les nationalistes pendant tout le protectorat, sont nationalisés par les décrets du 31 mai 1956 (habous publics) et du 19 juillet 1957 (habous privés).
Les compagnies françaises sont peu à peu nationalisées à l'issue de leur concession comme les activités de la Compagnie des phosphates et des chemins de fer de Gafsa qui sont confiées à la Société nationale des chemins de fer tunisiens (SNCFT) le 31 décembre 1966.
Le problème des troupes militaires françaises toujours stationnées en Tunisie est évoqué par Bourguiba dès le 18 juin 1956 dans un discours prononcé à Tataouine : « L'indépendance contient en puissance l'évacuation des troupes étrangères. Cette évacuation se réalisera progressivement au fur et à mesure de la constitution de l'armée tunisienne. Il ne peut en être autrement dans un pays indépendant ». Le bombardement de Sakiet Sidi Youssef le 8 février 1958 donne l'occasion à Bourguiba d'accélérer le mouvement. Des barrages sont mis en place devant les cantonnements français, les centraux militaires sont coupés. Les consulats français de Gafsa, Souk el Arba, Medjez el-Bab et la chancellerie du Kef sont fermés. Ce n'est qu'au bout de quatre mois de blocus, le 12 juin, que le gouvernement français accepte d'évacuer toutes les positions militaires françaises en Tunisie à l'exception de la base de Bizerte. L'opération de transfert prendra quatre mois. La tension renaît en 1961 lorsque le gouvernement tunisien organise des manifestations devant la base de Bizerte pour obtenir sa restitution à l'État. La crise de Bizerte provoque de nombreux morts et le départ de milliers de Français. La base est finalement rétrocédée aux Tunisiens le 15 octobre 1963.
À l'indépendance, les 2 200 agriculteurs français cultivent 715 000 hectares soit 10 % des surfaces agricoles souvent situées dans les parties les plus productives du pays. Ils produisent d'ailleurs en 1958 42 % des céréales, 54 % des fruits et produits maraîchers, 20 % de l'huile, près de 30 % de la production totale du pays. À la recherche de surfaces pour les agriculteurs tunisiens, le gouvernement cherche à récupérer ces terres par le biais de négociations avec son homologue français ou par des procédures d'expropriations, ce qui lui permet d'en transférer près de 320 000 hectares entre 1956 et 1963. Finalement, le 12 mai 1964, date anniversaire du Traité du Bardo, les exploitations françaises sont nationalisées, le cheptel et le matériel agricole saisi et les agriculteurs expropriés.
Toutes ces différentes mesures ont provoqué le départ massif des populations françaises et italiennes. Les fonctionnaires sont mutés en France pour permettre la « tunisification » de l'administration. De nombreuses licences de transport et de fonds de commerce sont retirées à des Français qui n'ont d'autre choix que de quitter le pays. D'après le recensement de 1966, ils ne sont plus que 32 767 contre 255 224 en 1956, soit une diminution de 83 %. C'est aussi une communauté chrétienne qui disparaît et des lieux de culte qui sont désertés. Un « Modus Vivendi » est donc signé entre la Tunisie et le Vatican le 10 juillet 1964 et paru au Journal officiel tunisien le 24 juillet. Cet accord prévoit la cession à l'État tunisien à titre gratuit et définitif des 107 lieux de culte à l'exception de ceux mentionnés en annexe de l'accord (cathédrale de Tunis, église Sainte-Jeanne-d'Arc de Tunis, église de La Goulette, église de Grombalia et Église Saint-Félix de Sousse) avec « l'assurance qu'ils ne seront utilisés qu'à des fins d'intérêt public compatibles avec leur ancienne destination ». L'idée directrice est de faire disparaître l'aspect extérieur et visible de l'Église et d'entrer en possession de tout ce qui peut être utilisé.

Mais la fin du protectorat a aussi donné lieu à des règlements de compte. Dès le 21 juin 1956, un décret supprime le corps des caïds. Souvent membres des grandes familles tunisiennes, le makhzen, on leur reproche d'avoir apporté leur collaboration à l'administration du protectorat. Ils sont remplacés par des cadres du Néo-Destour et les caïdats deviennent des gouvernorats. Mais c'est surtout la proclamation de la République et le renversement de la dynastie beylicale le 25 juillet 1957 qui donne le coup d'envoi de la répression. Le même jour, Lamine bey, son héritier Hassine Bey, ses trois fils et son gendre Mohamed Ben Salem sont assignés à résidence. Dès le lendemain, les biens de la famille régnante, soit 43 personnes, sont confisqués. Une loi portant confiscation des « biens mal acquis » est promulguée le 17 août pour justifier rétroactivement ces dépossessions. Elle permet d'étendre les spoliations à seize autres notables, d'anciens ministres, des caïds ou l'ancien directeur du collège Sadiki Mohamed Attya. Le 9 octobre 1957, la Chambre d'Agriculture tunisienne, surtout composée de gros propriétaires terriens tunisiens tel Tahar Ben Ammar, est dissoute. Enfin, le 3 décembre 1957, une autre loi relative à l'indignité nationale est promulguée et dispose : 
« Est coupable d'indignité nationale et frappé de la peine criminelle prévue à l'article 4 (privation des droits civiques, renvois des emplois publics, interdiction d'enseigner, etc.) tout Tunisien qui aura sciemment, entre le 18 janvier 1952 et le 31 juillet 1954, entravé ou tenté d'entraver la lutte pour l'indépendance de la Tunisie.

L'indignité nationale est constituée par le fait d'avoir sciemment apporté, durant cette période, une aide directe ou indirecte aux autorités du Protectorat ou aux pseudo-gouvernements ayant exercé leur autorité en Tunisie.

La durée de la dégradation nationale est fixée par l'arrêt de la Haute Cour de Justice »
Le 24 juin 1958, tous les membres des ministères Baccouche et Mzali sont arrêtés. Déférés devant la Haute Cour en février 1959, ils sont condamnés à la prison, à l'indignité nationale et à la confiscation de leurs biens. Hédi Ben Raïs est quant à lui condamné à mort.
Le 12 novembre 1959, tous les ministres bénéficient d'une mesure de liberté conditionnelle, mesure de clémence intervenant trop tard pour Mohamed Saadallah, Mohamed Dinguizli et Taïeb Belkhiria morts pendant leur détention.

## Fonctionnement

### Pouvoir politique et administratif

#### Situation avant 1881

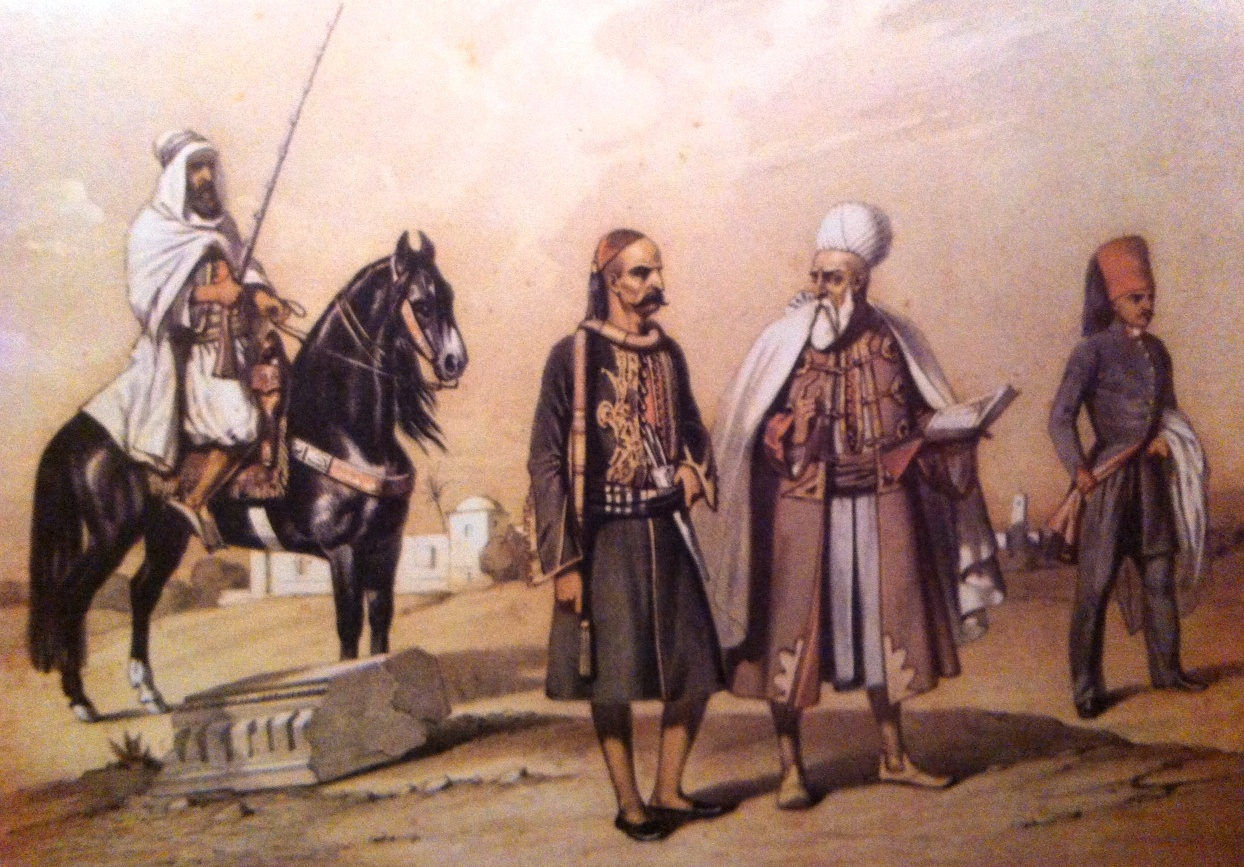
Gravure montrant, de gauche à droite, un hamba (gendarme tribal), un soldat irrégulier turc, un scribe hanéfite et un garde mamelouk du bey

La Tunisie est gouvernée par un Bey dont les pouvoirs absolus sont héréditaires. Aux termes de l'article 1er de la loi organique de 1857, la succession au pouvoir est héréditaire entre les princes de la famille husseinite, par ordre d'âge et non par la filiation. Le successeur désigné prend le nom de « Bey du Camp ». Son rôle se limite à la perception, deux fois par an, des impôts des tribus récalcitrantes. À cette fin, il prend la tête d'une colonne militaire qui parcourt les régions concernées pour récolter les sommes réclamées. Il apprend ainsi à connaître le royaume, les personnages influents de chaque région et, aussi, l'état d'esprit des populations.
Le gouvernement est constitué d'un grand vizir, du ministre de la Plume, chargé des services de l'administration générale, du ministre de la guerre et du ministre de la marine.
Le territoire tunisien est divisé en 22 caïdats dont dix-huit ont une population mixte, c'est-à-dire des habitants fixés au sol et des nomades, et quatre une population exclusivement sédentaire. En outre, trente et une tribus nomades, arabes ou berbères, disséminées dans toute l'étendue du pays, ont chacune un caïd qui les administre à part.
Les 22 caïdats sont ceux de Tunis, Sidi Bou Saïd, Bizerte, Mateur, Tabarka, Béja, El Kef, Mohamedia et Mornaguia, Hammam Lif, Soliman, Téboursouk, Testour, Tebourba, Sahel et Sousse, Monastir, Mahdia, Sfax et îles Kerkennah, Kairouan et Arouch Sandjak, Gafsa, Tozeur (Djerid), El Arad, Ile de Djerba.
Une grande part de la souveraineté tunisienne est déjà passée en des mains étrangères. Les revenus financiers sont ainsi gérés depuis 1869 par une commission financière internationale qui n'en reverse que la moitié pour couvrir les besoins de la Régence.
Beaucoup d'occupants du pays échappent également aux lois tunisiennes par le biais des capitulations, ensemble de conventions signées entre le bey et divers pays européens qui garantissent à leurs ressortissants d'être jugés par leurs autorités consulaires et non par la justice tunisienne. Mais cette protection est également étendue à certains Tunisiens qui bénéficient de la qualité de protégés qui leur fait bénéficier des mêmes privilèges que les ressortissants européens.

#### Protectorat ou annexion?

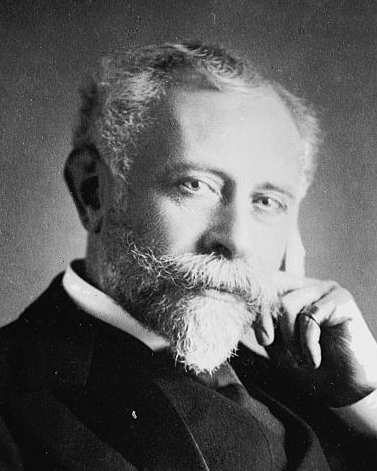
Portrait de Paul Cambon
Résident général de France
de 1882 à 1886.

Afin de s'assurer de la neutralité des nations européennes, les termes du traité du Bardo étaient volontairement très limités : occupation militaire de quelques points de la Régence, mise au point d'une nouvelle organisation financière du pays et reconnaissance de tous les traités internationaux signés auparavant par le régime beylical.

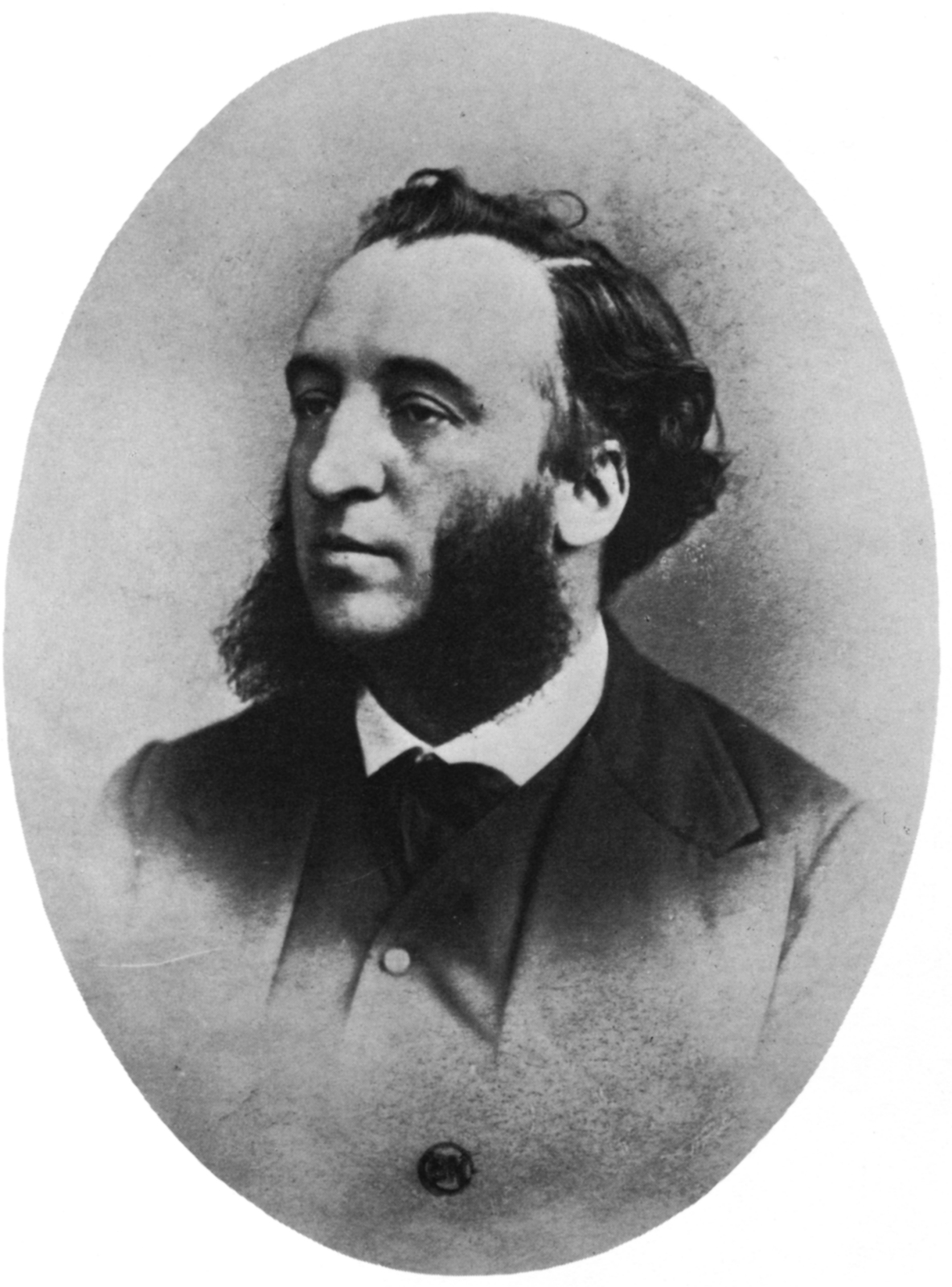
Portrait de Jules Ferry

L'armée française qui quadrille le pays se verrait bien le diriger comme elle dirige l'Algérie. Ils sont soutenus dans cette voie par les premiers colons qui arrivent dans le pays. Venus pour la plupart de l'Algérie voisine, ceux-ci apprécient les avantages de l'administration directe qui leur permet de faire prévaloir leurs intérêts, souvent au détriment de la population indigène.

Mais malgré ces fortes pressions, le gouvernement français ne cède pas sur sa volonté d'éviter les erreurs commises dans la colonie voisine en imposant une administration française à des populations d'une culture très éloignée de celle de la métropole. Il existe déjà une administration tunisienne qui, bien qu'imparfaite, est déjà présente en tous points du pays et est acceptée par ses administrés. Le nouveau ministre résident, Paul Cambon, précise même : 
« Nous n'avons pas en face de nous des anthropophages, des Peaux-Rouges, mais les descendants d'une société très policée, organisée depuis des siècles sur les ruines de la Carthage romaine et phénicienne. »

Et Jules Ferry clôt le débat en 1884 en justifiant son soutien résolu à la formule du protectorat : 
« Nous conserverons à la France en Tunisie cette situation de protectorat, de puissance protectrice. Elle a pour nous de très grands avantages. Elle nous dispense d'installer dans ce pays une administration française, c'est-à-dire d'imposer au budget français des charges considérables, elle nous permet de surveiller de haut, de gouverner de haut, de ne pas assumer malgré nous la responsabilité de tous les détails de l'administration, de tous les petits faits, de tous les petits froissements que peut amener le contact de deux civilisations différentes. »

#### Mise en place des institutions
Les limitations imposées par le traité du Bardo empêchent la réforme de l'organisation du pays telle que l'entend Paul Cambon. Il est donc nécessaire de résoudre l'épineux problème de la commission financière internationale qui a toujours son mot à dire sur la gestion de la Régence. C'est chose faite lorsque la dette tunisienne est convertie en obligations émises sous la garantie de la Banque de France. Cet accord est entériné par les Conventions de la Marsa qui édictent également dans leur article premier : 
« Afin de faciliter au Gouvernement français l'accomplissement de son protectorat, Son Altesse le Bey de Tunis s'engage à procéder aux réformes administratives, judiciaires et financières que le Gouvernement français jugera utiles »
Cambon a maintenant les mains libres pour réformer le pays tel qu'il l'entend. Le découpage de la Régence en caïdats est conservé mais les caïds sont surveillés par des contrôleurs civils français chargés de viser tous les courriers des autorités locales indigènes avec Tunis. Le gouvernement tunisien ne se compose plus que du grand vizir et du ministre de la plume. Toutes les correspondances du gouvernement tunisien doivent être visées par un secrétaire général français. Des Directions techniques (finances, travaux publics, instruction publique, commerce, agriculture) sont créées avec des directeurs français à leurs têtes ayant rang de ministres. Quant au bey, ses attributions se limitent à approuver les textes de lois que lui soumet le ministre résident français qui devient résident général de France le 23 juin 1885.

#### Gouvernement de la Régence

##### Aux débuts du protectorat

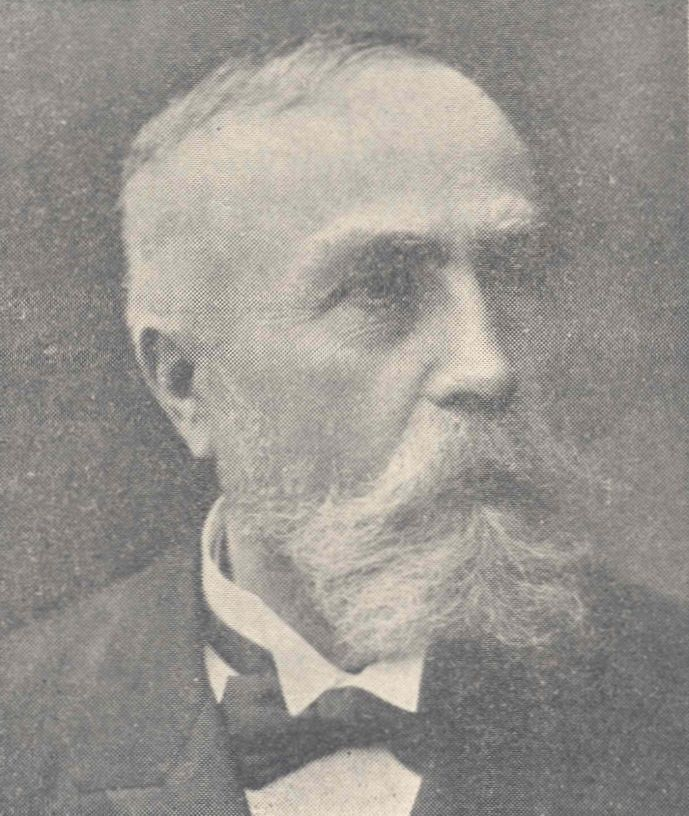
Bernard Roy
Secrétaire général
du gouvernement tunisien
de 1889 à 1919.

Représentant du gouvernement français auprès du bey, le résident général a des pouvoirs très étendus. Dès le 9 juin 1881, un décret beylical en fait « l'intermédiaire officiel et unique dans les rapports avec les puissances amies » ce qui lui confère le rang de ministre des Affaires étrangères. Aucun décret ne peut être promulgué s'il ne l'a pas visé pour approbation et tout ce qui se passe dans le pays doit lui être rapporté. C'est également lui qui préside le conseil des ministres.
Les premiers ministères tunisiens supprimés en 1881 sont ceux de la Guerre et de la Marine en vertu du traité du Bardo qui rend les troupes françaises responsables de la défense du pays. C'est donc leur chef qui devient ministre de la Guerre sous le titre de Général Commandant des troupes d'occupation.
Le 4 février 1883 est créé le poste de secrétaire général. C'est lui qui est chargé de la réception et de la répartition de toutes les correspondances adressées au gouvernement. Il est l'interlocuteur obligé du grand vizir et est également chargé de la présentation et de la promulgation des décrets et des lois.
Le conseil des ministres réunit alors:
- Le résident général ;
- Le secrétaire général ;
- Le Général commandant les troupes d'occupation, ministre de la guerre ;
- Le directeur des Travaux Publics (direction créée le 3 septembre 1882[27]) ;
- Le directeur de l'Enseignement (direction créée le 6 mai 1883[28]) ;
- Le directeur des Finances (direction créée le 2 octobre 1884[29]) ;
- Le directeur de l'Office Postal (direction créée le 1er juillet 1888[30]) ;
- Le directeur de l'Agriculture, du Commerce et de la Colonisation (direction créée le 8 février 1896[31]) ;
- L'Amiral Préfet maritime, ministre de la Marine ;
- Le grand vizir ;
- Le ministre de la Plume.

Un troisième ministre tunisien vient rejoindre le conseil lorsqu'est créé le ministère de la Justice le 26 avril 1921.
Le conseil des ministres se réunit mensuellement au Dar el Bey dans le cabinet du grand vizir mais c'est le résident général qui préside. En son absence, il est remplacé par le Délégué à la résidence ou, à défaut, par le directeur des Finances.

##### Avènement de Moncef bey
Le 1er janvier 1943, profitant de l'affaiblissement des autorités françaises lors de l'occupation de la Tunisie par les troupes allemandes, Moncef Bey nomme de nouveaux ministres tunisiens sans demander l'assentiment du résident général. Le ministère de la Plume est alors renommé en ministère de l'Intérieur et le ministère des Habous est créé portant à quatre le nombre de ministres tunisiens.
Malgré la déposition de Moncef bey en juin de la même année, le ministère des habous est conservé.

##### Création du ministère des Affaires sociales

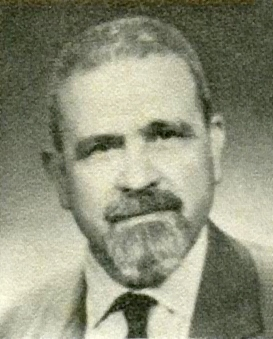
Mohamed Salah Mzali, ministre des Affaires sociales de 1945 à 1947.

Le 17 février 1945, le ministère des Affaires sociales est créé et attribué à un ministre tunisien. Le ministère des Habous est rattaché au grand vizirat et disparaît. Ce nouveau ministère comprend d'une part la Santé publique et l'Assistance et d'autre part le Travail et la Prévoyance sociale. Pour la première fois, un ministre tunisien assume pleinement la responsabilité de ses fonctions sans avoir besoin du visa de l'agent de contrôle français qui le surveille.

##### Réformes de 1947
La répartition des ministères entre Tunisiens et Français est modifiée pour arriver à un conseil des ministres ayant la répartition suivante:
- Le résident général (français) ;
- Le secrétaire général (français) ;
- Le secrétaire général adjoint (français) ;
- Le directeur des Finances (français) ;
- Le ministre de la Défense (français) ;
- Le directeur des Travaux Publics (français) ;
- Le directeur de l'instruction publique et des beaux-arts (français) ;
- Le grand vizir (tunisien) ;
- Le ministre de la Santé publique (tunisien) ;
- Le ministre du Travail et de la Prévoyance sociale (tunisien) ;
- Le ministre de l'Agriculture (tunisien) ;
- Le ministre de la Justice (tunisien) ;
- Le ministre du Commerce et de l'Artisanat (tunisien).

Chaque ministre tunisien est assisté d'un « conseiller » chargé de donner son avis ou de faire des suggestions. Ils visent tous les actes et tous les textes communiqués au secrétaire général.

##### Réformes de 1950

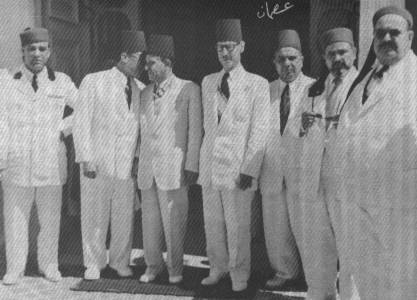
Ministère Chenik de 1950

Il est décidé d'établir la parité au conseil des ministres entre Tunisiens et Français. Le résident général et le ministre de la Défense n'en font plus partie. Un nouveau ministère dirigé par un commissaire français au Relogement et à la Reconstruction est créé ainsi qu'un ministère de l'Intérieur attribué à un Tunisien.
Pour la première fois, le conseil des ministres est présidé par le grand vizir. Les conseillers français auprès des ministres tunisiens sont supprimés.

##### Réformes de mars 1954
La répartition des ministères est à nouveau modifiée en faveur des Tunisiens pour arriver à la répartition suivante:
- Grand vizir ;
- Ministre d'État charge des Institutions musulmanes et des Habous ;
- Ministre de la Santé publique ;
- Ministre de la Justice ;
- Ministre du Commerce et de l'Artisanat ;
- Ministre de l'Agriculture ;
- Ministre du Travail ;
- Ministre de l'Urbanisme et de l'Habitat.
- Directeur des Finances ;
- Directeur des Travaux Publics ;
- Directeur de l'Enseignement ;
- Directeur des PTT (ne délibère que sur les questions de son ressort).

Le secrétaire général et le secrétaire général adjoint, qui auparavant contrôlaient les actes du grand vizir, ne sont plus ministres mais deviennent ses collaborateurs. Ce dernier est proclamé président du Conseil et chef du gouvernement, chargé de coordonner l'action de l'ensemble des ministères et directions, et de présider les commissions interministérielles.
Les caïds, qui auparavant recevaient leurs ordres du secrétaire général via les contrôleurs civils, sont maintenant chefs de leur circonscription et délégataires des pouvoirs du grand vizir:
L'assentiment résidentiel sur les actes du gouvernement est supprimé : le résident général ne vise plus que les décrets beylicaux.

##### Réformes d'août 1954

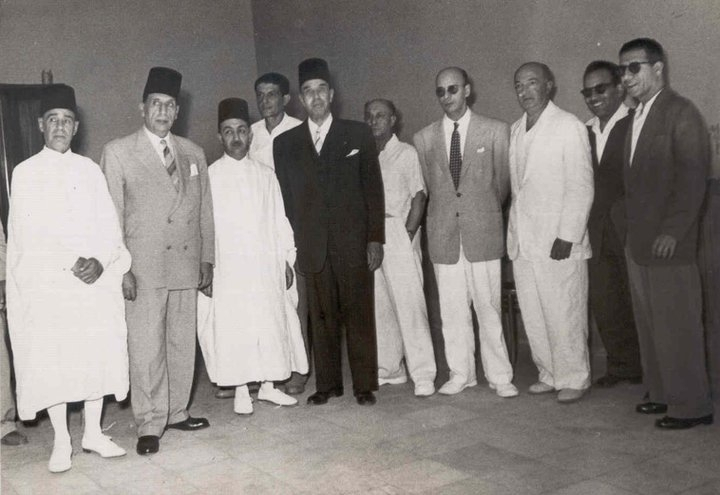
Ministère Ben Ammar de 1955

La composition du gouvernement chargé de négocier les accords d'autonomie interne est remaniée pour faire place aux ministres d'État chargés des négociations :
- Grand vizir ;
- Ministre d'État ;
- Ministre d'État ;
- Ministre d'État ;
- Ministre des Transports ;
- Ministre de l'Agriculture ;
- Ministre de la Justice ;
- Ministre de la Santé ;
- Ministre du Commerce ;
- Ministre de l'Urbanisme et de l'Habitat.
- Directeur des Finances ;
- Directeur des Travaux Publics ;
- Directeur de l'Enseignement ;
- Directeur des PTT (ne délibère que sur les questions de son ressort).

De plus, par décret beylical du 5 août, le résident général est nommé Ministre des Affaires Etrangères.

##### Accords d'autonomie interne
Les accords d'autonomie interne signés par le Gouvernement Tahar Ben Ammar le 3 juin 1955 remanient profondément les instances gouvernementales :
Les conventions de la Marsa qui avaient permis de mettre l'administration tunisienne sous tutelle sont maintenant abrogées. Seul le traité du Bardo qui avait concédé à la France la politique extérieure de la régence est encore applicable. C'est pourquoi le but de ces conventions est de rendre au gouvernement tunisien ses prérogatives tout en assurant à la population française une représentation politique dans les différentes assemblées. Négociateurs tunisiens et français finissent par s'entendre sur les points suivants :
- la Tunisie reconnaît « à tous ceux qui vivent sur son territoire la jouissance des droits et des garanties de la personne énoncés par la Déclaration universelle des droits de l'homme » ;
- l'arabe est reconnu « langue nationale et officielle de la Tunisie » mais la langue française « n'est pas considérée comme une langue étrangère »[162] ;
- la France est maintenant représentée par un haut-commissaire qui remplace le résident général. Il ne sera plus que l'intermédiaire entre le gouvernement français et les autorités tunisiennes ;
- la politique extérieure et la défense restent du ressort de la France ;
- concernant la police, le directeur de la sécurité sera français pendant deux ans. Pendant les cinq ans suivants, il relèvera à la fois du chef du gouvernement tunisien et du haut-commissaire français. Le commissaire central de Tunis restera français ainsi que les commissaires des agglomérations comprenant un fort pourcentage d'Européens. La proportion des policiers français à Tunis ne sera pas inférieure au tiers des effectifs ;
- les conseils municipaux des villes à forte présence européenne (Tunis, Bizerte, Ferryville, Sfax, Sousse, Aïn Draham, Fochville, Mégrine, Saint-Germain et Tabarka) comprendront 3/7 de représentants français. Dans les autres municipalités où la population française est supérieure à 10 %, la proportion de conseillers français sera du tiers. Là où elle est inférieure à 10 % mais supérieure à 100 habitants, un Français doit faire partie du conseil ;
- en matière judiciaire, les tribunaux français (pour les Européens) et tunisiens sont conservés pour une durée de quinze ans. Des tribunaux mixtes, avec parité de juges tunisiens et français, seront compétents pour juger les différends entre Tunisiens et Français ;
- la Tunisie continue de faire partie de la zone franc. La Banque de l'Algérie et de la Tunisie conserve le privilège de l'émission[163].

Les directions françaises devenant des ministères tunisiens, le conseil des ministres est maintenant composé des :
- Grand vizir ;
- Ministre de l'Intérieur ;
- Ministre de la Justice ;
- Ministre de l'Éducation ;
- Ministre des Finances ;
- Ministre de la Santé ;
- Ministre de l'Agriculture ;
- Ministre des P.T.T. ;
- Ministre de l'Économie ;
- Ministre des Travaux publics ;
- Ministre de l'Urbanisme ;
- Ministre des Affaires sociales.

Bien que nommé ministre des Affaires étrangères du gouvernement tunisien, le haut-commissaire français n'assiste pas au conseil des ministres pour ménager les susceptibilités tunisiennes.

##### Protocole d'indépendance
Le 20 mars 1956, le protocole d'accord franco-tunisien sur l'indépendance de la Tunisie est signé par Tahar Ben Ammar et Christian Pineau, ministre des Affaires étrangères. Il énonce : 
« La France reconnaît solennellement l'indépendance de la Tunisie.

Il en découle :
a) que le traité conclu entre la France et la Tunisie le 12 mai 1881 ne peut plus régir les rapports franco-tunisiens ;
b) que celles des dispositions des conventions du 3 juin 1955 qui seraient en contradiction avec le nouveau statut de la Tunisie, État indépendant et souverain, seront modifiées ou abrogées.
Il en découle également :
c) l'exercice par la Tunisie de ses responsabilités en matière d'affaires extérieures, de sécurité et de défense, ainsi que la constitution d'une armée nationale tunisienne.
Dans le respect de leurs souverainetés, la France et la Tunisie conviennent de définir ou compléter les modalités d'une interdépendance librement réalisée entre les deux pays en organisant leur coopération dans les domaines où leurs intérêts sont communs, notamment en matière de défense et de relations extérieures.
Les accords entre la France et la Tunisie établiront les modalités du concours que la France apportera à la Tunisie dans l'édification de l'armée nationale tunisienne.

Les négociations reprendront le 16 avril 1956 en vue de conclure, dans les délais aussi brefs que possible, et conformément aux principes posés dans le présent protocole, les actes nécessaires à leur mise en œuvre. »
Le nouveau gouvernement tunisien dirigé par Habib Bourguiba considérant que l'indépendance de la Tunisie est reconnue par ce protocole refuse d'engager les négociations qui y sont mentionnées. C'est pourquoi, contrairement aux conventions d'autonomie interne, le protocole d'indépendance ne sera ratifié, ni par Lamine Bey, ni par le parlement français.

#### Organisation territoriale

##### Redécoupage des caïdats

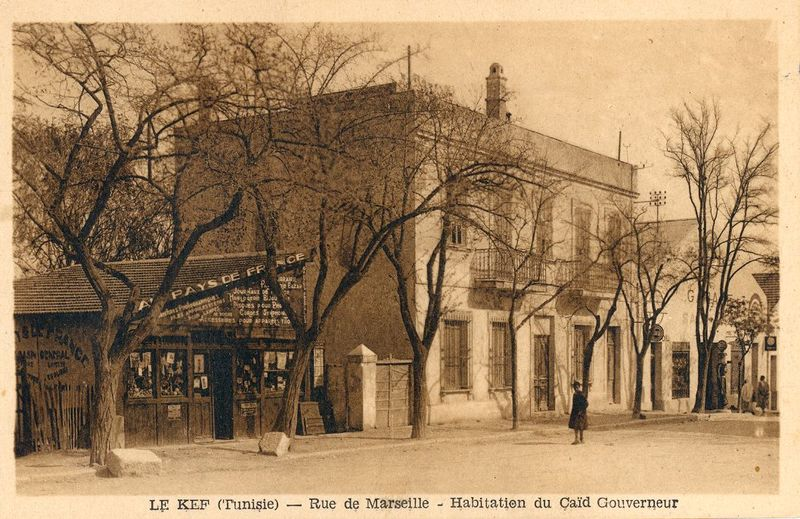
Habitation du caïd du Kef vers 1930

Lors de l'instauration du protectorat, la régence de Tunis était divisée en 53 à 80 caïdats suivant les sources. Dirigée par un caïd, chacune de ces circonscriptions est également divisée en cheikhats correspondant à des fractions de tribus ou à des villages. Contrairement aux caïds qui étaient nommés par le bey, les cheikhs étaient choisis par les notables de la tribu qui se portaient ainsi garants de leur gestion financière. Leur principale fonction était en effet de recouvrer les impôts de leur cheikhat pour les remettre au caïd ou à son suppléant, le khalifa.
Le nombre important et imprécis du nombre de caïdats s'explique par le caractère nomade des administrés. Les limites de ces circonscriptions n'étaient donc pas géographiques mais correspondaient aux tribus qui devaient y payer leurs impôts. C'est pourquoi certains caïdats étaient immenses et d'autres minuscules.
Les autorités du protectorat décident de conserver cette organisation qui présente l'avantage d'être connue et acceptée par les Tunisiens malgré les innombrables cas de corruption qu'elle entraîne. Un nouveau découpage des caïdats est toutefois entrepris afin de les rééquilibrer et de leur donner des limites géographiques et non plus tribales. Les autorités militaires françaises sont mises à contribution dans cette tâche par le décret beylical du 10 juin 1882 qui les charge d'assurer la surveillance du territoire et par les instructions reçues qui leur demandent d'étudier l'organisation politique et administrative des tribus et de recenser tous les notables.

##### Création des contrôles civils

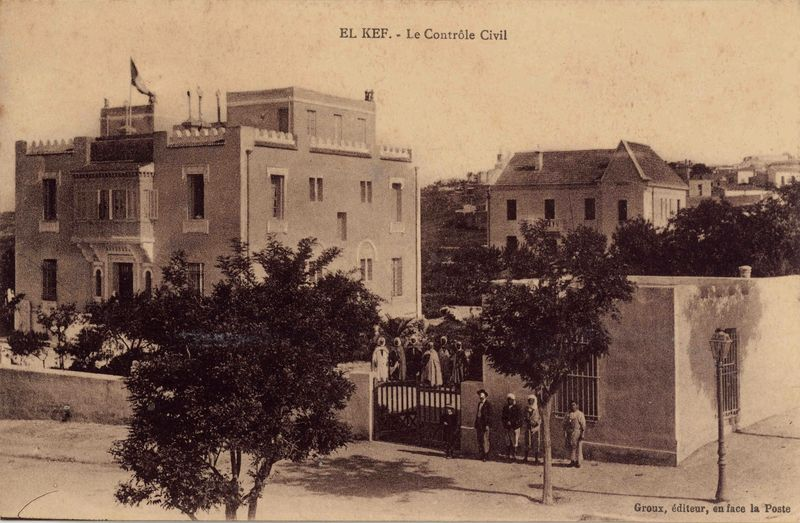
Contrôle civil au Kef

Des décrets beylicaux successifs permettent cette réorganisation. Afin de retirer progressivement leurs pouvoirs aux autorités militaires, un corps de contrôleurs civils est créé par le décret du Président de la République en date du 4 octobre 1884. Il est en effet prévu de diviser le pays en contrôles civils appelés à remplacer les circonscriptions militaires. Les premiers sont créés par le décret beylical du 1er mai 1885 à La Goulette, Nabeul, Sousse, Sfax et au Kef. Mais devant l'opposition de l'Armée, il faudra attendre 1895 pour que la dernière circonscription de Gafsa passe sous administration civile. L'armée française ne garde plus sous son contrôle que les Territoires du Sud comprenant le sud tunisien et limité au nord par les contrôles civils de Gabès et de Gafsa. L'étendue du territoire, sa proximité avec la Tripolitaine et la présence de tribus longtemps en état d'insurrection expliquent cette particularité.

##### Liste des contrôles civils et des caïdats
Le territoire de la Régence est alors divisé comme suit  :
| CONTROLES CIVILS   | CAÎDATS             | NOMBRE DE CHEIKHATS | CHEIKHATS DES ALGERIENS | CHEIKHATS DES ISRAELITES |
| ------------------ | ------------------- | ------------------- | ----------------------- | ------------------------ |
| BIZERTE            | 1 Bizerte           | 19                  | 1 Algérien              |                          |
| BIZERTE            | 2 Mateur            | 19                  | 1 Algérien              |                          |
| TABARKA            | 3 Aïn Draham        | 18                  |                         |                          |
| BEJA               | 4 Béja              | 28                  |                         |                          |
| SOUK EL ARBA       | 5 Souk el Arba      | 17                  |                         |                          |
| SOUK EL ARBA       | 6 Souk el Khemis    | 10                  |                         |                          |
| TUNIS              | 7 Banlieue de Tunis | 21                  |                         |                          |
| GROMBALIA          | 8 Nabeul            | 22                  |                         |                          |
| GROMBALIA          | 9 Soliman           | 7                   |                         |                          |
| ZAGHOUAN           | 10 Zaghouan         | 13                  |                         |                          |
| LE KEF             | 11 Le Kef           | 25                  | 1 Algérien              |                          |
| LE KEF             | 12 Tadjerouine      | 21                  | 1 Algérien              |                          |
| MEDJEZ EL BAB      | 13 Medjez el Bab    | 14                  |                         |                          |
| TEBOURSOUK         | 14 Teboursouk       | 10                  | 1 Algérien              |                          |
| MAKTAR             | 15 Ouled Aoun       | 20                  | 1 Algérien              |                          |
| MAKTAR             | 16 Ouled Ayar       | 17                  |                         |                          |
| SOUSSE             | 17 Sousse           | 38                  |                         |                          |
| SOUSSE             | 18 Monastir         | 38                  |                         |                          |
| SOUSSE             | 19 Mahdia           | 20                  |                         |                          |
| SOUSSE             | 20 Souassi          | 19                  |                         |                          |
| KAIROUAN           | 21 Kairouan         | 21                  | 1 Algérien              | 1 Israélite              |
| KAIROUAN           | 22 Zlass            | 28                  |                         |                          |
| THALA              | 23 Fraichiches      | 12                  | 1 Algérien              |                          |
| THALA              | 24 Madjeurs         | 19                  |                         |                          |
| SFAX               | 25 Sfax             | 31                  |                         | 1 Israélite              |
| SFAX               | 26 Djebeniana       | 17                  |                         |                          |
| SFAX               | 27 Le Skhira        | 16                  |                         |                          |
| GAFSA              | 28 Gafsa            | 22                  |                         |                          |
| GAFSA              | 29 Hammama          | 25                  |                         |                          |
| GABES              | 30 Aradh            | 30                  |                         |                          |
| DJERBA             | 31 Djerba           | 14                  |                         | 2 Israélites             |
| TOZEUR             | 32 Djérid           | 24                  |                         |                          |
| TERRITOIRES DU SUD | 33 Nefzaoua         | 18                  |                         |                          |
| TERRITOIRES DU SUD | 34 Ouerghemma       | 31                  |                         |                          |
| TERRITOIRES DU SUD | 35 Matmata          | 7                   |                         |                          |
| TERRITOIRES DU SUD | 36 Tataouine        | 18                  |                         |                          |

##### Attributions des caïds
Intermédiaire entre les sujets du bey et le pouvoir central, le caïd est chargé du recouvrement des impôts et du maintien de la sécurité. C'est également lui qui tient les registres de l'État-civil des Tunisiens et qui préside les municipalités.
Il a également des attributions judiciaires puisqu'il reçoit les déclarations d'infraction, de crimes, de délits ou de contravention commis dans le lieu où il exerce ses fonctions, déclarations qu'il transmet au commissaire du gouvernement dans le ressort duquel se trouve son caïdat. C'est également lui qui fait parvenir les citations aux justiciables de nationalité tunisienne. Dans les villes non pourvues d'un tribunal tunisien, il est compétent en matière civile (personnelle ou mobilière) dans les affaires mettant en présence exclusivement des Tunisiens et dont l'importance ne dépasse pas 500 francs, et en matière pénale pour les délits qui n'entraînent pas un emprisonnement d'une durée supérieure à 15 jours, ni une amende de plus de 20 francs.
Les accords d'autonomie interne signés le 3 juin 1955 leur délèguent les attributions des contrôleurs civils chargés auparavant de les surveiller. Leurs fonctions sont finalement supprimées à l'indépendance par le décret du 21 juin 1956. Les caïdats deviennent des gouvernorats et les caïds sont remplacés par des cadres du Néo-Destour.

##### Attributions des contrôleurs civils

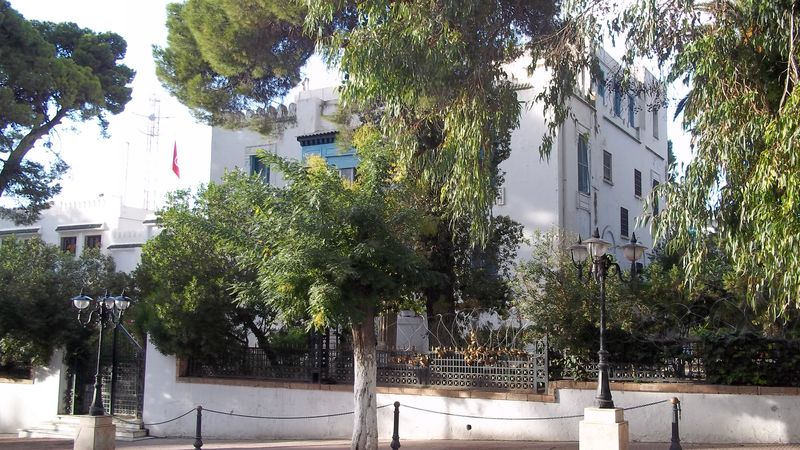
Contrôle civil du Kef en 2011

La tâche principale du contrôleur civil est de renseigner la résidence générale sur tout ce qui se passe dans sa circonscription. À cette fin, il encadre très étroitement les administrations tunisiennes. Toutes les correspondances adressées aux caïds ou émises par eux doivent lui être communiquées pour visa. Il donne son avis sur toutes les nominations des fonctionnaires tunisiens, y compris les muftis, les cadis, les imams et les amines. Les délibérations des conseils municipaux lui sont envoyées. Il tient aussi les registres d'État-civil de la population française. Des pouvoirs de police lui sont attribués ; la police locale est placée sous son autorité et doit lui adresser un rapport quotidien.
La signature des accords d'autonomie interne en 1955 sonne le glas de leurs pouvoirs. Le contrôle civil devient la Délégation du haut-Commissariat et ils en deviennent les délégués. Leurs attributions sont transférées aux caïds à l'exception de celles concernant la population française.
La signature du protocole d'indépendance moins d'un an plus tard entraîne leur disparition à l'exception de Tunis, Bizerte, Sfax et Sousse qui deviennent des consulats généraux, Medjez el Bab, Souk el Arba, Gafsa et Gabès qui deviennent des consulats. Les immeubles et le mobilier des contrôles doivent être remis aux autorités tunisiennes entre le 10 et le 18 octobre 1956 avec un inventaire et un procès-verbal.

#### Institutions représentatives

##### Conférence consultative tunisienne
Face à la demande de la population française d'être entendue et que son avis soit pris en compte, le gouvernement de la Régence décide de créer une Conférence Consultative en 1890. Composée au début des représentants des agriculteurs, des commerçants et des municipalités, sa représentation est étendue aux fonctionnaires, ouvriers et professions libérales en 1896. Son rôle, comme son nom l'indique, est purement consultatif. Elle est chargée de donner son avis sur les questions touchant les intérêts de la colonie française et sur les décrets financiers la concernant.
En 1907, une section tunisienne de seize délégués rejoint la section française qui comprend alors 45 membres. Contrairement aux délégués français qui sont élus au suffrage universel, les tunisiens sont désignés par le gouvernement et nommés à vie.
Ces problèmes de représentativité et les attributions limitées de l'institution provoquent une crise en 1920 entraînant la démission de nombreux délégués français et tunisiens. La Conférence consultative est alors remplacée par le Grand Conseil le 13 juillet 1922 comprenant 44 délégués français et 18 délégués tunisiens. Ces derniers sont maintenant en partie élus au suffrage indirect ce qui permet la nomination de fortes personnalités qui joueront un grand rôle dans le mouvement national tels M'hamed Chenik ou Tahar Ben Ammar. Des réformes successives modifieront ces répartitions jusqu'au décret du 15 septembre 1945 qui établira la parité entre les deux sections avec 53 délégués chacune.
Les attributions du Grand Conseil n'évoluent guère par rapport à sa devancière. Il n'a toujours qu'un rôle consultatif puisqu'il se borne à examiner le budget au cours d'une session annuelle qui dure 20 jours. Il ne peut qu'émettre des avis que le gouvernement est libre d'accepter ou de refuser bien que ce dernier « ne peut passer outre à un avis conforme exprimé par les deux sections en matière budgétaire ». Mais il peut aussi émettre des vœux « tendant à modifier des textes réglementaires en vigueur ». Bien que « la discussion de tout vœu d'ordre politique ou constitutionnel soit interdite », les délégués deviendront bien vite les porte-paroles de leur électorat. Préfiguration d'une assemblée parlementaire, le Grand Conseil eut le mérite de permettre à des opinions et des intérêts divergents de s'affronter et à de grandes personnalités tant françaises que tunisiennes de s'affirmer. Les représentants français formeront finalement une force de lobbying bloquant toute tentative d'évolution du régime en vigueur en Tunisie. Quant aux représentants tunisiens, ils deviendront les interlocuteurs du gouvernement français lors des tentatives de 1951 et 1954 pour instaurer l'autonomie interne du pays.
La dernière session du Grand Conseil se tiendra le 9 décembre 1951. L'aggravation de la situation sécuritaire du pays entraîne sa suspension jusqu'en 1954. Il est alors remplacé par une Assemblée Tunisienne qui ne verra jamais le jour, l'insécurité empêchant la tenue des élections.

##### Municipalités

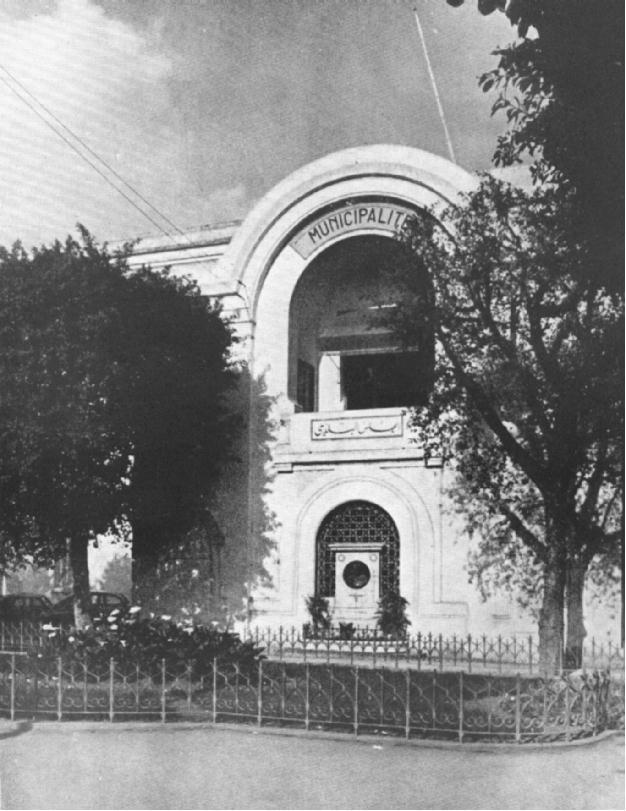
Municipalité de Tunis vers 1950

En 1881, Tunis est la seule ville dotée d'un conseil municipal. Créé par le décret beylical du 30 août 1858, il comprend un président (le cheikh el medina), un vice-président, un secrétaire et douze membres choisis parmi les notables de la commune. Le texte constitutif dispose que les membres du conseil sont remplacés par tiers chaque année au terme d'un vote des notables de la ville. Le mandat peut être renouvelé une fois.
Le décret du 21 octobre 1883 modifie la composition du conseil municipal de la capitale où siègent maintenant 8 Tunisiens musulmans, 1 israélite et 8 Européens. Paradoxalement, le mode de désignation des conseillers tunisiens au suffrage censitaire est conservé alors que les européens sont nommés par décret.
Dès l'année suivante, toujours poussé par le désir de transférer le maximum de responsabilités des institutions militaires vers les institutions civiles, le gouvernement nomme des municipalités dans les grandes villes à commencer par La Goulette, Le Kef, Sfax, Bizerte et Sousse. Mais c'est le décret du 1er avril 1885 qui fixe les règles de fonctionnement des communes. Les nouveaux conseils municipaux sont mixtes (Européens et Tunisiens). Tous les membres sont nommés par décret. Le président est généralement le caïd de la municipalité et le vice-président est français mais le texte prévoit que le président peut déléguer ses pouvoirs de façon permanente au vice-président, ce qui devient la règle. Ce dernier n'hésite pas alors à prendre le titre de maire. Le décret du 10 juin 1885 étend à Tunis le mode de désignation des membres par décret comme pour toutes les autres communes. Dans une Tunisie où la majorité de la population européenne est italienne et non française, il ne peut être question de suffrage universel pour désigner les conseillers municipaux.
Le nombre de conseillers européens et tunisiens est fixé dans le décret constitutif de chaque commune. Il est prévu à l'origine de renouveler chaque année le tiers des conseillers municipaux mais dans les faits, les mandats sont renouvelés automatiquement comme le montre l'exemple du Kef,.
La fin du « problème italien » à la fin de la Seconde Guerre mondiale incite le gouvernement à mettre en place des élections municipales. Le décret beylical du 15 septembre 1945 réforme le conseil municipal de Tunis dont les 36 membres (18 Français et 18 Tunisiens) sont maintenant élus, les premiers au suffrage universel majoritaire à un tour et les seconds au suffrage censitaire et capacitaire indirect. Tunis est découpé en 17 secteurs territoriaux dans lesquels les électeurs tunisiens votent pour des délégués à raison d'un délégué pour 500 habitants. Les délégués élus désignent alors parmi eux un conseiller municipal.

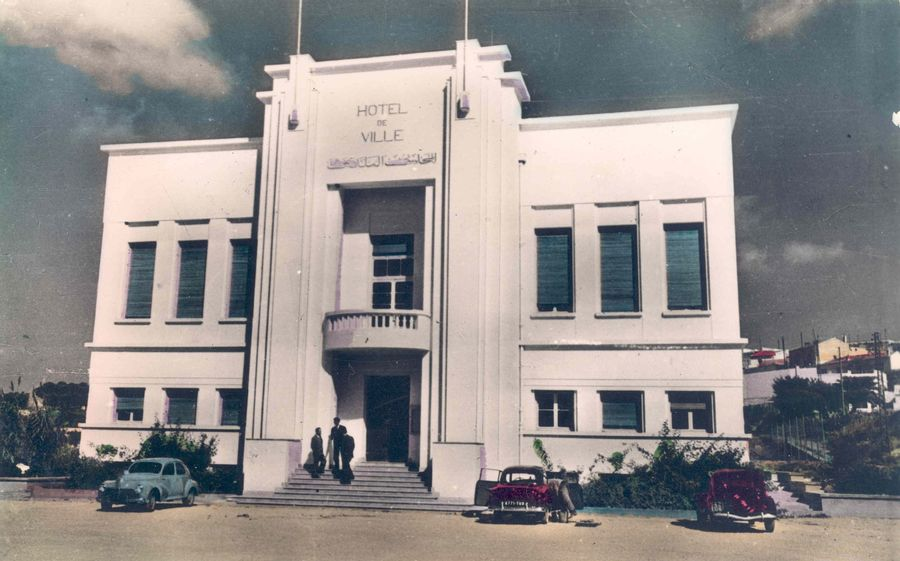
Municipalité du Kef vers 1955

La réforme municipale du 20 décembre 1952 a pour but d'appliquer les élections municipales dans tout le pays. Mais afin d'assurer la prédominance des représentants européens dans les villes où elle est fortement implantée, le décret précise la répartition des conseillers municipaux :
- Nombre de communes dont les conseils municipaux comprennent un nombre égal de Français et de Tunisiens : 39
- Nombre de communes dont les conseils municipaux comprennent une majorité de Tunisiens : 11
- Nombre de communes dont les conseils municipaux ne comprennent que des Tunisiens : 14

Contrairement à Tunis, le suffrage est maintenant universel pour tous les électeurs bien que les Tunisiennes ne bénéficient toujours pas du droit de vote. C'est un scrutin majoritaire à deux tours. Une liste réunissant dès le premier tour la moitié des suffrages exprimés et le quart des électeurs inscrits est élue. Au second tour, l'élection a lieu à la majorité relative quel que soit le nombre des votants. Les appels au boycott des partis nationalistes et les assassinats des candidats tunisiens entraînent l'échec de ces premières (et dernières) élections municipales. On revient donc aux désignations des conseillers municipaux dans les villes où le nombre d'élus est insuffisant.
Une nouvelle tentative de mettre sur pied des élections municipales a lieu lors des accords d'autonomie interne signés le 3 juin 1955. Il y est stipulé que les conseils municipaux des villes à forte présence européenne (Tunis, Bizerte, Ferryville, Sfax, Sousse, Aïn Draham, Fochville, Mégrine, Saint-Germain et Tabarka) comprendront 3/7 de représentants français. Dans les autres municipalités où la population française est supérieure à 10 %, la proportion de conseillers français sera du tiers. Là où elle est inférieure à 10 % mais supérieure à 100 habitants, un Français doit faire partie du conseil. La signature du protocole d'indépendance moins d'un an après rend caducs ces accords. Renonçant à la voie électorale, le décret du 5 juillet 1956 dispose que « les présidents et membres de la délégation spéciale remplissant les fonctions du conseil municipal sont nommés par arrêté du ministre de l'Intérieur ». C'est toujours la règle en Tunisie.
Liste des 67 communes créées pendant le protectorat par ordre chronologique
| Commune                    | La Goulette  | Le Kef         | Sfax            | Bizerte         | Sousse          | Gabès           | Mahdia          | Monastir        | Kairouan    | Béja            | Nabeul          |
| -------------------------- | ------------ | -------------- | --------------- | --------------- | --------------- | --------------- | --------------- | --------------- | ----------- | --------------- | --------------- |
| Date du décret constitutif | 10 juin 1884 | 8 juillet 1884 | 16 juillet 1884 | 16 juillet 1884 | 16 juillet 1884 | 24 janvier 1887 | 24 janvier 1887 | 24 janvier 1887 | 2 juin 1887 | 13 juillet 1887 | 30 juillet 1887 |

| Djerba            | Souk el Arba      | Tozeur          | Tebourba     | Gafsa        | Zaghouan     | Tabarka      | Aïn Draham   | Medjez el-Bab    | Sidi Bou Saïd  | Zarzis           | Mateur          |
| ----------------- | ----------------- | --------------- | ------------ | ------------ | ------------ | ------------ | ------------ | ---------------- | -------------- | ---------------- | --------------- |
| 13 septembre 1887 | 25 septembre 1887 | 23 juillet 1888 | 18 mars 1890 | 22 juin 1890 | 18 mars 1891 | 27 juin 1892 | 27 juin 1892 | 15 novembre 1892 | 5 février 1893 | 24 décembre 1893 | 12 octobre 1898 |

| Hammam Lif  | Maxula Radès | Thala          | Téboursouk     | Ferryville   | Souk el Khemis  | Ghardimaou       | Ben Gardane      | Ariana           | Philippe Thomas  | Le Bardo   |
| ----------- | ------------ | -------------- | -------------- | ------------ | --------------- | ---------------- | ---------------- | ---------------- | ---------------- | ---------- |
| 9 mars 1899 | 9 mars 1899  | 5 février 1904 | 9 février 1904 | 11 mars 1905 | 25 juillet 1905 | 20 novembre 1905 | 13 décembre 1906 | 1er juillet 1908 | 11 novembre 1908 | 8 mai 1909 |

| Saint-Germain     | Médenine        | La Marsa     | Le Kram          | Carthage     | Nefta            | Le Krib     | Foum Tataouine | El Hamma     | Fériana          | La Pecherie     |
| ----------------- | --------------- | ------------ | ---------------- | ------------ | ---------------- | ----------- | -------------- | ------------ | ---------------- | --------------- |
| 11 septembre 1909 | 3 décembre 1913 | 6 avril 1916 | 20 décembre 1916 | 15 juin 1919 | 25 décembre 1919 | 9 juin 1920 | 6 août 1920    | 20 août 1920 | 18 novembre 1920 | 6 décembre 1920 |

| Ebba Ksour      | Soliman         | Menzel Bouzelfa | Djemmal         | Kalâa Kebira    | M'saken         | Menzel Temime   | Moknine         | Mahrès          | Grombalia        | El Jem       |
| --------------- | --------------- | --------------- | --------------- | --------------- | --------------- | --------------- | --------------- | --------------- | ---------------- | ------------ |
| 20 janvier 1921 | 29 janvier 1921 | 5 février 1921  | 19 février 1921 | 19 février 1921 | 19 février 1921 | 19 février 1921 | 19 février 1921 | 22 février 1921 | 19 décembre 1921 | 29 mars 1922 |

| Ksour Essef  | Hajeb El Ayoun | Sbeïtla      | Bou Arada       | Pont du Fahs | Manouba         | Hammamet         | Siliana          | Ksar Hellal       | Mégrine          | Fochville     |
| ------------ | -------------- | ------------ | --------------- | ------------ | --------------- | ---------------- | ---------------- | ----------------- | ---------------- | ------------- |
| 29 mars 1922 | 9 mai 1922     | 29 juin 1927 | 22 janvier 1941 | 2 mai 1941   | 23 juillet 1942 | 19 novembre 1942 | 6 septembre 1945 | 23 septembre 1948 | 16 décembre 1948 | 1er mars 1951 |

##### Conseils de caïdats
Créés en 1922, les conseils de caïdats doivent jouer au niveau local le même rôle que le Grand Conseil en étudiant les affaires économiques et en formulant des propositions pour leur règlement. Ils doivent également donner leur avis sur toutes les questions locales que le grand vizir juge utile de soumettre au résident général.
Créés dans chaque caïdat, ces conseils regroupent des représentants de chaque cheikhat à raison de deux délégués par cheikhat pour un mandat de six ans. Le résident général peut également désigner un ou plusieurs Français pour en faire partie. Les conseils de caïdats se réunissent une fois par semestre pendant deux jours.
La réforme du 20 décembre 1952 modifie le mode de nomination des délégués qui sont maintenant élus à raison d'un membre par cheikhat. Le corps électoral est le même que celui des élections municipales. Lorsque le caïdat est également une municipalité, des délégués des conseils municipaux en font partie à raison d'un délégué pour les villes de moins de 10 000, deux pour les villes entre 10 000 et 25 000 et quatre au-delà.
Les conseils de caïdats sont supprimés à l'indépendance lorsque les caïdats sont remplacés par des gouvernorats.

##### Chambres de commerce et d'agriculture

###### Chambre de Commerce Française de Tunis

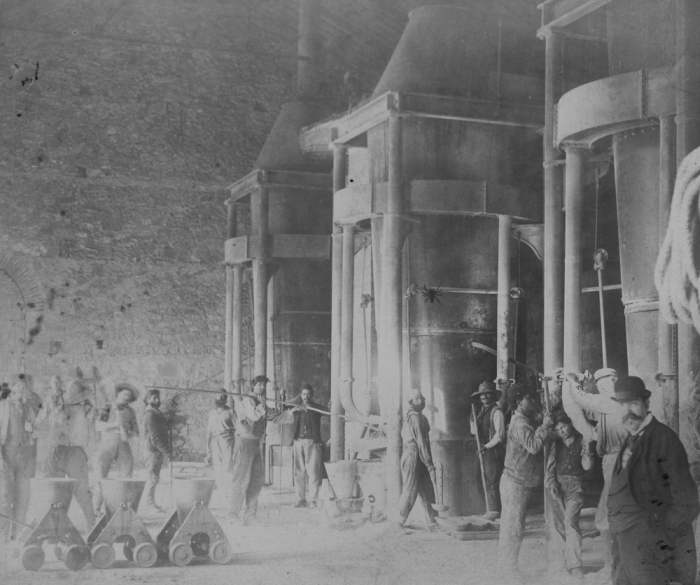
Sidérurgie tunisienne dans les années 1870-1890. Tropenmuseum.

Créée en 1885, elle est chargée de représenter les intérêts commerciaux, industriels et agricoles des Français de la Régence. Mais à partir de 1892, sa compétence se limite au nord de la Tunisie (Tunis, Zaghouan, Grombalia, Medjez El Bab, le Kef, Teboursouk, Makthar).
Elle comprend 24 membres élus par tous les Français commerçants, industriels, banquiers, fondés de pouvoir, etc. pour six ans renouvelables par tiers tous les deux ans. Le résident général en est président de droit. Elle lui donne des avis ainsi que les renseignements qui lui sont demandés sur les questions commerciales et industrielles ; elle gère les établissements qu'elle peut créer pour l'usage du commerce (magasins de courtage, entrepôts, etc.).
Sa création en 1885 est due à la volonté du résident général Paul Cambon d'organiser une représentation de la colonie française en lieu et place du député de la Nation qui tenait ce rôle avant l'établissement du protectorat. Le décret du 13 décembre 1885 confirme d'ailleurs cette volonté en fusionnant les deux titres. C'est le début d'un long conflit entre la résidence générale et la chambre de commerce qui refuse de cautionner la formule du protectorat. Face à ce blocage, la création de la Conférence consultative tunisienne est alors décidée afin d'avoir des interlocuteurs représentatifs des intérêts économiques français.

###### Chambre de Commerce Française de Bizerte
Créée en 1906, elle est composée de 14 membres représentant les villes de Bizerte (7), Ferryville (2) et Mateur (2) et les contrôles civils de Béja, Tabarka et Souk el Arba (un représentant chacun). Elle a le même recrutement et les mêmes attributions que la Chambre de Commerce Française de Tunis.

###### Chambre de Commerce Tunisienne du Nord
Elle est la seule Chambre de Commerce entièrement formée de Tunisiens. Elle est créée en 1920 sous le nom de Chambre Consultative des intérêts commerciaux et industriels indigènes du Nord. Le décret beylical du 25 mars 1928 la renomme en Chambre de Commerce Indigène du Nord avant de devenir la Chambre de Commerce Tunisienne du Nord en 1934. Son rayon d'action se limite aux régions de Bizerte, Tunis et le Kef. Ses 22 membres sont, jusqu'en 1938, nommés par décret pour 6 ans et renouvelables par tiers tous les 2 ans. Ils sont directement élus par la suite.
Cette Chambre n'a qu'un rôle consultatif, le même que celui de la Chambre de Commerce française. Elle doit aussi aider le gouvernement à vulgariser les méthodes professionnelles modernes parmi les opérateurs tunisiens et leur apporter un appui pour développer les exportations.

###### Chambres mixtes du Centre et du Sud
Créées en 1905 pour représenter les agriculteurs, les commerçants et les industriels français des régions du Centre et du Sud, elles accueillent des sections tunisiennes à partir de 1928. Les représentants français sont d'abord majoritaires (12 contre 7) avant que la parité soit établie avec 16 membres pour chaque section (8 commerçants et 8 agriculteurs) élus dans les mêmes conditions que les autres chambres de commerce tunisiennes.

###### Chambres d'Agriculture française du Nord
Créée en 1895, elle représente les intérêts des agriculteurs français du Nord où la colonisation agricole est la plus dense. Elle a la même organisation que les Chambres de Commerce et son rôle se limite théoriquement à donner des avis et émettre des vœux sur toutes les questions agricoles. En fait, son influence sur les milieux gouvernementaux est considérable.

###### Chambres d'Agriculture tunisienne
Créée en 1920, elle représente essentiellement les gros agriculteurs tunisiens du Nord, tel Tahar Ben Ammar qui en est le président dès 1928. Elle est composée de 21 membres élus selon un scrutin à deux degrés favorisant les notabilités locales. Jusqu'en 1938, ceux-ci sont nommés par décret parmi les candidats désignés par les élections. Après cette date, les membres sont élus directement.
Comme les autres chambres, son rôle n'est que consultatif. Elle aide en principe le gouvernement à vulgariser parmi les agriculteurs tunisiens les méthodes modernes d'agriculture et sert d'intermédiaire entre agriculteurs tunisiens et français pour accroître la production agricole de la Régence.
Elle est dissoute après l'indépendance par le décret du 9 octobre 1957 en même temps que toutes les autres chambres de commerce et d'agriculture françaises comme tunisiennes.

### Pouvoir judiciaire

#### Avant 1881

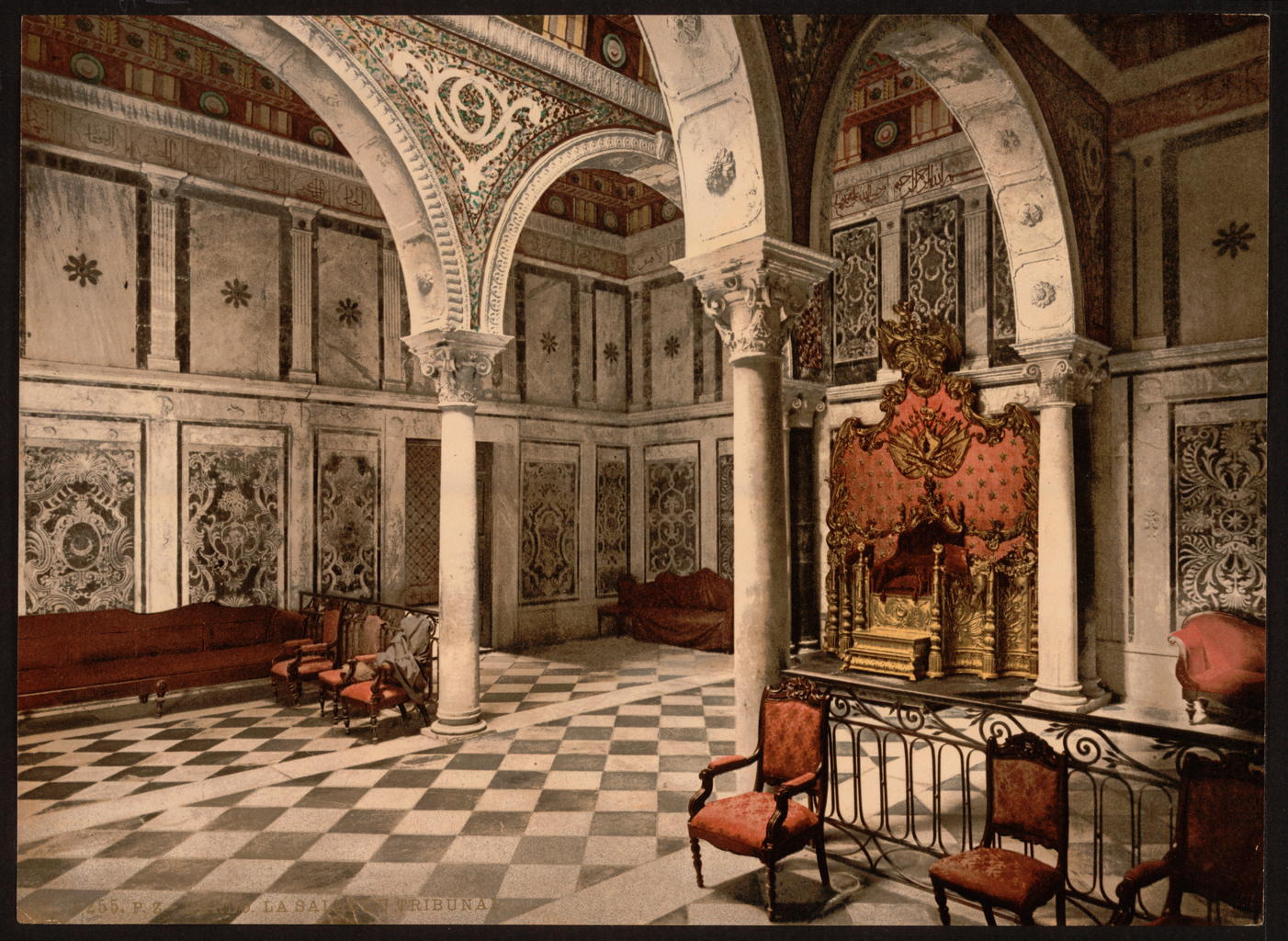
Salle du Bardo où le bey rendait justice

Suivant le type de contentieux, les affaires concernant des sujets tunisiens sont traitées par trois juridictions :
- Le Charaâ, tribunal religieux, traite toutes les questions relatives au statut personnel, aux successions, à la propriété immobilière et aux manquements à la loi religieuse musulmane[26].
- Le tribunal rabbinique a les mêmes compétences que le charaâ concernant la communauté israélite. Contrairement au tribunal musulman qui juge suivant la jurisprudence coranique, celui-ci utilise la loi mosaïque ;
- L'Ouzara traite les infractions pénales et les affaires civiles et commerciales. Seul le bey est habilité à rendre la justice. C'est pourquoi, pour éviter le déplacement à Tunis, les petites infractions sont généralement traitées par les caïds ou les charaâs qui existent partout dans le pays.

Le cas des étrangers est plus compliqué. Le régime des capitulations implique que ceux-ci ne peuvent être jugés que par leur tribunal consulaire. C'est pourquoi chaque consul entretient une garde personnelle, des janissaires et même sa propre prison. Et un contrevenant ne peut être arrêté que par les janissaires de son consul. Si ceux-ci refusent de se déplacer, l'étranger est relâché. Les consuls sont très attachés à cette prérogative car la justice beylicale a la réputation d'être expéditive et arbitraire.
En matière immobilière, les tribunaux tunisiens sont les seuls compétents. Mais si un étranger est condamné, la peine ne sera exécutée que si le consul confirme la sentence et ne la conteste pas.
Cette impunité ne concerne pas que les étrangers. Chaque consul a étendu sa protection à des protégés, souvent tunisiens, qui échappent ainsi aux poursuites, aux impôts, au service militaire, etc. Cette exception confère à certains consuls une importance excessive alors qu'ils n'ont aucun ressortissant sur le sol tunisien. Le consul de Hollande, connu pour vendre sa protection, revendique plusieurs centaines de familles tunisiennes protégées. Après vérification, cette protection ne sera validée en 1899 que pour 79 familles (71 israélites et 8 musulmanes).

#### Fin des tribunaux consulaires
La France s'était engagée, par le traité du Bardo, à reconnaître tous les accords anciennement passés par le régime beylical. Les quatorze tribunaux consulaires (Angleterre, Allemagne, Autriche-Hongrie, Italie, Suède, Norvège, Danemark, Russie, États-Unis, Espagne, Belgique, Pays-Bas, Grèce et Portugal) continuent donc à assurer l'impunité de leurs ressortissants et de leurs protégés après le 12 mai 1881.
Conscient qu'il est inutile de demander aux autres nations de renoncer à leurs privilèges judiciaires tant qu'il n'existe pas de solution de remplacement satisfaisante, la résidence générale s'attache à renforcer le système judiciaire français en Tunisie. C'est chose faite par la loi française du 27 mars 1883, promulguée par un décret beylical du 18 avril suivant, qui crée un tribunal français et six justices de paix en Tunisie (Tunis, Bizerte, La Goulette, Le Kef, Sousse et Sfax) pour le jugement de toutes les affaires civiles et commerciales entre Français et protégés français. La loi du 5 mai 1883 précise également que les nationaux des autres puissances dont les tribunaux consulaires viendraient à être supprimés deviendraient justiciables de tribunaux français dans les mêmes cas et les mêmes conditions que les Français. Ces mesures rassurent les Anglais qui renoncent à leur tribunal consulaire le 1er janvier 1884. Les Italiens les imitent le 15 juillet 1884. Ces deux pays représentent alors la quasi-intégralité des étrangers présents sur le sol tunisien, les Maltais étant considérés comme des sujets anglais depuis l'occupation de leur île en 1816. Les autres consulats étrangers suivent le mouvement en renonçant à leur tour à leurs privilèges. La dernière juridiction consulaire put être supprimée le 1er novembre 1884.
Le système judiciaire restera alors inchangé jusqu'à la fin du protectorat. Toute affaire où l'un des protagonistes est étranger relève des tribunaux français. Seules les affaires ne concernant que les Tunisiens relèvent du charaâ ou de l'ouzara. Les Algériens, sujets français, relèvent des tribunaux français.

#### Réformes de l'ouzara
Alors que le système du charaâ n'est pas modifié, le gouvernement réforme en profondeur l'organisation de l'ouzara dès l'instauration du protectorat. Il est maintenant divisé en deux sections, l'une civile, l'autre pénale. Cette dernière se subdivise également en deux sections criminelle et correctionnelle. Chaque affaire civile est instruite par un délégué du ministre qui conduit la procédure, arrête contradictoirement avec les parties leurs conclusions et présente un rapport au chef de la section. Celui-ci examine le rapport, le soumet au ministre qui donne son avis ; sur cet avis, le bey statue. Pour les affaires pénales, l'instruction est menée de même.
Les petits délits sont toujours jugés par les caïds mais ils n'ont plus le droit d'infliger des amendes ; ils ne peuvent condamner à plus de dix jours de prison ou de contrainte par corps, et toutes leurs décisions sont susceptibles d'appel devant l'ouzara.
Le décret du 18 mars 1896 modifie à nouveau cette organisation. Tous les services judiciaires sont groupés en une direction unique, confiée à un magistrat français qui prend le titre de Directeur de la Justice. D'autre part, des tribunaux régionaux sont ouverts en 1896 à Sfax, à Gabès et à Gafsa, en 1897 à Kairouan et à Sousse, en 1898 au Kef et en 1900 à Tunis. La justice y est rendue par délégation du bey, ce qui allège considérablement le service et hâte la solution des affaires. Le bey reste juge d'appel et conserve les affaires criminelles.
Le gouvernement finit par mettre fin à ce système archaïque où les pouvoirs judiciaires et exécutifs relèvent du bey ce qui entraîne une confusion des pouvoirs très éloignée du système judiciaire français. D'après le décret du 26 avril 1921, l'ouzara et le charaâ relèvent du ministère de la Justice nouvellement créé. Le bey renonce à ses attributions judiciaires et ne retient que le droit de grâce. Il est mis fin à l'ancien système d'après lequel, au criminel, les parents traduisaient eux-mêmes les coupables devant le tribunal et la culpabilité étant reconnue se réservaient le choix de la sentence, soit la mort, soit le paiement du prix du sang, c'est-à-dire une indemnité pécuniaire. Désormais, les parents ou héritiers ne défendent plus que leurs intérêts civils, l'accusation publique est soutenue par des commissaires du gouvernement qui constituent le Parquet.
En complément de cette réforme, un Code de procédure pénale est promulgué le 30 décembre 1921. D'autres codes avaient été promulgués auparavant : Code Civil des obligations en 1906, Code de procédure civile en 1910 et Code Pénal en 1913.
La Chambre des Requêtes de l'Ouzara joue le rôle de tribunal de cassation qui est présidé de 1926 à 1947 par un magistrat français.

#### Réformes du système judiciaire français

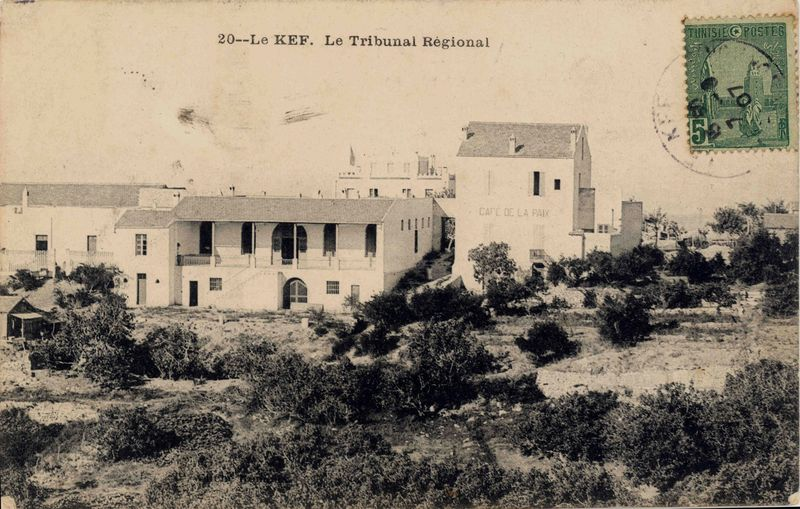
Tribunal du Kef vers 1908

L'organisation judiciaire est calquée sur celle de la France :
- À la base, la justice de paix qui traite les contraventions mais leur compétence est étendue aux affaires correctionnelles ;
- Le Tribunal Civil de première instance ;
- La Cour d'Appel ;
- Au sommet, la Cour de Cassation.

Le Tribunal civil de Tunis et les six justices de paix créés en 1883 sont bientôt rejoints par d'autres tribunaux :
- Tribunal Civil de Tunis (créé en 1883) :
  - Justice de paix de Tunis Canton-Nord ;
  - Justice de paix de Tunis Canton-Sud ;
  - Justice de paix de Grombalia ;
  - Justice de paix du Kef ;
  - Justice de paix de Medjez el-Bab ;
  - Justice de paix de Souk el-Arba ;
- Tribunal Civil de Sousse (créé en 1887) :
  - Justice de paix de Sousse ;
  - Justice de paix de Mahdia ;
  - Justice de paix de Kairouan ;
  - Justice de paix de Thala ;
- Tribunal Civil de Bizerte (créé en 1942) :
  - Justice de paix de Bizerte ;
  - Justice de paix de Béja ;
- Tribunal Civil de Sfax (créé en 1942) :
  - Justice de paix de Sfax ;
  - Justice de paix de Gabès ;
  - Justice de paix de Gafsa ;

Les tribunaux français ont compétence en matière civile, commerciale, pénale et administrative pour toute affaire mettant en présence des Européens ou des Tunisiens et des Européens.
En matière immobilière, les tribunaux français ont compétence pour les immeubles immatriculés quelle que soit la nationalité des parties en présence et, pour les immeubles non immatriculés, lorsque les parties en cause ne sont pas tunisiennes.
En outre, la justice française est seule compétente en matière de répression des délits politiques (décret beylical du 29 janvier 1926).
Les crimes sont jugés par le Tribunal Criminel. C'est le Tribunal Civil correctionnel auquel on ajoute six assesseurs qui ont voix délibérative et qui sont tirés au sort sur une liste dressée chaque année. Les assesseurs peuvent être français, étrangers ou tunisiens. Mais si l'accusé ou l'un des accusés est français ou protégé français, les six assesseurs doivent être tous français.
La loi de 1883 avait décrété que les appels des jugements seraient interjetés à la Cour d'Appel d'Alger. Malgré les demandes répétées de la résidence générale, cette solution provisoire devait durer jusqu'à la promulgation de la loi du 15 juin 1941 qui crée une Cour d'Appel à Tunis.

#### Accords d'autonomie de 1955
Les accords d'autonomie interne signés le 3 juin 1955 prévoient un délai de quinze ans pour réaliser l'unité des juridictions tunisiennes et françaises. Dans l'intervalle, les tribunaux tunisiens et français sont conservés. Des tribunaux mixtes avec parité de juges tunisiens et français sont créés pour juger les différends entre Français et Tunisiens. En matière pénale, ils seront présidés par un magistrat de la même nationalité que l'inculpé.
Ce système est destiné à fonctionner pendant quinze ans, ce qui doit permettre la rédaction d'un nouveau code tunisien et la formation de cadres judiciaires. Ce délai expiré, la justice doit devenir entièrement tunisienne.

#### Indépendance de la Tunisie
Moins de cinq mois après l'indépendance, le tribunal de l'ouzara est supprimé en même temps que le charaâ par le décret du 3 août 1956. La justice tunisienne est alors unifiée suivant une organisation identique à l'organisation judiciaire française.
Bien décidé à supprimer les juridictions françaises et mixtes le plus rapidement possible, le gouvernement tunisien promulgue un décret le 13 novembre 1956 rendant les ressortissants français et autres étrangers justiciables des juridictions pénales tunisiennes.
Une nouvelle convention judiciaire est finalement signée avec le gouvernement français le 9 mars 1957. Les juridictions françaises sont officiellement supprimées le 8 juillet 1957.
Les tribunaux rabbiniques sont les derniers à être supprimés par la loi du 27 septembre 1957.

### Politique foncière

#### Avant 1881
Diverses formes de propriétés issues du droit musulman cohabitent avant l'instauration du protectorat :
- La propriété melk ou privative est la plus proche de la propriété telle qu'elle est conçue en Europe. Elle est garantie par l'existence de titres, de témoins mais aussi par la mise en valeur agricole. Elle se transmet par vente, donation, testament ou succession. Souvent possédée en indivision entre membres d'une même famille, parents et voisins disposent également d'un droit de préemption (chefaa) qui permet de s'opposer à toute vente. De plus, en l'absence de cadastre, les limites de la propriété sont très imprécises.
- Le habous privé est une propriété confiée à une institution pieuse mais dont la famille conserve la jouissance jusqu'à l'extinction de la lignée. Cette forme de propriété est une garantie contre les confiscations du pouvoir beylical ou des tribus voisines. À l'extinction de la lignée, la propriété devient un habous public.
- Le habous public est une propriété cédée à une fondation pieuse pour qu'elle consacre ses revenus à des actions charitables. Il devient donc inaliénable. Mais ses occupants ont la possibilité de le louer à titre perpétuel moyennant une rente fixe et invariable, transmissible aux héritiers : l'enzel. Depuis le 19 mars 1874, les habous publics sont gérés par un conseil : la Djemaïa des Habous[221].
- Les terres arch sont des terres possédées en commun par une tribu. Justifié par le caractère aride d'une grande surface du territoire tunisien, ces terres souffrent de l'imprécision de leurs limites qui entraînent souvent des conflits entre tribus voisines.
- Les terres domaniales sont des territoires confisqués par le bey à des tribus révoltées ou à des personnalités tombées en disgrâce. Elles sont le plus souvent occupées par des cultivateurs et leurs familles qui en possèdent l'usage moyennant une rente annuelle sous condition de mise en valeur.

#### Lois d'immatriculation
Les premiers colons français qui tentent d'acheter des terres connaissent de cruelles déconvenues. Certains, après avoir acheté un terrain à un propriétaire n'ayant pour toute garantie que le témoignage de ses voisins, se voient dépossédés par un nouvel arrivant exhibant un titre de propriété des plus vagues. Les recours devant la charaâ peuvent durer des années sans aucune garantie de succès.
Pour mettre fin à cette incertitude, le décret du 1er juillet 1885 propose aux propriétaires tunisiens d'immatriculer leur terrain. Celui-ci doit fournir à l'administration ses titres de propriétés prouvant ses droits. Sa demande est transmise au caïd pour affichage local. La demande est également insérée dans le Journal Officiel Tunisien. Après deux mois, les titres de propriété et les oppositions éventuelles sont transmises à un tribunal créé spécialement à cet effet : le Tribunal mixte. Celui-ci est composé de sept membres : un magistrat français qui le préside, trois membres proposés par les tribunaux français et trois membres tunisiens proposés par le charaa. Sa tâche est de valider la demande d'immatriculation ou de la refuser. Une fois celle-ci acceptée, il n'y a pas de recours contre la décision. Le terrain peut alors être borné et ses limites précisément relevées par un géomètre. L'immatriculation reste facultative mais elle est une garantie pour le propriétaire tunisien de vendre facilement son bien à un Européen. Ce dernier sait également que toute contestation sera jugée par les tribunaux français au contraire des biens non immatriculés qui restent soumis à l'ancienne législation tunisienne.
Malgré tous ces avantages, les propriétaires tunisiens restent réticents, conscients que cette officialisation de leurs titres de propriété peut être à l'origine de futurs impôts. De plus, jusqu'en 1892, la procédure est onéreuse. La baisse des tarifs lance le mouvement. Le développement des réseaux bancaires convaincra également beaucoup de propriétaires à la recherche de prêts qui ne peuvent être garantis que par des actes officiels. Cette loi fondatrice est à l'origine du cadastre tunisien.
|                    | 1887  | 1888  | 1889   | 1890   | 1891   | 1892   | 1893   | 1894    | 1895    | 1896    | 1897    | 1898    | 1899    | 1900    | 1901    | 1902    |
| ------------------ | ----- | ----- | ------ | ------ | ------ | ------ | ------ | ------- | ------- | ------- | ------- | ------- | ------- | ------- | ------- | ------- |
| Surface annuelle   | 1 857 | 7 278 | 14 335 | 18 071 | 10 033 | 6 811  | 35 958 | 13 786  | 38 085  | 28 397  | 33 752  | 113 518 | 25 004  | 30 739  | 197 553 | 52 011  |
| Cumul des surfaces | 1 857 | 9 134 | 23 469 | 41 540 | 51 573 | 58 384 | 94 341 | 108 127 | 146 212 | 174 610 | 208 362 | 321 880 | 346 884 | 377 623 | 575 176 | 627 188 |

|                    | 1903    | 1904    | 1905    | 1906    | 1907    | 1908    | 1909    | 1910    | 1911      | 1912      | 1913      | 1914      |
| ------------------ | ------- | ------- | ------- | ------- | ------- | ------- | ------- | ------- | --------- | --------- | --------- | --------- |
| Surface annuelle   | 21 255  | 86 570  | 64 054  | 26 000  | 20 000  | 97 629  | 17 045  | 32 179  | 23 712    | 17 837    | 8 295     | 10 977    |
| Cumul des surfaces | 648 443 | 735 013 | 799 068 | 825 068 | 845 068 | 942 697 | 959 742 | 991 921 | 1 015 632 | 1 033 469 | 1 041 764 | 1 052 741 |

Par cette procédure, le gouvernement espère encourager des investisseurs français à s'installer en Tunisie. On veut éviter l'erreur commise en Algérie où des concessions gratuites ont été données à des ouvriers sans aucun moyen et qui devaient bientôt être rapatriés pour ne pas mourir de faim. Cette colonisation dite « privée » est un demi-échec. En effet, de larges domaines sont achetés par des investisseurs qui les revendent en petits lots rachetés par des Tunisiens ou des Italiens (en 1892, 94 % des surfaces françaises sont possédées par seize propriétaires). Ces derniers arrivent en nombre, prêts à tous les sacrifices pour de meilleures conditions de vie que dans l'Italie qu'ils ont quittée. Les faibles salaires qu'ils acceptent empêchent l'arrivée de nouveaux immigrants français. Afin de faire venir ces colons métropolitains rebutés par de telles réalités, le gouvernement lance la colonisation « officielle ».

#### Mise en valeur des terres sialines
Les premières terres mises en vente par l'administration sont les terres dites « sialines » du nom de la famille Siala qui en avait été dépossédée par Sadok bey en 1871. Situées dans la région de Sfax, elles sont propices à la culture de l'olivier. Le décret du 8 février 1892 demande aux habitants tunisiens de faire valoir leurs droits sur les terres qu'ils occupent. Le même décret précise les conditions de vente des terres vacantes sous condition d'y planter des cultures dans un délai de quatre ans. Le succès est immédiat. Une grande partie des 113 000 hectares est vendue à des acquéreurs français qui réalisent des plantations d'oliviers suivant le contrat de mgharsa. Le travail de plantation et d'entretien est confié à un cultivateur tunisien qui reçoit la propriété de la moitié des terres lorsque les arbres entrent en production au bout de sept à huit années. Ainsi, plus de 25 000 Tunisiens accèdent à la propriété de type melk dans la région.

#### Colonisation officielle

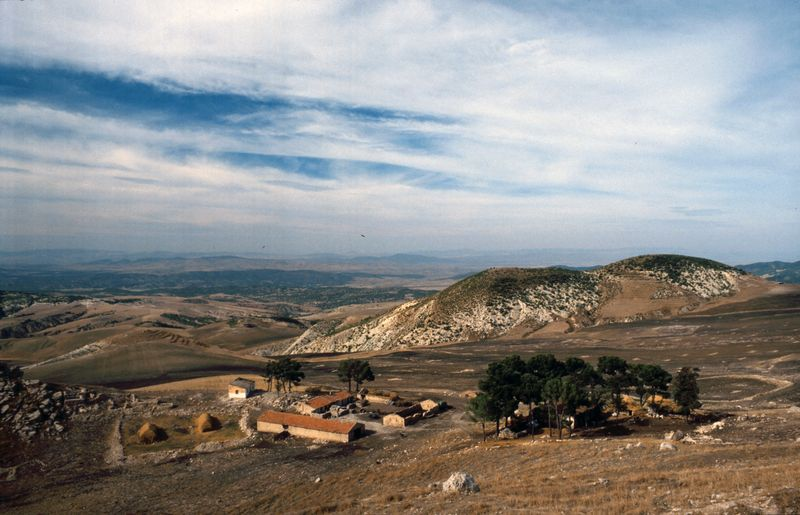
Ancienne ferme française dans la région du Kef

Le meilleur moyen de faire venir des agriculteurs français est de leur proposer des lots de colonisation de petite taille avec des facilités de paiement. En l'absence de délimitation précise des biens domaniaux, on commence par préciser l'étendue du domaine public (routes, rivières, etc.) par le décret du 24 septembre 1885.
Toujours hanté par l'idée de ne pas répéter les erreurs commises en Algérie, le gouvernement utilise la législation musulmane pour augmenter les surfaces disponibles à la vente. Le décret du 13 janvier 1896 place dans le domaine de l'État « les terres vaines et vagues, et généralement tous les immeubles que la loi musulmane comprend sous la désignation de terres mortes ».
Enfin, une caisse spéciale dite de « colonisation et de remploi domanial » est mise en place par le décret du 1er décembre 1897. Alimentée par les excédents budgétaires et les ventes de lots domaniaux, elle est utilisée pour racheter des propriétés à des vendeurs particuliers afin de les remettre en vente sous forme de lots de colonisation.
Des facilités de paiement sont accordées aux acheteurs français qui peuvent occuper leur terrain après avoir versé la moitié du montant avec un minimum de 1 000 francs. Le surplus se divise en deux termes égaux : l'un payable trois ans après l'entrée en jouissance et le dernier après la quatrième année, le tout sans intérêt. Si le terrain est occupé par des locataires tunisiens, une clause précise que l'acquéreur « est tenu pendant cinq ans de ne pas demander aux locataires indigènes un prix plus élevé que celui qu'ils payaient au Domaine ». Pour éviter la spéculation, le décret du 12 juillet 1910 interdit la revente pendant une période de dix ans, conditions encore durcies par le décret du 1er juillet 1924 qui oblige l'acquéreur à y résider pendant vingt ans et à y construire une maison d'habitation, des bâtiments d'exploitation et à entamer la mise en valeur du terrain.
Le succès est tellement rapide que les possibilités de vente de terrain provenant de l'ancien domaine beylical sont épuisées dès 1906. L'augmentation du prix des terrains réduit également les possibilités d'acquisition par le fonds de colonisation. Pour augmenter les surfaces domaniales, le décret du 22 juillet 1903 permet d'exproprier les fellahs de terrains considérés comme faisant partie du domaine forestier censé être inaliénable et qui est géré par le Service des forêts. Une fois déclassés, certains de ces terrains deviennent colonisables. Ainsi, 76 743 hectares « propres à être transformés en olivettes ou en terres de culture » sont transférés au Service des domaines entre 1911 et 1929. La surface forestière passe de 1 096 000 hectares en 1911 à 980 000 en 1948.
Les pertes humaines dues à la Première Guerre mondiale entraînent de nombreuses reventes de propriétés françaises à des Tunisiens ou des Italiens, soit plus de 75 000 hectares sur les 787 000 possédés en 1914. Le gouvernement tente alors de relancer la colonisation par un assouplissement de la loi sur les terres mortes et une augmentation du fonds de colonisation. Ces efforts permettent aux surfaces françaises de s'accroître de 187 496 hectares entre 1920 et 1929.
La crise économique des années 1930 porte un coup fatal à la colonisation. L'endettement massif des colons révèle leur fragilité au contexte international. Seule une intervention massive de l'État les sauve de la banqueroute. Les années suivantes seront consacrées à préserver les positions acquises alors que la colonisation française n'occupe que 10 % des terres cultivables.

#### Cas des terres collectives
Les terres collectives utilisées comme terrain de parcours ou de pacage par les nombreuses tribus nomades couvrent alors les deux tiers du territoire tunisien. Devant le risque de ne plus trouver suffisamment de terres pour les colons français, le gouvernement du protectorat décide, par le décret du 14 janvier 1901, de délimiter ces terres afin « d'en définir la situation juridique ainsi que les conditions auxquelles pourra y être constituée la propriété privative ». Quant aux tribus qui y vivent, on ne leur accorde que le droit de jouissance, malgré les quelques titres de propriété qui sont rejetés pour cause d'imprécision.

Le texte soulève une très forte polémique en Tunisie, d'autant que les relevés mettent très vite en évidence que les droits des tribus tunisiennes sont complètement ignorés. Devant le tollé, la Direction de l'Agriculture décide en mai 1922 de considérer comme « terres de tribus » tous les terrains collectifs sans exception à la seule condition que « l'État eût le droit d'en faire l'acquisition ». La situation soulève même la colère des colons les plus extrémistes qui écrivent en 1936 dans La Tunisie Française : 
« Le séquestre provisoire mis sur l'ensemble des terres présumées collectives a pendant trente cinq ans pesé de tout son poids sur des régions entières de la Tunisie. Leur inéliabilité absolue, empêchant toute espèce de mobilisation du sol, en faisait une sorte de « royaume arabe » fermé au régime foncier entièrement anarchique, ne permettant aucun effort de mise en valeur rationnelle de se produire, pas plus de l'intérieur que de l'extérieur. »
La polémique prend fin par la promulgation du décret du 30 décembre 1935 qui accorde aux tribus une personnalité civile qui leur permet de revendiquer la possession des terres sur lesquels elles vivent. L'article 2 définit ainsi la notion de tribu comme « tout groupement administratif ou familial ou quelconque de sujets musulmans, qui justifie d'un droit de jouissance collectif sur une des terres précédemment définies comme telles, quel que soit l'origine de ce droit ». Dans les années suivantes, chaque tribu est dotée, par décret individuel de la personnalité civile, avec parfois des conséquences néfastes puisque la reconnaissance de leurs droits de propriété incite certains à revendre les terres entraînant l'éclatement de la tribu.

#### Cas des habous
Remettre sur le marché foncier les terres habous a toujours été une priorité pour le gouvernement du protectorat. Mais le caractère religieux de ces biens l'a toujours retenu dans sa volonté d'appropriation. Sa première décision est le recensement de ces surfaces qui étaient primitivement estimées entre le tiers et le quart de la Tunisie. En fait les relevés fin 1897 chiffrent les biens immobiliers à 126 704 hectares dont une grande partie est aliénée>.
Le premier moyen d'acquérir la jouissance d'un bien habous est la location à enzel qui se pratiquait déjà avant l'instauration du protectorat. La seule modification apportée par le législateur français est l'obligation de passer par des enchères publiques pour les adjudications (décret du 22 juin 1888. Ainsi, en 1889, sur 6 068 hectares mis aux enchères, 3 430 sont acquis par des Français, 800 par des Français associés à des Tunisiens, 1 553 par des musulmans et le reste par des propriétaires étrangers. Le caractère inaliénable du habous est cassé par le décret du 22 janvier 1905 qui permet à l'enzeliste de racheter la rente en versant vingt fois son montant, ce qui profite aux propriétaires français qui acquièrent 19 396 hectares entre 1888 et 1909 alors que les autres étrangers n'en acquièrent que 4 791 hectares. Pour résoudre le problème des paysans tunisiens qui vivent sur ces terres, le décret du 12 avril 1913 leur offre la possibilité d'acquérir à enzel sans enchères la parcelle sur laquelle ils vivent, le reste étant mis aux enchères.
Un autre moyen d'acquérir la jouissance d'un bien habous est la voie d'échange. Le décret du 13 novembre 1898 dispose que la Djemaïa des Habous mettra chaque année à disposition de la Direction de l'Agriculture un minimum d'hectares de terres agricoles publics en échange d'une somme d'argent. Ces terres sont alors vendues par l'administration à des colons français. Cela concerne 380 hectares dès 1898, puis 3 500 hectares en 1899, 4 412 en 1900, 5 925 hectares en 1901. S'il y a un locataire sur place, l'acquéreur doit attendre le terme de son bail de trois ans avant de l'évincer ou de reprendre le contrat de location à son avantage.
Jusqu'à la fin du protectorat, la question des habous reste un sujet de friction entre Français et Tunisiens, ces derniers considérant comme sacrés ces biens que le gouvernement cherche à céder aux colons français pour leur mise en valeur.

#### Le cas des fellahs tunisiens
La prise de possession des lots de colonisation provoque souvent l'expropriation des paysans tunisiens qui y vivent en location. La forte mécanisation des colons étrangers réduit les besoins de main d'œuvre. Pour éviter des soulèvements, on leur attribue des lotissements de faible surface et rarement constitués de bonnes terres. Jusque-là, pour compenser la faible qualité de leur équipement (charrue à un soc en bois) et le peu de rendement de leurs cultures, ils ensemençaient de larges surfaces, ce qui leur est maintenant impossible. Beaucoup renoncent à l'agriculture et rejoignent les villes où ils forment un sous-prolétariat urbain.
Une autre conséquence de ces bouleversements majeurs est la quasi-disparition du khamessat très largement pratiqué avant le protectorat. Ce système, apparenté au servage est codifié depuis le décret du 13 avril 1874. Il permet à un propriétaire de confier l'exploitation d'un terrain à un khammès. En échange du prêt d'une paire de bœufs, d'une charrue et de semences, celui-ci se charge de la mise en culture et de la récolte du terrain en échange du cinquième de la récolte auquel on retire les frais qu'a avancés le propriétaire. Cette dernière condition explique pourquoi le khammès reçoit toujours beaucoup moins que promis et se retrouve très vite endetté vis-à-vis du propriétaire. Pour payer sa dette, il n'a plus d'autre choix que de travailler pour lui jusqu'à son dernier jour. Ce système impliquant une complète démotivation du khammès n'a guère les faveurs des colons européens qui préfèrent payer leurs employés agricoles à la tâche ou au temps. Les grands propriétaires tunisiens finissent par l'abandonner peu à peu face à la difficulté de trouver des candidats et convaincus d'obtenir de meilleurs rendements avec les techniques modernes agricoles qui se diffusent de plus en plus.
À partir de 1907, on incite les enseignants des écoles franco-arabes à enseigner des techniques agricoles modernes aux écoliers tunisiens. L'École d'agriculture Sidi Naceur est ouverte en 1921 à Smindja près de Zaghouan pour y former les enfants des gros et moyens agriculteurs tunisiens. La même année, l'École d'agriculture des Souassi est créée avec l'objectif d'enseigner les techniques de production oléicoles. Peu à peu, de nombreux Tunisiens rattrapent leur retard sur leurs concurrents français.

#### L'exemple des environs de Sfax
Abdelmajid Douib (1928-2012), coauteur de l'Histoire de la Tunisie, décrit dans son ouvrage Zarzis et ses environs écrit en 1956, comment la politique de colonisation a été menée dans cette région dont il est originaire : 
« Dans notre région, les habous sont rares, les terres mortes et susceptibles d'être mises en valeur plus rares encore. Il n'y avait donc que des terres melk et les indigènes n'étaient pas assez riches pour les faire immatriculer. On acheta une partie de ces terres sans défense et on jugea qu'elles n'étaient pas indispensables aux indigènes.

On emploiera pour obtenir ces terres deux méthodes : dans la première, on invitait le fellah à vendre, dans la deuxième on le chassait par la force. La Société Franco-tunisienne employa la deuxième méthode. Aidée par des gardiens armés, sa directrice répandait la terreur autour de son domaine Les Mimosas. Tous les indigènes fuirent leurs terres. Un seul résista et défendit héroïquement son olivette, cernée de tous côtés par les nouvelles acquisitions de la Société. Plusieurs gardiens périrent. On retrouvait leurs corps dans la sebkha El Melah toute proche.
Quant à la Société des Olivettes de Sidi Chemmakh, elle fut moins brutale et laissa des souvenirs moins affreux. Cette société s'appuyait sur deux agents qui lui achetaient des terres. Le premier, indigène, connaissait plus qu'aucun autre le pays et les gens. Le deuxième, européen, contrôlait le premier. Ces agents, tout en se réservant à eux-mêmes des étendues assez coquettes de terres pour une plantation ultérieure d'oliviers, travaillaient avec zèle pour le compte de la Société.

Ils invitaient les fellahs à un banquet. On leur servait un bon couscous à la viande et on les priait de vendre leurs terres. Ou bien le fellah cédait sa hodja moyennant une petite somme et on lui donnait alors une chemise, une chéchia et une paire de babouches, ou bien il refusait de vendre et on le chassait purement et simplement. Quant aux autres colons, ils employaient suivant les circonstances l'un ou l'autre des deux procédés. Devant le danger, certains fellahs recoururent à une immatriculation ruineuse et impopulaire. Mais le tribunal mixte opposa aux requérants des difficultés qui se traduisirent dans la majorité des cas par des spoliations. »

Le décret de 1922 sur les terres collectives a pour conséquence le recensement des terres labourables, c'est-à-dire des surfaces de « tout ce qui n'est pas immeuble urbain, oasis, olivettes, jardins, terres immatriculées » soit 21 174 hectares. Une commission est alors instituée pour répartir ces terres entre les habitants :
« La commission était composée du chef du Bureau des affaires indigènes, du khalifa des Accara, du cadi de Zarzis, d'un interprète, de deux amines d'agriculture et de deux membres. Les mandataires (il y en a deux par fraction) demandèrent, dès que la commission s'était réunie au bordj d'Allouet El Gounna de déterminer à l'avance et par voie de tirage au sort l'ordre dans lequel se faisait le partage. Ils expriment, en outre, le désir de chaque fraction d'avoir accès, soit sur la mer, soit sur le lac des Biban. […]

Comment va se faire le partage ? Va-t-il se faire au prorata du nombre de familles comme le souhaitent les Mouensa et les Zaouia ou au prorata du nombre de quittances d'isititan, comme le désiraient les autres fractions ? La première solution était la plus équitable mais on trouva qu'un certain nombre de Mouensa habitaient Ben Gardane et possédaient déjà la jouissance de parcelles collectives chez les Touazine. On décida alors de ne tenir compte que des quittances d'istitan. En avril, partage et délimitation étaient terminés. […]

Dans ce partage, la chance avait souri aux Mouensa et aux Ouled Saïd car les meilleures terres se trouvaient du côté de la frontière tuniso-libyenne. Quant aux Ouled Bou Ali et les Zaouia, ils furent désavantagés et durent se contenter d'un sol ruiné par l'érosion éolienne. »
Vers 1930, deux colons européens et la Société Franco-tunisienne font faillite. 4 000 hectares passent entre les mains de Tunisiens originaires d'autres régions de la Tunisie.
En 1955, sur les 63 000 hectares de terres cultivables, les Européens s'en partagent 6 750 hectares dont 6 000 pour la Société des Olivettes de Sidi Chemakh, le solde étant entre les mains de quatre colons français et un britannique. Les Tunisiens en possèdent 56 000 partagés entre terres collectives (21 000 hectares), propriétés melk (33 000 hectares) et propriétés immatriculées (2 000 hectares.

#### Surfaces des propriétés européennes
| ANNEES | FRANCAIS | FRANCAIS        | ITALIENS | ITALIENS        | AUTRES EUROPEENS | AUTRES EUROPEENS | TOTAL  | TOTAL           |
| ANNEES | Nombre   | Superficie (ha) | Nombre   | Superficie (ha) | Nombre           | Superficie (ha)  | Nombre | Superficie (ha) |
| ------ | -------- | --------------- | -------- | --------------- | ---------------- | ---------------- | ------ | --------------- |
| 1884   | 97       | 200 329         | 81       | 2 850           | 52               | 11 030           | 230    | 214 209         |
| 1885   | 136      | 242 811         | 96       | 3 650           | 73               | 11 800           | 303    | 258 261         |
| 1886   | 197      | 266 116         | 146      | 5 300           | 81               | 11 830           | 424    | 283 246         |
| 1887   | 275      | 284 236         | 178      | 6 050           | 93               | 12 205           | 548    | 302 491         |
| 1888   | 340      | 313 783         | 217      | 7 150           | 120              | 12 485           | 677    | 333 418         |
| 1889   | 419      | 333 043         | 255      | 7 450           | 133              | 13 090           | 807    | 353 383         |
| 1890   | 505      | 359 797         | 290      | 7 900           | 153              | 16 700           | 948    | 384 487         |
| 1891   | 604      | 384 208         | 305      | 9 100           | 161              | 17 000           | 1070   | 410 308         |
| 1892   | 647      | 402 211         | 337      | 10 000          | 180              | 17 358           | 1164   | 429 569         |
| 1893   | 675      | 412 885         | 349      | 10 000          | 185              | 17 600           | 1200   | 440 485         |
| 1894   | 704      | 422 403         | 354      | 10 800          | 190              | 18 161           | 1248   | 451 364         |
| 1895   | 751      | 431 535         | 367      | 18 750          | 195              | 18 407           | 1313   | 468 692         |
| 1896   | 845      | 447 160         | 387      | 18 750          | 215              | 19 407           | 1447   | 485 317         |
| 1897   | 943      | 467 372         | 406      | 19 523          | 236              | 21 852           | 1585   | 508 747         |
| 1898   | 1 166    | 494 684         | 486      | 22 225          | 281              | 26 217           | 1933   | 543 126         |
| 1899   | 1 027    | 508 126         | 443      | 29 089          | 198              | 27 798           | 1668   | 565 013         |
| 1900   | 1 167    | 531 115         | 590      | 31 945          | 212              | 29 147           | 1969   | 592 207         |
| 1901   | 1 281    | 553 500         | 665      | 33 945          | 217              | 31 127           | 2163   | 618 572         |
| 1902   | 1 392    | 576 933         | 740      | 36 469          | 222              | 33 476           | 2354   | 646 878         |
| 1903   | 1 572    | 608 296         | 864      | 41 706          | 230              | 34 315           | 2666   | 684 317         |
| 1904   | 1 759    | 634 147         | 929      | 49 670          | 243              | 35 210           | 2931   | 719 027         |
| 1905   | 1 946    | 654 273         | 991      | 57 851          | 260              | 35 358           | 3197   | 747 482         |
| 1906   | 2 096    | 658 143         | 1042     | 77 635          | 264              | 38 547           | 3402   | 774 325         |
| 1907   | 2 246    | 677 847         | 1093     | 84 146          | 272              | 39 514           | 3611   | 801 507         |
| 1908   | 2 252    | 690 631         | 1101     | 81 927          | 256              | 39 091           | 3609   | 811 649         |
| 1909   | 2 395    | 697 148         | 1167     | 83 124          | 262              | 42 291           | 3824   | 822 563         |
| 1910   | 2 529    | 724 897         | 1271     | 84 552          | 288              | 44 221           | 4088   | 853 670         |
| 1911   | 2 722    | 749 884         | 1395     | 84 209          | 293              | 47 224           | 4410   | 881 317         |
| 1912   | 2 719    | 774 207         | 1513     | 87 122          | 301              | 48 552           | 4533   | 909 881         |
| 1913   | 3 019    | 779 748         | 1579     | 84 218          | 331              | 48 273           | 4926   | 912 239         |
| 1914   | 3 068    | 787 349         | 1635     | 84 080          | 341              | 49 537           | 5044   | 920 966         |
| 1921,  | 1 708    | 554 000         | 1565     | 60 700          | 152              | 25 400           | 3425   | 641 000         |
| 1937   | 2 185    | 627 700         | 2380     | 70 120          | 84               | 26 881           | 4649   | 724 701         |
| 1957   | 1 800    | 600 000         |          | 70 000          | 70 000           | 70 000           |        | 670 000         |

Les relevés des surfaces des propriétés européennes ne sont plus communiqués après 1914 car on s'aperçoit qu'ils ne prennent pas en compte les reventes aux acheteurs d'autres nationalités, dont les tunisiens. La rectification effectuée en 1921 évalue la surface française en 1914 à 560 000 hectares au lieu des 787 349 hectares annoncés. Cette surface décroît fortement pendant les années qui suivent, certaines exploitations ayant perdu leur propriétaire mort à la guerre pendant que d'autres profitaient de l'envolée des prix des terrains pour faire une bonne affaire financière. De 1914 à 1921, 80 400 hectares sont vendus principalement à des Tunisiens (59 600 hectares) mais aussi à des Italiens (15 200 hectares) et d'autres Européens (5 600 hectares).

#### Après l'indépendance
Dès l'indépendance, le gouvernement tunisien tente de récupérer les terres agricoles occupées par des propriétaires européens. Il reste alors en Tunisie 2 200 agriculteurs français dont 1 800 propriétaires occupant 715 000 hectares (sur 7 455 000 hectares de terres agricoles) dont 115 000 loués à des Tunisiens. Les autres étrangers occupent 70 000 hectares. Les terres françaises produisent en 1958 42 % des céréales, 54 % des fruits et produits maraîchers, 20 % de l'huile, près de 30 % de la production totale du pays.
La dégradation de la situation sécuritaire à la frontière algérienne justifie le protocole franco-tunisien du 8 mai 1957 qui permet au gouvernement tunisien de racheter avec des fonds français (60 millions de nouveaux francs) les 288 propriétés situées dans la zone concernée et représentant une surface de 127 000 hectares. En 1959, diverses mesures de rétorsion permettent d'expulser de leurs propriétés 38 propriétaires dont les terres représentent 4 441 hectares tandis que 34 propriétés françaises totalisant 13 313 hectares sont placées sous séquestre. En 1961, prenant prétexte de la crise de Bizerte, 75 000 hectares sont saisis.
Un protocole prévoyant le rachat de 100 000 hectares est signé le 13 octobre 1960 mais la crise de Bizerte empêche sa mise en œuvre. Il est finalement complété par le protocole additionnel du 2 mars 1963 qui augmente à 150 000 hectares les surfaces cédées pour tenir compte des saisies effectuées en 1961. Selon les termes de l'accord, la Tunisie verse à la France une indemnité forfaitaire de 1.5 million de dinars (17.6 millions de francs) représentant à peu près 10 % de la valeur des propriétés. En échange, le gouvernement français prend à sa charge les dettes des colons français (38 millions de francs) et l'indemnisation des propriétés perdues (900 millions de francs). Les cessions doivent se faire sur la base du volontariat des propriétaires français mais aussi à partir des choix du gouvernement tunisien. Les deux gouvernements conviennent, en outre, « d'étudier dans le courant de l'année 1963 et d'exécuter en 1964 une deuxième tranche supplémentaire de 50 000 hectares de terres principalement céréalières ».

Le 12 mai 1964, date anniversaire du Traité du Bardo, Habib Bourguiba signe sur la même table où le traité avait été signé 83 ans auparavant la loi no 64-5 qui dispose : 
« La propriété des terres à vocation agricole ne peut appartenir qu'à des personnes physiques de nationalité tunisienne. […] Sont transférées au Domaine Privé de l'État les propriétés agricoles qui ne se trouvent pas dans ce cas. Est également transféré au Domaine Privé de l'État le cheptel vif et mort et, d'une manière générale, tous les équipements nécessaires à l'exploitation des terres agricoles et à la transformation de leurs produits. […] La prise de possession des propriétés interviendra dès la notification au propriétaire intéressé »
Les propriétaires français reçoivent leur avis d'expropriation dans les jours qui suivent avec des délais allant de quelques heures à quinze jours. En guise d'indemnisation, le gouvernement tunisien offre au gouvernement français un million d'hectolitres de vin à charge pour lui de le commercialiser. Un accord sur l'indemnisation des propriétaires français est finalement conclu entre les deux gouvernements en 1975.

### Pouvoir économique

#### Avant 1881
La faillite du pays en 1870 a entraîné la création d'une commission financière internationale chargée de gérer les revenus de la Régence afin de garantir le remboursement de la dette aux créanciers européens. La dette est alors ramenée à 125 000 000 Francs portant intérêt à 5 % soit 6 250 000 francs par an.

Les revenus de la régence sont alors estimés à 13 000 000 Francs. La commission s'en réserve la moitié constituée des droits de douane et des taxes municipales afin de payer les intérêts de la dette. L'autre moitié est conservée par le bey, à charge pour lui de régler la liste civile des dépenses de la famille princière ainsi que toutes les dépenses de fonctionnement du pays. Les recettes qui lui sont concédées sont les plus difficiles à recouvrer : taxes dans les provinces sur les nomades, impôt de capitation (mejba), etc. C'est pourquoi, deux fois par an, une colonne militaire, la mhalla est mise sur pied pour récupérer le produit des impôts. Menée par le prince héritier, le bey du camp, elle sillonne le nord du pays en été et le sud en hiver. Son rôle est de dissuader les tribus de la tentation d'échapper aux taxes que les cheikhs et les caïds sont chargés de prélever. Cette situation explique la difficulté du gouvernement beylical à établir un budget comme le souligne Paul Cambon à la tribune de la Chambre des députés française le 1er avril 1884 : 
« Jusqu'à présent, il n'y avait pas de budget en Tunisie mais une simple liste de dépenses. Quant à la liste des recettes, elle était très variable parce que tout dépendait de l'énergie du gouvernement, du degré de complaisance des populations. On a défini le gouvernement tunisien comme un gouvernement arbitraire tempéré par les insurrections. Il était donc très difficile à un gouvernement pareil d'établir à l'avance son budget des recettes puisqu'il ne savait pas quel degré de résistance il rencontrerait dans les populations. »

#### Création de la Direction des Finances
La priorité du gouvernement du protectorat est la suppression de cette commission financière internationale qui a toujours son mot à dire sur la politique économique à mener. La dette tunisienne est alors de 142 000 000 Francs. En avril 1884, la Chambre des députés française accepte qu'elle soit convertie en une rente de 6 307 000 Francs à 4 % d'intérêts avec la garantie de la Banque de France. La commission financière internationale, qui n'a donc plus de justification, est dissoute le 13 octobre 1884.
C'est la direction des finances, créée par le décret beylical du 4 novembre 1882 qui prend le relais. Son premier directeur est Pierre-Marie Depienne qui connaît bien le sujet puisqu'il était vice-président de la défunte commission financière.
Décision est prise de réorganiser les différents services administratifs de la régence sur le modèle français. Chaque direction ou ministère doit préparer un budget qui doit être approuvé en conseil des ministres avant d'être présenté au bey pour signature et promulgation au Journal Officiel.
Pour contourner les contraintes propres à la Tunisie où les recettes fiscales sont très dépendantes des conditions météorologiques (une année sur cinq est une année de sècheresse), les prévisions des recettes se fondent sur la moyenne des cinq dernières années, déduction faite des deux années extrêmes. La règle est de présenter un budget toujours en excédent. Les dépenses d'équipement qui ne sont pas payées sur les recettes ordinaires ne peuvent être inscrites au budget qu'après dégagement des ressources nécessaires.
À partir de 1891, le budget doit être présenté à la Conférence consultative tunisienne qui donne un avis et émet des recommandations non contraignantes.
Cette rigueur budgétaire permet un redressement spectaculaire des finances du pays au point de pouvoir émettre de nouveaux emprunts pour financer les infrastructures:
- 1902 : emprunt de 40 000 000 Francs à 3 % d'intérêts ;
- 1907 : emprunt de 75 000 000 Francs à 3 % d'intérêts ;
- 1912 : emprunt de 90 500 000 Francs à 4 % d'intérêts ;
- 1920 : emprunt de 255 000 000 Francs à 4 % d'intérêts;
- 1932 : emprunt de 169 000 000 Francs à 4,5 % d'intérêts;
- 1937—1939 : emprunt de 33 000 000 Francs à 4 % d'intérêts[279].

Malgré ces emprunts successifs, le service de la dette qui représente 50 % du budget des dépenses en 1881 n'en réclame plus que 22 % en 1914 et seulement 8 % en 1940.
Afin d'encourager les échanges avec la France, les droits d'importation de la plupart des produits français qui étaient de 8 % sont supprimés le 13 octobre 1888. Enfin, le 17 juillet 1890, le parlement français adopte une loi supprimant les droits de douane pour les produits alimentaires en provenance de Tunisie. Cette réforme assure un énorme marché aux produits tunisiens et encourage la production agricole.
Diverses réformes permettent de rapprocher l'organisation administrative tunisienne de ce qui se fait en France. Les premiers budgets étaient calculés en piastres et suivant le calendrier musulman. Depuis le décret du 16 décembre 1890, l'année budgétaire commence au 1er janvier et adopte le calendrier grégorien ; le décret du 1er juillet 1891 remplace l'ancienne monnaie beylicale, la piastre, par le franc tunisien au taux d'une piastre pour 0,60 franc. Les billets de la Banque de France et de la Banque d'Algérie ont cours en Tunisie sans perte de change. À partir de 1904, la Banque d'Algérie a le privilège de l'émission des billets de banque. Nationalisée le 17 mai 1946, cette dernière prend le nom de Banque de l'Algérie et de la Tunisie. 7 500 actions sur les 50 000 du nouvel institut d'émission deviennent la propriété du gouvernement tunisien qui y est représenté par trois administrateurs sur quinze.

#### Évolution du budget de la Régence
|                      | 1884-1885  | 1885-1886  | 1886-1887  | 1887-1888  | 1888-1889  | 1889-1890  | 1890-1891prol. | 1892       | 1893       | 1894       | 1895       |
| -------------------- | ---------- | ---------- | ---------- | ---------- | ---------- | ---------- | -------------- | ---------- | ---------- | ---------- | ---------- |
| Recettes (en francs) | 18 516 518 | 20 220 166 | 22 107 015 | 19 044 294 | 16 832 308 | 20 331 423 | 32 163 135     | 25 107 539 | 24 994 152 | 25 597 476 | 25 439 257 |
| Dépenses (en francs) | 13 068 066 | 15 954 691 | 17 804 103 | 16 620 990 | 18 249 235 | 18 428 806 | 25 377 040     | 20 357 863 | 21 882 966 | 22 174 100 | 30 535 813 |

|                      | 1896       | 1897       | 1898       | 1899       | 1900       | 1901       | 1902       | 1903       | 1904       | 1905       | 1906       |
| -------------------- | ---------- | ---------- | ---------- | ---------- | ---------- | ---------- | ---------- | ---------- | ---------- | ---------- | ---------- |
| Recettes (en francs) | 25 177 511 | 25 153 628 | 28 260 208 | 29 230 401 | 30 216 443 | 31 908 944 | 46 346 132 | 41 660 653 | 46 100 156 | 42 416 453 | 64 044 116 |
| Dépenses (en francs) | 32 753 994 | 32 372 292 | 31 327 335 | 30 667 033 | 32 736 513 | 33 581 934 | 34 312 989 | 39 708 849 | 47 785 566 | 48 972 366 | 55 383 046 |

|                      | 1907       | 1908       | 1909       | 1910       | 1911       | 1912        | 1913       | 1914       | 1915       | 1916       | 1917       |
| -------------------- | ---------- | ---------- | ---------- | ---------- | ---------- | ----------- | ---------- | ---------- | ---------- | ---------- | ---------- |
| Recettes (en francs) | 60 378 909 | 59 610 233 | 58 429 057 | 83 463 212 | 80 890 186 | 129 478 221 | 76 893 644 | 74 341 506 | 67 920 267 | 76 964 181 | 94 223 240 |
| Dépenses 'en francs) | 66 491 523 | 76 650 717 | 79 513 426 | 92 472 419 | 83 742 900 | 86 071 259  | 85 309 278 | 84 546 497 | 89 971 405 | 86 895 888 | 88 627 949 |

|                      | 1918        | 1919        | 1920        | 1921        | 1922        | 1923        | 1924        | 1925        | 1926        | 1927        |
| -------------------- | ----------- | ----------- | ----------- | ----------- | ----------- | ----------- | ----------- | ----------- | ----------- | ----------- |
| Recettes (en francs) | 115 996 425 | 159 571 178 | 230 414 265 | 289 762 021 | 285 019 790 | 273 489 795 | 285 304 087 | 308 210 234 | 405 677 177 | 474 113 028 |
| Dépenses (en francs) | 114 893 189 | 173 380 268 | 247 894 258 | 323 893 837 | 358 708 699 | 316 939 974 | 336 624 389 | 338 302 717 | 409 294 164 | 547 940 782 |

|                      | 1928        | 1929        | 1930 | 1931 | 1932 | 1933        | 1934        | 1935        | 1936        | 1937        | 1938          |
| -------------------- | ----------- | ----------- | ---- | ---- | ---- | ----------- | ----------- | ----------- | ----------- | ----------- | ------------- |
| Recettes (en francs) | 579 995 604 | 670 569 584 |      |      |      | 827 688 149 | 635 099 177 | 647 318 198 | 602 549 250 | 802 914 983 | 988 230 165   |
| Dépenses (en francs) | 607 990 367 | 595 153 549 |      |      |      | 868 945 905 | 720 772 680 | 722 248 691 | 728 768 074 | 857 794 728 | 1 064 611 822 |

#### Organisation de l'administration fiscale
Le mode de collecte en vigueur avant l'instauration du protectorat est conservé. Les cheikhs sont chargés de collecter les impôts qu'ils remettent aux caïds. Mais pour éviter les abus et les détournements, chaque paiement donne lieu à la délivrance d'une quittance individuelle sur laquelle sont inscrits l'objet du règlement et le montant de la somme due. Pour prix de leur service, les caïds et les cheikhs conservent chacun 5 % des sommes collectées. Quant aux Européens, ils règlent leurs contributions directement au receveur français. Héritière de l'époque beylicale, une cour des comptes tunisienne est chargée de vérifier les comptes des caïds. Mais, dès 1905, cette fonction est transférée à la cour des comptes française qui concentre alors la vérification de toutes les rentrées fiscales.
Les impôts tunisiens se divisent alors en contributions directes et indirectes :
- Medjba ou impôt de capitation, payée uniquement par les Tunisiens ;
- Kanoun portant sur la production des palmiers dattiers ;
- Dîme sur les huiles perçue sur la production de l'huile dans les régions où le kanoun n'est pas en vigueur ;
- Achour portant sur la production de blé et d'orge ;
- Mradjas frappant les terrains de culture de l'Outhan-Kabli et certaines plantations d'oliviers dans les environs de Sfax.
- Douanes : droits d'importation et d'exportation, droits maritimes, droits de pêche
- Monopoles : timbre, droit de caroube sur les loyers et ventes d'immeubles, taxes sur les souks, taxes des fondouks des huiles, régie des tabacs, vente du sel, des briques, du plâtre, etc.

Depuis l'époque beylicale, les impôts indirects étaient pour une grande part affermés à des partenaires privés ce qui entraînait de nombreux abus et détournements. Tous ces contrats sont peu à peu dénoncés afin de faire revenir la perception de ces taxes au sein de l'administration fiscale. Ce sera chose faite en 1900.
Les premières décennies du protectorat sont consacrées à réduire la pression fiscale qui avait entraîné le pays à la ruine. Les premiers efforts se portent sur les taxes à l'exportation dont beaucoup sont supprimées dès les premières années ce dont se félicitent les commerçants européens principaux bénéficiaires de ces premières mesures. La bonne santé financière de la Régence permet alors de supprimer ou de réduire certains impôts directs tel que le droit de caroube (taxe immobilière) qui est réduit de moitié en 1902 ou la dîme sur les huiles qui est supprimée le 29 octobre 1904. Le kanoun est supprimé sur les plantations nouvelles pendant vingt ans afin de les encourager. L'impôt le plus lourd, la medjba, qui représentait plus de 21 % des recettes fiscales en 1885 est réduit de 24 francs à 22 francs le 1er janvier 1893 puis à 20 francs le 1er janvier 1894. Il sera finalement supprimé en 1913 et remplacé par une taxe personnelle appelée ada al-istitan. Celle-ci est due par toute personne de sexe masculin domiciliée en Tunisie et âgée de plus de vingt ans ; seuls les soldats tunisiens et français en sont dispensés. Elle est augmentée à quinze francs le 1er janvier 1922 avant d'être supprimée le 24 décembre 1936 et remplacée par un impôt progressif sur le revenu.
Les paysans tunisiens sont également assujettis à l'achour calculé sur la production de céréales par méchia. Suivant les régions, la méchia représente entre 12 et 18 hectares. Les colons français sont peu concernés par cet impôt puisqu'ils bénéficient d'une ristourne de 90 % grâce à l'utilisation de charrues « françaises ». Pour compenser la baisse de la mejba en 1910, il est décidé de fixer la valeur de la méchia à 10 hectares ce qui a pour effet une forte augmentation de l'achour qui aggrave encore un peu plus la situation des fellahs tunisiens. Les colons français sont finalement mis à contribution lorsque le dégrèvement dont ils bénéficiaient est abandonné en 1918. L'achour est finalement supprimé en 1935.
Ces évolutions de la fiscalité expliquent le basculement subi par la population contribuable au cours du protectorat. En 1909, 75 % de l'effort fiscal est supporté par les Tunisiens. Selon une enquête menée en 1912, les indigènes, qui possèdent 38% de la richesse du pays, payent 71% des impôts. Cinq ans avant l'indépendance, les prélèvements fiscaux de la population française de Tunisie représentent 72 % des impôts directs et 30 % des impôts indirects.

#### Évolution de la situation économique
Toutes ces mesures favorisent les échanges commerciaux qui passent de 104 millions de francs en 1901 à 160 millions en 1904, soit une progression de 54 % dépassant largement la moyenne mondiale qui était alors de 24%.
Malgré des années agricoles difficiles en 1907, 1909 et 1914, la situation financière de la Régence reste en équilibre. La mejba, après avoir été augmentée à 23,85 francs en 1902 est réduite à 18 francs en 1913 avant d'être remplacée par l'istitan qui s'applique à tous les habitants de la Régence. La fin de la guerre relance les échanges commerciaux. Les exportations atteignent ainsi leur plus haut niveau en 1929, la France en absorbant près de 40%.
La crise économique mondiale des années 1930 frappe la Tunisie de plein fouet. La chute des exportations entraîne une intervention croissante de l'État pour éviter une faillite généralisée des producteurs. Dès 1932, la Caisse foncière, organisme de prêts fonciers, est organisée et ses moyens progressivement accrus. Le décret beylical du 2 octobre 1934 décide l'arrêt des poursuites immobilières, la création de commissions arbitrales et un moratoire des dettes. Une caisse de crédit et de consolidation est créée pour attribuer aux agriculteurs endettés des prêts leur permettant de rembourser leurs créanciers. Pour aider les Tunisiens dont les titres de propriété ne sont pas inscrits au cadastre, on adopte une immatriculation simplifiée qui leur permet d'apporter des garanties à leurs demandes de prêts. Dans le même but, les tribus sont considérées comme des personnes morales propriétaires de leurs terres collectives. Pour réguler le marché qui souffre de surproduction, des silos sont construits pour stocker les récoltes excédentaires. La création, le 3 février 1937, de la section tunisienne de l'Office national interprofessionnel du blé garantit aux producteurs la certitude de l'écoulement de leur récolte à un cours préalablement fixé. L'amélioration de la situation économique après 1937 ne permet pas au pays de retrouver les équilibres économiques antérieurs.
Le déclenchement de la Seconde Guerre mondiale et l'occupation de la France par l'armée allemande entraînent une politique d'autarcie pour faire face à l'arrêt des importations. Des mines désaffectées sont rouvertes, le petit commerce est facilité. Les combats de la Campagne de Tunisie entraînent de nombreuses destructions. Après la guerre, les besoins de reconstruction, de l'équipement et de la consommation des villes provoquent une augmentation extraordinaire des importations dont la valeur passe de 3 580 000 francs en 1945 à 59 268 000 francs en 1954 (contre 44 477 000 pour les importations). Jusqu'à la fin du protectorat, la balance commerciale du pays reste déficitaire.

#### Indépendance du pays
La signature des accords d'autonomie interne entraîne le transfert aux autorités tunisiennes de la Direction des Finances qui devient un ministère. Le franc tunisien est remplacé par le dinar tunisien le 18 octobre 1958 au taux de 1 dinar pour 1 000 francs tunisiens. Le même jour, le privilège d'émission de la monnaie tunisienne est transféré de la Banque de l'Algérie et de la Tunisie vers la Banque centrale de Tunisie.
La parité avec le franc français est très vite remise en cause. La réforme monétaire française créant le nouveau franc tout en dévaluant la monnaie de 17,5 % est l'occasion de quitter la zone franc. Refusant la dévaluation de sa jeune monnaie, la Tunisie décide de fixer la valeur du dinar par rapport à l'or et non plus par rapport au franc français. C'est chose faite par le décret du 30 décembre 1958 qui définit la parité officielle du dinar à 2,115 88 grammes d'or fin pour un dinar.
Le régime de l'Union douanière qui régit les échanges commerciaux entre la France et la Tunisie depuis les débuts du protectorat est remplacé, le 5 septembre 1959, par une Convention Commerciale et Tarifaire, fixant les contingents et les tarifs des marchandises échangées. Cette convention annuelle est renouvelable par tacite reconduction.

## Modernisation du pays

### Infrastructures

#### Réseau routier

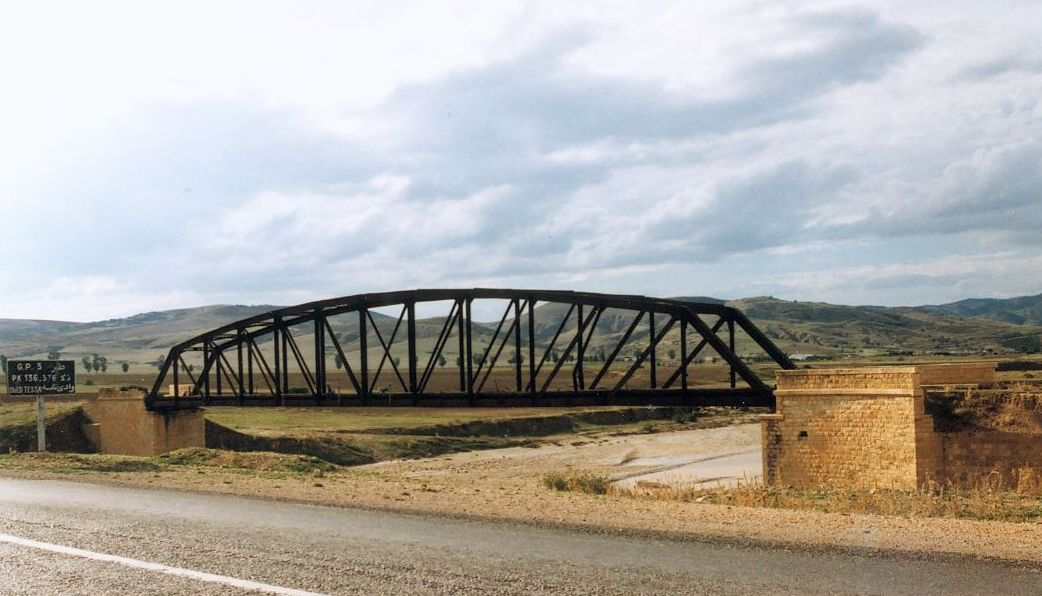
Pont sur l'oued Tessa
construit en 1904

Il n'existe au début du protectorat que 4 kilomètres de routes empierrées reliant Tunis et le Bardo. Toutes les autres voies de communication sont à l'état de pistes uniquement accessibles aux véhicules légers et le plus souvent impraticables en hiver. Seuls quelques ponts permettent de traverser les cours d'eau les plus importants, ce que confirme un témoignage contemporain : 
« Il n'y avait même pas une route pour aller de Tunis au Bardo ; les deux principales voies de communication dans la ville, l'une conduisant à Bab-Souika, l'autre à Bab-Zira n'étaient que d'épouvantables fondrières, pas un pont… pas même un gué aménagé sur les berges de la Medjerda pour rendre les communications possibles entre Tunis et l'ouest de la régence ; de soi-disant grandes routes qui n'étaient que des sentiers sans piste déterminée, s'arrêtant devant des passages plus ou moins guéables de rivières pour reprendre ensuite à travers monts et vaux. »

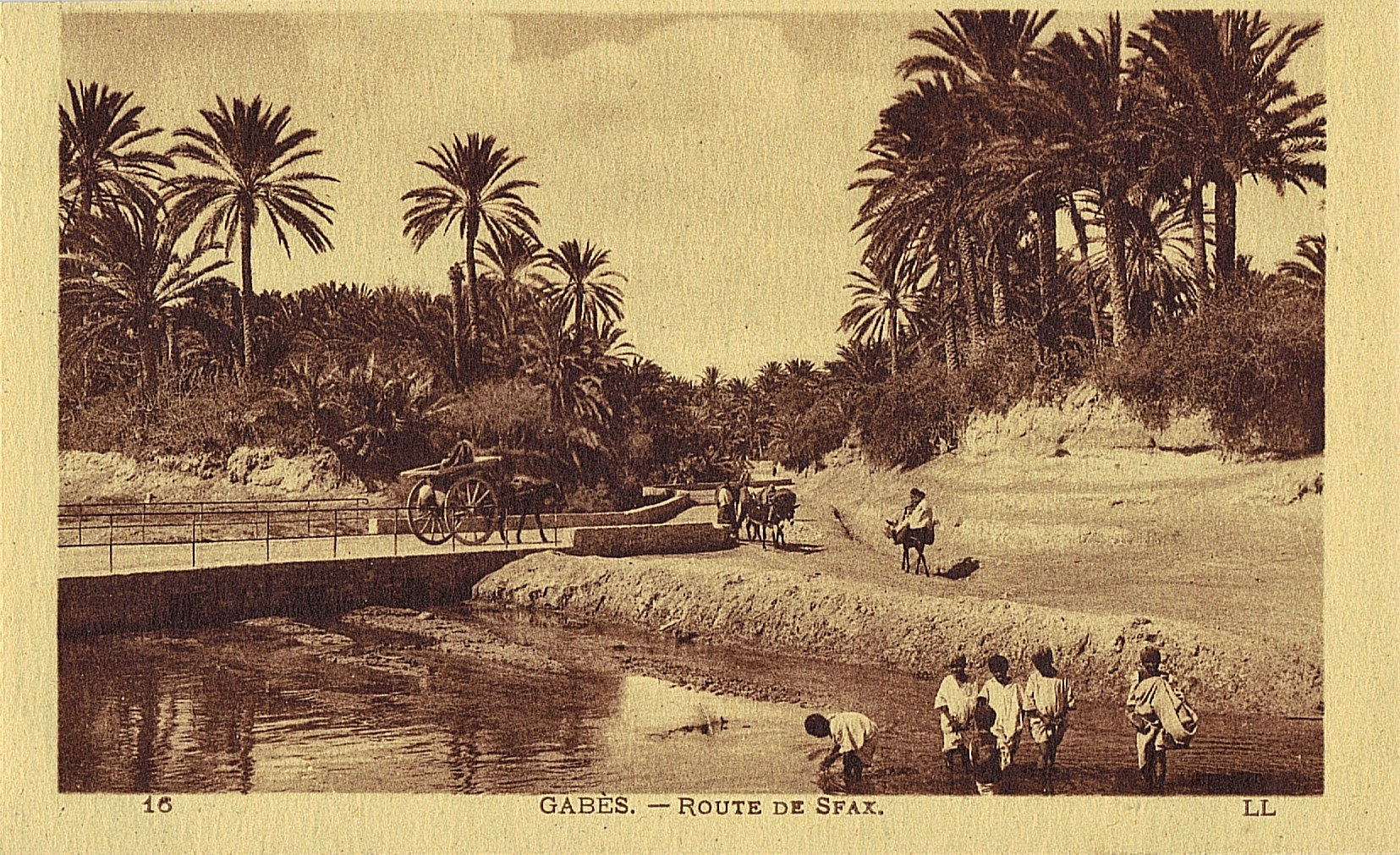
Route de Sfax à Gabès

Les premières routes construites traversent la Kroumirie rebelle en reliant Tabarka au Kef en passant par Aïn-Draham et Souk-el-Arba. On relie également Bizerte à Sfax en passant par Tunis, Sousse, Monastir et Mahdia. Deux autres routes est-ouest relient Tunis au Kef et Sousse à Kairouan. En 1890, 550 kilomètres de routes empierrées ont été livrées à la circulation.
L'arrivée de colons européens et le développement de la production agricole accélèrent l'extension du réseau routier qui atteint 1 400 kilomètres en 1896, 2 200 kilomètres en 1901 et 3 100 kilomètres en 1907. De bonnes pistes sont aussi régulièrement entretenues et améliorées. À partir de 1907, des emprunts lancés par le gouvernement permettent l'établissement d'un véritable réseau. 1 000 kilomètres de routes en macadam sont construites entre 1907 et 1914. Grâce à de nouveaux emprunts, un vaste programme de routes d'État (2 200 kilomètres) et de routes vicinales (900 kilomètres) est entrepris entre 1920 et 1940. La liaison entre l'Algérie et les ports tunisiens est maintenant assurée.
En 1950, la Tunisie est équipée de 9 154 kilomètres de routes bituminées (principalement dans le nord) et 5 000 kilomètres de pistes qui s'enfoncent jusqu'au cœur du Sahara tunisien. À la veille de l'indépendance, le réseau routier est l'un des plus importants du Tiers monde, mais le parc automobile appartient majoritairement aux Européens puisque sur 25 000 voitures utilitaires ou de tourisme qui roulent en Tunisie en 1950, 6 000 appartiennent à des Tunisiens musulmans.

#### Réseau ferré

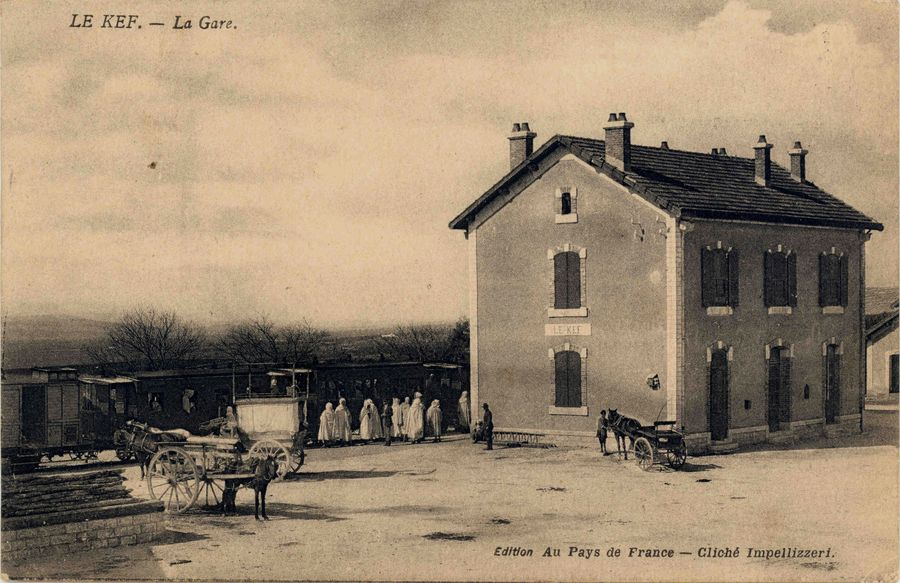
Gare du Kef vers 1922

Seules deux lignes de chemin de fer existent au début du protectorat, la ligne Tunis-La Marsa (le futur TGM) géré par la compagnie italienne Rubattino et la ligne Tunis-Ghardimaou gérée par la Compagnie des chemins de fer Bône-Guelma.
Un grand programme de construction de voies ferrées est très vite lancé pour permettre le développement économique du pays et l'exportation des produits miniers abondants dans le pays. La découverte en 1885 des gisements de phosphate dans la région de Metlaoui est à l'origine de la construction de la voie ferrée Gafsa-Sfax indispensable à l'exportation de la production. La concession est accordée à la Compagnie des phosphates et des chemins de fer de Gafsa en 1897 à charge pour elle de construire et d'entretenir la ligne. Ce sera chose faite dès 1899.
La compagnie Bône-Guelma est chargée de la construction des autres lignes en complément de l'axe Tunis-Ghardimaou terminé en 1884. Bizerte est bientôt reliée à Tunis en 1892. Puis on construit la ligne du littoral qui joint Tunis à Sousse avec des embranchements vers le Cap Bon, Kairouan et Moknine. Achevée en 1908, elle est prolongée jusqu'à Sfax qu'elle rejoint en 1911 puis jusqu'à Gabès (1916). Les emprunts de 1902 et 1907 permettent d'ouvrir successivement les liaisons Tunis-Kalaa Djerda en 1906 qui assure à Tunis et La Goulette le trafic des phosphates et des minerais de fer du centre du pays ; Sousse-Moularès qui assure au port de Sousse l'exportation des phosphates de la région.

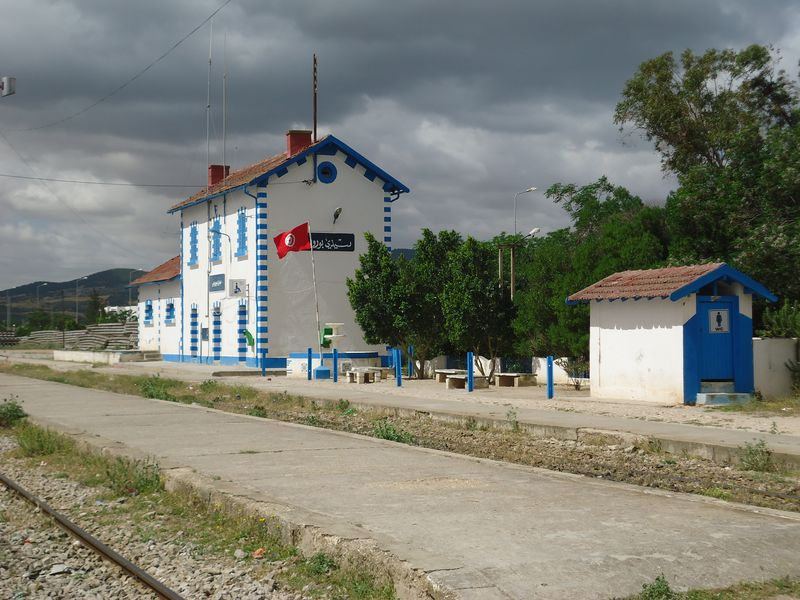
Gare de Bou Rouis en 2014

Dans le nord du pays, un nouveau tronçon relie Bizerte à Tabarka en passant par Mateur et Béja tandis que de nouvelles liaisons desservent Kasserine et Gabès.
Les 1 610 kilomètres de voies ferrées construits par la compagnie Bône-Guelma sont rachetés en 1922 par le gouvernement. Leur exploitation est confiée à la Compagnie fermière des chemins de fer tunisiens (CFT) qui s'acquitte de cette tâche pour le compte de l'État. Mais l'âge d'or du chemin de fer est déjà passé au profit du trafic routier. Le trafic voyageurs qui était de 5 000 000 de personnes transportées en 1920 tombe à 3 000 000 en 1935. Le réseau est surtout utilisé pour le transport des marchandises (produits miniers, céréales) qui passe de 250 000 tonnes en 1900 à 2 500 000 en 1910 avant d'atteindre un pic en 1929 (5 000 000 de tonnes). La crise économique des années 1930 diminue considérablement le trafic qui se stabilise autour de 3 250 000 tonnes composées de 2 640 000 tonnes de minerai (dont 1 800 000 de phosphates et 500 000 de fer), 200 000 tonnes de céréales, 80 000 tonnes d'alfa et 300 000 tonnes de marchandises diverses (huiles, liège, bois, etc.).
Mais le réseau souffre du manque d'investissements et du double gabarit des voies. Les lignes du nord du pays (507 kilomètres) sont à écartement normal alors que le reste du pays (1 558 kilomètres) est équipé en voies étroites ce qui nécessite un transbordement aux points de jonction,.
Le décret du 2 février 1956 retire la gestion des voies ferrées à la CFT pour la confier à la toute nouvelle Société nationale des chemins de fer tunisiens (SNCFT).
À l'expiration de sa concession le 31 décembre 1966, les activités de la compagnie des chemins de fer de Gafsa sont reprises par la SNCFT.

#### Ports

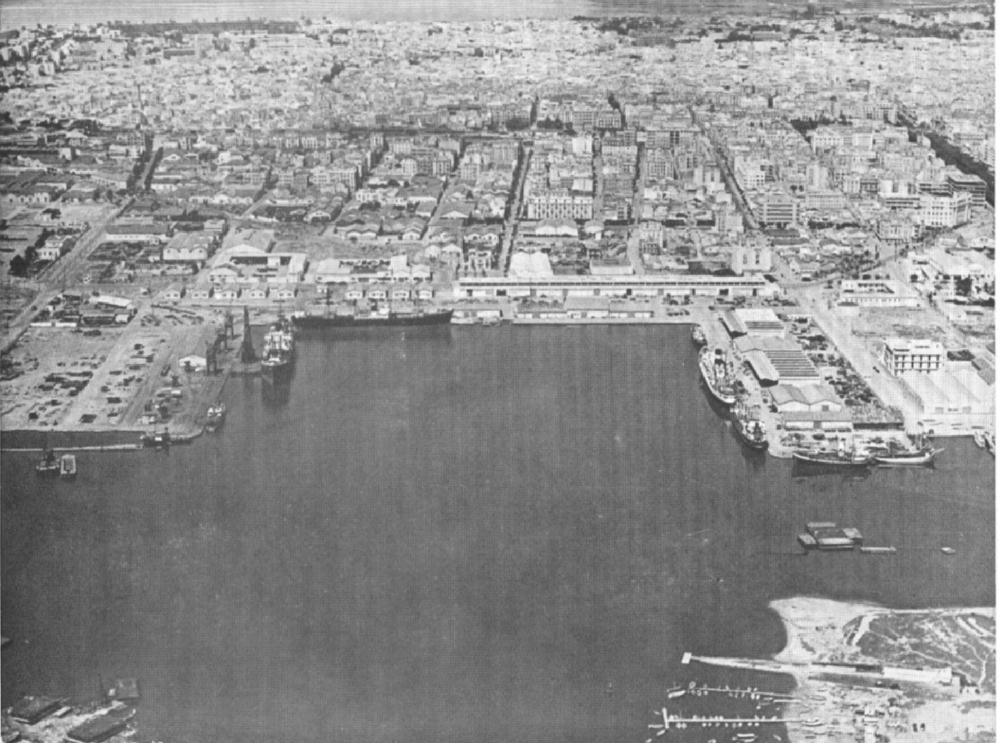
Le port de Tunis en 1953

Malgré la longueur de sa façade maritime, les installations portuaires étaient très sommaires lors de l'instauration du protectorat. À Tunis, une étroite darse communique avec la mer par un canal accessible aux barques de moins d'un mètre de tirant d'eau. À Sousse, faute de port, les navires mouillent en rade. À Sfax, un appontement de bois ne peut accueillir que de petites embarcations. Seul le port de la Goulette dispose d'une darse de cinq mètres de profondeur et de quais et des magasins construits en 1835 servant d'entrepôts et d'arsenal maritime.

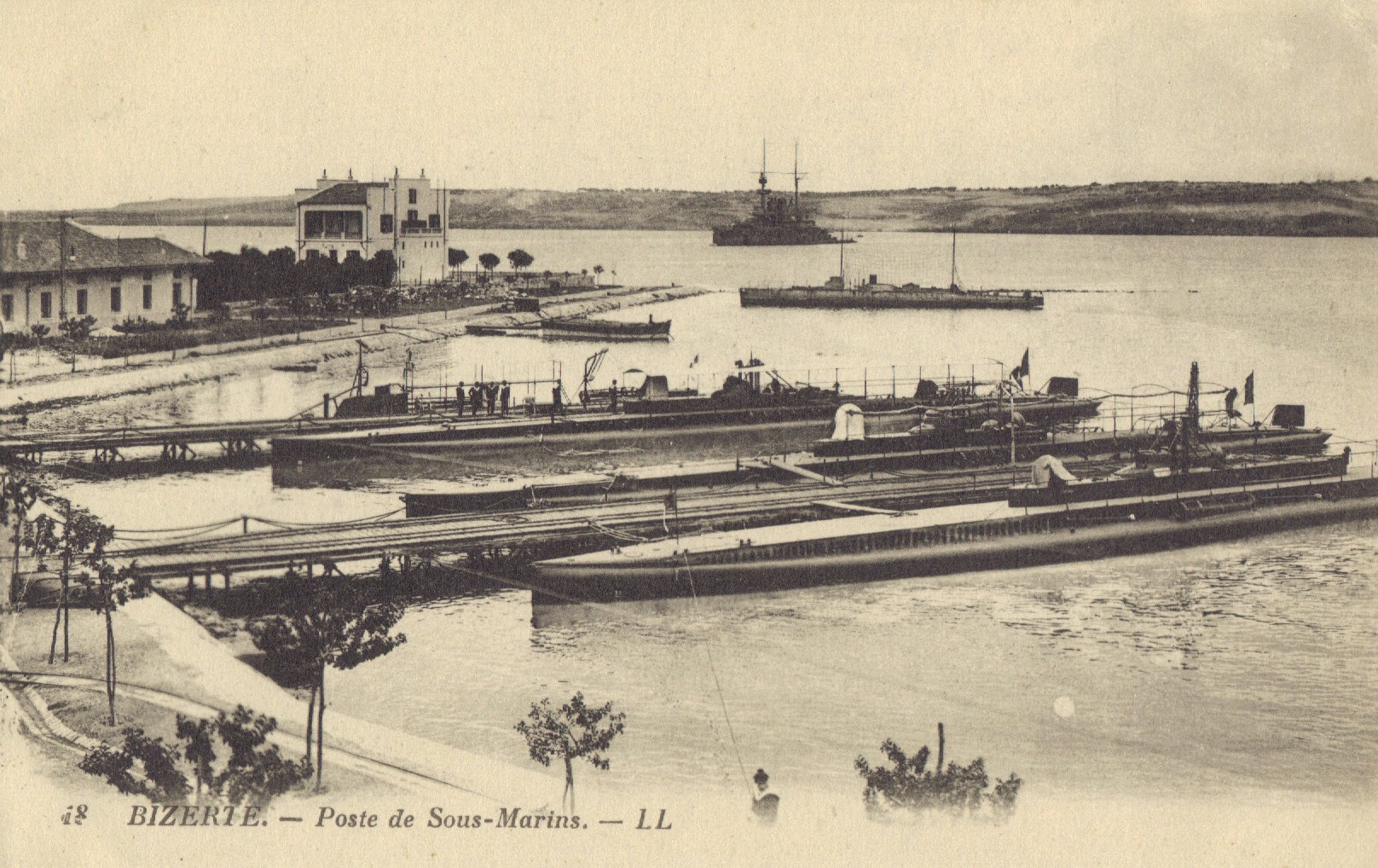
Sous-marins à l'ancre à Bizerte dans les années 1920

La concession du port de Tunis avait été accordée dès 1880 à la compagnie des Batignolles qui commence les travaux en 1888. Les travaux sont achevés cinq ans plus tard après le creusement d'un canal de 10 kilomètres de long et 6,50 mètres de profondeur à travers le lac de Tunis. Le port est inauguré le 28 mai 1893 mais l'augmentation de la taille des navires rend nécessaire l'approfondissement du chenal à 7,50 mètres. Les bassins et les quais sont également agrandis.
Un port artificiel est construit à Sousse protégé par des digues et des jetées. Un bassin de 28 hectares profond de 6,50 mètres assure la desserte maritime de l'arrière pays. À Sfax, un chenal long de 5 kilomètres est creusé dans la vase pour pouvoir accéder au nouveau port qui assure l'exportation des phosphates de la région de Gafsa. La concession pour la construction et l'exploitation de ces trois ports est accordée à l'entreprise française Duparchy-Préault qui prend le nom de Compagnie des ports de Tunis, Sousse et Sfax. L'accord est entériné par le décret beylical du 1er juillet 1894. Ces trois ports concentrent très vite 90 % du tonnage maritime tunisien,,. La concession est rachetée par le gouvernement du protectorat en décembre 1937. D'après Andrée Viollis, ce rachat serait dû aux conditions scandaleusement avantageuses accordées à la compagnie concessionnaire lors de la signature de la convention.
La situation stratégique de Bizerte qui lui permet de contrôler le passage entre les parties orientale et occidentale de la Méditerranée explique l'importance des installations portuaires qui y sont construites. Le vaste lac intérieur est idéal pour la concentration des navires de guerre. C'est pourquoi l'Angleterre a toujours été opposée à la construction d'un port militaire qui lui fermerait l'accès à la Méditerranée orientale en cas de conflit avec la France. Pour contourner son veto, on concède à l'entreprise Hersent, le 11 novembre 1889 le creusement d'un chenal et l'exploitation d'un port commercial. La concession est transférée l'année suivante pour une durée de 75 ans à la Compagnie du Port de Bizerte créée à cette fin. Malgré les réticences de l'Italie et de l'Angleterre, un avant-port protégé par deux jetées est construit. Le chenal entre la mer et le lac est approfondi pour permettre le passage des navires de l'escadre de Méditerranée. La construction d'ateliers, de dépôts et d'un arsenal donne naissance à la ville de Ferryville. La vocation commerciale du port est alors reléguée aux oubliettes jusqu'à la fin de la Première guerre mondiale. Le 30 avril 1920, décision est prise d'agrandir le port de commerce dont les installations ont montré leur utilité pendant le conflit.
De même qu'à Tunis, sa concession est rachetée par le gouvernement le 1er mai 1942. L'Administration de ces quatre ports est alors confiée à un Établissement public, l'Office des Ports jusqu'au 1er avril 1947, date à laquelle est créée la Régie des Ports de Commerce, à budget autonome. Ces activités sont reprises après l'indépendance par l'Office des ports nationaux tunisiens créé en 1965.

#### Transport aérien

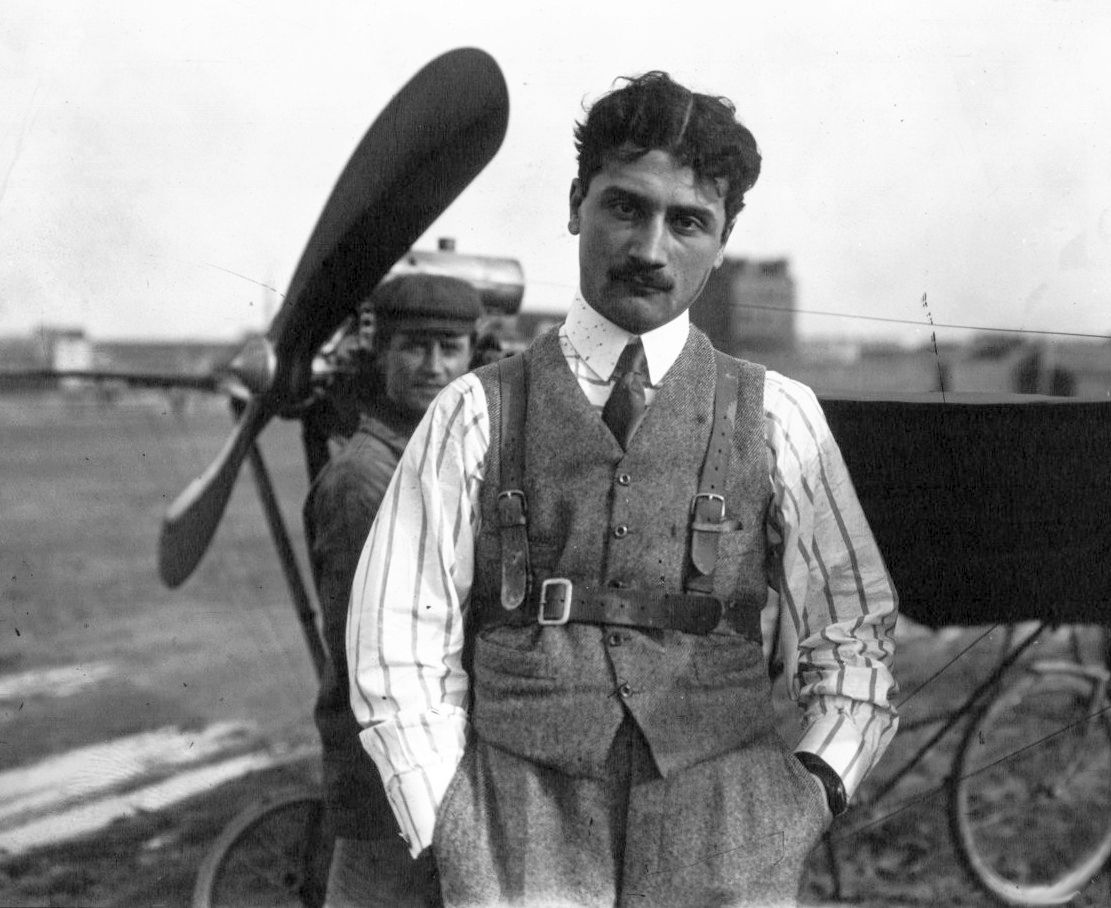
Roland Garros en 1910

La Tunisie entre dans l'ère aéronautique le 23 septembre 1913 lorsque Roland Garros réussit pour la première fois à traverser la Méditerranée entre Saint-Raphaël et Bizerte,. L'aviation se développe par la suite à des fins essentiellement militaires lors des combats dans le sud tunisien en 1916. L'utilisation des reconnaissances aériennes donne un avantage décisif à l'armée tunisienne et lui permet de prendre l'avantage dans les combats qui l'opposent aux troupes tripolitaines encadrées par des officiers ottomans.
Dès la fin de la guerre, les avions militaires sont reconvertis pour un usage civil. Le 26 janvier 1919, le premier avion postal relie Gabès à Tunis en 3 heures 30. En avril 1919, Jérôme Donnet, l'un des fondateurs de la firme Donnet-Denhaut, crée en Tunisie la Compagnie Maritime Aérienne en exploitant des hydravions militaires DD-9 mais il doit cesser son activité en 1921 à cause du manque de fiabilité des appareils.

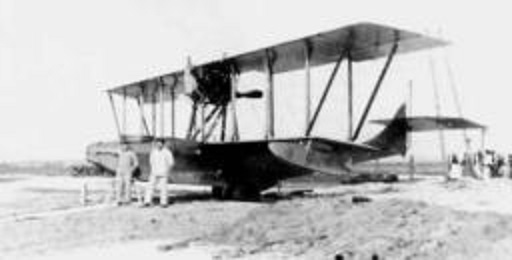
Hydravion Donnet-Denhaut

Les liaisons reprennent en 1923 quand la Société Maritime de Transports Aériens appelée aussi Aéronavale met en service la ligne Marseille – Tunis - Bône avec escale à Ajaccio en utilisant des hydravions Lioré et Olivier LeO H-13. Bien plus confortables que les anciens hydravions militaires, ces appareils ne peuvent prendre que quatre passagers. Ils sont remplacés par des modèles LeO H-19 lorsque la compagnie aérienne est absorbée par Air Union en 1926. En 1930 et 1931, six allers et retours par semaine sont assurés entre Marseille et Tunis. Malgré le prix élevé du billet (1 000 francs l'aller, 1 900 francs l'aller-retour), le taux de remplissage est de 89 % pour un taux de régularité de 92 % sur les années 1931 et 1932. Les avions décollaient alors de l'Étang de Berre près de l'aéroport de Marignagne pour se poser sur le lac de Tunis.

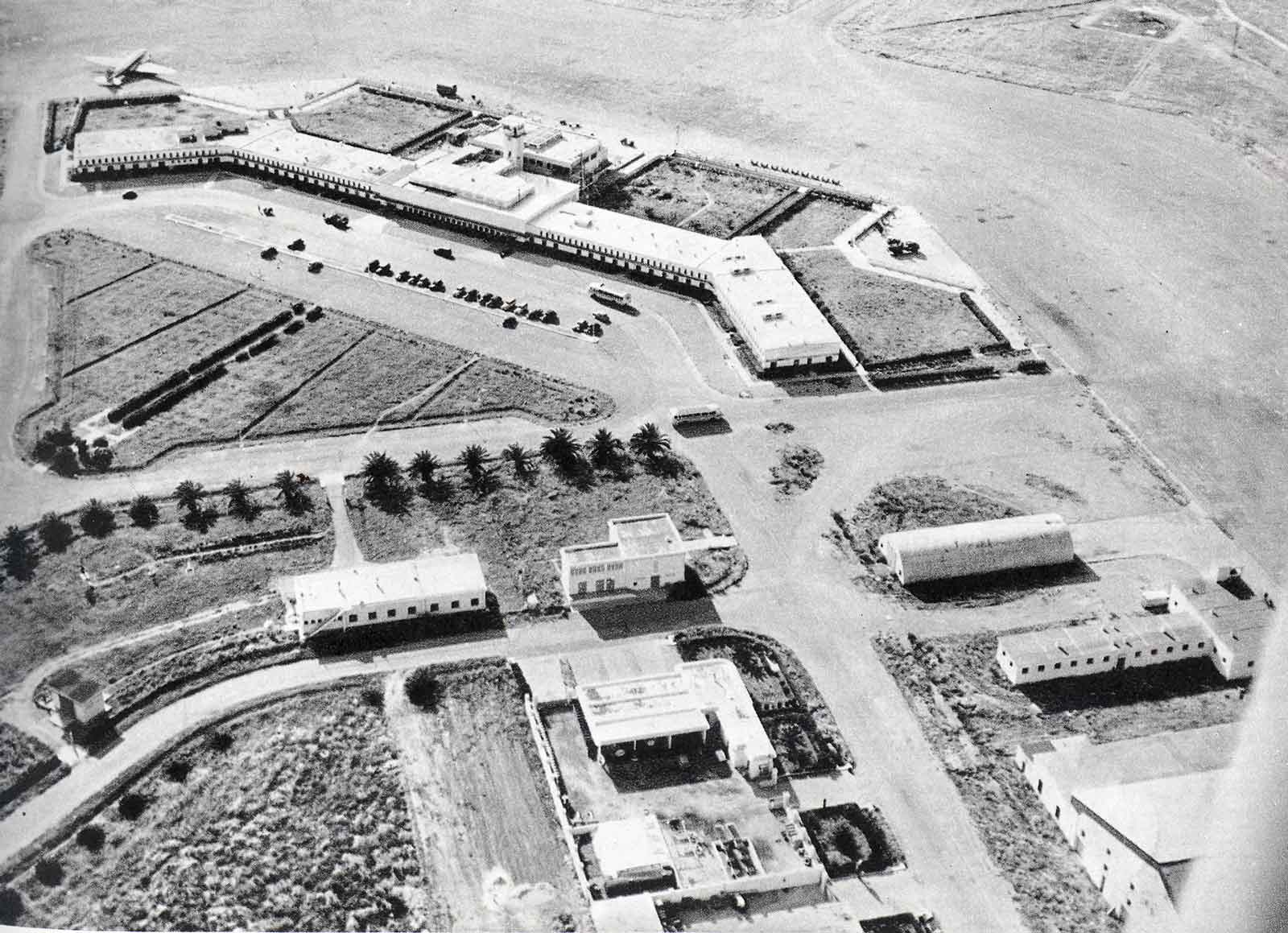
Aéroport d'El Aouina en 1953

En 1933, les différentes compagnies aériennes françaises, dont Air Union, sont fusionnées pour former Air France. Les liaisons entre Marseille et Tunis sont alors effectuées sur des hydravions CAMS 53-1 (capacité 4 passagers) remplacés en 1936 par des modèles LeO H-242 qui peuvent transporter jusqu'à 15 passagers. Il était prévu de les remplacer en 1940 par des LeO H-246 pouvant transporter 23 passagers mais la guerre en empêcha la mise en service. Les derniers hydravions furent réformés en 1947.
Pour assurer la maintenance et la mise à l'abri des appareils, l'aérobase de Tunis – El Aouina est inaugurée le 22 juin 1924. Gravement endommagé pendant la Seconde guerre mondiale, l'aérodrome est rapidement remis en état et agrandi pour faire face à l'augmentation du trafic aérien. Il devient en 1955 l'Aéroport international de Tunis-Carthage.

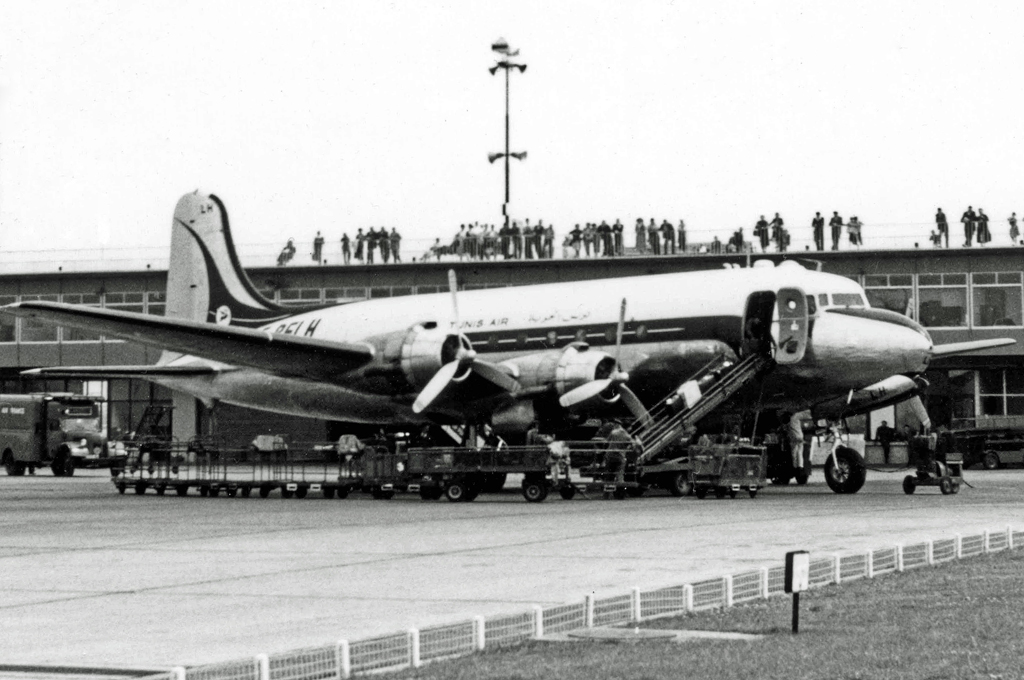
Avion DC-4 de Tunisair sur l'aéroport de Paris-Orly en 1957

Le trafic aérien est alors en pleine expansion, encouragé par les perfectionnements des avions ainsi que par le grand nombre d'aérodromes militaires construits pendant la campagne de Tunisie. À la suite de la volonté du gouvernement tunisien de créer une compagnie nationale, la Compagnie aérienne tunisienne de l'air, aussi appelée Tunisair, est fondée par décret le 21 octobre 1948. Le capital est réparti entre le gouvernement tunisien et des partenaires privés (51 %) et Air France (49 %). L'exploitation commerciale commence le 1er avril 1949 sur des Douglas DC-3 achetés à l'armée américaine et affrétés par Air France. Les pilotes et les techniciens sont détachés de la compagnie française en attendant la formation des premiers pilotes tunisiens : Habib Ladjimi, Nejib Sebaï et Michel Sitbon,.
Si Air France assure l'essentiel du trafic passager (42 % en 1949), d'autres compagnies aériennes desservent Tunis parmi lesquelles KLM (11,5 %), Aigle Azur (9,7 %), Aéro-Cargo (6,2 %), Linee Aeree Italiane (4,8 %), T.W.A. (1,8 %) et Maltair (1,2 %). Quant à la toute jeune compagnie tunisienne, sa part dans le trafic passager passe de 12 % en 1949 à 43 % en 1956. Elle acquiert son premier DC-4 en 1954. L'année 1956 voit l'ouverture de sa ligne directe Paris-Tunis.
L'indépendance accélère le processus de formation de personnel tunisien dans les infrastructures au sol et dans la compagnie tunisienne. Le 25 juillet 1958, les activités du Secrétariat Général à l'Aviation Civile et Commerciale sont transférées au Service de l'Aéronautique et de la Météorologie nouvellement créé achevant ainsi la « tunisification » du secteur. Dans les années qui suivent, le gouvernement tunisien augmente sa participation dans le capital de Tunisair au détriment d'Air France. En 2007, celle-ci ne détient plus que 5,6 % du capital.
|                     | 1937   | 1938   | 1939   | 1944  | 1945 | 1946   | 1947   | 1948   | 1949   | 1950   | 1951   | 1952   | 1953    | 1954    | 1955    | 1956    |
| ------------------- | ------ | ------ | ------ | ----- | ---- | ------ | ------ | ------ | ------ | ------ | ------ | ------ | ------- | ------- | ------- | ------- |
| Nombre de passagers | 10 755 | 10 384 | 11 382 | 6 750 |      | 30 266 | 73 519 | 83 616 | 88 886 | 82 862 | 91 823 | 97 170 | 102 016 | 114 301 | 142 738 | 168 103 |

#### Phares

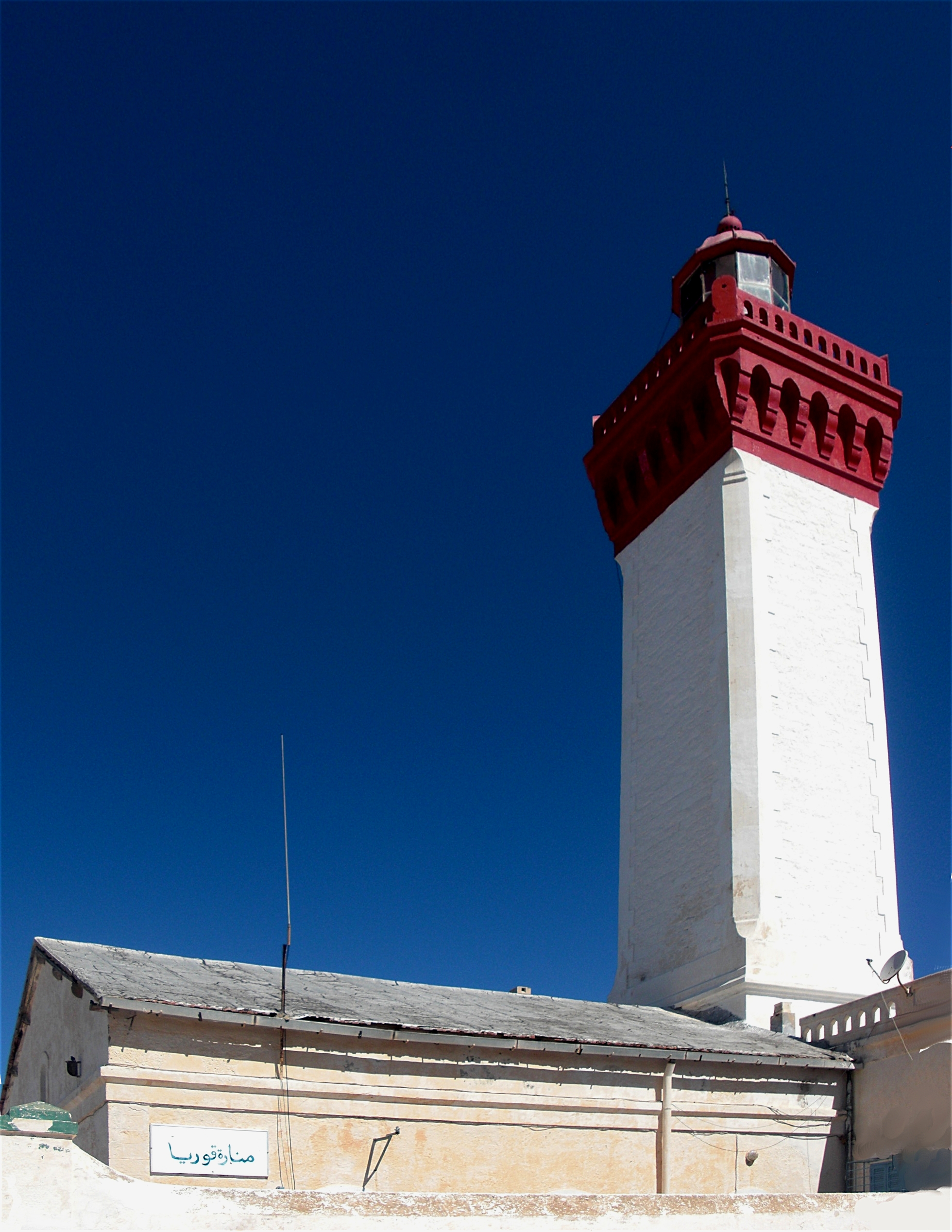
Phare de l'île Kuriat

En 1883, seules les approches de Tunis étaient éclairées par trois phares internationaux établis au cap Bon, sur l'île du grand Cani et à Sidi bou Saïd. Une commission est alors créée pour équiper toute la côte tunisienne d'un programme complet d'éclairage.
À la demande des autorités militaires, les ports de Sousse et de Sfax sont très vite équipés en octobre 1882 et juillet 1883. Puis les études sont confiées à la direction des Travaux publics qui multiplie les mises en service :
- phare de l'île Kuriat (juin 1888) ;
- phare de l'île plane (juin 1888) ;
- phare de Kélibia (juin 1888) ;
- phare de Monastir (décembre 1888) ;
- phare de Sousse (mai 1890) ;
- phare de Ras Enghela (30 juillet 1890) ;
- phare de Mahdia (15 août 1890) ;
- phare du Cap Serrat (15 août 1890) ;
- phare de Gabès (avril 1893) ;
- phare de Zarzis (avril 1894) ;
- phare du Ras Thyna (mai 1895)[365] ;
- phare du Ras Turgoness (août 1895) ;

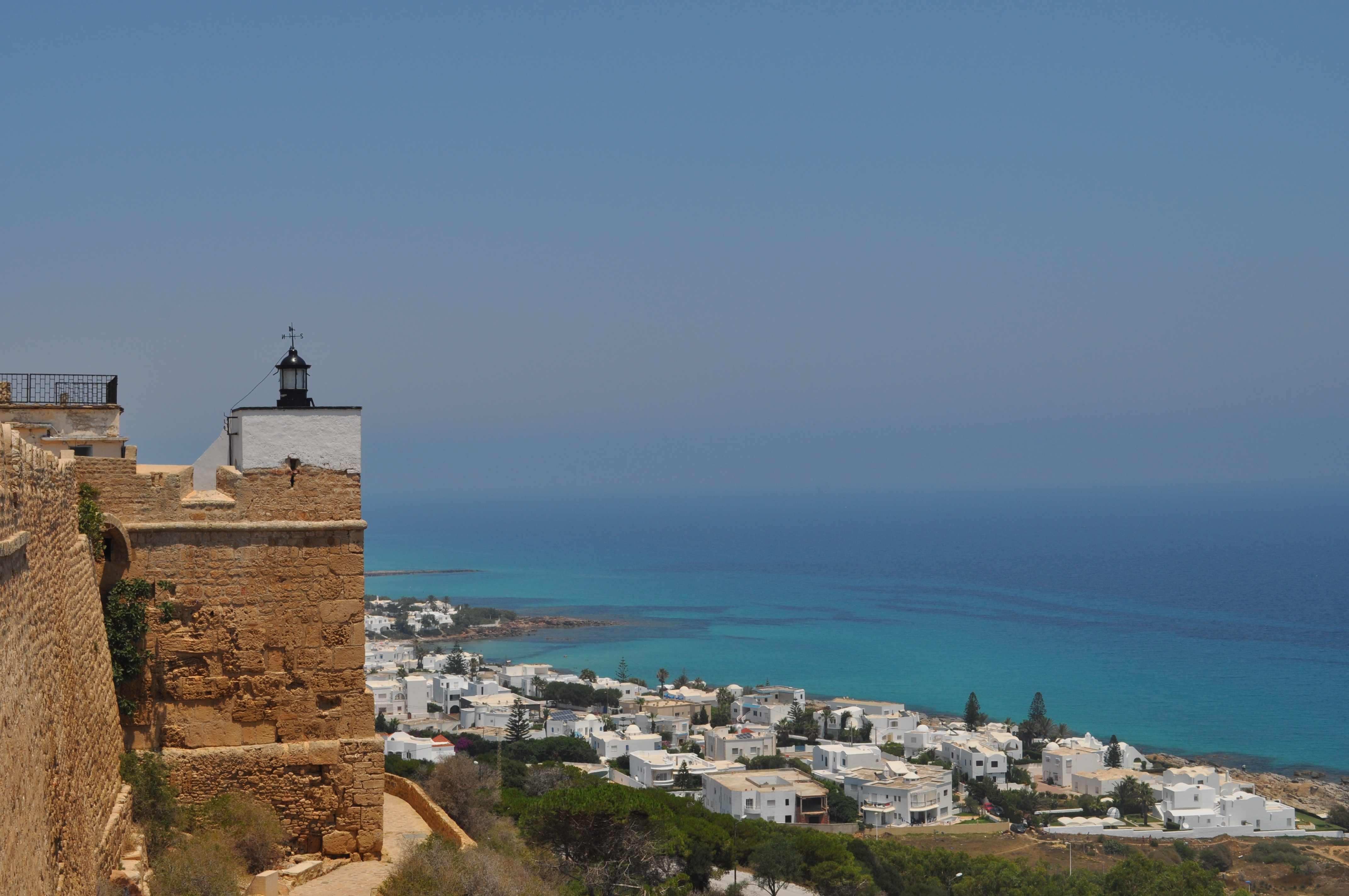
Phare de Kelibia

Par ailleurs, dès 1888, une ceinture de bouées lumineuses est installée autour du banc des îles Kerkennah pour avertir les navires du danger. Enfin, l'éclairage de l'accès au port de Tunis est achevé en mai 1893 après l'allumage, d'une part de douze feux de rive installés sur des tourelles en maçonnerie ou des candélabres en fonte disposés de part et d'autre du chenal de la Goulette et, d'autre part, d'un feu de direction sur le terre-plein du canal de Tunis. Ainsi donc, dès 1895, le programme d'éclairage des côtes tunisiennes est pratiquement terminé par l'allumage de 53 phares.
Des difficultés de financement reportent la construction du phare de l'île de la Galite en 1920 ; il est inauguré le 1er mai. Un deuxième phare doit être construit à proximité pour couvrir l'écueil des Sorelles. Les travaux commencent en 1951 pour s'achever en 1958, deux ans après l'indépendance.
Aujourd'hui encore, le service des phares et balises tunisien, placé dès 1956 sous l'autorité de la marine militaire, gère un parc d'établissements pratiquement identique à celui qui lui fut remis après l'Indépendance.

#### Équipements hydrauliques

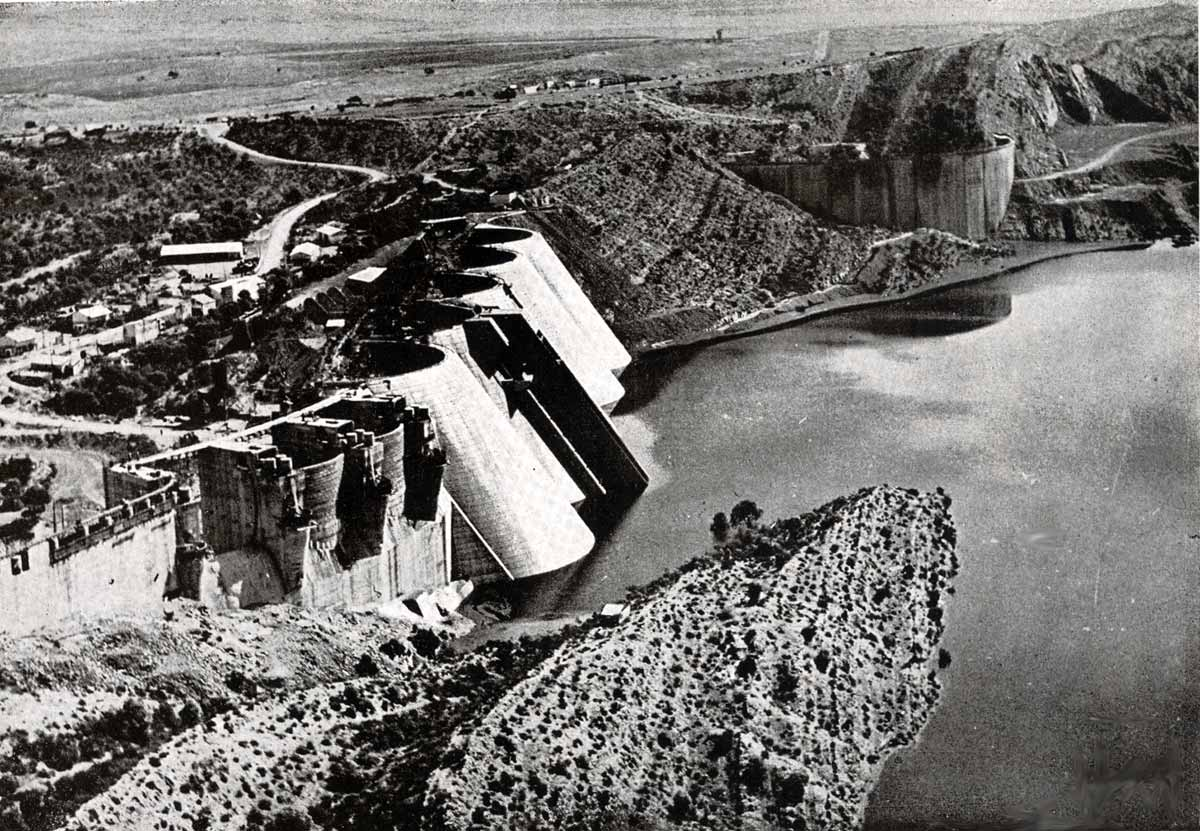
Barrage de l'oued Mellègue
mis en service en 1954

Aux débuts du protectorat, seule la ville de Tunis dispose d'un réseau d'adduction d'eau de ville depuis que l'ancien aqueduc romain de Zaghouan avait été restauré par l'ingénieur français Philippe Colin vingt ans auparavant. Les autres villes s'alimentent à partir de citernes et de puits.
Pour faire face à l'extension de la capitale qui nécessite de forts investissements, la concession du réseau de distribution d'eau de la ville de Tunis est cédée par la compagnie tunisienne qui le gérait jusqu'alors pour être confiée à une entreprise française, la Compagnie du gaz et régie cointéressée des eaux de Tunis. Le quadruplement du tarif entraîne une révolte générale des Tunisois que l'on appellera l'Affaire des Eaux de Tunis. Le report de l'augmentation ramène le calme dans la ville. Mais l'extension continue de la ville nécessite de nouvelles infrastructures. Un barrage sur l'oued Kebir est construit en 1927. Sa réserve d'eau assure 35 % de l'approvisionnement de la capitale en 1951. Le réseau de distribution tente de suivre l'agrandissement urbain mais, si la ville européenne dispose de l'eau courante dans la majorité des logements, la vieille ville arabe doit encore s'approvisionner aux fontaines publiques.

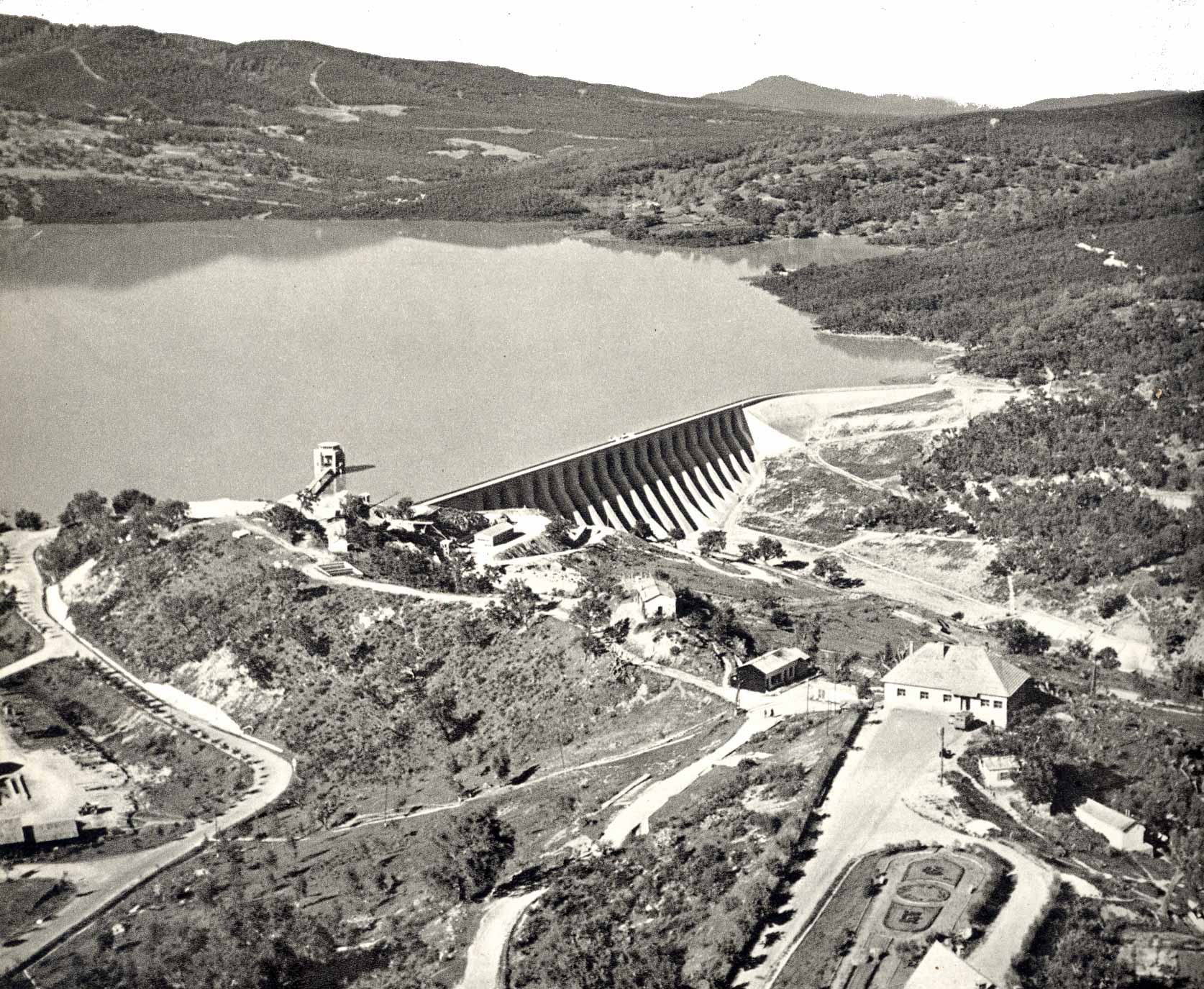
Barrage de Beni M'Tir

Des travaux d'adduction et de distribution d'eau sont lancés en 1900 pour alimenter les villes de Sousse, Monastir ainsi que quinze villes et villages de la région, soit une population totale d'environ 100 000 habitants. On construit une conduite de 90 kilomètres pour transférer les eaux de la nappe de l'oued Merguellil dans la plaine de Kairouan. Les travaux sont achevés en 1905. Quant à la ville de Mahdia qui faisait initialement partie du même projet, on préfère l'alimenter à partir de la nappe des puits de Sidi Jabeur dont les eaux sont élevées au moyen d'une pompe. Les bénéfices réalisés sur cette première tranche permettent de financer l'extension du réseau qui dessert à la fin des années 1920 un ensemble de villages du sud du Sahel regroupant 60 000 habitants.
Les travaux d'adduction d'eau de la ville de Sfax commencent en 1909. Les eaux des sources de Sbeïtla sont captées à cette fin et transférées au moyen d'une conduite de 155 kilomètres.

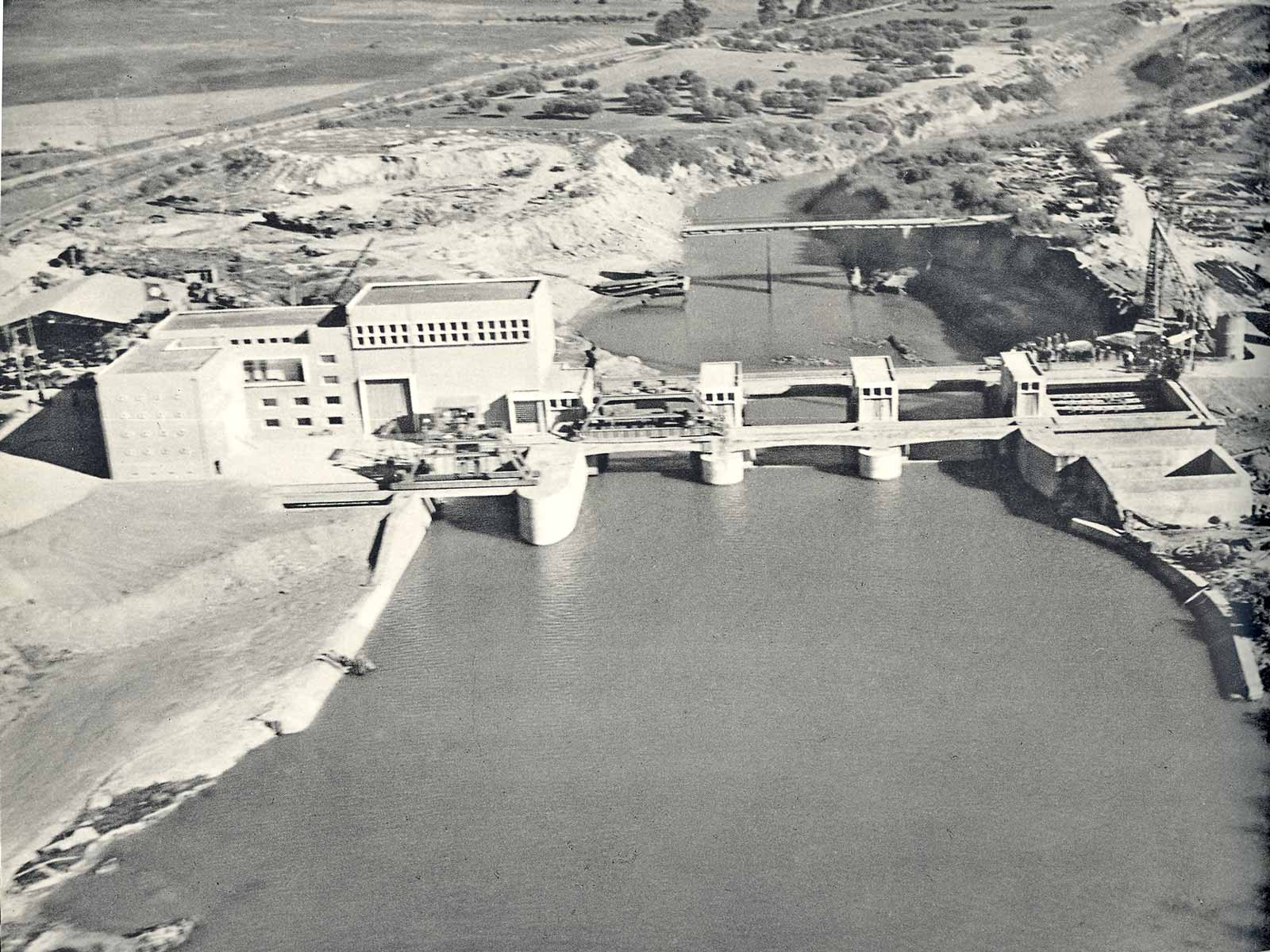
Barrage d'El Aroussia

La construction du port de Bizerte de 1890 à 1897 nécessite une forte consommation d'eau. La compagnie chargée des travaux s'occupe de la réhabilitation des conduites d'amenée d'eau existantes et réalise les travaux de distribution. Pour augmenter les ressources, la source d'Aïn Bou-Ras à 15 kilomètres au sud-est de la ville est captée en 1893. La concession est rachetée par l'État en 1925.
Les travaux d'adduction des villages miniers sont à la charge des compagnies privées qui exploitent les sites. Malgré les difficultés d'approvisionnement dans ces régions reculées, les agglomérations qui se sont constituées autour des sites sont pourvues de réseaux de distribution d'eau potable.

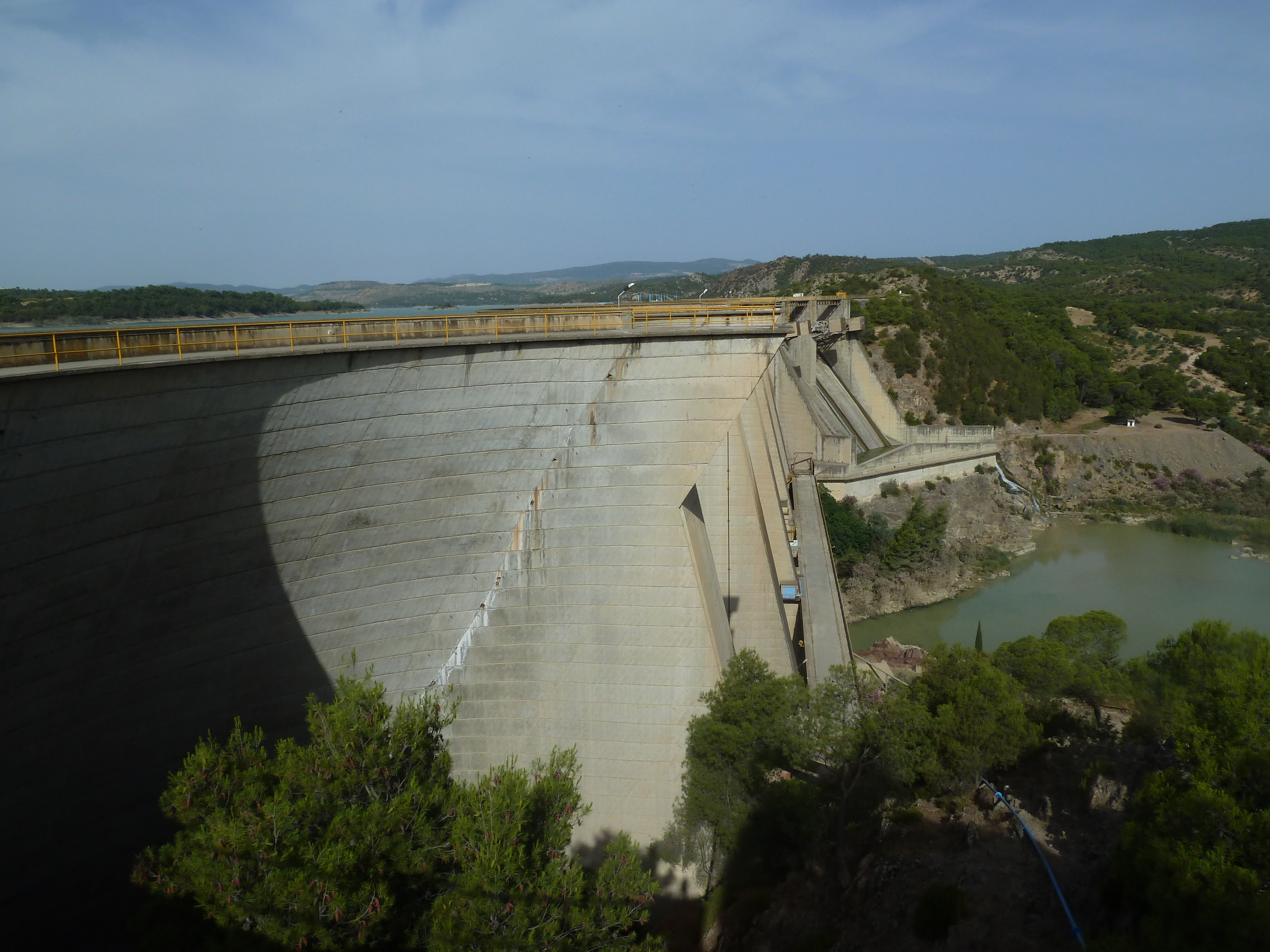
Barrage du Mellègue en 2012

L'augmentation de la population et des surfaces urbaines incite le gouvernement à réformer en profondeur la gestion de la distribution de l'eau potable. En 1947, toutes les différentes régies chargées de la gestion des équipements hydrauliques, à l'exception de Tunis et de quelques centres urbains, sont regroupées en une régie nationale créée sous le nom de Régie Économique d'État. En 1953, le taux de desserte dans le milieu urbain s'élève à 75 % de la population avec 52 % de centres desservis.
L'approvisionnement en eau des zones rurales est beaucoup plus compliqué. La répartition des eaux des oueds et des puits faisait l'objet depuis des siècles de règles de répartition non écrites mais acceptées par tous. Le décret du 24 septembre 1885 pose le principe de l'appartenance au domaine public des sources, oueds, lacs et sebkhas mais en respectant les droits antérieurs. Devant les difficultés soulevées par les habitants dès que de nouveaux travaux hydrauliques sont entrepris, un nouveau décret paru en 1920 oblige à déclarer les droits acquis pour qu'ils soient reconnus de l'administration.
En parallèle de cette normalisation juridique, des travaux de recherche de nappes sont entrepris aux fins d'irrigation. De 1890 à 1940, 37 forages, presque tous situés dans le sud, permettent, outre l'alimentation des populations en eau potable, l'irrigation d'environ 2 500 hectares. Des travaux de construction de barrages à retenue ou de dérivation y ajoutent 14 000 hectares. De 1880 à 1953, les surfaces de terres agricoles irriguées passent de 6 700 à 34 000 hectares.
Les activités de ces régies continuent après l'indépendance jusqu'à la création de la Société nationale d'exploitation et de distribution des eaux (SONEDE) en 1968.

#### Électrification du pays

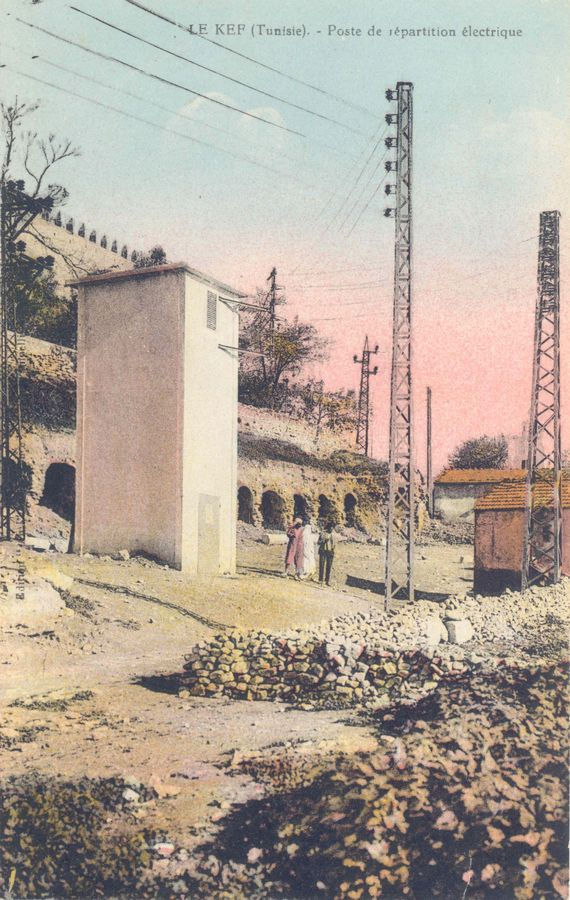
Installation d'un poste
de transformation au Kef

En 1872, la compagnie anglaise Foreign Gaz Company obtient la concession pour la construction et l'exploitation d'une usine à gaz ainsi que l'éclairage public de la ville de Tunis. La concession est cédée en 1882 à la Compagnie du Gaz et Régie cointéressée des Eaux de Tunis. En 1900, cette dernière obtient également la concession de distribution d'énergie électrique dans la capitale. Les premières années, elle assure elle-même la production d'énergie à travers sa propre centrale avant de se fournir, à partir de 1906, auprès de la Compagnie des tramways de Tunis. Cette dernière a construit une centrale électrique à la Goulette fonctionnant au diesel afin d'alimenter le TGM et les tramways.
Ce choix de centrales électriques fonctionnant au diesel est adopté par la plupart des compagnies qui assurent la production d'électricité jusqu'à la création de la FHET en 1952. De nombreuses sociétés privées se partagent en effet le marché de la production et la distribution d'électricité, parmi lesquelles :
- la Compagnie tunisienne d'électricité et de transports (CTET), propriétaire de la centrale de la Goulette et la plus importante de Tunisie ;
- l'Union électrique tunisienne (UET) produit et distribue l'électricité sur la région de Sousse depuis sa fusion en 1948 avec la Société d'énergie électrique de Sousse ;
- l'Omnium tunisien d'électricité (OTE), dont 85 % du capital est détenu par Électricité et gaz d'Algérie (EGA) distribue l'électricité dans les régions de Béja, Souk-el-Arba et Tadjerouine. Elle est aussi présente à Gabès où elle est productrice et distributrice ;
- la Société d'énergie électrique de la ville de Bizerte (SEEVB) assure la production et la distribution sur Bizerte et ses environs. Après la destruction de sa centrale en 1943, elle achète la totalité de son énergie à la CTET et à la FHET ;
- la Société nord-africaine d'électricité gaz et eaux (SNAEGE) produit et distribue à Sfax ;
- l'Union électrique coloniale produit et distribue de l'électricité pour les villes du sud tunisien : Gafsa, Tozeur, Zarzis et Médenine ;
- la Société tunisienne d'énergie électrique alimente l'île de Djerba.

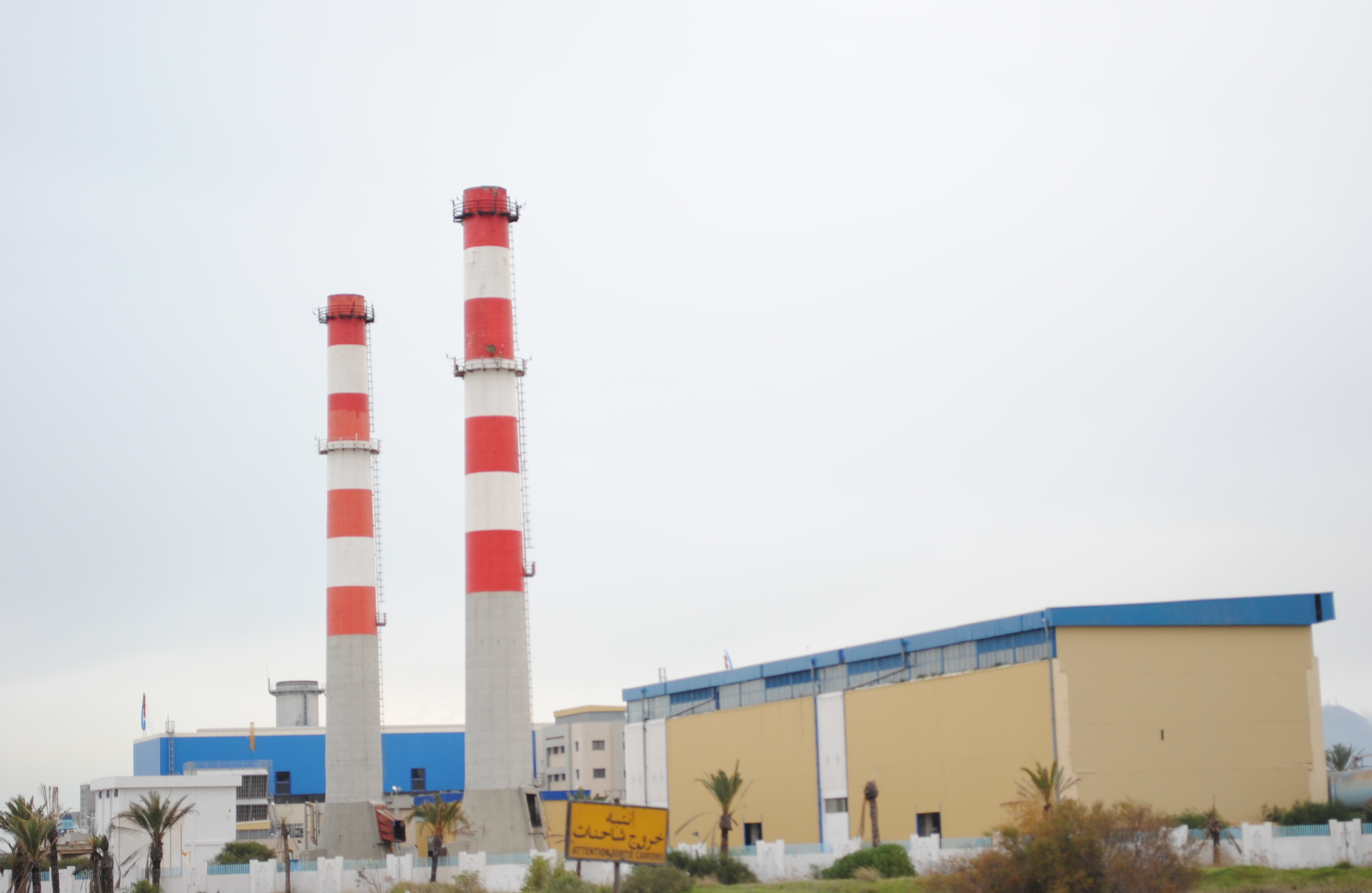
Centrale électrique de la Goulette

La Force Hydroélectrique de Tunisie (FHET) est créée en 1952. Son capital est partagé à parts égales entre l'État français (représenté par EDF et EGA), l'État tunisien et les sociétés concessionnaires. Cette société a à sa charge la construction de barrages dans la vallée de la Medjerda. À la fin des années 1950, elle exploite trois centrales hydrauliques d'une puissance installée de 28 MW. Les retenues d'eau servent également à l'irrigation et à la régulation du débit du fleuve.
À la veille de l'indépendance, le réseau électrique mesure entre 300 et 400 kilomètres. Mais la multiplicité des entreprises concessionnaires et la vétusté des installations empêchent une interconnexion satisfaisante entre les différentes lignes.
À l'indépendance, malgré les protestations, les compagnies électriques sont nationalisées entre 1956 et 1962. La Société tunisienne de l'électricité et du gaz (STEG) est créée le 3 avril 1962 pour en reprendre la gestion et développer la production et la distribution électriques sur l'ensemble du territoire.

### Éducation

#### Avant le protectorat

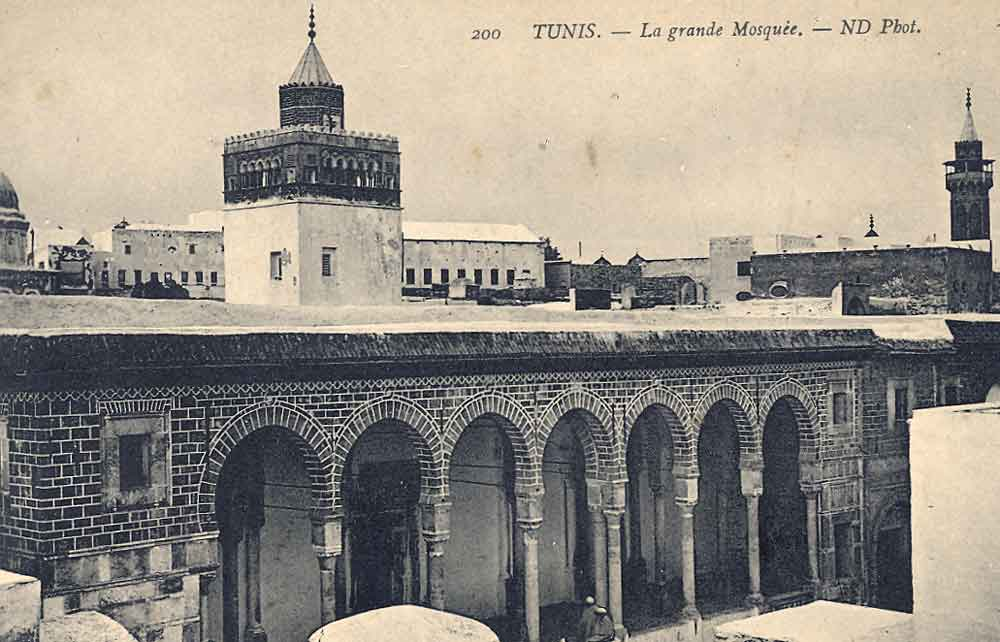
Mosquée Zitouna, en 1890 avec l'ancien minaret, lieu des cours avant 1960

Les seules institutions scolaires sont les écoles coraniques (kouttab) tenues par un moueddeb (maître) qui enseigne aux enfants la lecture, l'écriture et la récitation du Coran. Les enfants y restent confinés une grande partie de la journée. Le moueddeb qui « sait par cœur tout le Coran qu'il a étudié sans le comprendre et qu'il enseigne sans pouvoir l'expliquer » récite à haute voix les versets que doivent répéter les élèves. Les sanctions corporelles sont courantes allant jusqu'à la bastonnade des « pieds du patient, tenus en l'air, au moyen de la falka, par deux grands élèves ». À la sortie, à part une faible minorité qui poursuit ses études à la Zitouna, la plupart des élèves sont incapables de rédiger une lettre en arabe et de saisir le sens d'une phrase d'un texte quelconque. Ces écoles sont alors au nombre de 1 250 regroupant 22 000 élèves.

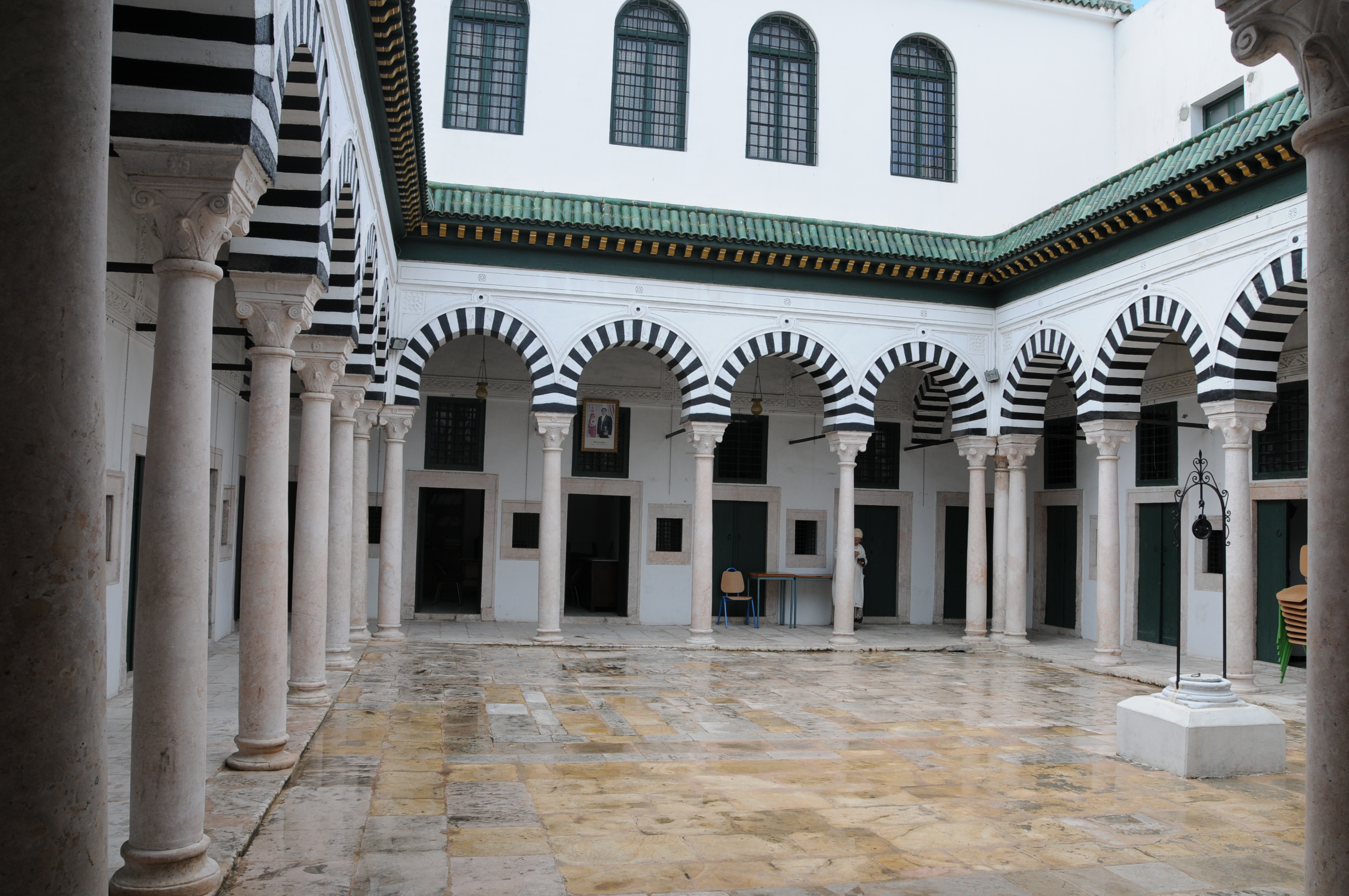
Patio du Dar Soulaimania, annexe de la médersa, avant 1960

La grande mosquée de la Zitouna est l'une des plus anciennes universités du monde musulman. La majeure partie de ses 1 500 étudiants n'est pas originaire de Tunis et loge gratuitement dans trente-deux foyers appelés médersas. Une bibliothèque de 10 000 volumes est établie à leur disposition. L'enseignement est d'essence religieuse et a pour objet l'étude du Coran et de la sunna. La langue arabe y est également professée. Les études se divisent en trois cycles correspondant approximativement aux niveaux primaire, secondaire et supérieur. Des examens sanctionnent chaque fin de cycle. Les titulaires du diplôme supérieur accèdent aux fonctions publiques de l'État tunisien, aux charges de notaires, d'imam, de cadi, de mufti, d'avocats ou de membres de tribunaux.
Conscient des limites de l'enseignement dispensé à la Zitouna, le grand vizir Kheireddine crée le collège Sadiki en 1875. En plus de l'enseignement traditionnel, les 150 élèves s'initient aux sciences mathématiques et physiques, à l'histoire et à la géographie ainsi qu'aux langues étrangères, français, italien ou turc. Les études y durent sept ans et les meilleurs élèves partent parfaire leur culture au lycée Saint-Louis à Paris.
Des écoles privées, françaises et italiennes, accueillent également les enfants de la bourgeoisie. Le premier recensement en 1883 en dénombre 20 francophones créées à l'initiative de congrégations catholiques et trois écoles de l'Alliance israélite universelle. Un établissement secondaire accueillant cinquante pensionnaires, le collège Saint-Louis a même été ouvert en 1880 à Carthage à l'initiative du cardinal Lavigerie. Il est transféré en 1882 à Tunis où il prend le nom de collège Saint-Charles. On compte également quatre écoles italiennes : une école de garçons et une école de filles à La Goulette et à Sousse ainsi qu'un collège de garçons et un collège de filles à Tunis.

#### Ouverture de nouvelles écoles

##### Écoles primaires

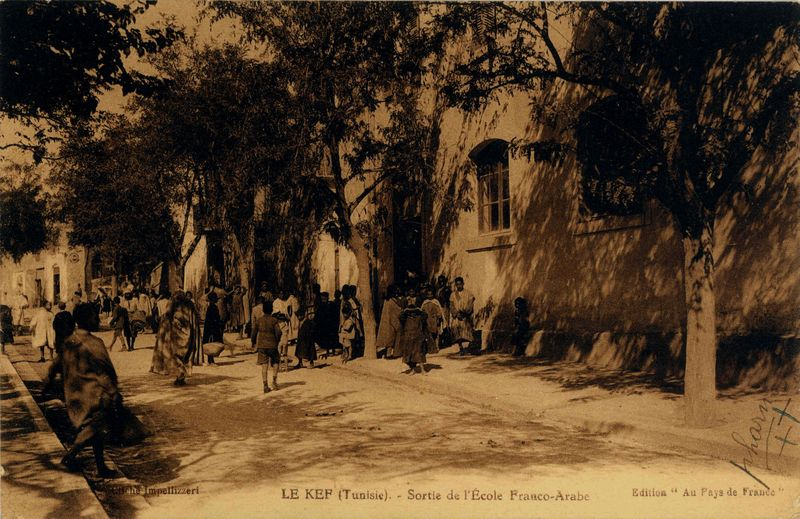
École franco-arabe du Kef
dans les années 1930

La direction de l'Enseignement est créée par le décret beylical du 6 mai 1883. Son directeur est chargé, sous l'autorité du ministre résident général, de toutes les questions intéressant l'instruction publique dans la régence .
La volonté de développer l'immigration de nombreux colons français avec leurs familles encourage l'ouverture d'écoles dans toutes les grandes villes de Tunisie. C'est aussi le moyen d'enseigner la langue et la culture française aux enfants tunisiens. C'est pourquoi les établissements d'enseignement primaire se partagent en deux catégories : les écoles françaises fonctionnant avec les mêmes programmes et les mêmes horaires qu'en métropole, les écoles franco-arabes, réservées aux enfants musulmans où l'enseignement est bilingue pour tenir compte de leur ignorance absolue de la langue française. Les enfants juifs, par contre, rejoignent les écoles françaises ou restent dans les écoles de l'Alliance. Les programmes sont également différents puisque des moueddebs viennent y enseigner l'arabe et faire réciter le Coran . Au 31 janvier 1889, il y a déjà 67 établissements, non compris les écoles italiennes qui restent gérées par le consulat d'Italie. Le directeur de l'enseignement public, Louis Machuel peut alors annoncer qu'« il n'y a plus aujourd'hui une seule localité renfermant un groupe d'Européens quelque peu important qui ne soit dotée d'une ou plusieurs écoles françaises. Bien des centres indigènes en sont également pourvus ». Le revers de la médaille est la difficulté à construire des locaux en l'absence de budget. C'est pourquoi les premières écoles occupent des locaux en location qui sont souvent trop exigus . Dans les zones rurales, l'instituteur est souvent aussi responsable du service postal et télégraphique. C'est pourquoi le bâtiment scolaire comprend à côté de la classe et du logement du maître, un bureau de poste et une cabine téléphonique .

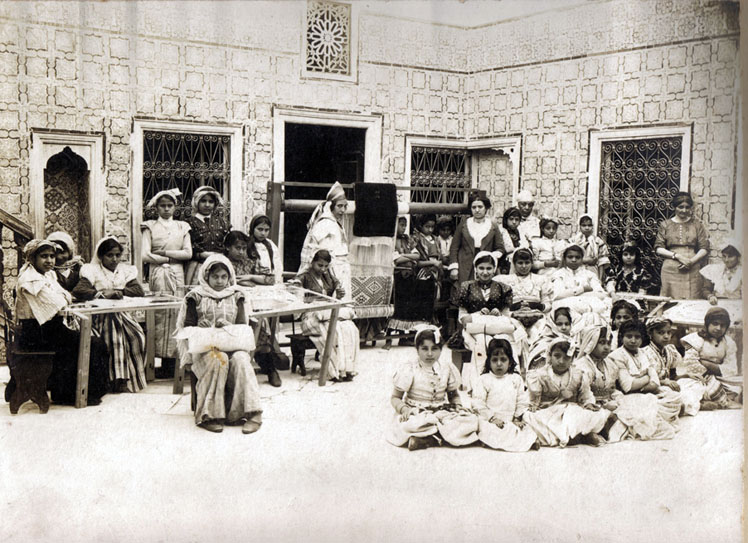
École de filles tunisiennes musulmanes

Mais pendant les vingt premières années du protectorat, le programme de scolarisation de la population tunisienne ne concerne que les garçons. Les petites filles n'ont que la possibilité de rejoindre les écoles de filles françaises ce qui explique qu'elles ne sont que 27 à être scolarisées en 1897 contre 4 629 petits garçons. Pour y remédier, Louise-René Millet, épouse du résident général, décide d'ouvrir une école réservée aux filles musulmanes. Soutenue par le secrétaire général Bernard Roy qui en assure le financement, l'école ouvre le 1er mai 1900 dans une petite maison de la médina de Tunis. Son succès est rapide puisque le nombre des élèves passe de cinq en 1900 à cent en 1905 et trois cents en 1910. Ce démenti apporté à tous ceux qui pensaient que les parents tunisiens ne confieraient jamais leurs filles à des établissements d'enseignement décide le gouvernement à ouvrir des écoles de jeunes filles musulmanes à partir de 1908. Conçues pour leur apporter un enseignement professionnel, ces écoles connaissent un succès immédiat y compris dans des villes comme Kairouan connues pour leur conservatisme. Le nombre de filles scolarisées passe alors de 66 en 1905 à 1 310 en 1912. En 1944, les écoles de jeunes filles musulmanes deviennent des écoles franco-arabes de filles et leurs programmes scolaires sont unifiés avec ceux des écoles de garçons, à l'exception des travaux manuels.
Parallèlement à ces établissement scolaires relevant de la direction de l'Enseignement, les kouttabs continuent à exister, financés par les parents et les institutions musulmanes. Mais face à l'insuffisance de cet enseignement, à l'instigation de Khairallah Ben Mustapha, on crée à partir de 1908 des kouttabs privés qui prennent le nom d'écoles coraniques modernes . En 1954, ces dernières accueillent 30 880 garçons et 4 109 filles.
Les conventions de 1896 entre la France et l'Italie garantissent à cette dernière la reconnaissance des écoles italiennes existantes en Tunisie. Face à l'augmentation de l'immigration italienne, d'autres écoles sont ouvertes gérées et financées par le consulat d'Italie. On en compte bientôt une vingtaine dans tout le pays . Après la défaite de l'Italie lors de la Seconde Guerre mondiale, elles sont nationalisées et intégrées dans le circuit scolaire.

##### Écoles secondaires

###### Écoles musulmanes

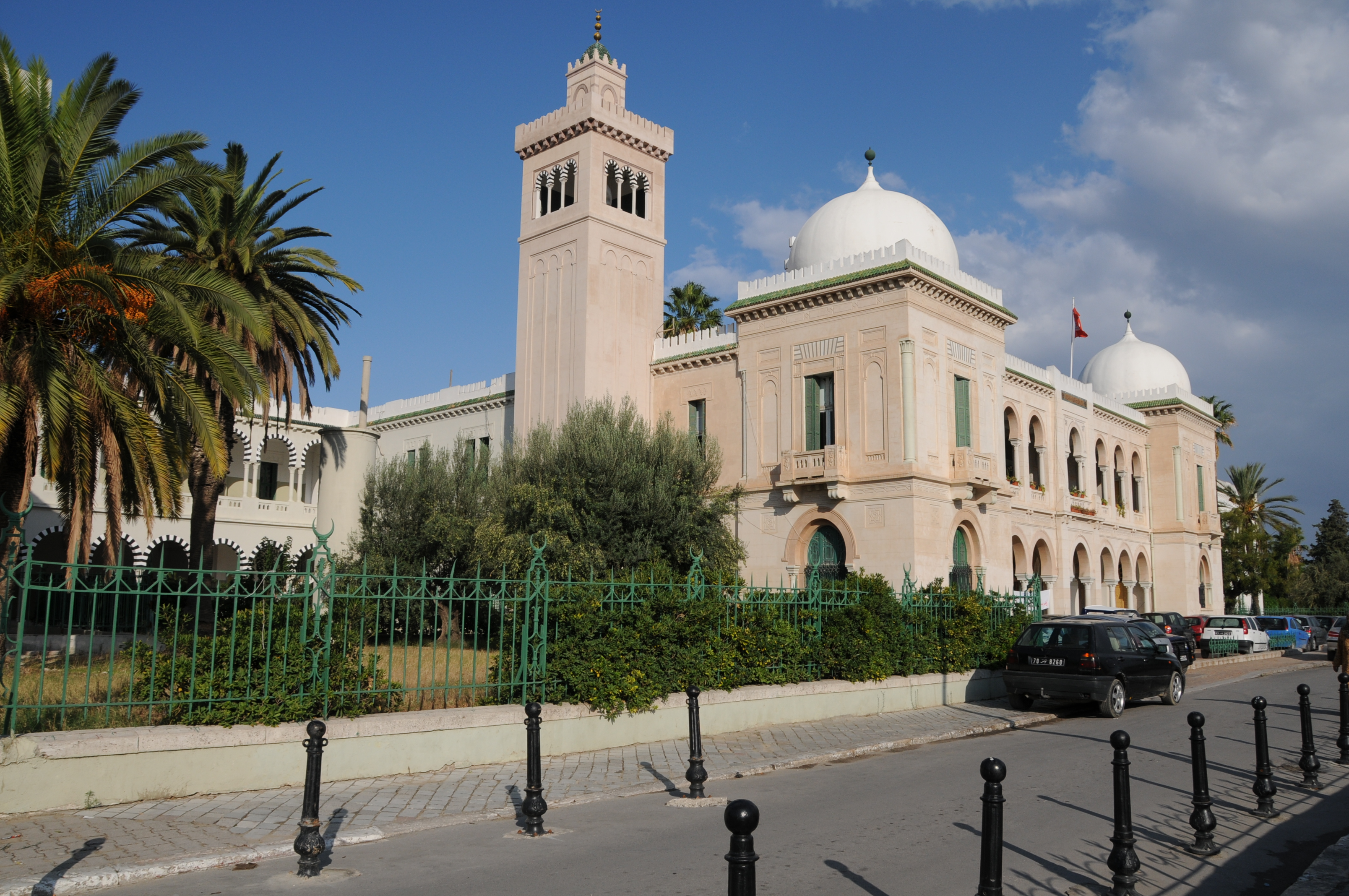
Collège Sadiki

L'organisation du collège Sadiki est revue. Jusqu'alors géré par la Djemaïa des Habous à partir des revenus financiers des terrains qui lui ont été alloués en 1875, des difficultés financières amènent le gouvernement à lui faire rejoindre les autres établissements gérés par la Direction de l'Enseignement. Un conseil d'administration présidé par le directeur de l'Enseignement est chargé de sa gestion. Alors que les inscriptions se faisaient par tirage au sort pour éviter tout passe-droit, un concours d'entrée est maintenant institué. L'enseignement du français devient obligatoire alors qu'il n'était suivi jusqu'alors que par le tiers des élèves. Un programme d'enseignement est institué ainsi qu'un système de notations qui éliminent les élèves les plus faibles. Enfin, cinq annexes sont ouvertes, trois à Tunis, une à Sfax et une à Kairouan. Mais le gouvernement se méfie d'une école chargée à l'origine de former des cadres musulmans. Après avoir envisagé de la fusionner avec le lycée Carnot, on décide en 1892 d'orienter son enseignement vers la formation de traducteurs dont on a un besoin urgent. Les élèves sont ainsi entraînés au maniement des textes de caractère exclusivement administratif et juridique. Mais l'appétit de savoir des étudiants amène la direction à encourager l'enseignement des matières scientifiques. Beaucoup des diplômés continuent alors leurs études en intégrant le lycée de Tunis avant de s'orienter vers la médecine ou le droit . Le 23 décembre 1905 est créée l'association des anciens élèves, la Sadikiya, qui se propose « de répandre et de vulgariser dans le monde tunisien les notions indispensables des sciences modernes ».
Le désir des Jeunes Tunisiens d'encourager l'instruction chez les étudiants musulmans les amène à créer la Khaldounia en 1896 à l'initiative de Béchir Sfar et avec l'appui du résident général René Millet. Cette société organise des cours et des conférences portant sur les matières scientifiques et littéraires tout en encourageant l'ouverture de bibliothèques. À partir du 12 novembre 1898, un diplôme de connaissances pratiques sanctionne cet enseignement avec la possibilité d'être prioritaire pour certains emplois réservés aux Tunisiens musulmans, tel que amine, expert ou syndic ,.
L'Université de la Zitouna relève toujours du grand vizir et non de la Direction de l'Enseignement. De nombreuses crises traversent son existence pendant le protectorat face aux difficultés des étudiants à obtenir des emplois à l'issue d'un cycle d'études qui ne les prépare pas du tout aux bouleversements induits par l'évolution de la société. Ils sont pourtant 12 000 à fréquenter les cours en 1953

###### Écoles mixtes

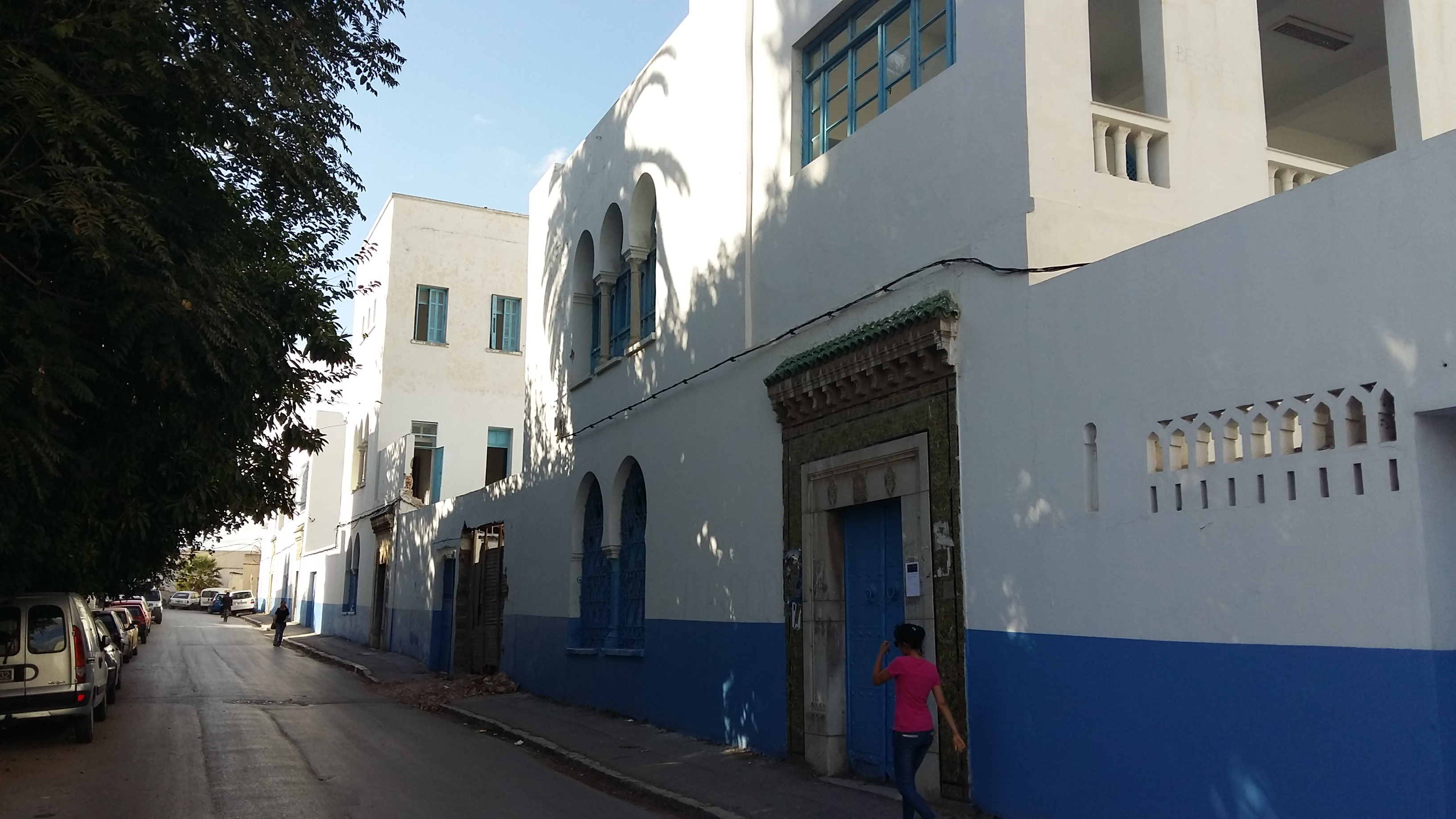
Collège Alaoui

Un deuxième collège rejoint le collège Saint-Charles lorsque le collège Alaoui ouvre ses portes en 1884. Il se compose de deux parties distinctes : l'école normale d'instituteurs chargée de former des enseignants et une école primaire. Une troisième section est créée par la suite comprenant une école primaire supérieure préparatoire aux concours d'entrée dans diverses administrations. Face à l'augmentation des effectifs, cette dernière section quitte finalement les locaux en 1909 pour s'installer dans des bâtiments neufs tout en conservant le nom de collège Alaoui . D'autres établissements secondaires viennent les rejoindre ; le collège Stephen Pichon est inauguré à Bizerte le 1er août 1920  et le collège de Sousse en 1926 . On compte 15 établissements d'enseignement secondaires en 1956 à Tunis, Bizerte, Sousse, Sfax, Carthage, Ferryville, Radès et au Kef.
Une École secondaire à destination des filles ouvre ses portes à Tunis le 14 décembre 1885. Son succès entraîne de multiples agrandissements de ses locaux avant qu'elle prenne le nom d'École Jules Ferry le 25 avril 1903. En 1911, une partie des locaux est détachée de l'établissement pour créer une École Normale d'institutrices qui peut d'ailleurs utiliser les écoles élémentaires de sa voisine pour la formation de ses étudiantes. En 1914, les classes secondaires sont détachées des classes primaires pour former le nouveau lycée Armand-Fallières. Comme au lycée Carnot, les élèves de toutes nationalités se côtoient puisqu'en 1929, on trouve aux côtés des 519 Françaises, 101 Tunisiens israélites, 12 Tunisiennes musulmanes, 31 Italiennes, 9 Maltaises et 9 étudiantes de diverses nationalités .

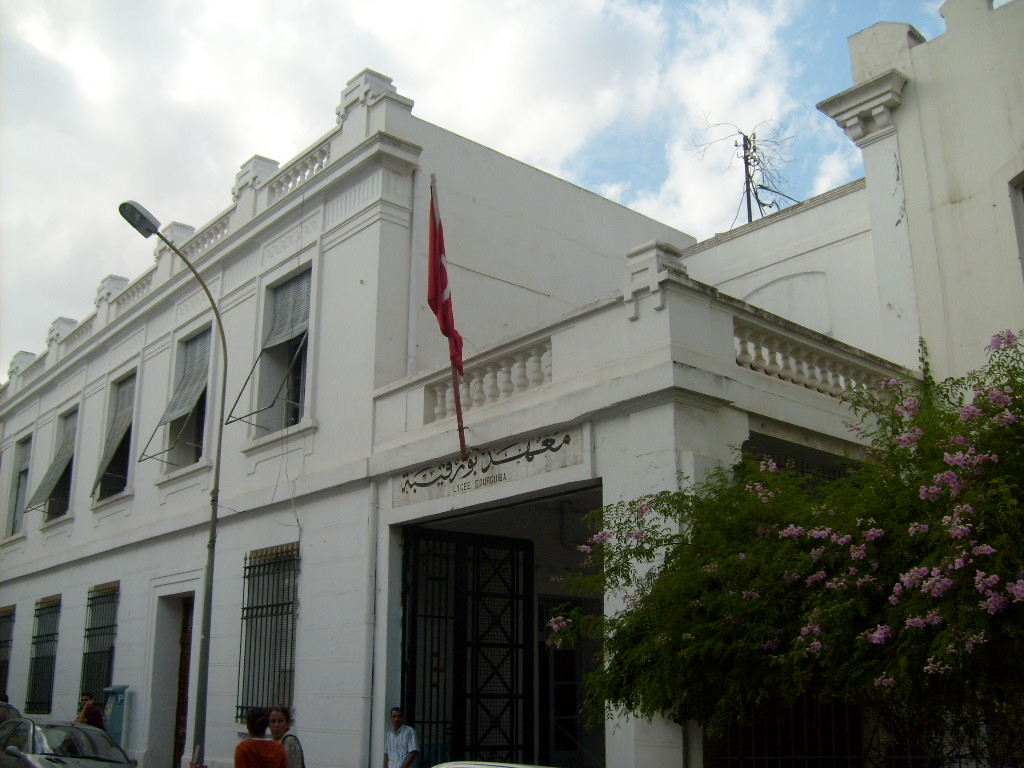
Lycée Carnot

Une autre école secondaire féminine, l'école Paul Cambon, ouvre en octobre 1914 avec l'objectif de former ses élèves, « futures maîtresses de maison », aux travaux de couture  Elle devient par la suite un collège technique dont l'enseignement, spécialisé dans les industries du vêtement, est sanctionné par un brevet industriel.
L'enseignement professionnel n'est pas oublié. L'école professionnelle, ouverte le 1er avril 1898 prend le nom d'Émile Loubet à l'occasion de la visite du président de la république en 1903 qui lance les travaux des nouveaux locaux. Ouverte aux élèves ayant le certificat d'études primaires, elle les forme aux métiers de l'électricité, de la menuiserie, de la métallurgie et du tissage, cette dernière activité étant réservée aux élèves tunisiens .
Le retard des agriculteurs tunisiens sur leurs homologues européens incite le gouvernement à mettre en place un enseignement professionnel dès 1908. C'est pourquoi chaque école primaire est incitée à mettre en place un jardin pour enseigner les techniques agricoles aux enfants . Des écoles d'apprentissage sont ouvertes pour former les élèves tunisiens aux techniques modernes, comme à Gabès où une section agricole est ouverte, à Ferryville où on met en place des formations aux métiers de la mécanique ou à Sousse où l'École Industrielle et Commerciale ouvre ses portes le 1er octobre 1930 .
L'augmentation de la population européenne rend indispensable l'ouverture d'un lycée. C'est chose faite en novembre 1889 lorsque le collège Saint-Charles devient le lycée de Tunis. Il prend le nom de Carnot en 1894 en hommage au président français Sadi Carnot assassiné le 25 juin 1894. Il accueille les étudiants de toutes nationalités. Ainsi, en 1929, on trouve aux côtés des 941 Français, 534 Tunisiens israélites, 316 Tunisiens musulmans, 105 Italiens, 5 Maltais et 49 étudiants de diverses nationalités. Les programmes sont les mêmes qu'en France puisque certains étudiants intègrent les plus hautes écoles en métropole .

##### Enseignement supérieur
L'enseignement supérieur reste le parent pauvre de l'instruction en Tunisie puisque, jusqu'en 1945, seule l'École Supérieure de langue et littérature arabe, créée en 1911, permet de préparer le Brevet et le Diplôme d'Arabe ainsi que les Certificats de Licence d'arabe que l'on présente à l'Université d'Alger.
Le Centre d'Études de Droits de Tunis est fondé en novembre 1922. Dès 1924, il s'assure d'un partenariat avec la Faculté d'Alger qui reconnaît les résultats des étudiants qui préparent leur licence pendant trois ans. Une fois reçus à l'écrit, les candidats passent les oraux à Alger pour valider leur licence .
L'École des beaux-arts de Tunis est fondée en 1923 sous le nom de Centre d'Enseignement d'Art. Elle change de nom le 1er octobre 1930 .
Mais ce n'est que le 1er octobre 1945 qu'un décret beylical annonce l'ouverture de l'Institut des Hautes Études de Tunis. Placé sous le patronage de l'Université de Paris, l'établissement prépare aux diplômes de droit, d'histoire ancienne et des matières scientifiques sans oublier les diplômes d'arabe puisqu'elle intègre l'ancienne école supérieure de langue et littérature arabe.

#### Évolution de la population scolaire
Si la scolarisation de la population européenne a toujours été optimale, il n'en est pas de même de la population tunisienne. La forte proportion d'habitants vivant dans des zones rurales, la méfiance vis-à-vis d'un enseignement donné par le colonisateur, l'attachement à l'enseignement religieux et le refus de laisser les filles sortir de la maison expliquent la lente progression du taux de scolarisation des enfants tunisiens. Des pressions sont alors exercées sur les parents, allant jusqu'à l'emprisonnement, pour qu'ils envoient leurs enfants à l'école. On essaie même de convaincre les moueddeb d'envoyer leurs élèves du kouttab à l'école franco-arabe en échange d'une prime d'une piastre par mois. À ces blocages s'ajoute la méfiance des colons extrémistes qui craignent la volonté d'émancipation de ces étudiants qui ont suivi le même cursus que les étudiants français. Malgré tous ces handicaps, la population scolaire tunisienne musulmane augmente au rythme des ouvertures des écoles franco-arabes en passant de 738 élèves en 1885 à 4 656 en 1897 parmi lesquels seulement 27 filles. Pour la première fois, le nombre d'élèves musulmans dépasse celui des élèves israélites.
Face à cet engouement pour l'instruction, une campagne de presse se déclenche à l'initiative des colons les plus racistes parmi lesquels Victor de Carnières, leur leader, écrit en 1897 : « Plus l'indigène est instruit, plus il nous déteste. Nos pires ennemis sont ces jeunes gens des familles bourgeoises que la direction de l'Enseignement a élevés à la française… Si jamais il y a une révolte en Tunisie, ce sont eux que nous verrons à la tête des insurgés ». Ainsi, en apprenant aux Tunisiens « l'histoire des peuples civilisés et les mettant à même, par la connaissance de notre langue, de lire les publications françaises, nous faisons brusquement surgir dans leurs âmes des idées de liberté et d'égalité auxquelles ils ne sont pas prédisposés par l'éducation de leur famille ni par les traditions du milieu ambiant et qui, éclatant tout à coup dans leurs cerveaux mal préparés à les recevoir, se traduisent par un redoublement d'orgueil et par des aspirations à un idéal vague dont leurs pères n'avaient jamais éprouvé le besoin ».
Ayant obtenu des appuis au ministre français des Affaires étrangères, ils obtiennent gain de cause. On ferme des écoles, on crée des obstacles aux inscriptions des enfants tunisiens musulmans dont le nombre s'effondre à 2 979 en 1903. Les enfants israélites, scolarisés dans les écoles de l'Alliance Israélite Universelle et dans les écoles françaises, échappent à cette régression. Le collège Sadiki n'est pas épargné par cette volonté de bloquer l'accès des Tunisiens à un enseignement de qualité. Le nombre de ses étudiants chute à 75 élèves en 1906 contre 150 en 1897.

L'émeute de Thala-Kasserine en avril 1906. apporte la preuve que cette politique est une lourde erreur. Dans ces régions reculées, l'absence d'école et d'instituteur laisse le champ libre au « fanatisme musulman ». La construction d'écoles franco-arabes est relancée mais on transige en favorisant un enseignement professionnel comme l'écrit le résident général : 
« Dans un pays comme la régence, qui a besoin avant tout d'une main d'œuvre abondante, l'instruction en général et l'instruction primaire en particulier doivent avoir un caractère pratique et mettre à la disposition de l'industrie et de la colonisation des travailleurs instruits et expérimentés. Tous les efforts de la Direction de l'Enseignement ont été et sont dirigés dans ce sens »
La part du budget de l'enseignement passe alors de 6,4 % en 1903 à 12,5 % en 1909 puis 14,8 % en 1913 avant que le déclenchement de la première guerre mondiale ne relègue l'enseignement en bas de l'échelle des priorités. Quant au nombre d'élèves musulmans, il retrouve dès 1908 son niveau de 1897. La progression est dès lors continue. On atteint les 10 000 élèves en 1912, les 20 000 en 1924, les 40 000 en 1933 et les 80 000 en 1947. Mais on est loin de couvrir les besoins du pays puisque si 94 % des petits Français sont scolarisés, seuls 12 % des enfants tunisiens musulmans le sont. Un Plan de développement de l'Instruction Publique (1949-1969) est alors lancé prévoyant la scolarisation totale en vingt ans par franchissement de paliers successifs. Le budget de la Direction de l'Enseignement passe alors de 10 % du budget du gouvernement en 1950 à 15 % en 1956, le coût de construction des écoles émargeant au budget de la direction des Travaux Publics. Quant au nombre d'élèves tunisiens musulmans scolarisés, il passe de 113 000 en 1950 à 290 000 en 1956.
| ANNEES | Français | Français | Musulmans | Musulmans | Israélites | Israélites | Italiens         | Italiens         | Maltais          | Maltais          | Divers  | Divers | TOTAL   |
| ANNEES | Garçons  | Filles   | Garçons   | Filles    | Garçons    | Filles     | Garçons          | Filles           | Garçons          | Filles           | Garçons | Filles | TOTAL   |
| ------ | -------- | -------- | --------- | --------- | ---------- | ---------- | ---------------- | ---------------- | ---------------- | ---------------- | ------- | ------ | ------- |
| 1885   | 199      | 188      | 732       | 6         | 1 328      | 551        | 367              | 428              | 307              | 497              | 38      | 13     | 4 654   |
| 1886   | 285      | 171      | 884       | 5         | 369        | 197        | 541              | 540              | 475              | 491              | 43      | 15     | 4 016   |
| 1887   | 483      | 419      | 1 039     | 5         | 1 661      | 947        | 664              | 816              | 520              | 576              | 48      | 49     | 7 227   |
| 1888   | 438      | 281      | 1 213     | 12        | 383        | 346        | 609              | 693              | 486              | 545              | 73      | 22     | 5 101   |
| 1889   | 580      | 484      | 1 753     | 12        | 1 887      | 1 187      | 784              | 712              | 612              | 566              | 65      | 60     | 8 702   |
| 1890   | 669      | 601      | 2 540     | 39        | 2 263      | 1 444      | 810              | 811              | 738              | 687              | 84      | 58     | 10 744  |
| 1891   | 798      | 696      | 2 452     | 19        | 2 282      | 1 451      | 907              | 823              | 707              | 687              | 100     | 69     | 10 991  |
| 1892   | 979      | 836      | 2 831     | 11        | 2 361      | 1 638      | 1 018            | 866              | 723              | 728              | 93      | 73     | 12 157  |
| 1893   | 1 951    | 1 951    | 3 190     | 3 190     | 4 641      | 4 641      | 1 987            | 1 987            | 1 463            | 1 463            | 204     | 204    | 13 436  |
| 1894   | 2 135    | 2 135    | 3 520     | 3 520     | 4 500      | 4 500      | 2 146            | 2 146            | 1 447            | 1 447            | 222     | 222    | 13 970  |
| 1895   | 2 361    | 2 361    | 3 585     | 3 585     | 3 914      | 3 914      | 2 334            | 2 334            | 1 508            | 1 508            | 239     | 239    | 13 941  |
| 1896   | 1 342    | 1 113    | 4 122     | 21        | 2 275      | 1 782      | 1 411            | 1 246            | 805              | 769              | 137     | 125    | 15 148  |
| 1897   | 1 491    | 1 192    | 4 629     | 27        | 2 192      | 2 049      | 1 539            | 1 293            | 756              | 712              | 142     | 102    | 16 124  |
| 1898   | 1 576    | 1 239    | 4 100     | 31        | 2 424      | 2 098      | 1 696            | 1 362            | 783              | 709              | 126     | 97     | 16 241  |
| 1899   | 1 766    | 1 371    | 3 786     | 34        | 2 615      | 2 139      | 1 856            | 1 670            | 759              | 763              | 117     | 114    | 16 990  |
| 1900   | 1 842    | 1 583    | 3 323     | 71        | 2 623      | 1 999      | 2 040            | 1 920            | 773              | 808              | 125     | 109    | 17 216  |
| 1901   | 2 101    | 1 731    | 3 192     | 45        | 2 561      | 2 024      | 2 304            | 2 158            | 871              | 820              | 117     | 148    | 18 072  |
| 1902   | 2 339    | 1 962    | 3 030     | 31        | 2 412      | 1 956      | 2 712            | 2 385            | 880              | 856              | 162     | 111    | 18 836  |
| 1903   | 2 370    | 2 191    | 2 927     | 52        | 2 480      | 2 125      | 2 966            | 2 568            | 889              | 842              | 153     | 111    | 19 674  |
| 1904   | 2 566    | 2 228    | 2 970     | 52        | 2 518      | 2 372      | 2 943            | 2 689            | 736              | 830              | 130     | 116    | 20 150  |
| 1905   | 2 698    | 2 423    | 3 289     | 66        | 2 922      | 2 611      | 3 133            | 2 788            | 798              | 774              | 118     | 139    | 21 759  |
| 1906   | 2 914    | 2 706    | 3 325     | 181       | 2 855      | 2 674      | 3 266            | 2 602            | 838              | 739              | 146     | 120    | 22 366  |
| 1907   | 3 151    | 2 958    | 3 633     | 202       | 3 068      | 2 738      | 3 359            | 2 686            | 840              | 711              | 140     | 132    | 23 618  |
| 1908   | 3 467    | 3 102    | 4 767     | 226       | 2 933      | 3 057      | 3 357            | 2 711            | 884              | 750              | 135     | 142    | 25 531  |
| 1909   | 3 810    | 3 332    | 5 947     | 635       | 3 372      | 3 094      | 3 840            | 3 045            | 901              | 775              | 134     | 125    | 29 010  |
| 1910   | 3 213    | 3 245    | 6 969     | 859       | 3 699      | 3 302      | 3 950            | 3 483            | 900              | 777              | 112     | 116    | 30 625  |
| 1911   | 4 181    | 3 738    | 7 564     | 944       | 4 030      | 3 470      | 4 050            | 3 569            | 921              | 782              | 159     | 160    | 33 568  |
| 1912   | 4 496    | 4 086    | 9 477     | 1 310     | 4 141      | 3 764      | 4 045            | 3 897            | 976              | 841              | 171     | 169    | 37 373  |
| 1913   | 4 749    | 4 332    | 10 661    | 1 536     | 4 347      | 4 069      | 4 053            | 4 243            | 986              | 889              | 156     | 192    | 40 213  |
| 1914   | 4 866    | 4 476    | 10 528    | 1 673     | 4 419      | 4 289      | 3 937            | 3 827            | 1 074            | 879              | 153     | 184    | 40 305  |
| 1915   | 5 068    | 4 885    | 9 540     | 1 789     | 4 345      | 4 376      | 4 063            | 4 005            | 1 068            | 910              | 149     | 205    | 40 403  |
| 1916   | 5 138    | 5 074    | 9 161     | 1 779     | 4 558      | 4 486      | 4 247            | 4 272            | 1 012            | 793              | 171     | 226    | 40 917  |
| 1917   | 5 197    | 5 034    | 8 850     | 1 650     | 4 437      | 4 587      | 4 286            | 4 360            | 1 033            | 907              | 153     | 228    | 40 722  |
| 1918   | 5 101    | 4 912    | 8 674     | 1 634     | 4 502      | 4 530      | 4 305            | 4 447            | 1 026            | 859              | 135     | 224    | 40 349  |
| 1919   | 5 330    | 4 972    | 9 793     | 1 759     | 4 599      | 4 650      | 4 555            | 4 578            | 1 031            | 933              | 135     | 162    | 42 497  |
| 1920   | 5 402    | 4 975    | 10 655    | 1 858     | 4 756      | 4 786      | 4 746            | 4 584            | 970              | 950              | 149     | 180    | 44 011  |
| 1921   | 5 808    | 5 385    | 12 477    | 1 966     | 4 960      | 4 690      | 5 050            | 4 876            | 791              | 743              | 153     | 193    | 47 092  |
| 1922   | 5 914    | 5 487    | 14 188    | 2 135     | 5 171      | 5 007      | 5 245            | 4 938            | 624              | 527              | 193     | 194    | 49 623  |
| 1923   | 5 894    | 5 494    | 17 070    | 2 344     | 5 500      | 5 346      | 5 274            | 4 907            | 709              | 656              | 210     | 217    | 53 621  |
| 1924   | 6 180    | 5 767    | 19 770    | 2 622     | 5 607      | 5 395      | 5 125            | 4 987            | 688              | 616              | 193     | 179    | 57 129  |
| 1925   | 6 480    | 6 091    | 21 421    | 2 805     | 5 597      | 5 487      | 5 025            | 4 929            | 697              | 651              | 202     | 212    | 59 597  |
| 1926   | 7 095    | 6 494    | 23 524    | 3 153     | 5 663      | 5 434      | 4 941            | 4 681            | 621              | 653              | 207     | 200    | 62 666  |
| 1927   | 7 506    | 7 008    | 25 398    | 3 473     | 5 878      | 5 389      | 4 950            | 4 578            | 622              | 589              | 224     | 209    | 65 824  |
| 1928   | 8 018    | 7 554    | 27 180    | 3 814     | 6 035      | 5 611      | 4 810            | 4 590            | 600              | 601              | 216     | 186    | 69 215  |
| 1929   | 8 714    | 8 028    | 27 930    | 3 777     | 5 930      | 5 774      | 4 839            | 4 601            | 622              | 628              | 225     | 201    | 71 269  |
| 1930   | 9 367    | 8 828    | 31 565    | 4 061     | 5 882      | 5 829      | 4 921            | 4 690            | 585              | 595              | 225     | 204    | 76 752  |
| 1931   | 10 107   | 9 392    | 32 837    | 4 371     | 5 929      | 6 021      | 5 262            | 5 019            | 611              | 585              | 239     | 196    | 80 569  |
| 1932   | 10 838   | 9 924    | 33 907    | 4 759     | 5 953      | 6 165      | 5 534            | 5 260            | 628              | 585              | 247     | 235    | 84 035  |
| 1933   | 11 768   | 10 973   | 35 034    | 5 001     | 5 927      | 6 034      | 5 365            | 5 119            | 621              | 563              | 238     | 224    | 86 867  |
| 1934   | 12 307   | 11 355   | 35 944    | 5 231     | 6 140      | 6 065      | 5 270            | 4 865            | 595              | 515              | 245     | 195    | 88 727  |
| 1935   | 12 348   | 11 491   | 36 960    | 5 511     | 6 488      | 6 064      | 5 191            | 4 715            | 533              | 482              | 247     | 200    | 90 230  |
| 1936   | 13 060   | 12 104   | 37 716    | 5 731     | 6 475      | 6 193      | 5 006            | 4 559            | 473              | 462              | 237     | 220    | 92 236  |
| 1937   | 13 638   | 12 894   | 38 416    | 6 211     | 6 314      | 6 219      | 4 823            | 4 497            | 416              | 452              | 231     | 194    | 94 305  |
| 1938   | 13 952   | 13 571   | 40 149    | 6 379     | 6 194      | 6 459      | 5 383            | 5 201            | 353              | 424              | 238     | 197    | 98 500  |
| 1939   | 14 394   | 13 961   | 39 603    | 7 007     | 6 343      | 6 313      | 4 775            | 4 198            | 346              | 325              | 158     | 176    | 97 599  |
| 1940   | 15 649   | 14 907   | 39 552    | 7 271     | 6 766      | 6 777      | 4 164            | 3 760            | 332              | 393              | 213     | 265    | 100 049 |
| 1941   | 17 086   | 14 784   | 37 525    | 7 872     | 8 425      | 6 073      | 3 830            | 3 246            | 393              | 374              | 190     | 202    | 100 000 |
| 1942   | 15 041   | 13 303   | 48 152    | 8 066     | 6 628      | 6 921      | 2 235            | 2 078            | 370              | 367              | 171     | 150    | 103 482 |
| 1943   | 11 855   | 11 238   | 39 389    | 6 499     | 6 987      | 6 313      | 2 528            | 2 301            | 443              | 340              | 180     | 162    | 88 235  |
| 1944   | 14 038   | 13 727   | 45 876    | 8 962     | 6 883      | 6 339      | 4 728            | 3 958            | 479              | 336              | 268     | 211    | 105 805 |
| 1945   | 13 757   | 12 883   | 55 385    | 10 538    | 7 036      | 6 923      | 6 220            | 5 704            | 451              | 427              | 252     | 216    | 119 792 |
| 1946   | 14 427   | 13 140   | 62 818    | 11 739    | 6 903      | 7 150      | 6 576            | 5 961            | 403              | 418              | 283     | 213    | 130 031 |
| 1947   | 15 862   | 15 018   | 69 860    | 13 872    | 7 459      | 7 291      | 6 167            | 5 690            | 387              | 420              | 292     | 207    | 142 525 |
| 1948   | 16 946   | 16 076   | 76 749    | 16 170    | 7 531      | 7 109      | 5 663            | 5 446            | 394              | 381              | 307     | 243    | 153 015 |
| 1949   | 17 734   | 17 172   | 85 208    | 19 053    | 6 962      | 7 002      | 5 275            | 4 881            | 352              | 338              | 349     | 267    | 164 593 |
| 1950   | 18 878   | 18 179   | 91 088    | 22 213    | 7 223      | 7 169      | 4 445            | 4 222            | 320              | 327              | 336     | 322    | 175 262 |
| 1951   | 20 063   | 19 943   | 104 457   | 26 575    | 7 653      | 7 306      | 3 798            | 3 569            | 312              | 245              | 331     | 276    | 194 528 |
| 1952   |          |          |           |           |            |            |                  |                  |                  |                  |         |        |         |
| 1953   | 45 043   | 45 043   | 175 275   | 175 275   | 16 356     | 16 356     | 5 645            | 5 645            | 524              | 524              | 647     | 647    | 243 490 |
| 1954   |          |          |           |           |            |            |                  |                  |                  |                  |         |        |         |
| 1955   |          |          |           |           |            |            |                  |                  |                  |                  |         |        |         |
| 1956   |          |          |           |           |            |            |                  |                  |                  |                  |         |        |         |
| 1957   | 19 643   | 13 383   | 205 998   | 84 333    | 2 095      | 2 594      | Inclus en divers | Inclus en divers | Inclus en divers | Inclus en divers | 4 709   | 1 798  | 334 553 |

Le taux de scolarisation des enfants tunisiens qui n'était que de 10 % en 1947 (contre 84 % pour les enfants européens) grimpe à 29 % en 1956 au moment de l'indépendance. Cet effort tardif pour répandre l'enseignement dans le pays explique qu'en 1956, l'analphabétisme concerne 84,7 % de la population musulmane.

#### Après l'indépendance
Une refonte totale des programmes scolaires est réalisée pour en purger toute référence à l'empire colonial français. L'enseignement de la langue arabe est renforcé au détriment du français.
Pour faire face au manque cruel de cadres après le départ des fonctionnaires français, l'enseignement supérieur est renforcé par la création de l'École normale supérieure chargée de former des professeurs d'enseignement secondaire, de l'École nationale d'administration qui se substitue à l'ancienne École tunisienne d'administration, d'une École supérieure du droit et d'un Centre d'études économiques destiné à former les cadres économiques supérieurs et moyens. Enfin, l'université de Tunis est créée par le décret du 31 mars 1960. Cette université intègre la faculté zitounienne de théologie qui perd ainsi son autonomie et se retrouve rattachée au ministère de l'Enseignement supérieur. Les écoles coraniques modernes avaient déjà été supprimées dès 1957.
Un grand programme de scolarisation est lancé en 1959 avec l'ambition de couvrir la totalité de la population en âge d'aller à l'école. Face à l'ampleur des moyens à mettre en œuvre, on décide de limiter les horaires de cours. La scolarité primaire passe de 7 à 6 ans et le temps de présence est réduit à 15 heures hebdomadaires les deux premières années et 25 heures les deux suivantes contre 30 heures hebdomadaires à l'époque du protectorat. Cette limitation de l'horaire permet également de pallier le manque de bâtiments puisque chaque local accueille maintenant deux classes, l'une le matin et l'autre l'après-midi. Le taux de scolarisation grimpe alors de 33 % en 1958 à 65 % en 1964 se décomposant en 86,82 % pour les garçons et 44,39 % pour les filles.

### Système de santé

#### Avant le protectorat
Avant 1881, une vingtaine de médecins étrangers, formés dans des écoles de médecine, côtoient des « empiristes », sortes de praticiens, détenteurs d'un certain savoir pratique. Les médecins sont alors supervisés par l'amine al tibba, désigné par le bey. Les autres « praticiens » sont tolérés, plus ou moins autorisés à exercer une forme de médecine traditionnelle.

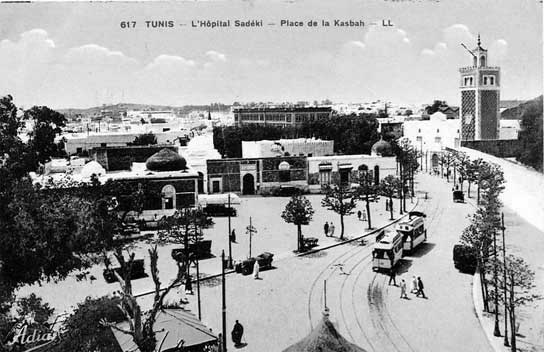
Hôpital Sadiki au début du XXe siècle

Le nombre d'établissements de santé est très faible. On trouve à Tunis l'hôpital Sadiki créé par le décret beylical du 20 janvier 1879 qui lui impose des règles d'hygiène très en avance pour l'époque (un seul malade par lit, obligation de se laver et de porter des vêtements propres, création d'une salle d'attente). Il héberge les patients souffrant de pathologies chroniques et les aliénés. L'infrastructure de l'intérieur du pays se résume à deux infirmerie-dispensaires situées dans les villes côtières de Sfax et de Sousse. De plus, Tunis, Bizerte et les autres ports disposent de lazarets pour y maintenir en quarantaine les voyageurs susceptibles d'être atteints de la peste. On trouve également ce type de bâtiment sur les îles de Chikly et de Zembra.
Les Italiens et les Maltais disposent d'une infirmerie dite Sainte-Marguerite située rue des Teinturiers et les Français sont soignés dans un petit hôpital de huit lits, l'hôpital Saint-Louis, rue Sidi Saber, qui est transféré en 1880 dans une caserne désaffectée rue Sidi Ali Azzouz.
Aucune réglementation n'encadre les huit pharmacies que compte alors la régence. Denrées alimentaires et épices côtoient les remèdes en vente dans ces établissements où aucun diplôme n'est requis aux préparateurs.
Comme les autres pays du pourtour méditerranéen, le pays est périodiquement ravagé par des épidémies de peste (1818), de choléra (1849, 1856 et 1867) et de typhus (1868 et 1874) qui causent des milliers de morts.

#### Décret du 15 septembre 1888
Il faut attendre sept ans après l'instauration du protectorat pour que le secteur médical soit règlementé par le décret beylical du 15 juin 1888. L'exercice de la médecine est maintenant réservé aux praticiens qui en ont obtenu l'autorisation du secrétariat général du gouvernement tunisien au vu de leurs diplômes, autorisation qui est publiée dans le Journal officiel tunisien. Seuls sont tolérés les praticiens sans titre qui exercent la médecine depuis plus de cinq ans et qui prouvent qu'ils ont fait au moins trois ans d'études dans une école de médecine, ainsi que les Tunisiens pratiquant l'art dans des endroits où il n'y a pas de médecin ou qui, âgés d'au moins soixante ans et exerçant depuis vingt ans sont en possession d'amra (autorisation) beylical. Tous ces médecins tolérés ne peuvent faire que de la petite chirurgie. Il leur est de plus interdit de prendre le titre de Docteur ou un titre de nature à faire croire à la possession d'un diplôme donnant droit à l'exercice.
L'exercice de la pharmacie est règlementé par le même décret. Un diplôme est maintenant exigé pour exercer cette profession. Les ventes d'autres marchandises lui sont interdites et il ne peut posséder plus d'une pharmacie. La vente des médicaments est maintenant interdite aux médecins sauf dans les localités dépourvues de pharmacie.
Les conséquences de ce décret ne se font pas attendre. À la fin des années 1890, on compte 165 médecins civils diplômés contre 30 médecins tolérés presque tous musulmans à part un Italien et deux Israélites, ce qui ne met pas fin à l'existence des barbiers, arracheurs de dents, rebouteux, matrones ou autres guérisseurs,.

#### Construction d'hôpitaux

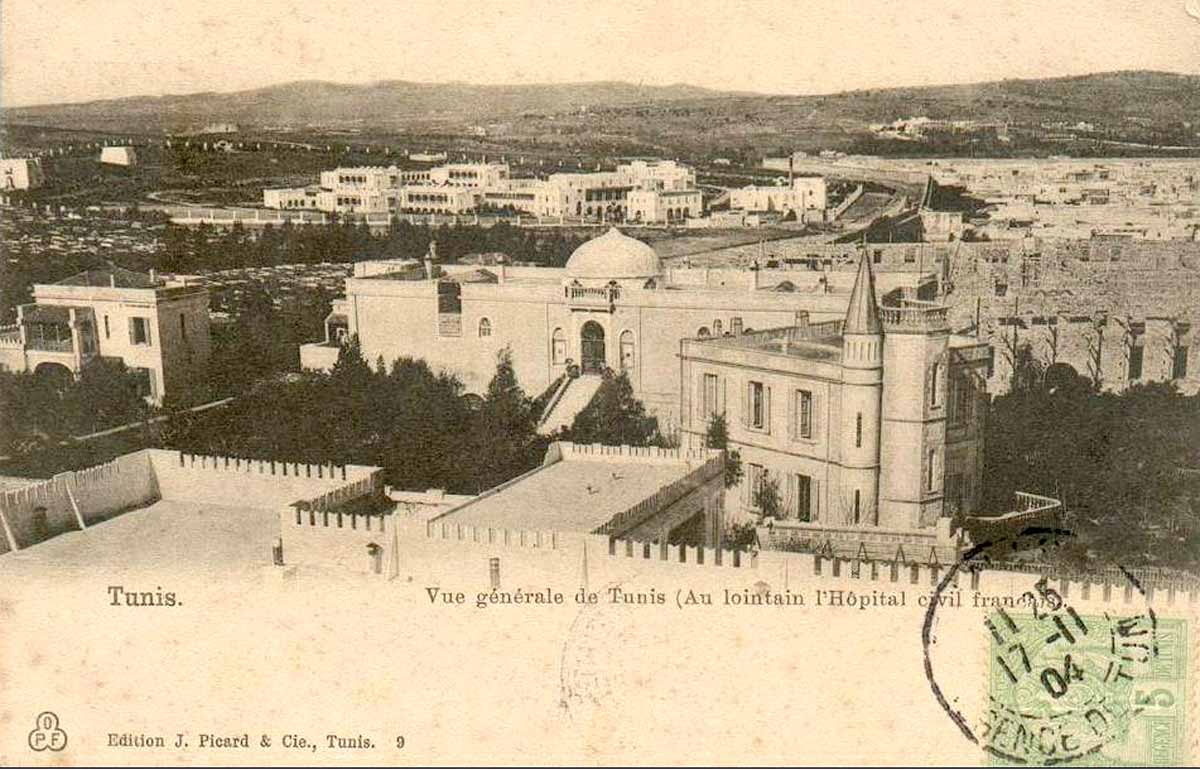
L'hôpital civil français vers 1900

Les premiers à s'inquiéter de l'organisation sanitaire sont les militaires conscients que 90 % des soldats morts pendant la conquête de la Tunisie en 1881 sont décédés des suites de maladie et non au combat. Des hôpitaux militaires sont alors ouverts dans les villes de garnison qui soignent aussi bien les militaires que les civils européens et tunisiens. Celui de Tunis ouvre en 1886 dans le quartier d'El Omrane, bientôt imité par les annexes de Sfax, Gabès, Gafsa et Le Kef. L'hôpital Sidi Abdallah est construit en 1899 à Bizerte à l'intention de la marine française.

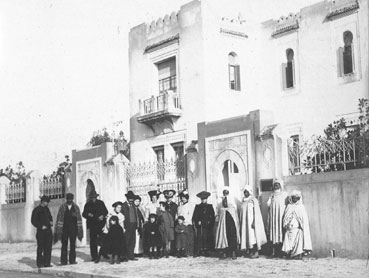
L'Institut Pasteur de Tunis vers 1900

Par crainte du retour des grandes épidémies, le décret beylical du 4 avril 1894 transforme le laboratoire de vinification, créé l'année précédente, en un laboratoire de vinification et de bactériologie auquel est annexé un institut pour le traitement antirabique qui deviendra l'Institut Pasteur. Son directeur le plus emblématique est Charles Nicolle qui obtient le Prix Nobel de physiologie ou médecine en 1928 pour ses recherches sur le typhus.
Face à l'augmentation de la population française, la construction d'un hôpital civil français est confirmée par le décret du 9 juin 1897. Inauguré en 1898, il remplace l'hôpital Saint-Louis. Il comprend à ses débuts 190 lits avec un service de chirurgie et deux services de médecine. D'abord réservé aux Français, il est, en 1925 ouvert aux israélites.
L'infirmerie anglo-maltaise de Sainte-Marguerite étant bientôt insuffisante face à l'augmentation de la population italienne, ceux-ci se cotisent pour lancer la construction d'un hôpital de 200 lits sur la colline de Montfleury. Inauguré en 1900 avec l'aide du gouvernement italien, il prend le nom d'Hôpital colonial italien avant d'être rebaptisé en 1907 hôpital Giuseppe Garibaldi.

#### Médecins de colonisation
Mais ces infrastructures construites à destination de la population européenne ne prennent pas en compte les besoins de la population tunisienne. C'est pourquoi le décret du 1er avril 1900 crée l'Assistance Publique ayant pour but de financer « les œuvres qui se proposent l'assistance temporaire des indigents, des enfants abandonnés et des malades ».

Parallèlement, des médecins dits « de colonisation » sont recrutés pour apporter des soins médicaux gratuits aux populations civiles dans les toutes les régions de Tunisie. Recrutés dans le corps des médecins militaires ou chez les jeunes diplômés, ceux-ci s'engagent pour une durée de trois ans. Jusque dans les années 40, ils effectuent leurs tournées à cheval, seul moyen de locomotion dans un pays où il faut parfois chevaucher pendant des heures pour atteindre une ferme ou un douar éloigné. Relevant de la fonction militaire, leur statut est défini par le décret du 1er janvier 1910 : 
« Chacune des infirmeries indigènes est pourvue d'un médecin de colonisation français, assisté d'un auxiliaire médical indigène. Les médecins de colonisation sont choisis, de préférence, parmi les médecins stagiaires, ceux-ci doivent être français, docteurs en médecine d'une Faculté française et avoir moins de trente-huit ans. Dans toute l'étendue de leur conscription, ils doivent leurs soins gratuits à tous les indigents, sans distinction de nationalité et aux agents des différentes administrations dont le traitement ne dépasse pas 1 700 francs ; le service de ces médecins comprend, en outre, des tournées périodiques dans les différents centres de la conscription, le service de la vaccination publique, la visite périodique des écoles publiques, les constatations des décès dans les localités où ils résident ; ils assurent enfin gratuitement le service de l'infirmerie-dispensaire du lieu de leur résidence. »
Le statut des auxiliaires médicaux tunisiens avait été défini par le décret du 17 octobre 1903. Après une première sélection, les candidats sont soumis à un stage d'essai de trois mois avant d'intégrer l'hôpital Sadiki où ils étudient durant trois ans. Il leur est interdit d'exercer la médecine, leur rôle se bornant à prêter assistance aux médecins de l'administration. Une autre école d'infirmiers ouvre ses portes en 1925 et commence à délivrer un diplôme d'état français à partir de 1931.
Après avoir été renommés en médecins de l'assistance médicale gratuire dans les années 1930, les médecins de colonisation deviennent médecins de la santé publique le 16 novembre 1944 puis médecins de l'assistance médico-sociale le 10 avril 1951.

#### Épidémies

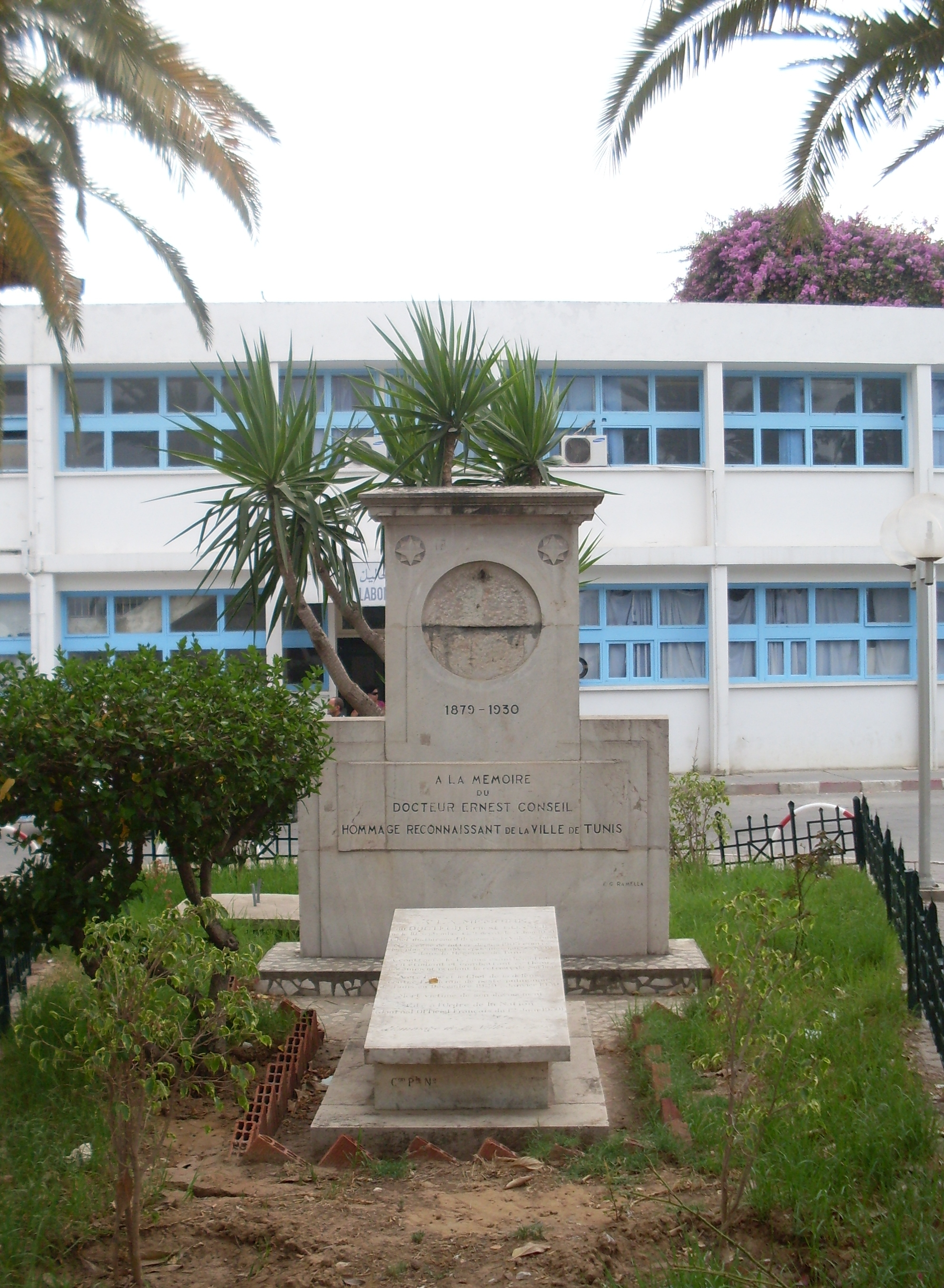
Mémorial du Dr Ernest Conseil à l'Hôpital la Rabta de Tunis

Les débuts d'épidémie sont fréquents dans les débuts du protectorat. Dès les premiers cas, les malades contagieux sont dirigés sur le lazaret situé sur la colline de la Rebta à Tunis où se trouve un vieux fort espagnol réhabilité en annexe de la prison civile. Il est ainsi utilisé pour les épidémies de variole (1905 et 1907), de typhus (1906) et de peste (1908). L'épidémie de choléra de 1911 décide le gouvernement à construire de nouveaux bâtiments sur le site désormais clôturé. Le premier cas est déclaré le 24 juillet 1911. La contagion se répand rapidement. On compte une dizaine de cas chaque jour à Tunis avant que la maladie ne se répande dans tout le pays. Le bureau d'hygiène de la ville de Tunis dirigé par Ernest Conseil met en place les procédures d'alerte et de désinfection nécessaires pour enrayer la progression du mal. Le succès des mesures prises est mis à profit pour perfectionner le système d'alerte sanitaire.
Le 16 décembre 1929, un tunisois décède de maladie. Le décès cinq jours plus tard de cinq voisins habitant le même immeuble alerte les autorités. Les analyses révèlent que les victimes sont mortes de la peste. Dans la nuit du 30 au 31 décembre, 57 immeubles sont vidés de leurs occupants avec l'aide de l'armée et de la police et leurs 470 habitants dirigés sur la prison civile de Tunis vidée pour l'occasion. Les malades sont isolés dans le lazaret de la Rebta vidé de ses précédents malades. Des médecins volontaires, tel Mahmoud El Materi, se partagent la quarantaine des isolés pour les soigner. Dès le 1er janvier 1930, plus aucun cas n'est signalé en ville. L'épidémie est jugulée mais le docteur Conseil meurt d'épuisement à la fin de cette épreuve. Le lazaret de la Rabta prend le nom d'Hôpital des Contagieux en 1924 puis celui d'hôpital Ernest Conseil en 1930 avant d'être débaptisé en hôpital de la Rabta à l'indépendance.
C'est la dernière grande épidémie mais d'autres maladies restent à l'état endémique dans le pays dont la tuberculose, le paludisme le long de la vallée de la Medjerda et le trachome dans le sud du pays.
| Années | Fièvre typhoïde | Typhus | Variole | Paludisme |
| ------ | --------------- | ------ | ------- | --------- |
| 1946   | 833             | 512    | 797     | 7 855     |
| 1947   | 806             | 705    | 1 203   | 14 108    |
| 1948   | 400             | 627    | 524     | 14 934    |
| 1949   | 203             | 68     | 1       | 14 540    |
| 1950   | 324             | 64     | 2       | 3 874     |
| 1951   | 491             | 39     | 5       | 2 032     |
| 1952   | 457             | 56     | 7       | 740       |
| 1953   | 514             | 52     | 7       | 1 693     |
| 1954   | 406             | 11     | 1       | 3 720     |
| 1955   | 484             | 27     | 0       | 1 507     |
| 1956   | 490             | 64     | 2       | 860       |

#### Développement des infrastructures médicales
Face au manque de structures médicales dans l'intérieur du pays, des dispensaires sont créés à l'initiative des habitants tels ceux de Nabeul et Medjez el-Bab dont l'entretien est assuré par l'administration des Habous. Les dispensaires de Sousse et Sfax sont érigés en hôpitaux régionaux. En 1939, le Préventorium de l'Ariana ouvre ses portes. En 1950, on crée le centre Lamine 1er consacré à la lutte antituberculeuse et l'Institut d'Ophtalmologie pour la lutte contre le trachome. La même année, l'infirmerie-dispensaire du Kef est érigée en hôpital régional pourvu d'un préventorium.
| Désignation                                    | 1947                      | 1947           | 1948                      | 1948           | 1949                      | 1949           | 1950                      | 1950           | 1951                      | 1951           | 1955                      | 1955           | 1956                      | 1956           |
| Désignation                                    | Nombre d'établis- sements | Nombre de lits | Nombre d'établis- sements | Nombre de lits | Nombre d'établis- sements | Nombre de lits | Nombre d'établis- sements | Nombre de lits | Nombre d'établis- sements | Nombre de lits | Nombre d'établis- sements | Nombre de lits | Nombre d'établis- sements | Nombre de lits |
| ---------------------------------------------- | ------------------------- | -------------- | ------------------------- | -------------- | ------------------------- | -------------- | ------------------------- | -------------- | ------------------------- | -------------- | ------------------------- | -------------- | ------------------------- | -------------- |
| Hôpitaux                                       | 7                         | 2 541          | 7                         | 2 703          | 7                         | 3 023          | 8                         | 3 346          | 8                         | 3 602          | 11                        | 4 732          | 11                        | 5 040          |
| Infirmeries-dispensaires                       | 32                        | 886            | 33                        | 922            | 37                        | 927            | 43                        | 973            | 43                        | 986            | 40                        | 1 003          | 40                        | 1 035          |
| Cliniques privées                              | 24                        | 294            | 23                        | 295            | 23                        | 295            | 33                        | 369            | 33                        | 369            | 47                        | 497            | 47                        | 479            |
| Dispensaires polyvalents                       | 4                         | 4              | 4                         | 4              | 4                         | 4              | 4                         | 4              | 4                         | 4              | 5                         | 5              | 5                         | 5              |
| Dispensaires ophtalmologiques                  | 22                        | 22             | 25                        | 25             | 25                        | 25             | 13                        | 13             | 14                        | 14             | 8                         | 8              | 13                        | 13             |
| Dispensaires ruraux ou salles de consultations | 162                       | 162            | 162                       | 162            | 162                       | 162            | 133                       | 133            | 142                       | 142            | 177                       | 177            | 205                       | 205            |

Si la progression du nombre de médecins tunisiens est lente, elle s'accélère sur la fin du protectorat. En 1902, sur les 170 médecins diplômés, on compte 81 Français, 83 étrangers et six Tunisiens dont deux musulmans et quatre israélites. Mais en 1953, sur les 548 médecins présents dans la régence, on trouve 171 tunisiens et 350 Français. L'indépendance du pays provoque le départ progressif de ces derniers puisqu'ils ne sont plus que 207 en 1958 contre 130 musulmans tunisiens et 67 israélites.
| Années | Médecins | Médecins       | Pharmaciens | Pharmaciens | Chirurgiens dentistes | Sages-femmes | Sages-femmes | Vétérinaires |
| Années | Total    | dont Tunisiens | Détaillants | Grossistes  | Chirurgiens dentistes | Diplômées    | Tolérées     | Vétérinaires |
| ------ | -------- | -------------- | ----------- | ----------- | --------------------- | ------------ | ------------ | ------------ |
| 1920   | 175      | 10             | 50          | 50          | 4                     | 61           | 61           |              |
| 1940   | 404      | 404            | 161         | 161         | 53                    | 101          | 11           | 20           |
| 1946   | 434      | 434            | 144         | 144         | 57                    | 94           | 7            | 25           |
| 1947   | 452      | 129            | 120         | 18          | 55                    | 96           | 7            | 26           |
| 1948   | 472      | 472            | 160         | 160         | 59                    | 120          | 120          | 28           |
| 1949   | 490      | 138            | 138         | 21          | 63                    | 126          | 8            | 30           |
| 1950   | 503      | 503            | 153         | 153         | 68                    | 146          | 146          |              |
| 1951   | 510      | 510            | 156         | 156         | 73                    | 160          | 160          |              |
| 1952   | 523      | 523            | 165         | 165         | 71                    |              |              |              |
| 1953   | 548      | 171            | 170         | 170         | 72                    | 153          | 153          | 33           |
| 1954   | 566      | 182            | 181         | 25          | 82                    | 159          | 7            | 33           |
| 1955   | 552      | 179            | 184         | 24          | 76                    | 154          | 4            | 36           |
| 1956   | 548      | 189            | 186         | 24          | 81                    | 134          | 4            | 33           |

Cette lente amélioration des conditions sanitaires est insuffisante pour remédier aux conditions de vie de la population tunisienne. En 1948, le taux de mortalité à Tunis est de 21 pour 1000 chez les Tunisiens musulmans contre 9.9 pour 1000 chez les Européens. Il est de 193 pour 1000 chez les enfants tunisiens musulmans contre 68 chez les enfants européens. Une maladie comme le trachome fait des ravages puisque, si les enfants tunisois ne sont que 2 % à en être atteints, ils sont 11,2 % à Sousse, 23,6 % à Sfax, 47,4 % à Gafsa, 61,3 % à Gabès et 79,3 % à Djerba.

## Production économique

### Production agricole
L'arrivée des colons européens bouleverse la production et les techniques agricoles qui n'avaient guère évolué depuis des siècles. Les outils en fer remplacent les outils en bois qui ne peuvent retourner le sol que sur une faible profondeur. Des exonérations fiscales tentent d'encourager l'utilisation des charrues vigneronnes et des charrues Brabant à plusieurs socs. Mais la nécessité de posséder de nombreux attelages de bêtes vigoureuses explique que seuls les colons français et tunisiens aisés ont les moyens de les acquérir. C'est pourquoi ce privilège fiscal est finalement supprimé en 1918.

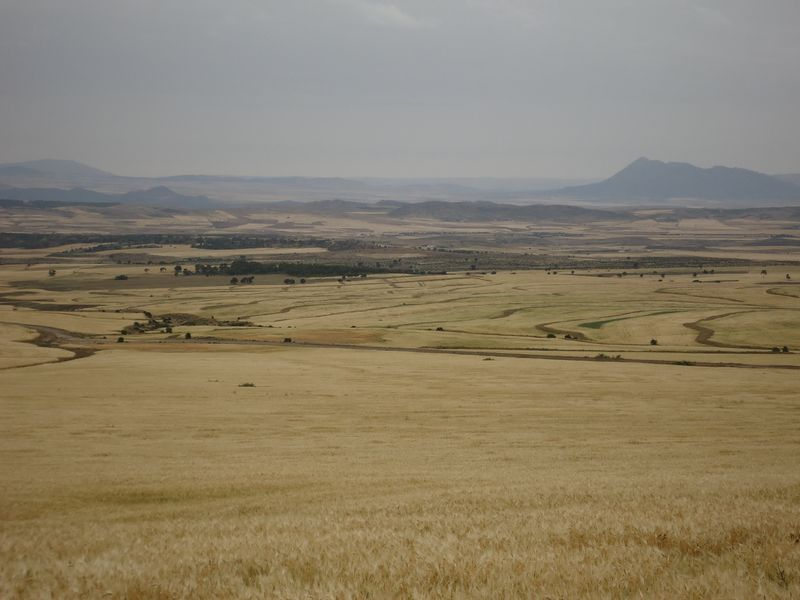
Champs de blé dans la région de Sakiet Sidi Youssef

De nouvelles cultures sont introduites. Jusque-là, le blé dur était majoritairement cultivé à l'usage du marché intérieur. Les Français se lancent dans la culture du blé tendre utilisé par leurs compatriotes et très demandé sur le marché français. En 1913, le Service Botanique de Tunisie est créé. Généticiens et spécialistes de céréales s'acharnent à y créer de nouvelles semences plus productives et adaptées au climat tunisien. Un Service de l'Élevage est également créé, qui deviendra l'Institut Arloing en 1913. Sa collaboration avec l'Institut Pasteur de Tunis lui permet de mettre au point des vaccins contre les maladies du bétail.
L'utilisation de la mécanisation entraine une augmentation importante des rendements. Les tracteurs sont de plus en plus utilisés de même que les moissonneuses batteuses. Aidée par un puissant réseau de coopératives soutenues financièrement par le gouvernement du protectorat et par les banques qui accordent de larges prêts, l'agriculture européenne en Tunisie devient l'une des plus modernes du monde, dépassant même largement l'agriculture française. La production de blé tendre passe de 400 000 quintaux dans les années 1920 à 1 400 000 à la veille de l'indépendance. Dans le même temps, la production de blé dur suit une courbe semblable en passant de 1 400 000 à 3 600 000 quintaux.

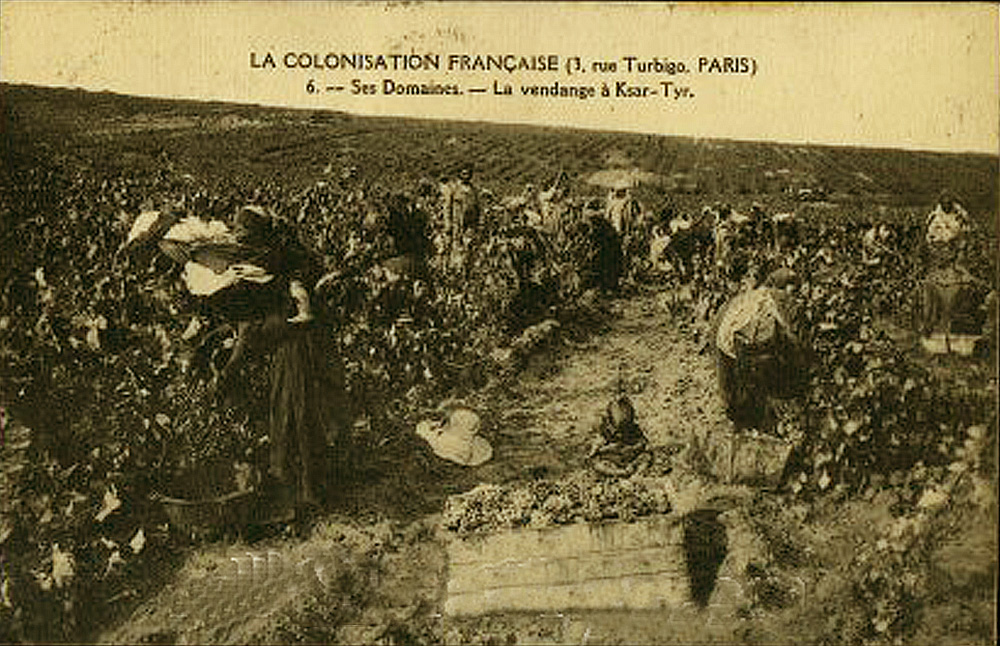
Vendanges en Tunisie au début du XXe siècle

La culture de la vigne, très peu répandue jusque-là, est en pleine expansion grâce aux Italiens qui y trouvent là la possibilité d'utiliser leur force de travail sans avoir besoin de capitaux importants puisque de faibles surfaces sont suffisantes. Le vignoble tunisien qui s'étend sur 28 000 hectares en 1925 en couvre 50 000 en 1934. Mais cette production souffre de la faiblesse de la consommation intérieure due à l'absence de consommation de vin dans la population musulmane. La majorité du million d'hectolitres produit en moyenne chaque année doit être exporté, le marché tunisien n'en absorbant que 300 à 350 000 hectolitres. La crise des années 1930 avec l'effondrement des exportations est fatale à beaucoup de viticulteurs.
Les plantations d'oliviers et la production d'huile d'olive sont également en pleine expansion. Des presses modernes sont introduites qui permettent la séparation des différentes catégories d'huile. Les huileries à vapeur remplacent peu à peu les huileries à traction animale. Le nombre de pieds d'oliviers en production passe de 7.6 millions en 1911 à 8.4 en 1921, 11.5 en 1931, 15.5 en 1941 et 19.3 en 1951.
La crise des années 1930 démontre la fragilité de ce système reposant essentiellement sur les exportations. Les nombreuses faillites de cette époque permettent une redistribution des terres et une plus grande diversification des cultures. Les expulsions de nombreux Italiens à la fin de la seconde guerre mondiale sont l'occasion pour les viticulteurs français d'acquérir les vignobles de leurs concurrents. L’élévation du niveau de vie à la fin de la guerre entraine une baisse sensible des exportations de céréales maintenant consommées sur place. À la veille de l'indépendance, les colons européens produisent la majeure partie du blé tendre et du vin, un peu moins de la moitié du blé dur, la moitié environ de la production oléicole annuelle.
|                                     | 1895  | 1896  | 1897  | 1898  | 1899  | 1900   | 1901   | 1902   | 1903   | 1904   | 1905   | 1906   | 1907   | 1908   | 1909   |
| ----------------------------------- | ----- | ----- | ----- | ----- | ----- | ------ | ------ | ------ | ------ | ------ | ------ | ------ | ------ | ------ | ------ |
| Blé dur (1000 quintaux)             | 1 740 | 873   | 837   | 1 139 | 1 030 | 1 374  | 1 248  | 1 163  | 2 121  | 2 372  | 1 107  | 1 383  | 1 780  | 1 000  | 1 750  |
| Blé tendre (1000 quintaux)          | 1 740 | 873   | 837   | 1 139 | 1 030 | 1 374  | 1 248  | 1 163  | 2 121  | 2 372  | 1 107  | 1 383  | 1 780  | 1 000  | 1 750  |
| Surface ensemencée en blé (1000 ha) | 349   | 295   | 322   | 365   | 377   | 413    | 401    | 436    | 462    | 486    | 370    | 407    | 456    | 439    | 405    |
| Huile d'olive (1000 quintaux)       | 176   | 306   | 107   | 418   | 126   | 311    | 243    | 148    | 360    | 234    | 224    | 223    | 359    | 62     | 504    |
| Surface du vignoble (ha)            | 7 730 | 7 900 | 8 200 | 8 560 | 9 300 | 11 400 | 12 000 | 13 810 | 14 270 | 15 773 | 16 201 | 16 675 | 16 425 | 16 451 | 16 131 |

|                                     | 1910   | 1911   | 1912   | 1913   | 1914   | 1915   | 1916   | 1917   | 1918   | 1919   | 1920   | 1921   | 1922   | 1923   | 1924   |
| ----------------------------------- | ------ | ------ | ------ | ------ | ------ | ------ | ------ | ------ | ------ | ------ | ------ | ------ | ------ | ------ | ------ |
| Blé dur (1000 quintaux)             | 1 040  | 2 250  | 930    | 2 085  | 492    | 1 970  | 1 310  | 1 650  | 2 694  | 1 450  | 1 075  | 2 098  | 800    | 2 350  | 1 040  |
| Blé tendre (1000 quintaux)          | 80     | 100    | 120    | 135    | 108    | 180    | 190    | 340    | 557    | 450    | 348    | 340    | 200    | 350    | 360    |
| Surface ensemencée en blé (1000 ha) | 483    | 556    | 556    | 597    | 386    | 526    | 575    | 555    | 594    | 515    | 482    | 570    | 394    | 599    | 433    |
| Huile d'olive (1000 quintaux),      | 46     | 538    | 160    | 285    | 146    | 178    | 354    | 150    | 390    | 165    | 450    | 340    | 180    | 220    | 220    |
| Surface du vignoble (ha),           | 15 761 | 16 257 | 17 014 | 17 942 | 17 500 | 19 166 | 20 666 | 21 300 | 22 608 | 23 246 | 23 414 | 23 621 | 25 906 | 26 895 | 28 086 |

|                                     | 1925   | 1926   | 1927   | 1928   | 1929   | 1930   | 1931   | 1932   | 1933   | 1934   | 1935   | 1936   | 1937   | 1938   | 1939   |
| ----------------------------------- | ------ | ------ | ------ | ------ | ------ | ------ | ------ | ------ | ------ | ------ | ------ | ------ | ------ | ------ | ------ |
| Blé dur (1000 quintaux)             | 2 500  | 2 900  | 1 760  | 3 230  | 2 650  | 2 030  | 2 700  | 3 400  | 1 700  | 2 000  | 3 000  | 21 200 | 2 800  | 2 000  | 2 900  |
| Blé tendre (1000 quintaux)          | 700    | 650    | 440    | 500    | 700    | 800    | 1 100  | 1 350  | 800    | 1 750  | 1 600  | 1 000  | 2 000  | 1 800  | 2 000  |
| Surface ensemencée en blé (1000 ha) | 590    | 672    | 499    | 741    | 637    | 700    | 720    | 835    | 600    | 668    | 680    | 423    | 820    | 514    | 747    |
| Huile d'olive (1000 quintaux),      | 340    | 400    | 160    | 450    | 650    | 200    | 315    | 550    | 600    | 550    | 600    | 150    | 500    | 250    | 736    |
| Surface du vignoble (ha),           | 27 986 | 27 396 | 28 168 | 30 768 | 35 231 | 39 850 | 44 098 | 49 500 | 50 606 | 50 183 | 44 593 | 42 578 | 42 578 | 42 450 | 42 232 |

|                                      | 1940   | 1941   | 1942   | 1943   | 1944   | 1945   | 1946   | 1947   | 1948   | 1949   | 1950   | 1951   | 1952   | 1953   | 1954   | 1955   | 1956   | 1957  |
| ------------------------------------ | ------ | ------ | ------ | ------ | ------ | ------ | ------ | ------ | ------ | ------ | ------ | ------ | ------ | ------ | ------ | ------ | ------ | ----- |
| Blé dur (1000 quintaux),             | 1 100  | 2 000  | 2 100  | 1 300  | 1 450  | 1 105  | 1 950  | 1 400  | 1 510  | 3 600  | 2 800  | 2 000  | 4 670  | 3 800  | 4 350  | 2 913  | 3 320  | 3 660 |
| Blé tendre (1000 quintaux),          | 1 400  | 2 100  | 1 700  | 720    | 430    | 815    | 1 300  | 1 100  | 1 014  | 1 800  | 1 800  | 1 200  | 2 200  | 2 000  | 1 893  | 1 040  | 1 452  | 1 320 |
| Surface ensemencée en blé (1000 ha), | 485    | 655    | 742    | 342    | 560    | 639    | 512    | 467    | 710    | 668    | 528    | 835    | 952    | 873    | 1153   | 834    | 965    | 1 095 |
| Huile d'olive (1000 quintaux),       | 159    | 242    | 341    | 416    | 590    | 36     | 148    | 150    | 420    | 1 050  | 400    | 420    | 350    | 800    | 530    | 220    | 900    |       |
| Surface du vignoble (ha),            | 42 194 | 41 371 | 38 723 | 37 217 | 33 613 | 29 894 | 27 607 | 30 600 | 30 200 | 32 800 | 35 500 | 38 100 | 39 800 | 40 300 | 41 800 | 41 600 | 41 300 |       |

### Production artisanale

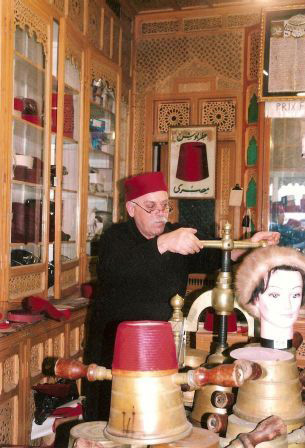
Vente artisanale de chéchias

Avant même l'instauration du protectorat, l'artisanat tunisien est touché de plein fouet par la concurrence des produits européens qui n'hésitent pas à imiter les articles tunisiens et à les produire en grand nombre et à faible coût grâce au machinisme qui se développe. La situation s'aggrave après 1881. La chéchia qui était l'un des principaux produits tunisiens exportés est concurrencée sur son propre sol par des chéchias françaises, autrichiennes ou tchécoslovaques. Les cotonnades et les soieries tunisiennes sont également supplantées par des produits venus d'Europe et meilleur marché. Même les burnous sont fabriqués en France à Yvetot ! Le constat est le même pour les céramiques, meubles et les bijoux.

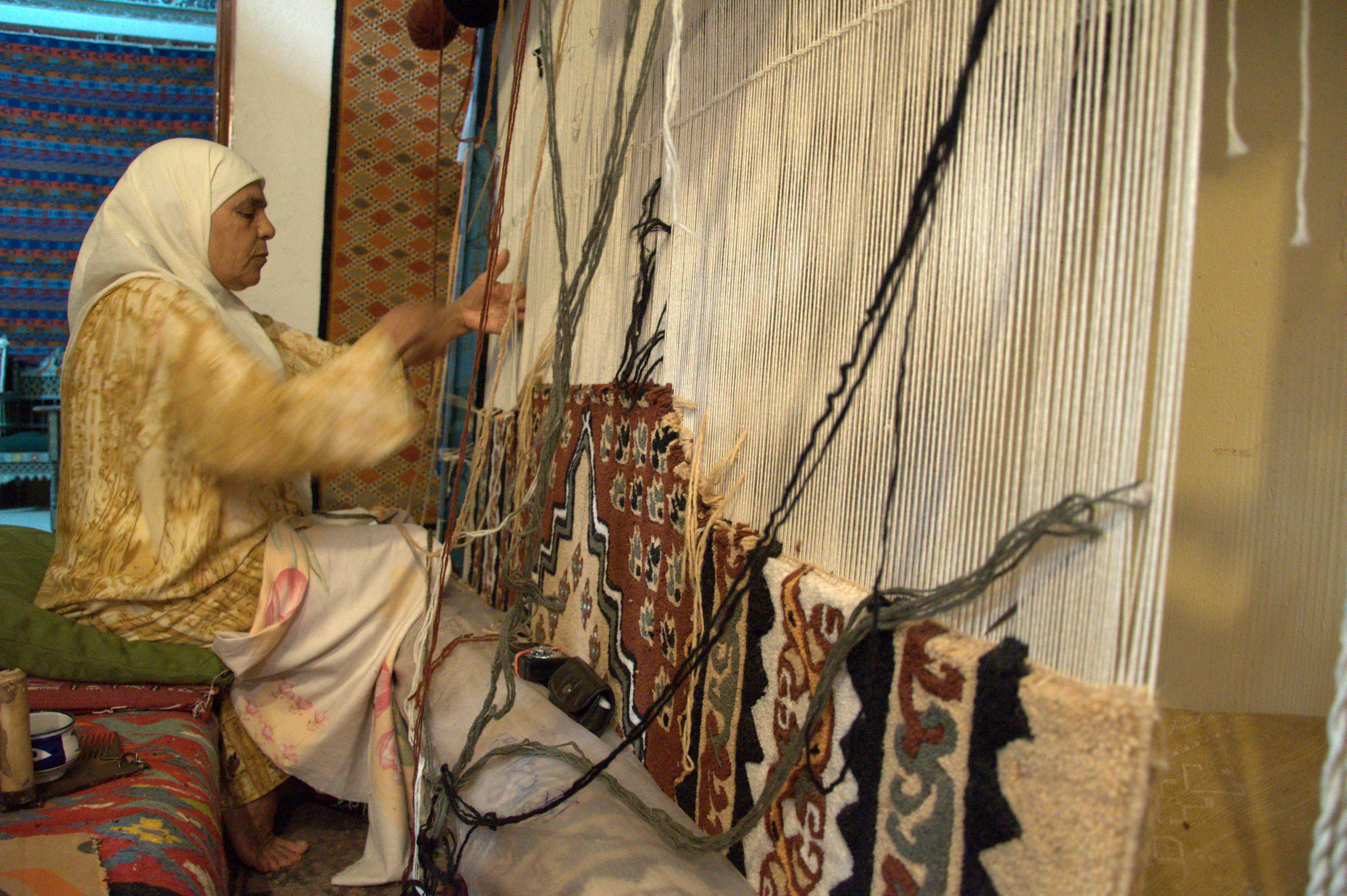
Tissage traditionnel de tapis de Kairouan

L'évolution de la société amène également les Tunisiens les plus aisés à délaisser les produits artisanaux tunisiens pour des articles européens qui font plus « modernes ». Ainsi, de plus en plus de Tunisiens s'habillent maintenant à l'européenne. La modernisation des moyens de transport entraine la diminution du nombre de carrosses et la décadence des corporations de selliers ou des brodeurs sur cuir. La quasi-disparition de l'armée beylicale ruine la corporation des armuriers.
Face à ce drame, le gouvernement tente de réagir en ouvrant des écoles professionnelles pour enseigner les techniques modernes. Dès 1888, le collège Alaoui est équipé d'ateliers pour le travail du fer et du bois. En 1898, une école professionnelle est fondée à Bab Souika où on enseigne le travail du fer, du bois et de la reliure. Un atelier de tissage créé en 1909 initie les artisans au métier Jacquard. En 1913, on crée le Laboratoire d'essais industriels et commerciaux indigènes avec pour but de diffuser parmi les artisans de nouveaux procédés et de nouvelles techniques en mettant à leur disposition des ateliers modèles. Enfin on crée en 1923 l'Office de l'Enseignement Professionnel (futur Office des Arts Tunisiens) qui ouvre plusieurs centres pourvus d'ateliers pilotes de tissage ou de peinture, dispensant une formation professionnelle et développant l'esprit d'invention et de rénovation.
Le ministère du Commerce et de l'Artisanat est créé en 1947 et confié à un ministre tunisien avec pour tâche d'« organiser la production artisanale et d'aider à son écoulement ». L'arrivée d'une nouvelle clientèle touristique et la fidélité d'une clientèle locale permettent aux artisans de résister à l'industrialisation qui gagne aussi la Tunisie. Une enquête menée en 1953 évalue la main d'œuvre vivant de l'artisanat à 100 000 personnes et le nombre d'exploitations à 4 500 à 5 000 à Tunis et 23 213 en dehors de la capitale.

### Production minière

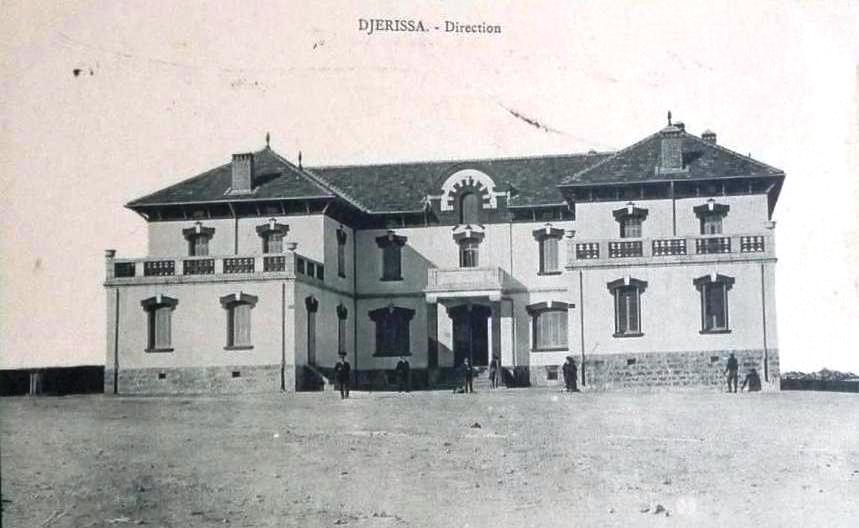
Siège de la Société du djebel de Djerissa en 1907

De très riches gisements de phosphate sont découverts par Philippe Thomas dans le sud-ouest de la Tunisie entre 1885 et 1886. La Compagnie des phosphates et des chemins de fer de Gafsa est créée en 1897. Elle obtient la concession des gisements découverts à la condition de construire une voie ferrée entre les zones minières de Gafsa et le port de Sfax. 

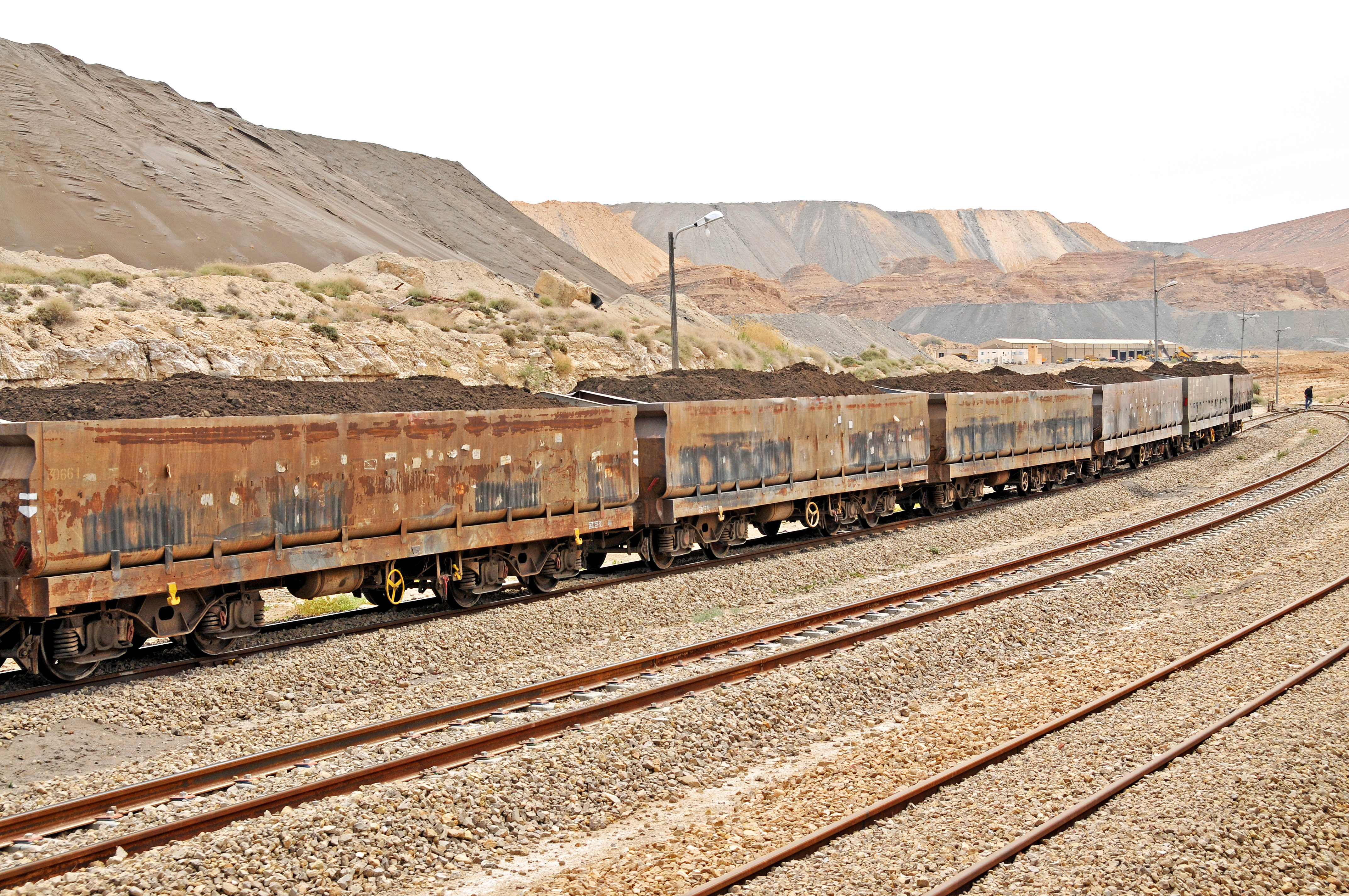
Train chargé de minerais de phosphates dans la région de Metlaoui

L'exploitation commence dès 1899. Comme la teneur du minerai est faible en acide phosphorique, des usines d'enrichissement du minerai sont construites à Métlaoui, Moularès et Mdhilla, ce dernier gisement ayant été concédé à la Compagnie du Jebel Mdhilla. D'autres gisements sont également découverts et exploités dans le nord-ouest tunisien (Kalaat Jerda, Kalaat Senan, Rebiha, Mhiri Zebbès, Bir Lafou). La production de phosphates de chaux atteint un pic à plus de 3 millions de tonnes en 1930 avant de redescendre à 1,7 million de tonnes deux ans plus tard, victime de la crise mondiale. La production se stabilise par la suite autour de 2 millions de tonnes jusqu'à la fin du protectorat.
L'autre principale industrie extractive est celle du fer. Le plus important gisement se trouve à Jérissa dans le nord-ouest tunisien. La Société du Djebel Djerissa, créée en 1907, en obtient la concession. La production augmente alors régulièrement pour atteindre 980 000 tonnes en 1929. Également frappée par la crise mondiale, la production chute à 215 000 tonnes en 1932 avant de remonter doucement. Mais il faut attendre 1952 pour retrouver le niveau d'avant la crise. À la fin du protectorat, la production atteint un niveau record de 1 170 000 tonnes.
La découverte et la mise en valeur des mines de phosphates et de fer permettent le développement économique de régions très reculées de la Tunisie. Mais dans un contexte colonial où le transfert des richesses vers la France est privilégié, il n'est jamais envisagé la construction d'usines de transformation en Tunisie. Les minerais extraits sont exportés directement vers la métropole. Ils forment d'ailleurs une part importante des exportations pendant toute la période du protectorat. Ainsi en 1952, les phosphates représentent 15,1 % des exportations (en valeur), les minerais de fer 8,8 % alors que le blé n'en représente que 10.9%.
|                                   | 1899 | 1900 | 1901 | 1902 | 1903 | 1904 | 1905 | 1906 | 1907  | 1908  | 1909  | 1910  | 1911  | 1912  | 1913  |
| --------------------------------- | ---- | ---- | ---- | ---- | ---- | ---- | ---- | ---- | ----- | ----- | ----- | ----- | ----- | ----- | ----- |
| Minerai de fer (1000 tonnes),     | 38   | 28   | 29   | 35   | 40   | 65   | 58   | 60   | 65    | 100   | 220   | 360   | 410   | 478   | 594   |
| Phosphates de chaux (1000 tonnes) | 64   | 171  | 178  | 204  | 352  | 456  | 521  | 785  | 1 039 | 1 301 | 1 300 | 1 334 | 1 592 | 1 882 | 2 072 |

|                                    | 1914  | 1915  | 1916  | 1917 | 1918 | 1919  | 1920  | 1921  | 1922  | 1923  | 1924  | 1925  | 1926  | 1927  | 1928  |
| ---------------------------------- | ----- | ----- | ----- | ---- | ---- | ----- | ----- | ----- | ----- | ----- | ----- | ----- | ----- | ----- | ----- |
| Minerai de fer (1000 tonnes),      | 529   | 297   | 500   | 605  | 445  | 349   | 406   | 262   | 500   | 838   | 798   | 705   | 543   | 937   | 924   |
| Phosphates de chaux (1000 tonnes), | 1 395 | 1 170 | 1 041 | 676  | 862  | 1 075 | 1 357 | 1 828 | 1 958 | 2 357 | 2 862 | 2 691 | 2 564 | 3 075 | 2 789 |

|                                    | 1929  | 1930  | 1931  | 1932  | 1933  | 1934  | 1935  | 1936  | 1937  | 1938  | 1939  | 1940 | 1941 | 1942 | 1943 |
| ---------------------------------- | ----- | ----- | ----- | ----- | ----- | ----- | ----- | ----- | ----- | ----- | ----- | ---- | ---- | ---- | ---- |
| Minerai de fer (1000 tonnes),      | 980   | 807   | 443   | 215   |       |       | 503   | 723   | 948   |       | 765   |      |      |      |      |
| Phosphates de chaux (1000 tonnes), | 2 511 | 3 326 | 2 148 | 1 678 | 1 678 | 1 766 | 1 500 | 1 488 | 1 771 | 2 034 | 1 628 |      |      |      |      |

|                                    | 1944 | 1945 | 1946  | 1947  | 1948  | 1949  | 1950  | 1951  | 1952  | 1953  | 1954  | 1955   | 1956  | 1957  |
| ---------------------------------- | ---- | ---- | ----- | ----- | ----- | ----- | ----- | ----- | ----- | ----- | ----- | ------ | ----- | ----- |
| Minerai de fer (1000 tonnes),      |      |      | 184   | 404   | 696   | 712   | 758   | 923   | 977   | 1 057 | 950   | 31 140 | 1 170 | 1 175 |
| Phosphates de chaux (1000 tonnes), |      |      | 1 400 | 1 755 | 1 864 | 1 442 | 1 525 | 1 679 | 2 265 | 1 719 | 1 823 | 2 201  | 2 077 | 2 067 |

### Exportations et importations
Le commerce extérieur de la Tunisie reste, pendant toute la période du protectorat, caractéristique d'une structure économique de type colonial : les produits primaires (denrées agricoles, matières minérales) lourds mais de faible valeur marchande occupent une place dominante dans les exportations (70 à 75 % du total) alors que les importations comportent essentiellement des produits énergétiques et surtout manufacturés.
Jusqu'en 1914, les déficits de la balance commerciale ne sont pas considérables ; seule la population européenne consomme des biens d'importation. Mais à partir de 1923, la balance commerciale ne cesse d'être déficitaire, particulièrement pendant la crise économique des années 1930 qui entraine une chute des exportations.
Après la guerre, les besoins de reconstruction, d'équipement et de consommation des villes provoquent une augmentation extraordinaire des importations dont la valeur passe de 3 580 000 francs à 59 000 000 francs en 1954 (contre 44 477 000 pour les exportations). La Tunisie est même obligée d'importer des céréales alors qu'elle était exportatrice jusqu'alors.
Les déséquilibres sont particulièrement importants avec la zone franc qui a toujours été favorisée par les multiples réformes depuis 1881. Ainsi le pourcentage de couverture des importations par les exportations vers cette zone est de 53 % en 1950, 64 % en 1955 et 63 % en 1956. Le déficit avec la zone dollar est compensé par un excédent quasi permanent avec la zone sterling grâce aux exportations d'alfa et de minerais.
|                                    | 1885   | 1886   | 1887   | 1888   | 1889   | 1890   | 1891   | 1892   | 1893   | 1894   | 1895   | 1896   | 1897   | 1898   | 1899   |
| ---------------------------------- | ------ | ------ | ------ | ------ | ------ | ------ | ------ | ------ | ------ | ------ | ------ | ------ | ------ | ------ | ------ |
| Importations (millions de francs), | 26,442 | 29,121 | 26,610 | 32,836 | 29,592 | 31,272 | 38,321 | 39,326 | 38,383 | 41,923 | 44,086 | 46,445 | 53,821 | 53,521 | 55,778 |
| Exportations (millions de francs), | 20,570 | 19,211 | 20,352 | 16,612 | 39,938 | 37,396 | 30,313 | 37,200 | 29,685 | 36,933 | 41,247 | 34,508 | 36,730 | 44,197 | 49,433 |

|                                    | 1900   | 1901   | 1902   | 1903   | 1904   | 1905   | 1906   | 1907   | 1908   | 1909   | 1910   | 1911   | 1912   | 1913   | 1914   |
| ---------------------------------- | ------ | ------ | ------ | ------ | ------ | ------ | ------ | ------ | ------ | ------ | ------ | ------ | ------ | ------ | ------ |
| Importations (millions de francs), | 61,514 | 64,682 | 72,972 | 83,613 | 83,384 | 90,954 | 89,349 | 102,86 | 123,03 | 114,45 | 105,50 | 121,68 | 156,29 | 144,25 | 132,49 |
| Exportations (millions de francs), | 42,560 | 39,128 | 41,929 | 71,399 | 76,382 | 58,277 | 80,595 | 103,36 | 94,155 | 109,17 | 120,40 | 143,66 | 154,66 | 178,66 | 106,62 |

|                                    | 1915   | 1916   | 1917   | 1918   | 1919   | 1920   | 1921   | 1922   | 1923   | 1924   | 1925    | 1926    | 1927    | 1928    | 1929    |
| ---------------------------------- | ------ | ------ | ------ | ------ | ------ | ------ | ------ | ------ | ------ | ------ | ------- | ------- | ------- | ------- | ------- |
| Importations (millions de francs), | 107,25 | 134,26 | 142,04 | 207,44 | 285,76 | 635,56 | 721,70 | 856,38 | 817,46 | 927,94 | 1 086,3 | 1 360,3 | 1 771,6 | 1 680,2 | 1 984,5 |
| Exportations (millions de francs), | 125,54 | 118,79 | 125,67 | 129,55 | 202,04 | 337,06 | 672,89 | 444,68 | 554,01 | 582,35 | 846,23  | 1 269,7 | 1 026,7 | 1 233,4 | 1 408,4 |

|                                   | 1930    | 1931    | 1932    | 1933    | 1934    | 1935    | 1936    | 1937     | 1938    | 1939    | 1940 | 1941 | 1942 | 1943 | 1944 |
| --------------------------------- | ------- | ------- | ------- | ------- | ------- | ------- | ------- | -------- | ------- | ------- | ---- | ---- | ---- | ---- | ---- |
| Importations (millions de francs) | 2 107,5 | 1 872,5 | 1 771,5 | 1 368,9 | 1 250,2 | 1 230,6 | 1 013,6 | 1 324,33 | 1 559,6 | 1 482,9 |      |      |      |      |      |
| Exportations (millions de francs) | 1 127,2 | 835,87  | 861,03  | 685.89  | 674.30  | 772.26  | 840.62  | 1 140,9  | 1 353,7 | 1 265,8 |      |      |      |      |      |

|                                    | 1945 | 1946 | 1947 | 1948   | 1949   | 1950   | 1951   | 1952 | 1953 | 1954   | 1955   | 1956   | 1957 |
| ---------------------------------- | ---- | ---- | ---- | ------ | ------ | ------ | ------ | ---- | ---- | ------ | ------ | ------ | ---- |
| Importations (millions de francs), |      |      |      | 34 193 | 42 358 | 51 533 | 63 819 |      |      | 59 477 | 63 276 | 68 000 |      |
| Exportations (millions de francs), |      |      |      | 12 690 | 27 396 | 39 826 | 37 907 |      |      | 44 477 | 37 388 | 39 297 |      |

## Démographie

### Premières estimations de la population
Les rares estimations de la population tunisienne avant 1881 chiffrent le nombre d'habitants à 950 000 d'après le recensement de l'empire ottoman fait en 1844 et 1 007 200 d'après les évaluations officielles tunisiennes en 1867.
L'absence d'état-civil et la réticence des populations tunisiennes à se faire recenser de peur d'être assujetti à de nouveaux impôts expliquent qu'il faille attendre 1911 pour avoir une première estimation de la population locale. Le dénombrement des immigrants européens est plus aisé puisqu'ils sont enregistrés aux services consulaires dès leur entrée en Tunisie. Et l'obligation de mentionner aux services d'état-civil toute naissance ou décès permet de suivre leur évolution démographique.

### Évolution de la population européenne
Le gouvernement du protectorat prend ainsi très vite conscience de la supériorité du peuplement italien sur la population française. La proximité de la péninsule ainsi que les difficultés de vie en Sicile expliquent cet afflux permanent. Les incitations à l'immigration française restant insuffisantes, on recourt aux naturalisations pour tenter un rééquilibrage entre les deux populations. Le décret du 8 novembre 1921 déclare que tout étranger européen né en Tunisie de parents qui eux-mêmes y étaient nés devient automatiquement français. Ce décret ne concerne pas les Italiens puisque le gouvernement français s'est engagé à ne pas toucher à leur statut par la convention du 8 septembre 1896. Les Européens d'origine maltaise, par contre, sont nombreux à demander la naturalisation. Ces multiples mesures permettent à la population française de dépasser les italiens dès 1931. La dénonciation de la convention de 1896 après la déclaration de guerre de l'Italie à la France en 1940 permet d'appliquer aux nouveau-nés italiens le décret de naturalisation de 1921. La population française devient alors largement majoritaire parmi la population européenne. La proclamation de l'indépendance en 1956, l'implantation de l'armée de libération nationale à la frontière avec l'Algérie, la crise de Bizerte en 1961 ainsi que la nationalisation des propriétés agricoles européennes en 1964 entraînent le départ progressif de ces populations.

### Évolution de la population tunisienne
Ce n'est que le 28 décembre 1908 que l'inscription à l'état-civil devient obligatoire pour les Tunisiens. Ce décret ne s'applique alors qu'à Tunis, Monastir, Kairouan et Sousse. Mais son champ d'application s'étend progressivement à tout le pays en 1912. L'une des premières conséquences est la nécessité d'adopter un nom patronymique ce qui était rarement le cas jusqu'alors.
Le caractère obligatoire de l'inscription à l'état-civil est rappelé par le décret du 26 décembre 1919 ce qui semble confirmer la réticence des Tunisiens à accomplir cette démarche. La possibilité d'obtenir des pensions pour les soldats de la première guerre mondiale ou des allocations pour charge de famille nombreuse sont mises en avant par le gouvernement pour vaincre les réticences.
Les recensements quinquennaux rendent compte de l'accroissement de la population tunisienne à partir de 1920 grâce à la diminution progressive de la mortalité (malgré une forte mortalité infantile), la disparition des grandes épidémies et des guerres intérieures, la faible fréquence des disettes ainsi que l'amélioration de l'état sanitaire. De 1926 à 1936, l'accroissement atteint un pic à 25 % avant de redescendre à 21 % entre 1936 et 1946 et 19 % entre 1946 et 1956.

### Statistiques de la population
|      | Tunisiens musulmans | Tunisiens israélites | Français | Italiens | Maltais | Autres Européens | Pourcentage Européens | TOTAL     |
| ---- | ------------------- | -------------------- | -------- | -------- | ------- | ---------------- | --------------------- | --------- |
| 1881 |                     |                      | 708      | 11 000   | 7 000   |                  |                       |           |
| 1886 |                     |                      | 3 500    | 16 703   | 9 000   |                  |                       |           |
| 1891 |                     |                      | 10 030   | 21 016   | 11 706  |                  |                       |           |
| 1901 |                     |                      | 24 201   | 71 600   | 12 038  | 3 241            |                       |           |
| 1906 |                     |                      | 34 610   | 81 156   | 10 330  | 2 799            |                       |           |
| 1911 | 1 730 144           | 50 383               | 49 970   | 109 143  | 12 410  | 4 712            | 9 %                   | 1 956 762 |
| 1921 | 1 889 388           | 48 436               | 54 476   | 84 799   | 13 520  | 3 320            | 7,5 %                 | 2 093 939 |
| 1926 | 1 864 908           | 53 022               | 71 020   | 89 216   | 8 396   | 4 649            | 8,3 %                 | 2 091 211 |
| 1931 | 2 086 762           | 55 340               | 91 427   | 91 178   | 8 643   | 4 045            | 8,4 %                 | 2 337 395 |
| 1936 | 2 335 623           | 59 485               | 108 068  | 94 289   | 7 279   | 3 659            | 8,2 %                 | 2 608 403 |
| 1946 | 2 832 978           | 70 971               | 143 977  | 84 935   | 10 637  | 10 637           | 7,6 %                 | 3 143 498 |
| 1956 | 3 383 910           | 57 792               | 180 440  | 66 910   | 7 874   | 7 874            | 6,9 %                 | 3 696 926 |
| 1966 | 4 466 517           | 4 466 517            | 16 664   | 10 144   | 5 959   | 5 959            | 0,7 %                 | 4 499 284 |

## Conséquences et postérité

### Éveil du nationalisme
Le contexte colonial a permis à toute une génération de se sentir solidaire dans un combat commun. Ainsi, Mohamed Ennafaa, né en 1917, se souvient de ses premières prises de conscience : 
« Pour ce qui me concerne, ma première prise de conscience, à mon éveil à la vie sociale, ne dépassait pas l'horizon tribal. J'avais conscience d'appartenir à une tribu, celle des Saïdi, je me sentais solidaire de tous ses membres, avec devoir de les défendre et de les soutenir dans tout différend avec d'autres tribus. […] Ma formation tribale allait cependant s'estomper au fil des ans. Mais comme d'autres, j'en gardai certaines valeurs et quelques bons principes. C'est ainsi que se sont perpétués en moi un certain sens de l'honneur et de la dignité, le respect de la parole donnée et le devoir de solidarité.

Le milieu particulier où se passait ma vie quotidienne, c'est-à-dire l'internat de la société de bienfaisance musulmane, le contact avec d'autres jeunes tunisiens venus de régions diverses, et par-dessus tout, les échos de la vie politique, sociale et culturelle de la capitale – tout cela finit par élargir ma prise de conscience. Je découvris progressivement l'idée de peuple tunisien et de patrie tunisienne ainsi que l'idée d'appartenance à une culture bien déterminée, c'est-à-dire la culture arabo-musulmane. Ce qui donnait à mon identité un contenu bien plus large que mon identité tribale. Du même coup, je pris conscience d'une réalité historique, celle du système colonial et de ses multiples conséquences : politiques, sociales et culturelles. »

Ce sentiment est partagé par Bourguiba comme il le confie à Jean Daniel en 1955 : 
« C'est vrai que les civilisations s'effondrent et que pour renaître, elles ont besoin d'un choc. Je n'ai aucune gêne à reconnaître qu'avant la France la Tunisie était une sorte d'espace vide, sans réalité et sans âme. Quand il y a une place vide, l'histoire est là pour nous dire que la puissance supérieure et voisine est là pour l'occuper. Disons que ce travail historique a incombé à la France. Les Français nous ont fait renaître contre eux, par opposition, par réaction. Nous avons pris d'eux le meilleur pour lutter contre la France. Maintenant, votre travail est fait, il faut que vous partiez. Je le dis sans haine, malgré les traitements que j'ai subis en prison. Après tout, s'il fallait un choc pour nous faire revivre, autant que le choc soit venu de la France. De ses militaires, mais aussi, heureusement, de ses instituteurs. Si bien qu'au lieu d'être de simples révoltés nous sommes devenus des matérialistes. On nous a exploités, on nous a réveillés, il faut nous laisser nous débrouiller seuls. »

### Francophonie
S'il est un débat qui n'est jamais clos en Tunisie, c'est bien celui de la place de la langue française dans l'enseignement tunisien. Au lendemain de l'indépendance, il est décidé que l'enseignement de toutes les matières autres que religieuses (calcul, leçon de choses, histoire et géographie) serait fait en français. Les premières tentatives d'arabisation de l'enseignement ont lieu en 1972 lorsque le nouveau ministre de l'Éducation Mohamed Mzali repousse le début de l'apprentissage du français de la première année de l'école primaire à la quatrième. À partir de 1975, l'enseignement de la philosophie se fait en arabe. Mais le véritable tournant a lieu lors du retour de Mzali au ministère de l'Éducation en 1976. Sa volonté de « tunisifier » l'enseignement l'amène à repousser d'une année supplémentaire l'enseignement du français en école primaire et à arabiser l'enseignement de l'histoire et de la géographie dans le cycle secondaire. Malgré les réticences des autres ministres, la réforme est entérinée mais jamais acceptée. Des années plus tard, Mohamed Charfi, ministre de l'Éducation de 1989 à 1994 écrit : « Je remarque que le niveau de l'enseignement secondaire a énormément baissé, à la suite des différentes mesures prises au cours des années 1970. Les programmes d'histoire, de géographie, d'éducation civique… sont devenus pauvres, superficiels et propres à encourager la fermeture sur soi. […] Le programme de philosophie a été expurgé des doctrines qui sont de nature à favoriser l'esprit critique. Cela s'est produit parallèlement à l'arabisation de l'enseignement de cette matière. Cette dernière opération a été effectuée non par amour de la langue nationale, comme on l'a prétendu, mais pour que les classes de terminale cessent d'être des pépinières de formation de futurs étudiants contestataires ». Et quand Mzali demande au président Bourguiba les raisons de son renvoi en 1986, celui-ci lui répond : « Si Mohamed, pourquoi avez-vous arabisé l'enseignement ? Je vous avais dit de ne pas le faire ». Le jour même, il est décidé d'avancer l'enseignement du français à la troisième année du primaire.

Chercheuse à l'Institut supérieur d'histoire du mouvement national, Kmar Bendana analyse la place qu'a prise la langue française dans la société tunisienne : 
« Après l'indépendance de la Tunisie, en 1956, la relation coloniale avec la France bifurque pour se focaliser sur la question linguistique. La mobilisation de la langue dans la définition de l'État-nation français, transposée en terre tunisienne, constitue un des effets miroirs des politiques des deux États, dont les rapports ont évolué entre conjonctions souterraines et conflits apparents. La France incarne, aujourd'hui encore, une certaine idée de la modernité dans un pays où les élites sont férues de cet idéal, depuis plusieurs générations. La colonisation française a permis d'asseoir une domination d'État et une politique d'enseignement qui, au bout de soixante quinze ans de protectorat, ont donné à la culture française un statut de référence incontournable dans la culture tunisienne contemporaine. […]

Vers 1900, au bout de deux décennies de protectorat, le bilinguisme arabe-français remplace officiellement le bilinguisme arabe-italien puis italien-français. Une standardisation à la Française, par l'école et par le recrutement professionnel entre peu à peu dans le fonctionnement de l'État beylical, justifiant le choix des élites politiques bilingues (si ce n'est biculturelles). Cette modalité de valorisation par le haut devait imprégner la culture politique et les méthodes des cadres qui ont pris les rênes de l'État après l'indépendance. Jusqu'à nos jours, la politique tunisienne dans ses discours comme dans ses pratiques administratives est essentiellement façonnée par une culture bureaucratique centralisée, instaurée par le protectorat français. […]
La langue arabe est érigée en langue officielle par la Constitution de 1959, signe d'une influence du constitutionnalisme français qui perdure encore. Le défi de l'État tunisien en construction est alors double : redécouvrir des racines perdues et rétablir sa place dans le monde arabe. Un indice en dit long sur la persistance souterraine de l'influence française : jusque vers les années 2000, la matrice du Journal officiel de la République tunisienne est rédigée en français avant d'être traduite en arabe. […]

Dans le langage courant, le couple arbi/souri (arabe/français) recouvre couramment la distinction traditionnel/moderne. Or, comme tout cliché, ces formules laissent échapper une multitude de cas hybrides, de situations mixtes et surtout une dynamique incontrôlable. Les termes désormais célèbres « Normal » et « Dégage » témoignent d'une appropriation tunisienne de la langue française. De son côté, la langue arabe nationale a intégré des termes comme Kûlûniali (colonial), bien que son équivalent (Isti'mârî) existe, ou birûqrâtîa (bureaucratie). Le jargon a transposé Jaghrasiâsiyya (géopolitique) et les expressions comme Nasîb al assad (part du lion), hat saqu fisshan (mettre le pied dans le plat) ou lougha khachabiyya (langue de bois) sont un matériau chéri des humoristes et régalent les socio-linguistes. Ces traces n'en sont pas moins des incrustations dans la culture actuelle qu'aucun politiquement correct ne peut effacer ni empêcher. »

### Culture française
La langue étant vecteur de culture, le même article de Kmar Bendana évoque l'héritage culturel laissé par le protectorat : 
« À regarder la société tunisienne aujourd'hui, beaucoup d'autres langages évoquent l'influence culturelle française. Pour en prendre la mesure, il suffit de considérer un autre point de vue, celui de la réception de la culture française par la population tunisienne. En effet, en dehors des modèles qui imprègnent la politique, son fonctionnement et ses références, les empreintes de la culture coloniale au niveau des mentalités, des goûts et des manières de vivre et de faire sont multiples. […]

Dans un premier temps, la diffusion culturelle sous le protectorat est plus urbaine que rurale, touche davantage les hommes que les femmes mais elle imbibe graduellement la société tunisienne. La création d'associations et d'équipes sportives, l'introduction du cinéma à Tunis dès 1896, peu après sa naissance, l'apparition d'une école de peinture vers 1930, la naissance des ciné-clubs en 1946 sont autant d'initiatives culturelles qui marquent une minorité de Tunisiens, considérés après l'indépendance comme des pionniers dans leurs domaines. L'influence culturelle française joue également sur la vie familiale comme elle agit sur la sensibilité des Tunisiens et jusque dans la vie intime. À titre d'exemple, la conception de l'amour, de la vie conjugale, l'éducation des enfants, ont été largement transformées par la lecture (notamment féminine) des magazines, par l'écoute des chansons à la radio et la fréquentation des films et spectacles. Cette dimension intime de l'influence rejoint celle qui est induite par l'architecture publique et privée : la vie en appartement qui se répand en ville change le rapport à l'espace, à la famille élargie et jusqu'aux gestes du quotidien. »